# Rotterdam
Vous lisez un « article de qualité » labellisé en 2018.
Pour les articles homonymes, voir Rotterdam (homonymie).
Rotterdam (prononcé en néerlandais /ˌrɔtərˈdɑm/ ) est une commune et ville néerlandaise, située en province de Hollande-Méridionale. La population municipale est de 634 253 habitants en 2017, tandis que 1 424 662 personnes habitent dans son agglomération, qui fait partie de la conurbation de la Randstad, couvrant plus de 7 millions d'habitants entre Amsterdam, Haarlem, La Haye, Dordrecht et Utrecht. Ses habitants sont les Rotterdamois.
Deuxième ville des Pays-Bas en nombre d'habitants après la capitale Amsterdam et devant le chef-lieu de la Hollande-Méridionale La Haye, Rotterdam représente le cœur industriel du pays. Sa position géographique, à l'embouchure du Rhin et de la Meuse, en bordure de la mer du Nord, lui assure une situation commerciale stratégique dans les échanges européens, notamment avec l'Allemagne.
Huitième port mondial en 2014 et premier port européen, ses infrastructures portuaires s'étendent sur près de 42 kilomètres. La capacité et la modernité de celles-ci lui garantissent un quasi-monopole sur les arrivées d'hydrocarbures, étant le seul port européen, avec Le Havre, capable d'accueillir des supertankers transportant jusqu'à 400 000 tonnes de pétrole. Le port est aussi un pôle important pour les conteneurs, pour lesquels il se classe 12e en 2023, ainsi que pour les matières premières.
Fondée au XIIe siècle, Rotterdam s'organise autour de la digue de la rivière Rotte (qui donne son nom à la ville) et les premiers ports de pêcheurs : l'Oude Haven et les quais de Haringvliet. Elle reçoit son statut de ville en 1340. Le commerce y fleurit pendant plusieurs siècles, tandis que le port s'étend et que le commerce avec les Indes occidentales et orientales s'accroît.
Ville natale du philosophe humaniste Érasme au XVIe siècle et du peintre Pieter de Hooch au XVIIe siècle, elle favorise la vie culturelle et participe au rayonnement néerlandais durant le siècle d'or.
Au XIXe siècle, après une stagnation de son commerce due au blocus continental et à l'inadaptation de son port, la ville grandit à nouveau vers 1870, avec le percement d'une nouvelle voie d'eau qui lui donne un accès direct à la mer du Nord, l'agrandissement de son port et l'industrialisation de ses infrastructures. Des années de récession résultent de la Première Guerre mondiale, suivie de la crise économique de 1929. La Seconde Guerre mondiale met un coup d'arrêt à ce développement, le centre de Rotterdam étant totalement détruit par l'armée nazie, lors du bombardement aérien du 14 mai 1940 qui force le pays à capituler. La reconstruction reprend après-guerre avec l'expansion du port et des industries associées. Après une récession dans les années 1980, en raison des chocs pétroliers successifs, la ville diversifie ses activités économiques et commerciales toujours en lien avec l'expansion du port dans les années 2000.
Elle développe sa propre architecture contemporaine, met en valeur ses musées et son art moderne, augmentant ainsi le potentiel touristique de la ville notamment par une attention aux espaces verts.
Rotterdam est souvent confrontée à de nombreux défis politiques, économiques, historiques. La maîtrise des eaux et des risques associés aux changements climatiques restent pour la ville, l'enjeu primordial du XXIe siècle.

## Géographie

### Localisation et communes limitrophes

Géographie de Rotterdam
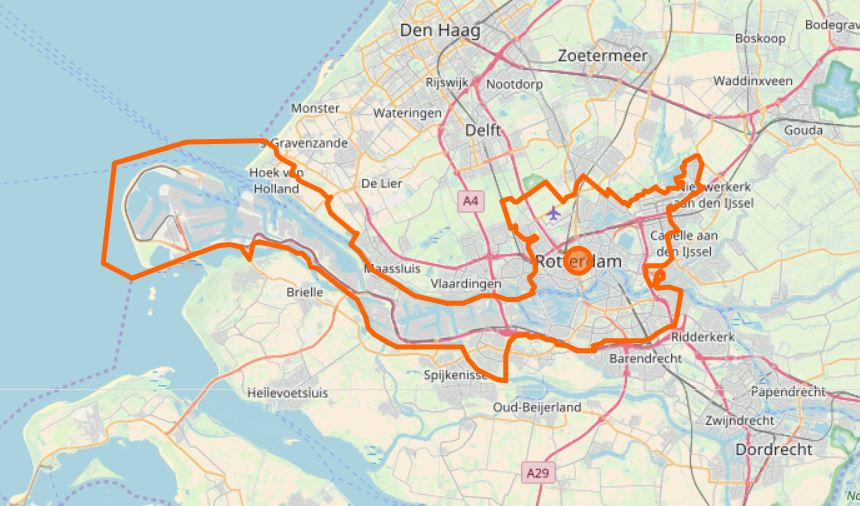
Limites administratives de Rotterdam.
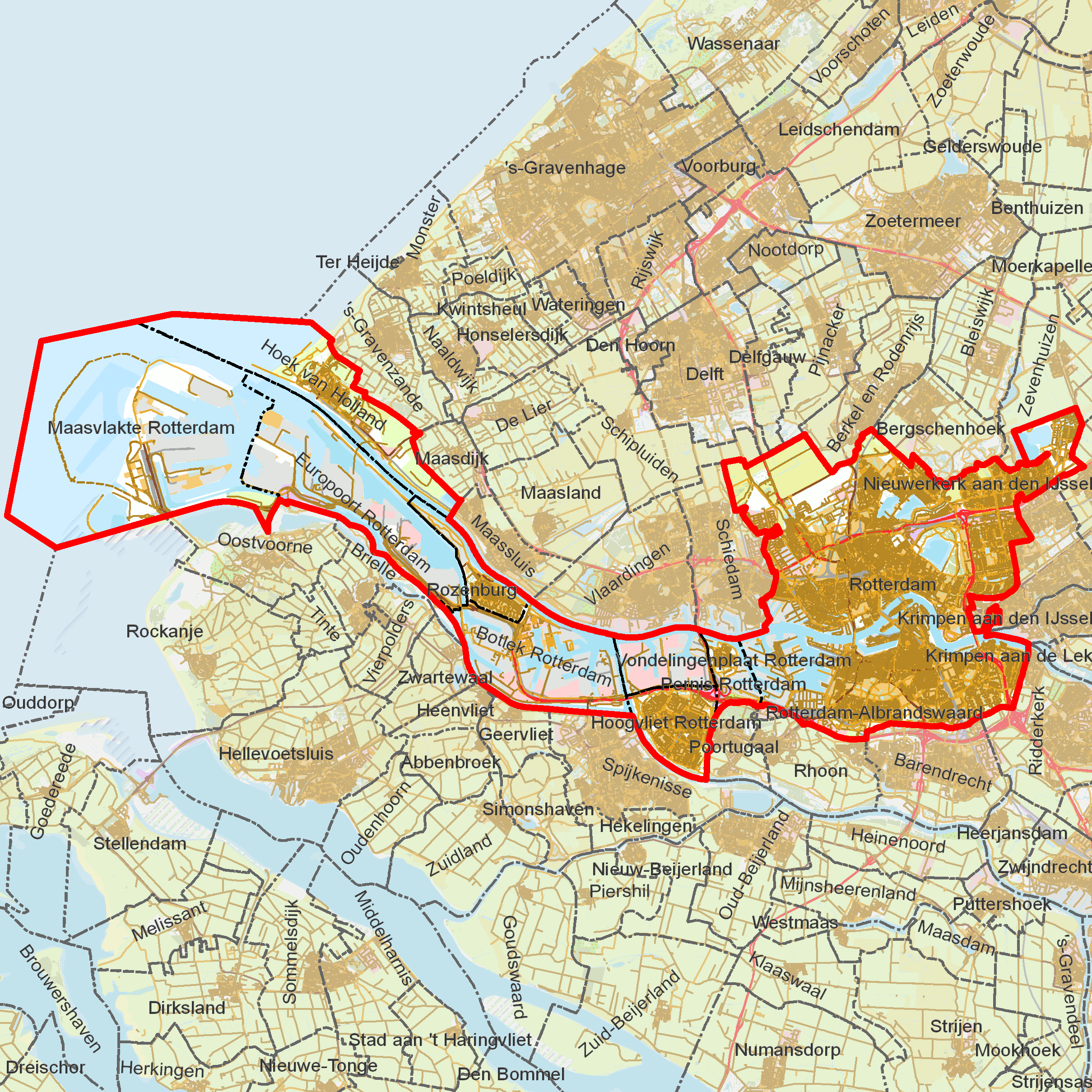
Communes limitrophes.
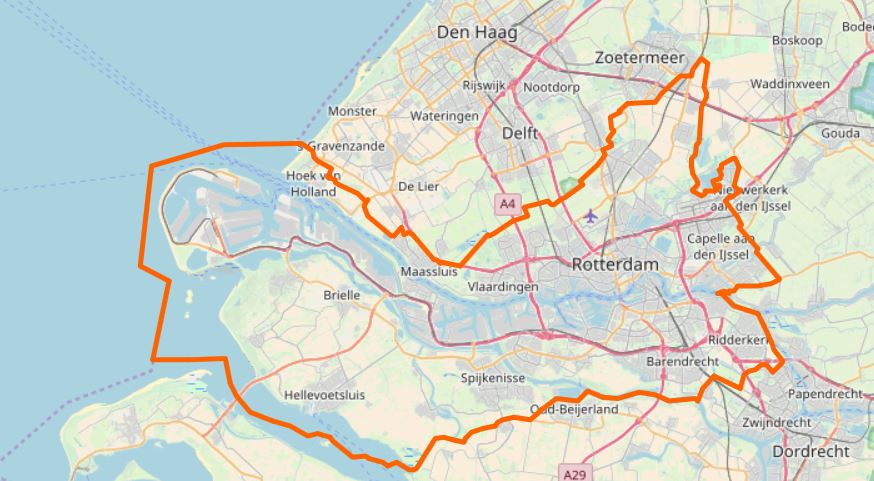
La région urbaine de Rotterdam.
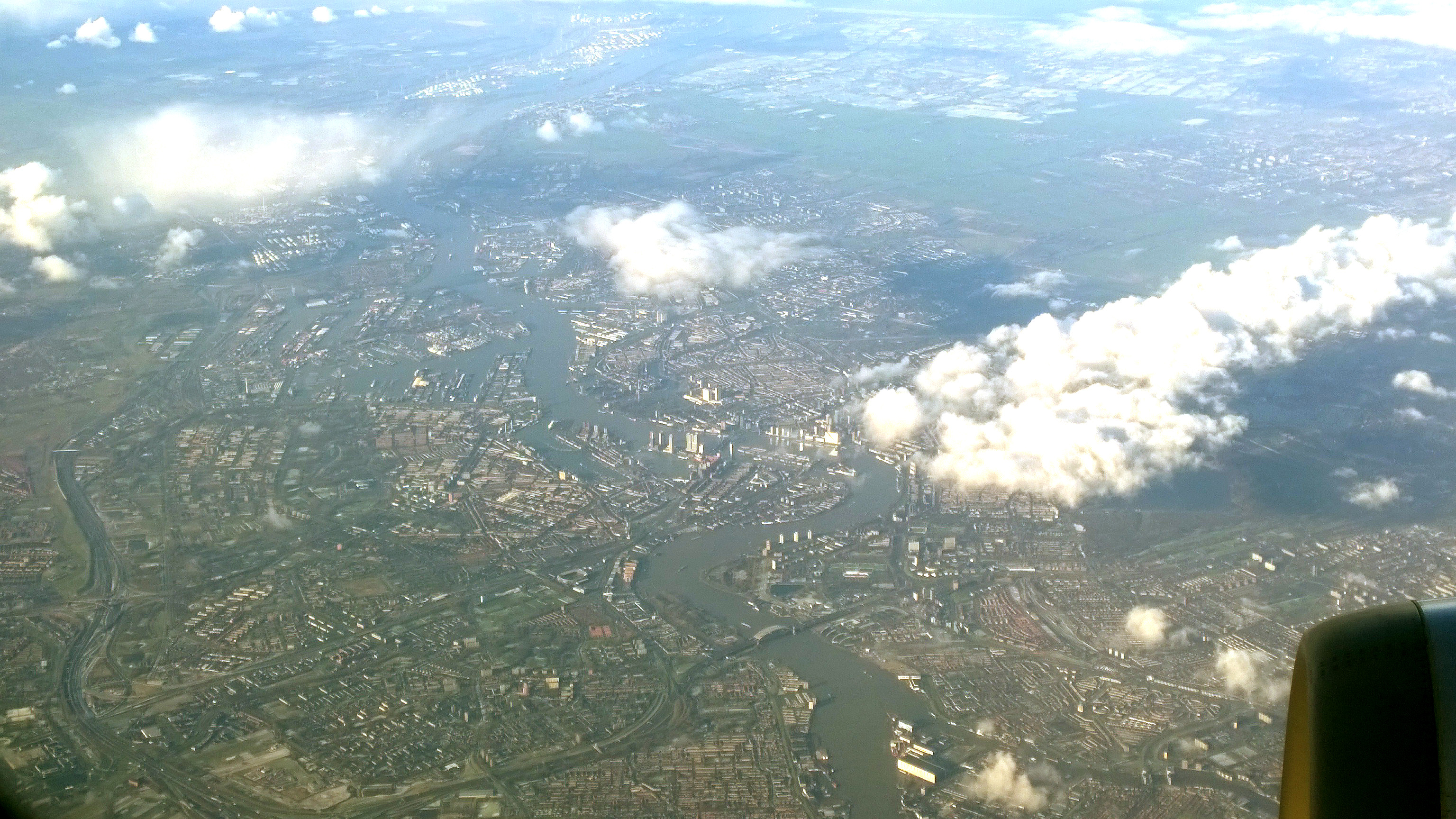
Vue aérienne de Rotterdam.

Rotterdam se situe aux Pays-Bas, dans la partie sud-ouest de la province de Hollande-Méridionale. La ville fait partie de la région urbaine de Rotterdam appelée en néerlandais stadsregio Rotterdam ou Rijnmond (qui signifie embouchure du Rhin).
Le territoire de Rotterdam est délimité, dans le « sens des aiguilles d'une montre », par les communes de Pijnacker-Nootdorp et de Lansingerland au nord, de Zuidplas au nord-est, de Capelle aan den IJssel et de Krimpen aan den IJssel à l'est, de Ridderkerk au sud-est, Barendrecht et Albrandswaard au sud, Spijkenisse, Bernisse, Brielle et Westvoorne au sud-ouest, Schiedam, Flardingue et Maassluis à l'ouest, Westland, Midden-Delfland et Delft au nord-ouest.
| Westland Midden-Delfland Delft          | Pijnacker-Nootdorp Lansingerland | Zuidplas                                      |
| Schiedam Flardingue Maassluis           | Rotterdam                        | Capelle aan den IJssel Krimpen aan den IJssel |
| Spijkenisse Bernisse Brielle Westvoorne | Barendrecht Albrandswaard        | Ridderkerk                                    |

Par rapport aux principales villes néerlandaises, Rotterdam est distante (à vol d'oiseau) de 18,35 km de Dordrecht, de 20,38 km de La Haye, de 26,55 km de la commune de Leyde, de 48,42 km d'Utrecht et de 57,79 km d'Amsterdam.
Rotterdam occupe une surface totale d'environ 320 km2 dont 115 km2, soit environ 35 %, sont occupés par des étendues d'eau. Cette superficie en fait la deuxième commune néerlandaise par sa taille.
Le port de Rotterdam, quant à lui, s'étend sur une distance de 42 km, occupant une superficie de 12 643 ha de Rotterdam à l'embouchure de la mer du Nord (Maasvlakte I et II).

Vue panoramique de Rotterdam depuis la tour Euromast.

### Climat
Les données climatologiques de la commune sont relevées à la station de l'aéroport de Rotterdam-La Haye.
Comme pour l'ensemble des Pays-Bas, Rotterdam présente un climat de type océanique tempéré (noté « Cfb » selon la classification de Köppen) avec des étés frais et des hivers doux. En été, les températures moyennes sont régulièrement inférieures à 20 °C, tandis que la température moyenne en hiver ne tombe que rarement en dessous de 0 °C. Par ailleurs, la mer du Nord, proche de la ville, régule sa température, empêchant ainsi que surviennent des valeurs trop extrêmes. Toutefois, cette étendue maritime confère à la ville portuaire un climat relativement humide. Les précipitations sont abondantes à chaque saison, bien que le printemps se révèle nettement plus sec que l'automne,,,.
| Mois                                            | jan.  | fév.  | mars  | avril | mai   | juin  | jui.  | août  | sep.  | oct.  | nov. | déc.  | année   |
| ----------------------------------------------- | ----- | ----- | ----- | ----- | ----- | ----- | ----- | ----- | ----- | ----- | ---- | ----- | ------- |
| Température minimale moyenne (°C)               | 0,8   | 0,5   | 2,6   | 4,3   | 7,8   | 10,6  | 13,1  | 12,8  | 10,6  | 7,5   | 4,2  | 1,4   | 6,4     |
| Température minimale moyenne la plus basse (°C) | −17,1 | −16,5 | −13,4 | −6    | −1,4  | 0,5   | 3,6   | 4,6   | 0,4   | −5,1  | −9   | −13,3 | −6,1    |
| Température moyenne (°C)                        | 3,6   | 3,7   | 6,4   | 9,1   | 12,9  | 15,5  | 17,8  | 17,6  | 14,8  | 11,2  | 7,3  | 4,2   | 10,4    |
| Température maximale moyenne (°C)               | 6     | 6,6   | 9,9   | 13,5  | 17,5  | 19,9  | 22,2  | 22,1  | 18,9  | 14,7  | 9,9  | 6,6   | 14      |
| Température maximale moyenne la plus haute (°C) | 14,1  | 16,7  | 23,8  | 27,1  | 30,9  | 33    | 35    | 34,9  | 32,1  | 26    | 18,5 | 15,1  | 25,6    |
| Ensoleillement (h)                              | 62,5  | 83,8  | 124   | 174,9 | 213,9 | 203,6 | 213,1 | 196,6 | 137,6 | 106,9 | 60,4 | 46,7  | 1 623,8 |
| Précipitations (mm)                             | 69,1  | 57,9  | 64,9  | 42,6  | 58,3  | 65,2  | 74    | 81    | 87,1  | 90,1  | 87,1 | 78,3  | 855,6   |

### Hydrographie
Rotterdam, par sa situation en aval de l'estuaire Rhin-Meuse, est confrontée à un réseau hydrographique complexe et dynamique (de vastes bassins versants et un climat océanique tempéré). Cette situation singulière explique les modifications fréquentes, au fil des siècles, du cours des fleuves et rivières qui alimentent le territoire de la ville.
Trois principaux cours d'eau traversent la ville : la Nouvelle Meuse, la Rotte et la Schie. Ce réseau fluvial est complété par la Vieille Meuse, la Scheur et plusieurs canaux et lacs.

#### Centre-ville et nord-est

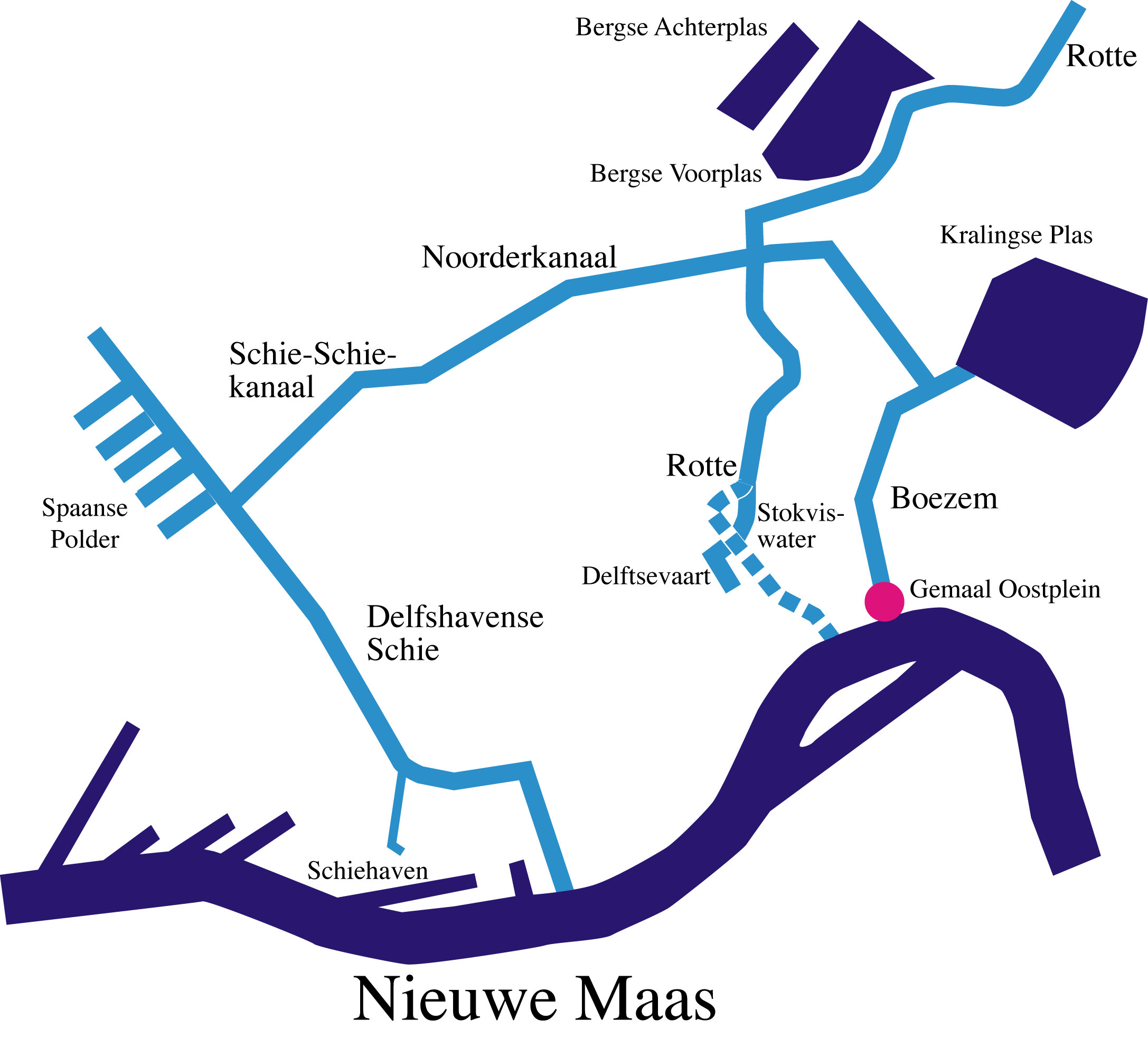
Rivières, lacs et canaux de Rotterdam-centre.

Rotterdam est arrosée par la Nouvelle Meuse (Nieuwe Maas), cours d'eau se développant sur une longueur de 24 km et dont la largeur du lit varie entre 265 et 465 m. Son niveau fluctue entre un minimum de −13,40 m et un maximum de −5,20 m. Les données hydrologiques de la Nouvelle Meuse sont relevées à la station de Willemsbrug,, qui mesure quotidiennement la hauteur de l'eau et sa température. Au pont de Brienenoord, le niveau moyen de la Nouvelle Meuse est de −6,5 m. À la station de Willemsbrug, le débit moyen interannuel de la Nouvelle Meuse est établi à 6 000 m3/s, cette valeur moyenne variant entre un minimum de 600 m3/s et un maximum de 10 000 m3/s.
La commune est également alimentée par la rivière Rotte, affluent de la Nouvelle Meuse dont le tracé, long d'environ 22 km, est fortement courbé. La Rotte est contenue par une digue se déployant sur une longueur de 400 m. Avec un dénivelé optimal de 30 cm, la hauteur de cette rivière varie entre −90 cm et −120 cm par rapport au niveau normal d'Amsterdam (NAP). La hauteur moyenne est estimée à −1,02 m et le seuil critique minimal a été jaugé à −0,65 m. À Rotterdam, en 2005, le niveau moyen de ce cours d'eau, sensiblement inférieur à sa hauteur moyenne globale, a été observé à −1,0 m. Dans la ville, plusieurs stations de pompage, associées aux polders, ont été aménagées autour du système hydrographique de la Rotte, dont celle du Kralingse Plas, drainant une surface de 567,1 ha et ayant une capacité de 30 m3/min ; le Binnenwegsepolder, d'une surface de drainage de 1 424 ha et une capacité de 160 m3/min ; et le Noorderkanaalweg, d'une surface de drainage de 16 ha et une capacité de 4,5 m3/min. Construite en 1977, la station de pompage de Schilthuis, établissement implanté sur le Boezem ou Toeverkanaal (canal de déchargement des eaux de la Rotte vers la Nouvelle Meuse) et situé un peu plus en aval, au niveau de la station de métro Oostplein, draine quant à elle une surface de 20 ha et possède une capacité de 1 200 m3/min.
Au Nord-Est, Rotterdam est alimentée par le Rotterdamse Schie, un bras de la Schie et par le Noorderkanaal, canal creusé à partir de 1929. En 1938, le Noorderkanaal est relié à la Rotte et à la Schie, et devient navigable.

Réseau hydrographique de Rotterdam centre et nord de la Nouvelle Meuse
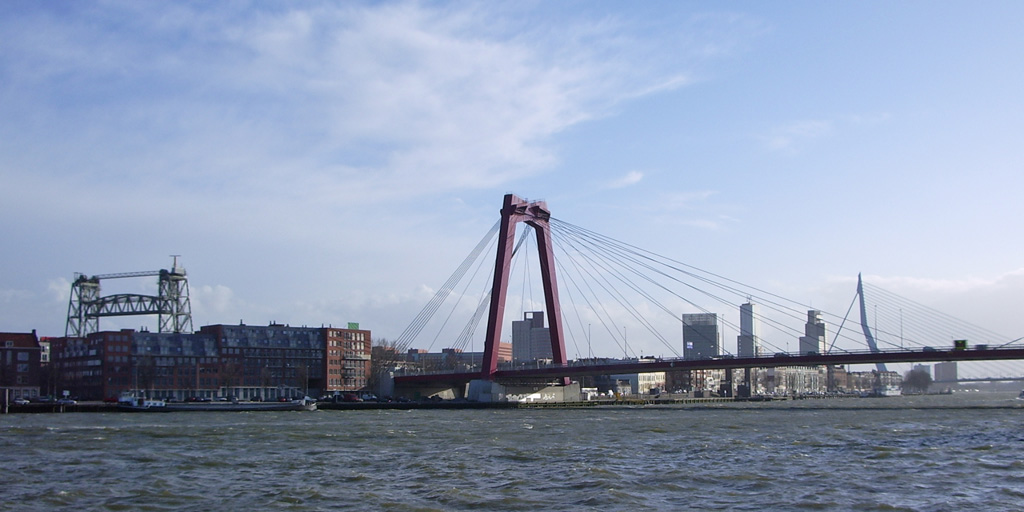
La Nouvelle Meuse enjambée par le Willemsbrug.
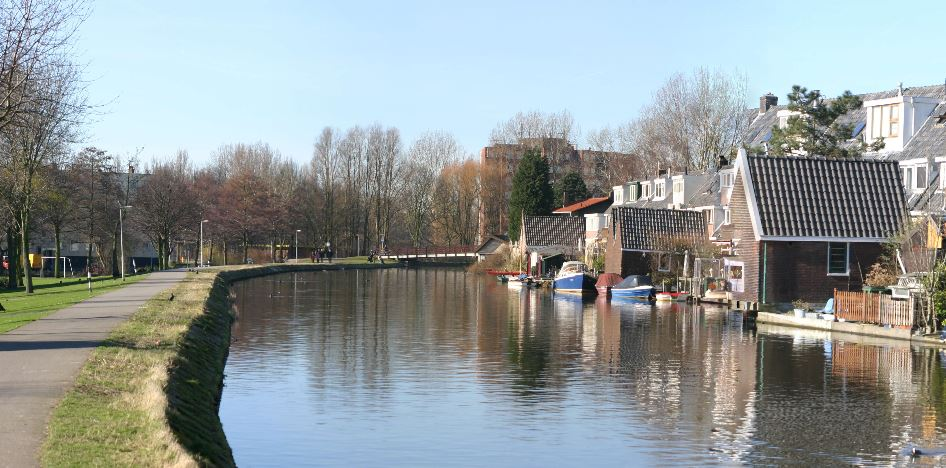
Le Rotterdamse Schie.
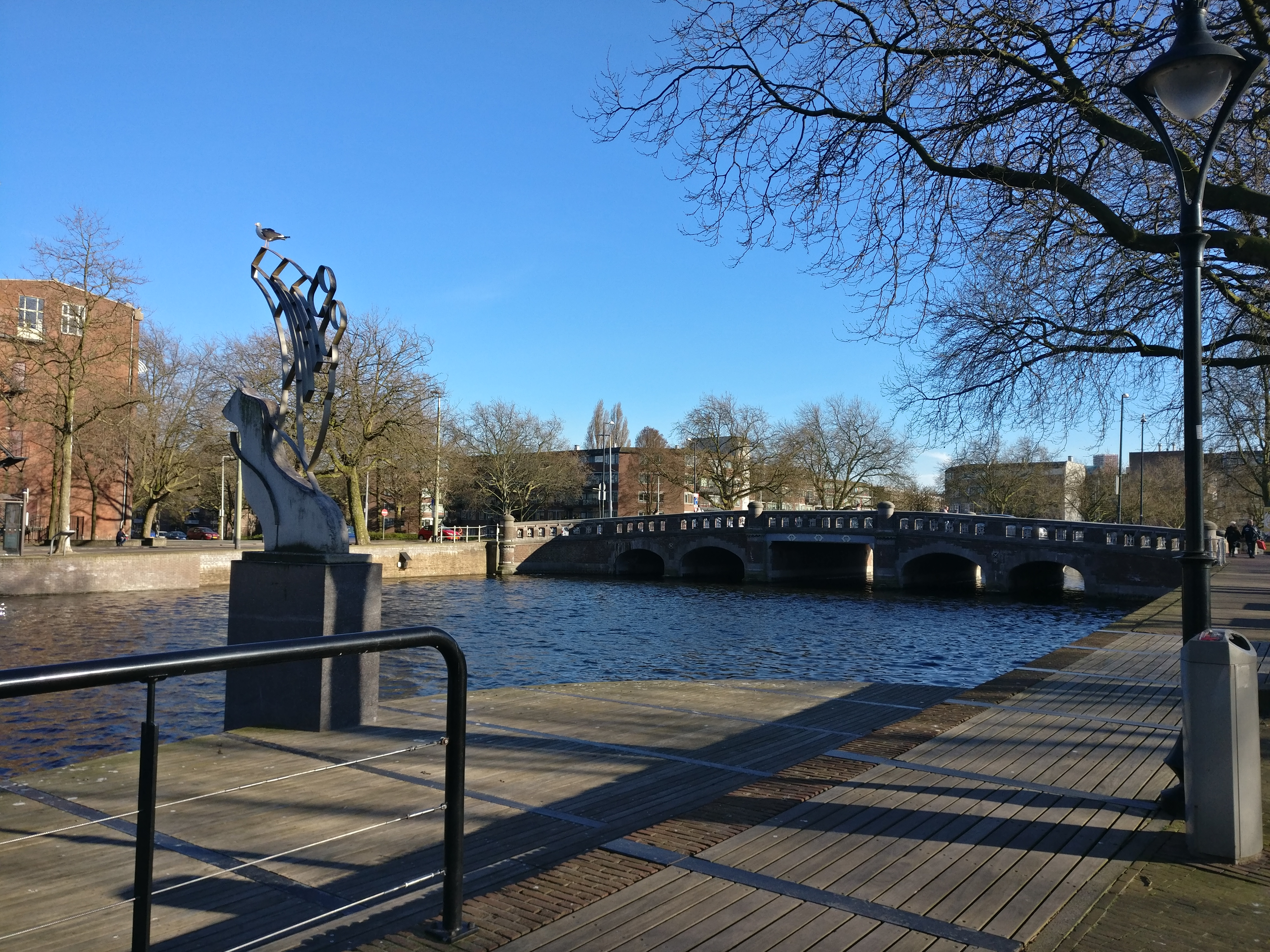
La Rotte.
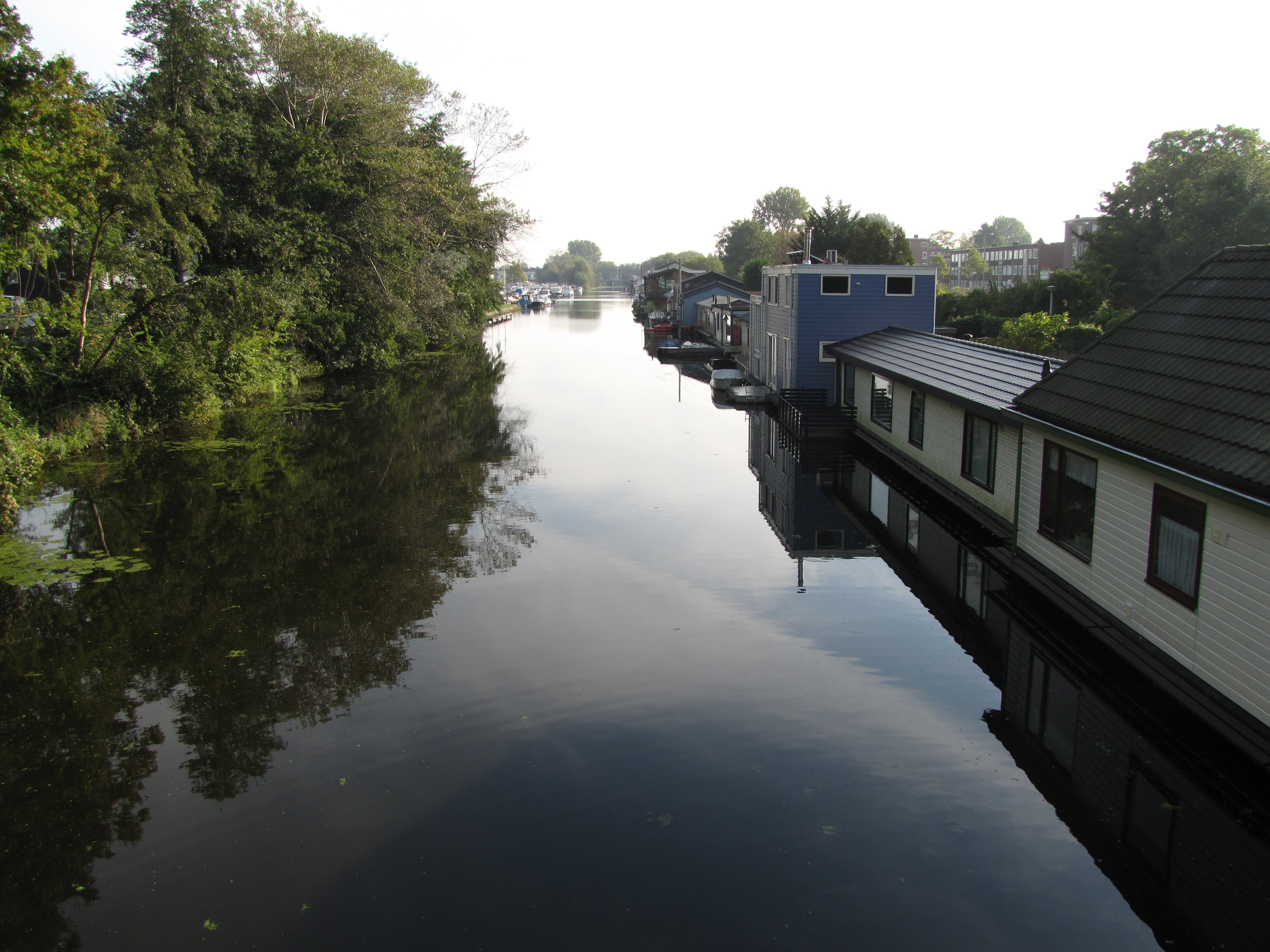
Le Noorderkanaal.
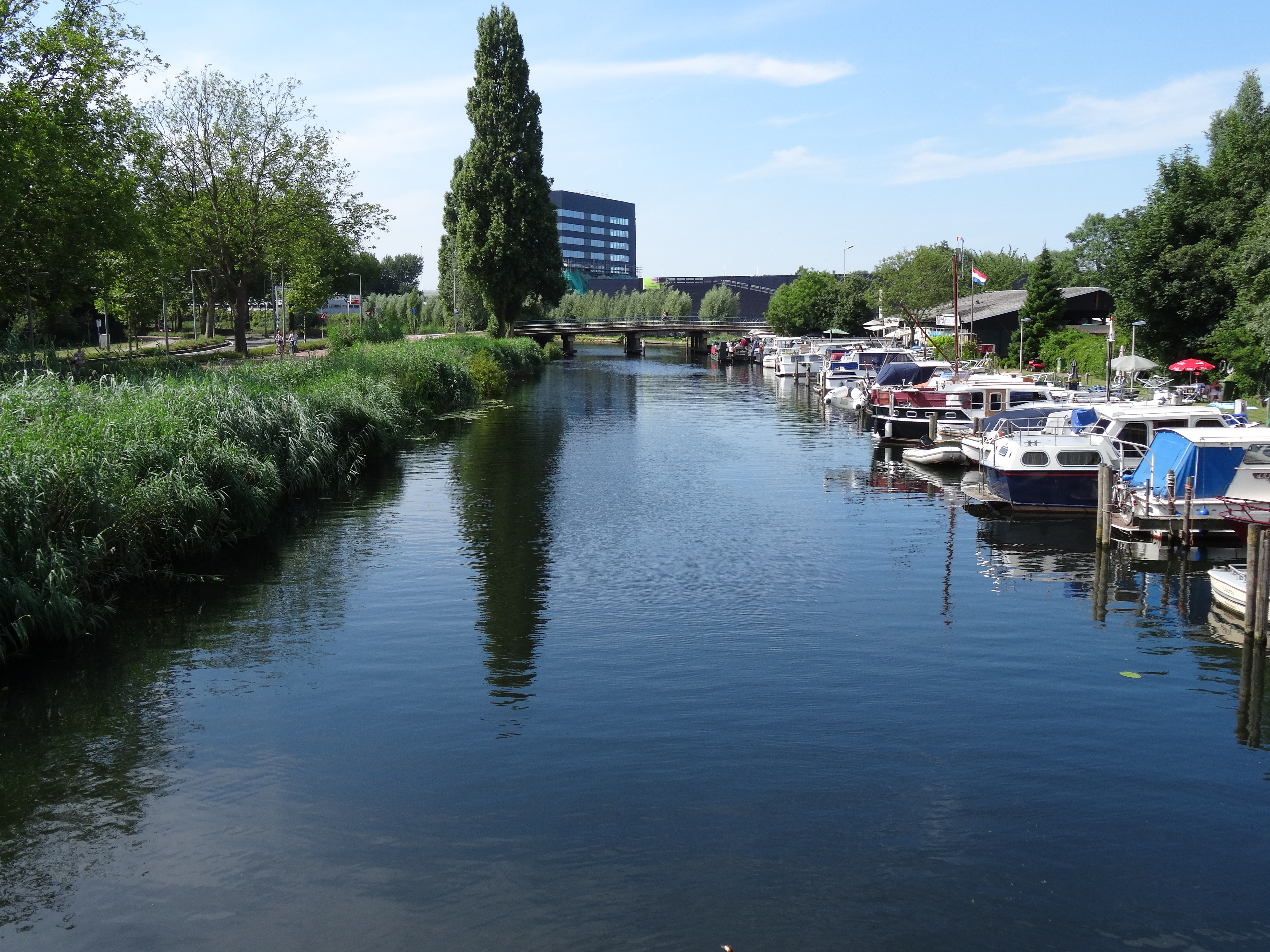
Le Boezem.

#### Nord-ouest

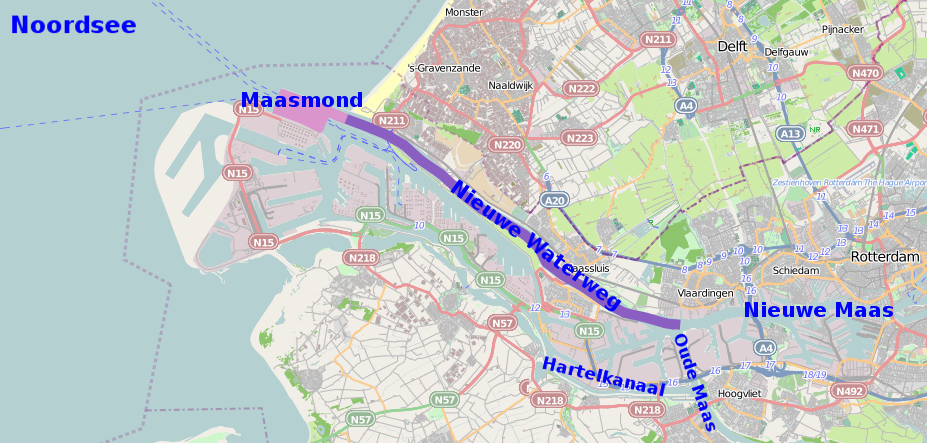
Carte de l'axe navigable mer du Nord, Maasmond, Nieuwe Water et Nouvelle Meuse.

L'Ouest du territoire communal est alimenté par le Nieuwe Waterweg, un canal d'environ 7 km de long et dont le lit occupe une largeur comprise entre 480 et 675 m. Par ailleurs, le niveau du Nieuwe Waterweg s'échelonne entre −16  et   −14,50 m (par rapport au référentiel NAP),. Situé légèrement plus au sud, le canal Caland, dont le tracé est parallèle à celui de la Nieuwe Waterweg, s'étend sur environ 20 km entre Hoek van Holland et Brittanïehaven, au sud de l'arrondissement de Rozenburg,. Une écluse permet la jonction avec le canal Hartel. À l'extrémité Ouest de la ville, le canal de Beer, creusé dans les années 1960 et 1970, permet de connecter le canal Caland via le Maasvlakte, au canal Hartel, au niveau de l'Europoort. Il évolue sur un parcours de 4 km de long,.

Réseau hydrographique de Rotterdam au Nord-Ouest de la Nouvelle Meuse
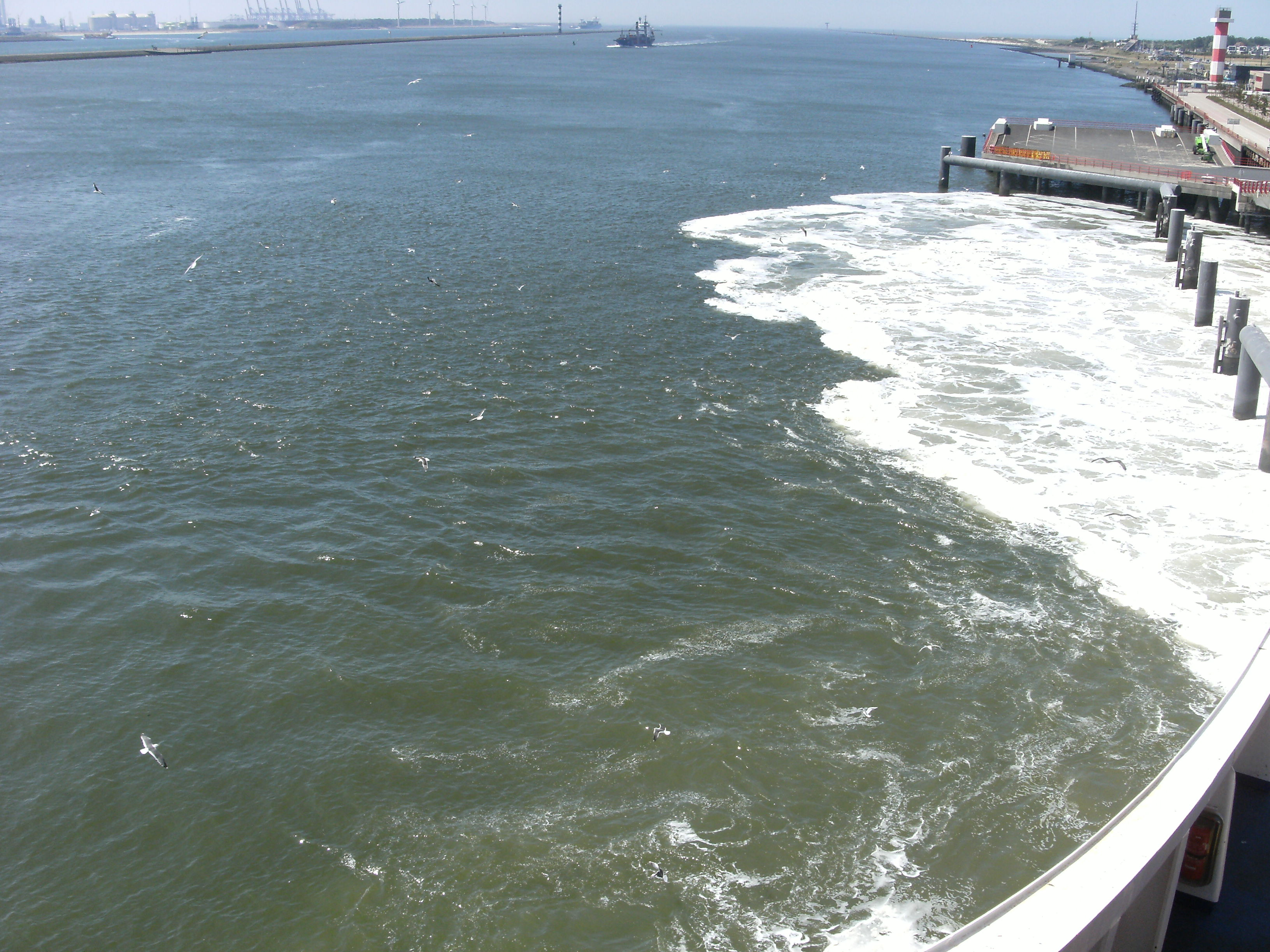
Nieuwe Waterweg.
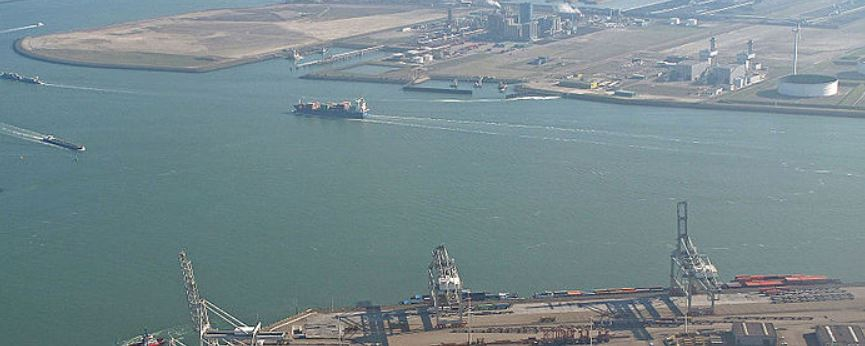
Canal de Beer.
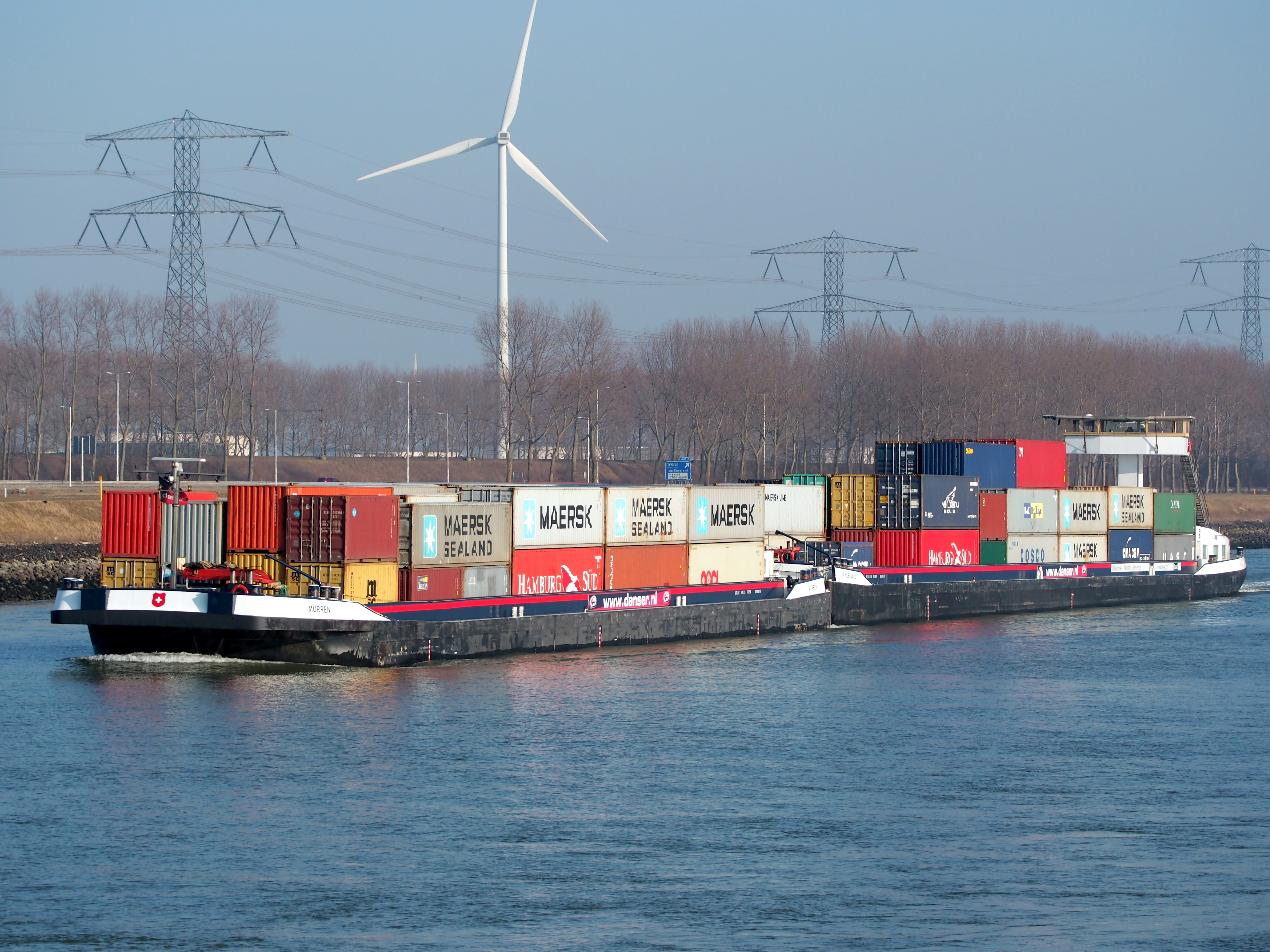
Canal Hartel.
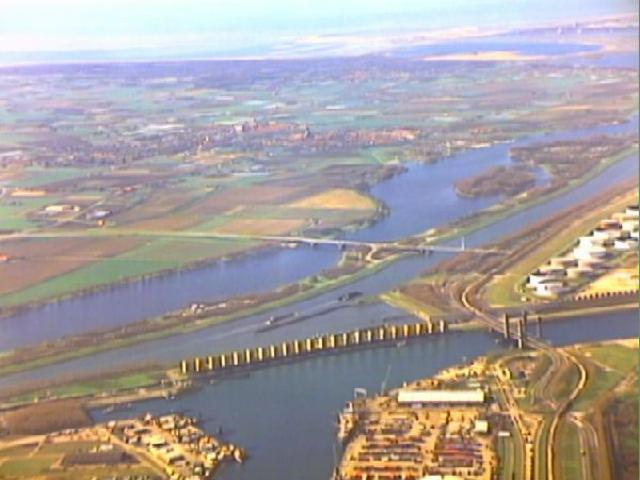
Vue aérienne du canal Hartel.

#### Sud de la Nouvelle Meuse
Le sud de Rotterdam, au niveau de Hoogvliet, est traversé par l'Oude Maas (Vieille Meuse), un cours d'eau venant se jeter dans la Scheur et la Nouvelle Meuse. L'Oude Maas, d'une longueur de 30,2 km pour une largeur variant entre 180 et 340 m, possède un niveau moyen de −9,45 m (NAP). Le canal Hartel, séparé de la Vieille Meuse par deux écluses, évolue sur une longueur d'environ 23 km aux marges sud-ouest du territoire communal. Ce canal, destiné à la navigation fluviale, possède un niveau variant entre −0,50 et −0,20 m NAP, sa valeur moyenne étant établie à −0,30 m (NAP).

Réseau hydrographique de Rotterdam au sud de la Nouvelle Meuse
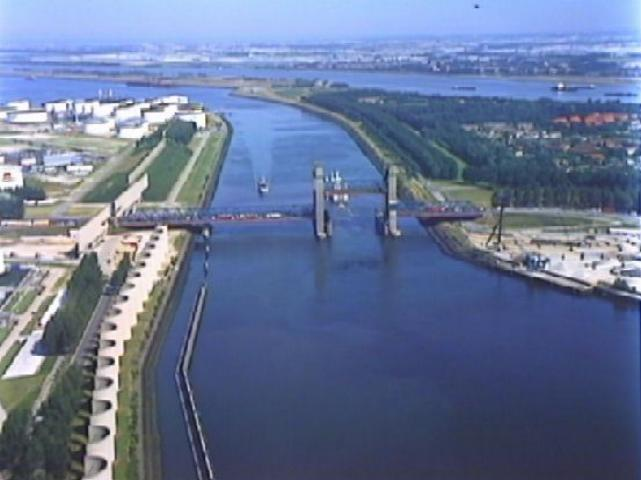
Vue aérienne du canal Caland.
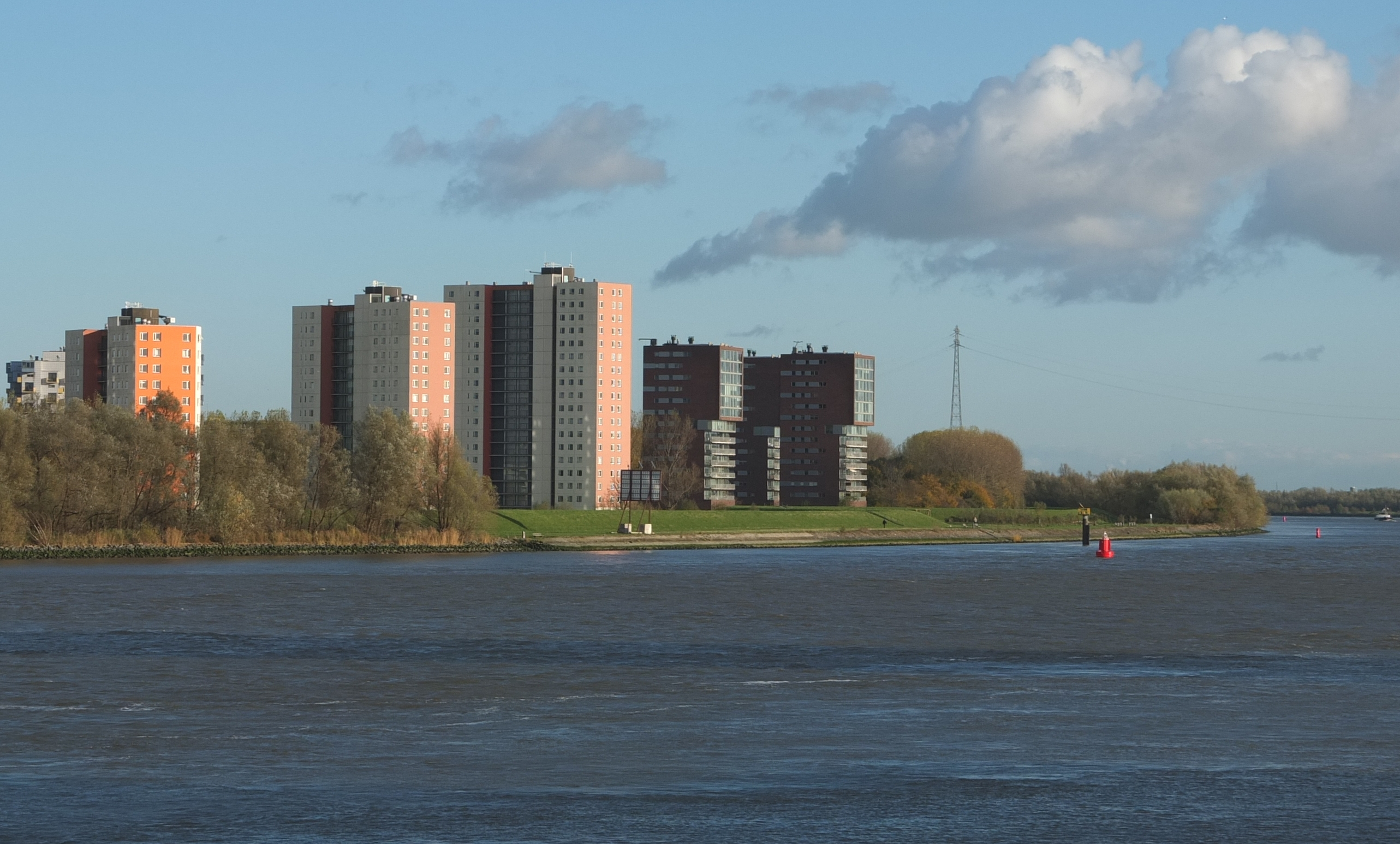
L'Oude Maas, à Hoogvliet.
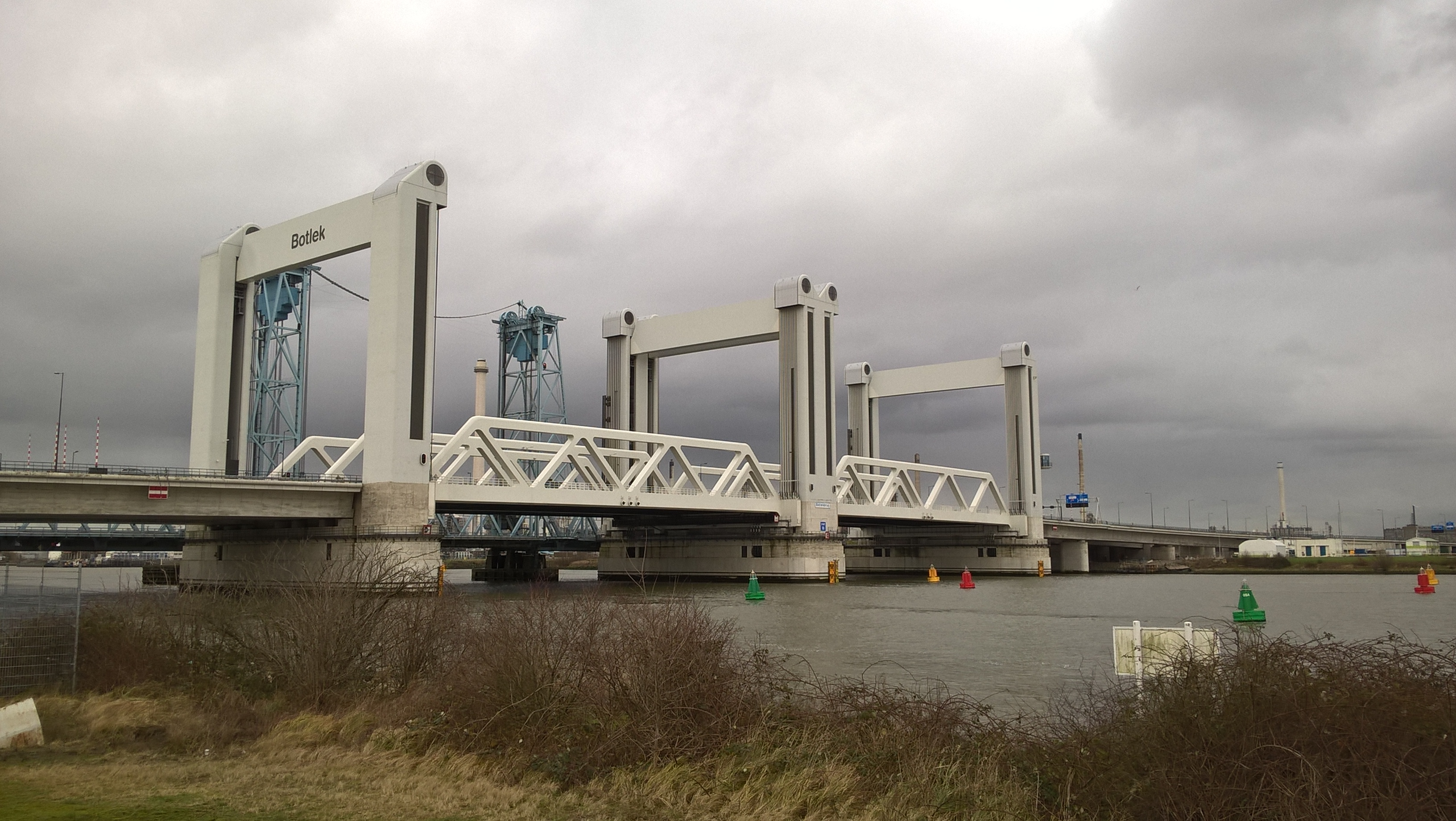
Nouveau pont Botlek (ouvert en 2015) enjambant l'Oude Maas.

### Éléments de géologie, géomorphologie et pédologie

Carte topographique de Rotterdam.

Le territoire de Rotterdam est caractérisé par trois principales formations pédologiques : des sols sablonneux, essentiellement au centre de la ville (Cf. sédimentations marines sableuses, dunes, etc.), des formations tourbeuses (histosols) et des sols à dominante argileuse. Ces sols reposent sur un substrat géologique constitué de dépôts tertiaires. Ce substratum a été recouvert par des strates de sédiments marins, fluviatiles du delta de la Meuse et du Rhin et des bassins versants (cf. érosion et d'alternances climatiques quaternaires (glaciaires et interglacaires).
Les tourbes quaternaires (récentes, holocènes) se sont constituées sur l'ensemble de ces dépôts sédimentaires. En effet, le Pléistocène (Quaternaire) ponctué par des dépôts sédimentaires issus du Rhin, lors des périodes interglaciaires (Waalien et Tiglien supérieur) comme ceux de la Meuse, formés à l'Éémien. La plupart des terrains affleurants, organiques associée à des sédiments marins — subatlantico-intertidaux et atlantico-intertidaux — et fluviaux (notamment du Rhin), sont formés au cours de l'Holocène.
La majeure partie de la commune est à une altitude actuelle entre 0 et 10 m, sa cote la plus basse étant établie à - 6,67 m (au-dessous du niveau de la mer). Un phénomène de subsidence postérieure aux phases glaciaires du Quaternaire (fonte de l'inlandsis et érosion nord européenne apportant quantité de sédiments) modifie progressivement la topographie (Cf. submersion, invasion marine).

## Toponymie
Le toponyme Rotterdam trouve ses origines probables vers le Xe siècle lorsqu'une petite localité, protégée par une modeste digue de terre ou Erddam, est bâtie au niveau le plus bas de la rivière Rotte, un affluent de la Nouvelle Meuse sur sa rive droite, qui trouve sa source dans les anciens marais de Moerkapelle, à environ 16 km.
Le mot néerlandais dam signifie « digue, barrage », Rotterdam signifiant « digue sur la Rotta ». Les premières digues apparaissent aux alentours de l'an 1000. En 1028, pour se protéger des eaux, les habitants construisent des « terps », hauteurs artificielles, où ils érigent des habitations. Cet établissement humain est mentionné sous le terme de Rotta.
La ville Rotta est mentionnée pour la première fois dans les écrits lorsque l'empereur Conrad II fait don d'une église au monastère de Hohors situé à Amersfoort, en 1208.

## Histoire

### La Préhistoire
Des traces d'occupation mises en évidence en 2001 attestent d'une présence humaine sur le territoire de Rotterdam (aux abords de la mer du Nord), au Mésolithique. On trouve aussi à proximité de la Nouvelle Meuse des sites utilisés un peu plus tard.
Durant le Néolithique ancien, vers 7000 avant l’ère commune, ce territoire est utilisé par des pêcheurs. Les premiers établissements pérennes se forment aux environs de 4000 avant l’ère commune.
Au cours de l'âge du bronze et au début de l'âge du fer, le territoire de Rotterdam est habité de façon continue. Des artefacts en bronze datés des environs de 800 av. J.-C. ont été mis au jour à proximité de la Nouvelle Meuse et des zones bordant le littoral de la mer du Nord. À cette époque, des fortifications (sous la forme d'un talus de 25 m de long), protègent des habitats domestiques.

### L'Antiquité romaine
Dans la première moitié du Ier siècle, le territoire de Rotterdam fait partie de la province romaine de Germanie inférieure. Des troupes conduites par le général Cnaeus Domitius Corbulo, s'y installent et y fondent une base arrière à vocation militaire.
En 49 apr. J.-C., ce castrum est placé sous l'autorité du général romain Claudius Corbulo.

### Le Moyen Âge

#### Haut Moyen Âge
Durant le Haut Moyen Âge, aux VIIIe et IXe siècles, des habitats domestiques, associés à des structures agricoles, sont installés à proximité de la Rotte. Lors de fouilles archéologiques, les vestiges de ces bâtiments ont été retrouvés, ainsi que de nombreux artefacts, notamment des objets d'apparat tels que des fibules.
Les matériaux de ces bâtiments ont été réemployée lors la fondation de Rotta, au Xe siècle, et sont utilisés jusqu'au cours du XIIe siècle,.

#### Moyen Âge central (XIIeetXIIIesiècles)

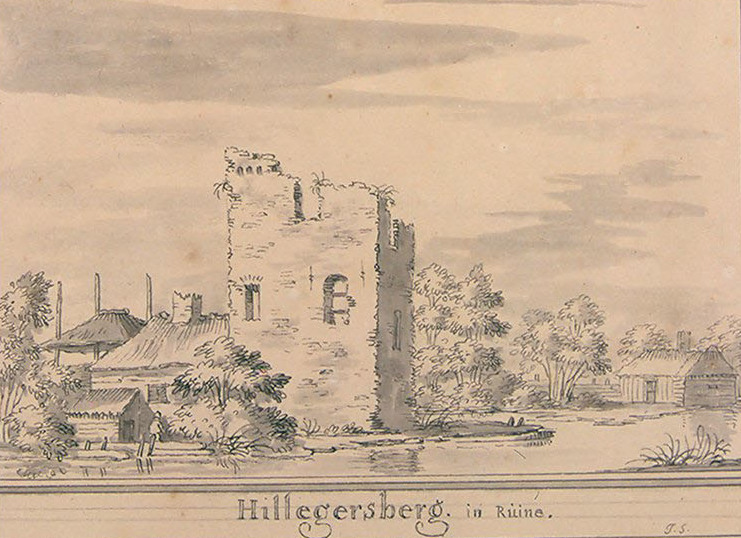
Ruines d'Hillegersberg (gravure de 1777).

En 1164, les premiers terps créés sur le territoire et le village de Rotta sont détruits par une tempête. Pendant plusieurs dizaines d'années, la zone reste immergée et est recouverte d'une couche d'argile. Des fouilles archéologiques préventives ont mis en évidence les vestiges de ce site primitif, lors de la percée du Willemsspoortunnel (autour de 1990). Les habitants se sont réfugiés sur la zone plus élevée de Hillegersberg.
Au XIIIe siècle, un château, la « Huis te Berghe », est construit sur cette colline à côté d'une église déjà existante. Des fouilles réalisées en 1969-1970 ont exhumé des vestiges de ce château.
La région est protégée par des digues, d'abord entretenues par des baillis (ambachtsheren), puis par les paysans eux-mêmes. La construction des premières grandes digues sur la Rotte dont Schielands Hoge Zeedijk, commence au XIIIe siècle. Un barrage sur la rivière, construit en 1260, est sans doute situé au niveau de l'actuelle Hoogstraat (« Rue Haute »), considérée comme la rue la plus ancienne de Rotterdam.
De nouveaux châteaux sont construits à cette époque :
- Honingen — situé au niveau de l'actuelle rue de Hoflaan, dans le quartier de Kralingen — et construit entre 1244 et 1252[36] ;
- Huis te Crooswijk, situé sur la rivière Rotte ;
- Weena, situé au niveau de Hofplein ;
- Bulgersteyn, Spanger et Starrenburg, sur le Spaanspolder[37].

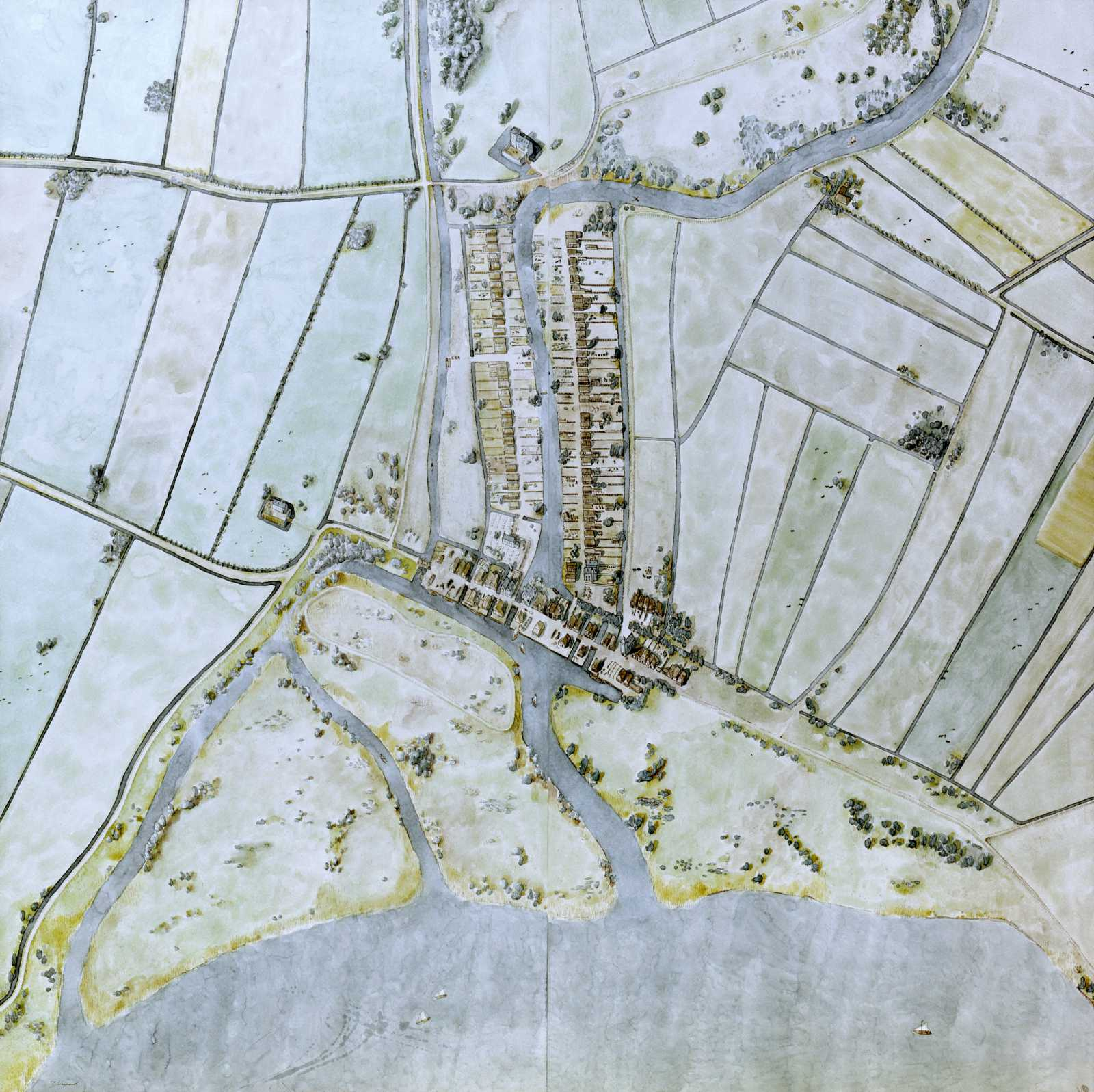
Rotterdam en 1340.

A la fin du Moyen Âge central, Rotterdam est une ville encore peu développée, organisée autour d'un port aux activités modestes, déployée le long de la Rotte.

#### De la fin duXIIIesiècleà la fin duXVesiècle
En 1270, Rotterdam obtient le statut de ville dans le cadre du comté de Hollande, fief du Saint-Empire romain germanique.
Le 17 mars 1299, à la suite de la ville de Beverwijk, Rotterdam obtient des privilèges urbains par une charte du comte de Hollande Jean Ier ,.
Le 7 juin 1340, le comte Guillaume II de Hainaut accorde à Rotterdam de nouveaux privilèges confortant son statut de ville. La ville compte alors environ 2 000 habitants.
En 1350, le canal de la Rotterdamse Schie, qui relie Rotterdam à Delft et Schiedam, est achevé, permettant à Rotterdam d'étendre son influence et son commerce. Dans les années 1370 et 1380, en raison d'enjeux commerciaux, le contrôle de ce canal engendre des différends entre Delft et Rotterdam. Ces contentieux aboutissent en 1389 au creusement du Delfshavense Schie, avec l'accord d'Albert Ier de Hainaut.
Au début du XVe siècle, le 6 mai 1425, Philippe le Bon, duc de Bourgogne, déjà comte de Flandre et duc de Brabant, est proclamé régent de Rotterdam. En 1433, il s'empare officiellement des possessions de Jacqueline de Bavière, comtesse de Hainaut, de Hollande et de Zélande.
La construction de l'église Saint-Laurent commence à cette époque et prend fin dans les années 1470.

#### La «guerre du Jonker Frans» (1488-1490)
En novembre 1488, Rotterdam est au centre du soulèvement de Frans van Brederode et du parti des Hameçons contre le régent des possessions bourguignonnes Maximilien d'Autriche, veuf de la duchesse Marie de Bourgogne.
Les Hameçons s'emparent de Rotterdam qu'ils vont tenir pendant plusieurs mois, jusqu'à l'attaque menée par le stathouder Jean III d'Egmont en juin 1489. Plusieurs prisonniers sont exécutés, dont le maire de la ville. Brederode s'échappe, mais est vaincu en juillet 1490 à Brouwershaven.
Cette défaite du parti des Hameçons marque la fin de la longue « guerre des Hameçons et des Cabillauds », dont le début remonte à 1350.

### La Renaissance et leXVIesiècle

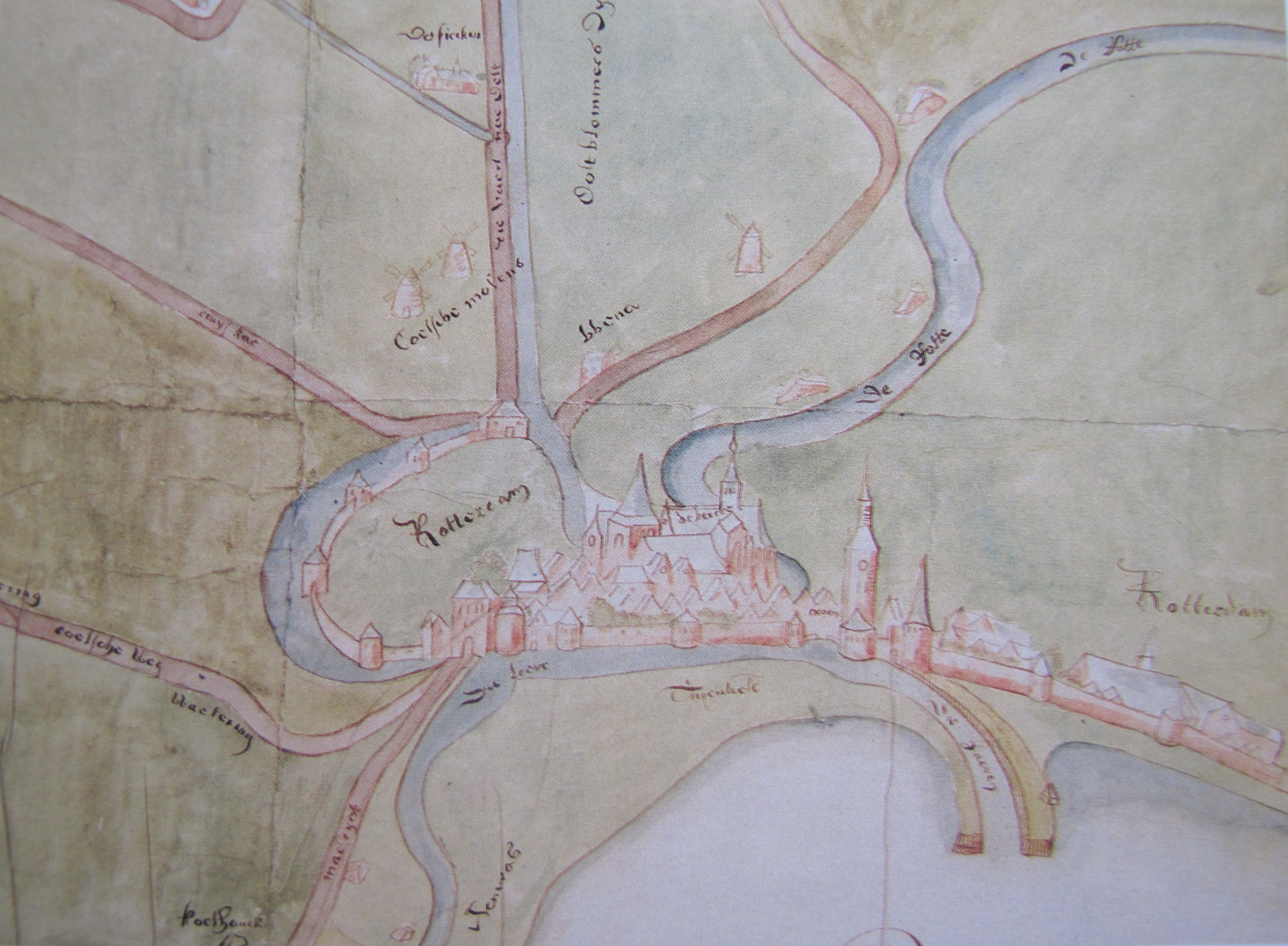
Rotterdam en 1540 dessinée par Cornelis Cornelisz de Schilder : église (centre), hôtel de ville et ses tours, et couvent dominicain (droite).

#### Contexte: les Pays-Bas des Habsbourg
À partir de 1482, Rotterdam fait partie des Pays-Bas des Habsbourg. Les ducs de Bourgogne, souverains des Pays-Bas, comtes de Hollande, appartiennent à la maison de Habsbourg : Philippe Ier le Beau (1478-1506) et Charles Quint (1500-1558, aussi roi d'Espagne en 1516, élu empereur en 1519), qui en 1555, en abdiquant, attribue les Pays-Bas à son fils Philippe, roi d'Espagne, tandis qu'il attribue ses possessions autrichiennes à son frère Ferdinand.
Les Pays-Bas de Philippe II subissent en 1581-1585 la sécession de sept des Dix-Sept Provinces, qui forment les Provinces-Unies : le roi d'Espagne ne garde le contrôle que sur dix provinces, les Pays-Bas espagnols. La Hollande fait partie du nouvel État, qui s'affirme immédiatement comme une puissance de rang mondial.

#### La Renaissance: humanisme et Réforme
Rotterdam est la ville de naissance du plus grand humaniste, Érasme (ca 1468-1536), un des symboles de la République des Lettres et du renouvellement des savoirs à l'époque moderne. La ville actuelle lui rend de multiples hommages : le pont Érasme, l'université Érasme de Rotterdam, le centre médical Érasme et la bibliothèque municipale, rappellent son importance symbolique pour la ville.
Le XVIe siècle est marqué par un autre phénomène historique : la naissance en 1517 en Allemagne, puis l'expansion du protestantisme, qui touche largement les Pays-Bas des Habsbourg dès les années 1520. Charles Quint instaure une politique hostile au protestantisme, mais en vain.
Au début du règne de Philippe II d'Espagne, on trouve des protestants dans les villes de Flandre et de Hainaut, les provinces du nord quant à elles, notamment la Hollande, sont assez largement converties au protestantisme.

#### De l'insurrection contre Philippe II jusqu'au siège d'Anvers (1568-1585)
Assez vite après l'avènement de Philippe II (1555), des tensions politiques et religieuses entre lui et ses sujets néerlandais suscitent la révolte des Gueux (1566), qui devient en 1568 une insurrection sous la direction de Guillaume d'Orange, dite « guerre de Quatre-Vingts Ans » (1568-1648).
La première offensive de Guillaume en 1568 est un échec. Ce n'est qu'en 1572 que les insurgés reprennent le combat, en premier lieu les Gueux de mer, les marins au service de Guillaume. Le 1er avril 1572, ils prennent le port de Brielle, puis celui de Flessingue.
Le 8 avril 1572, des émeutes éclatent à Rotterdam,, qui tombe aux mains des insurgés.
Selon une correspondance datée de 1573, Philippe de Marnix, proche du prince d'Orange, est chargé du commandement de la place de Rotterdam.
En 1581, les États généraux des provinces et villes insurgées (l'union d'Utrecht) proclament la déchéance de Philippe II de ses droits sur les Pays-Bas (acte de La Haye). Dans les années qui suivent l'armée espagnole, commandée par Alexandre Farnèse reprend les villes de Flandre et de Brabant, notamment Anvers après un siège de treize mois. La situation militaire se stabilise alors provisoirement et les insurgés créent la république des Sept Provinces-Unies des Pays-Bas, qui sera reconnue par le roi d'Espagne en 1648.

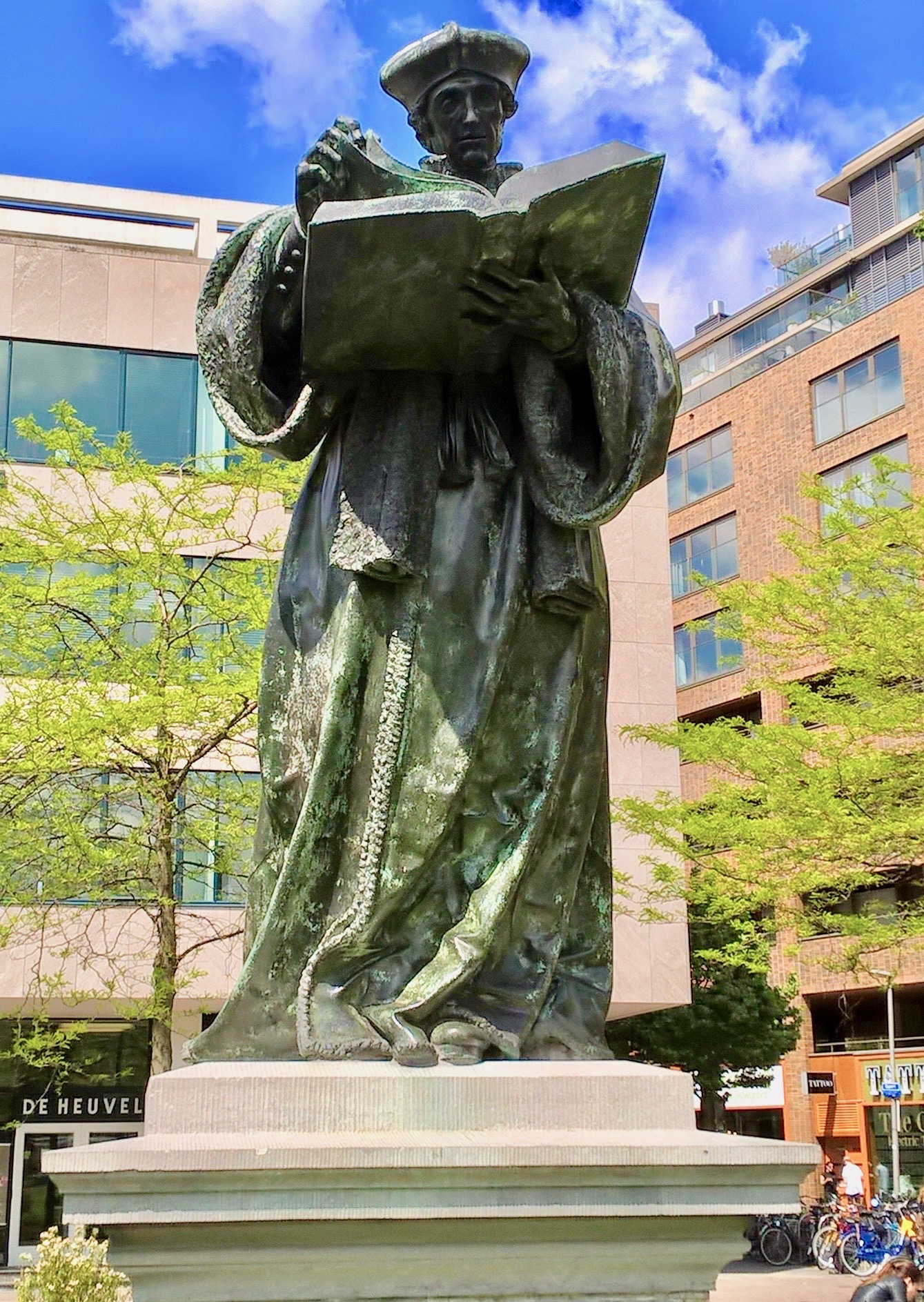
Statue d'Érasme, par Hendrick de Keyser (1622).

### L'époque des Provinces-Unies (1585-1795)

#### Les Provinces-Unies, refuge religieux
Ces événements amènent les protestants du sud des Pays-Bas à se réfugier aux Provinces-Unies, où ils peuvent pratiquer librement leur culte. Ils créent une quarantaine d'églises wallonnes de langue française. La première église wallonne de Rotterdam est implantée en 1591.
Les Provinces-Unies sont aussi ouvertes aux juifs. L'installation de la première communauté juive portugaise aux Pays-Bas a lieu en 1610, suivie d'un second groupe en 1647. La communauté la plus nombreuse est celle d'Amsterdam, mais à Rotterdam, les « conversos » portugais, descendants de marranes espagnols convertis après 1492, peuvent pratiquer assez librement, tant qu'ils restent discrets.
Ils contribuent à l'épanouissement économique par des activités d'intermédiaires dans le commerce avec l'Espagne et le Maroc. Leur première synagogue est construite entre Wijnhaven et la Bierstraat.

#### Rotterdam au Siècle d'or
À partir de 1585, après la reprise d'Anvers par les Espagnols, les Provinces-Unies établissent le blocus des bouches de l'Escaut afin de ruiner le commerce d'Anvers. Une partie du commerce maritime d'Anvers est transférée vers Rotterdam, de nombreux commerçants et industriels choisissant de s'établir dans cette ville. Rotterdam développe alors de nouvelles potentialités économiques, notamment commerciales, de circulation et de stockage de marchandises. De larges bassins sont alors aménagés dans le port, afin de faciliter la circulation et les mises à quai des navires.
Durant la totalité du XVIIe siècle, et à l'instar de l'ensemble des Pays-Bas, Rotterdam connaît une période de prospérité, tant dans le domaine économique que dans celui des arts et de la littérature, connue comme le « Siècle d'or néerlandais ». Rotterdam, comme d'autres cités néerlandaises, crée en 1681 l'école illustre de Rotterdam : cette école illustre est un établissement d'enseignement supérieur municipal qui offre des cours, sans délivrer de diplômes universitaires. Les cours sont donnés en latin. L'école de Rotterdam, sans atteindre la notoriété de l'Athenaeum Illustre d'Amsterdam, fonctionne jusqu'à l'occupation française et le réaménagement de l'université de 1810, et propose, dans une perspective humaniste, des cours de latin, de grec, et de droit.

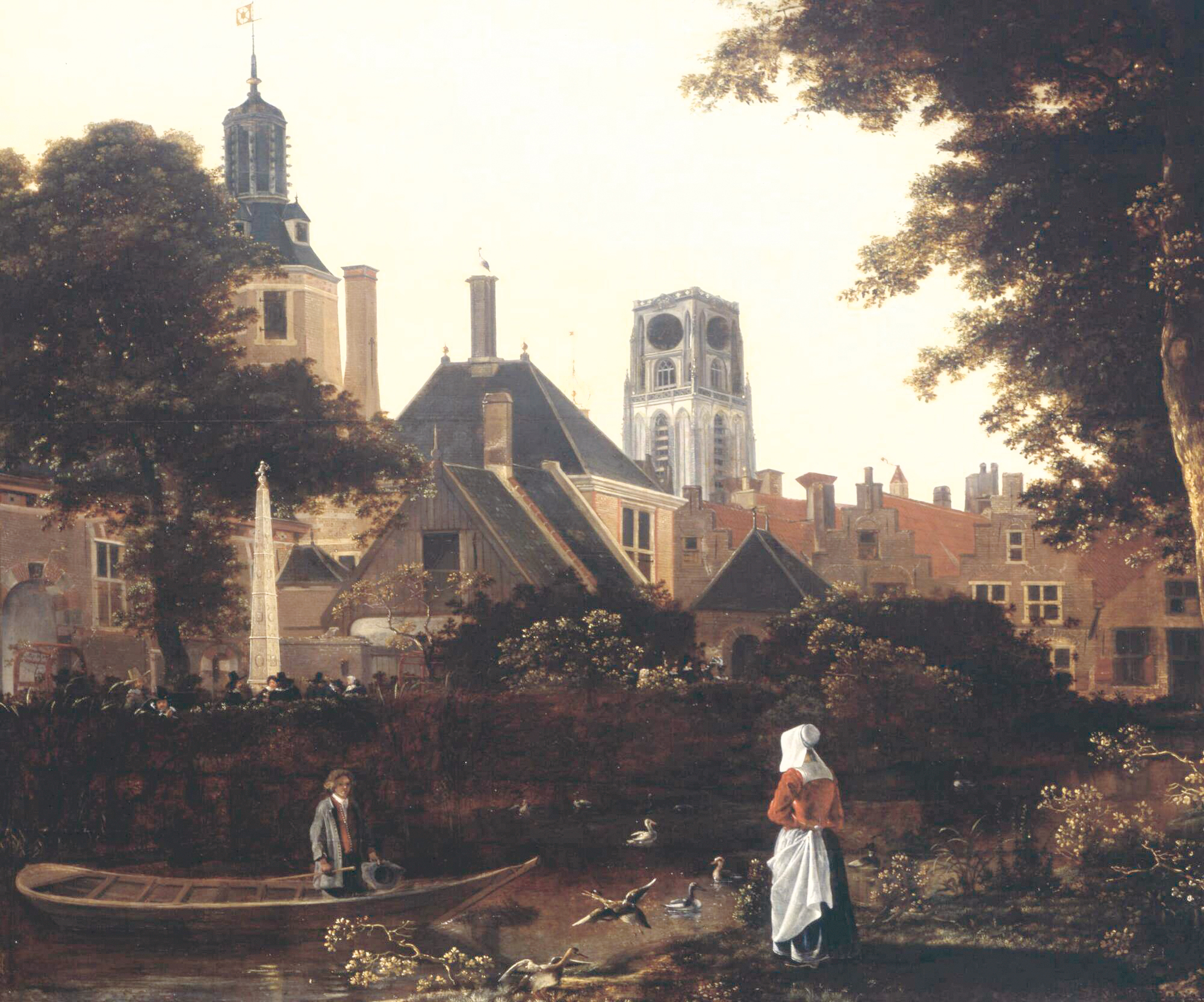
Vue de Rotterdam vers 1660, avec la tour de l'église Saint-Laurent en arrière-plan.

Au tout début du XVIIe siècle, le port grandit, prend suffisamment d'importance pour constituer l'une des six chambres autonomes administrant la Compagnie néerlandaise des Indes orientales (créée en 1602) avec Amsterdam, Delft, Middelbourg, Hoorn et Enkhuizen. La chambre rotterdamoise détenant 20 % du capital de la compagnie.
Au milieu du XVIIe siècle, Rotterdam s'impose progressivement comme deuxième ville commerciale des Provinces-Unies, devant Middelbourg. Elle devient également la capitale économique de la province de Hollande-Méridionale. Le commerce avec la mer Baltique et la mer du Nord y est très important. Plusieurs officiers néerlandais ayant navigué pour l'amirauté de Rotterdam et morts au combat, notamment Witte de With et Egbert Kortenaer, sont enterrés dans l'enceinte de l'église Saint-Laurent. Le corps de Witte de With y est déposé en 1659, après la bataille de l'Öresund survenue au large de Copenhague, et celui de Kortnaer y est enterré en 1665, après la bataille de Lowestoft,.

Carte de Rotterdam en 1690. Les limites de la ville correspondent à l'actuel quartier Stadsdriehoek.

#### La révocation de l'édit de Nantes (1685) et la seconde vague de réfugiés
Dans les années qui précèdent immédiatement la révocation de l'édit de Nantes ou qui la suivent, un second refuge protestant conduit environ 200 000 à 300 000 protestants à quitter la France à destination de différents pays européens. Environ 65 000 d'entre eux se réfugient dans les principales villes néerlandaises, Haarlem, Amsterdam, Leyde, La Haye et Rotterdam.
Un certain nombre d'entre eux contribuent à la République des Lettres. Ainsi, le pasteur protestant Pierre Bayle est nommé en 1681 professeur à l'école illustre de Rotterdam. Il publie en 1682 les Pensées sur la comète et y crée la revue de critique littéraire Nouvelles de la république des lettres. Il est surtout connu pour son Dictionnaire historique et critique.
Le théologien et historien Pierre Jurieu est également nommé professeur à l'école illustre de Rotterdam. Pasteur de l'église wallonne, il rédige en 1686 Les Lettres pastorales aux fidèles qui gémissent sous la captivité de Babylone, pamphlet politique diffusé clandestinement en Europe, qui conteste la validité juridique de la révocation de l'édit de Nantes et admet, en certaines circonstances, la désobéissance à l'égard des autorités civiles,.

#### L'économie de Rotterdam auXVIIIesiècle
Le XVIIIe siècle est marqué par un accroissement des importations, notamment de draperies fabriquées en Angleterre et de denrées provenant de l'empire colonial néerlandais. C'est au cours de cette période que Rotterdam devient un port à stature industrielle.

#### Port négrier

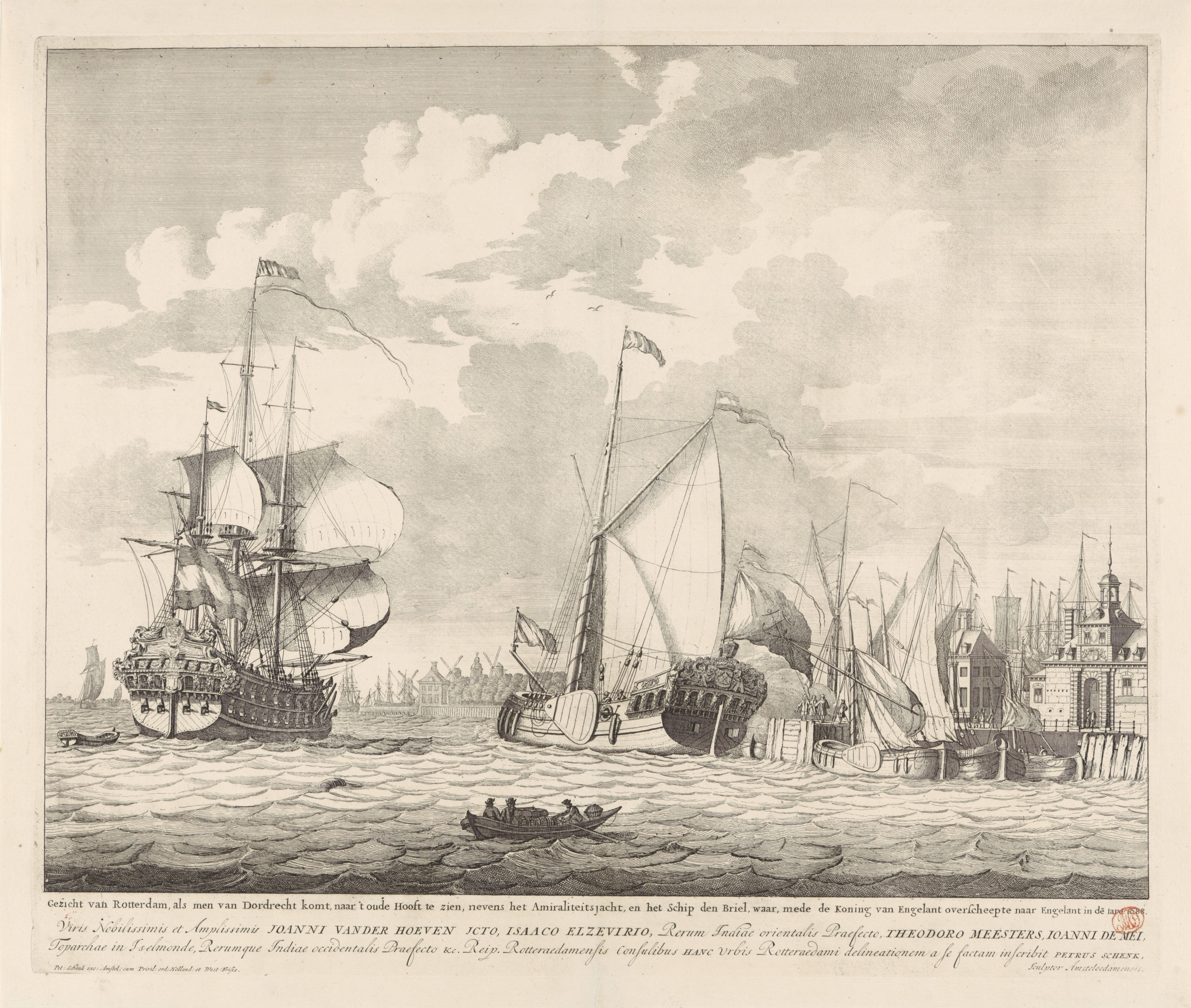
Vue du port de Rotterdam au début du XVIIIe siècle.

Avec 126 expéditions de commerce triangulaire, Rotterdam est un important port négrier d'Europe. Pour ce qui est des Provinces-Unis, il se positionne derrière les ports de Zélande (688 expéditions) et d'Amsterdam (210 expéditions). Les navires partaient alors vers les forts de traite en Afrique pour s'approvisionner en esclaves, qu'ils revendaient ensuite aux colonies néerlandaises des Amériques, avant de rapporter les produits des plantations en Europe.

#### La tempête de novembre 1775
En novembre 1775, une tempête de forte intensité provoque l'inondation des entrepôts de la ville et la destruction des écluses aménagées sur le port de Delfshaven.
À Delfshaven, le niveau de submersion atteint alors 2,75 m NAP. L'ampleur de la dévastation causée par l'inondation oblige les ingénieurs et autorités locales à revoir le fonctionnement des évacuations et des protections hydrauliques.
Une seconde inondation survient l'année suivante.

### LeXIXesiècle

#### Rotterdam dans la période de l'expansion française (1795-1813)

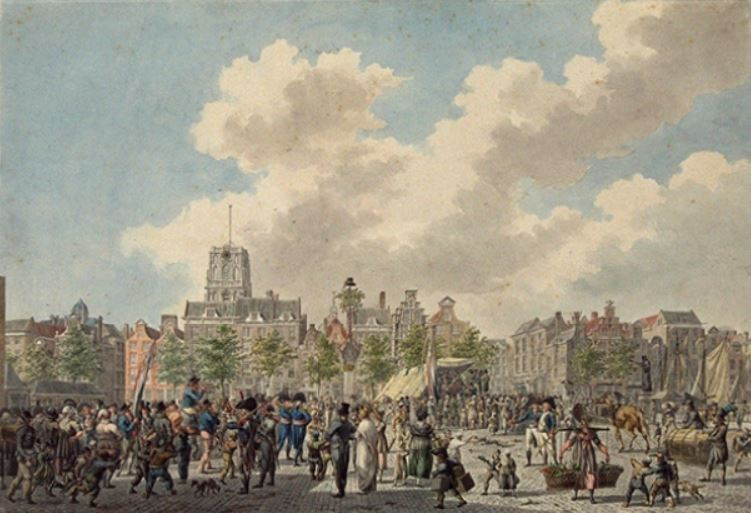
Rotterdam sous la République batave, en 1798.

Comme la plupart des pays européens, les Pays-Bas sont affectés par les mouvements révolutionnaires qui se traduisent par l'avènement d'une république sœur, la République batave, qui remplace les Provinces-Unies. Dès 1796, avec l'appui des armées et des représentants révolutionnaires français, la ville est administrée par des personnalités politiques appartenant au mouvement des patriotes. À partir de 1797, l'amirauté de Rotterdam, qui avait géré la flotte militaire de la ville jusqu'en 1795, est remplacée par un comité consultatif. Cette commission, mise en place par une loi votée à l'assemblée batave datée du 30 novembre 1797, fournit, en 1798, des bâtiments de guerre à la république française. Cette aide militaire, qui intervient dans le cadre des guerres menées par la France contre l'Angleterre, résulte d'accords passés entre les responsables du comité et une délégation notamment composée du vice-amiral de Winter, du ministre Delacroix et du général Joubert.

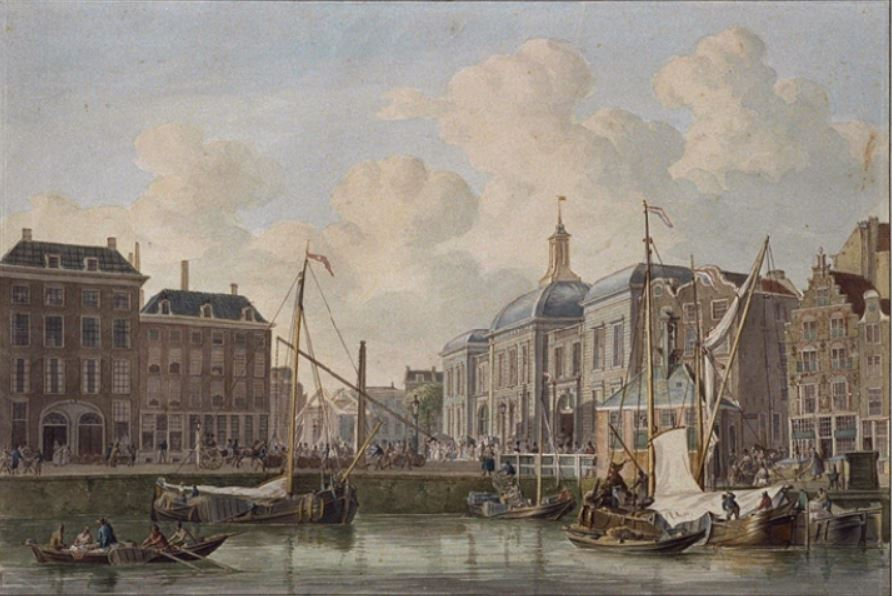
Rotterdam au début du XIXe siècle.

La République batave prend fin le 5 juin 1806 et laisse place, entre 1806 et 1810, au royaume de Hollande, État satellite du Premier Empire français dont Louis Bonaparte est nommé roi. À cette époque, à l'instar des autres villes de plus de 5 000 habitants, Rotterdam est contrainte d'adopter le nouveau système administratif et la ville est alors gérée par un maire. La Grande Armée a toujours besoin de davantage de soldats et une forte pression s'exerce sur les Pays-Bas, pour imposer l'enrôlement des jeunes gens. Les recrutements forcés provoquent des troubles publics dans diverses villes néerlandaises, notamment à Rotterdam, tandis que des mesures douanières protectionnistes visent à empêcher l'entrée des produits néerlandais en France, provoquant une baisse de 30 % du commerce extérieur par rapport à 1793. En 1810, le pays est directement annexé à l'Empire français. L'entrée des troupes françaises à Rotterdam engendre une importante émeute, essentiellement en raison de nouvelles exigences en matière de conscription. Dès 1811, Napoléon Ier vient en personne à Rotterdam, afin de négocier des traités de coopération aux termes desquels la ville doit lui fournir matériel militaire et soldats. Les difficultés militaires de Napoléon Ier, à partir de 1812, augmentent les exigences en matière de conscription, de réquisitions et confiscations, alors que de nombreux soldats néerlandais trouvent la mort dans les guerres napoléoniennes. En 1813, les armées napoléoniennes font évacuer la ville, qui est reprise, la même année, par les troupes du prince d'Orange, futur roi des Pays-Bas unis sous le nom de Guillaume Ier.

#### Modernisation et développement industriel (1815-1914)
La construction du Nieuwe Waterweg (« Nouveau Canal »), achevée en mars 1872, renforce l'activité des transports fluviaux. Ce canal de 400 à 700 m de large, pour une profondeur de 11 m, se déploie de Maassluis jusqu'à Hoek van Holland, permettant à la commune d'accroître son ouverture maritime jusqu'à l'estuaire de la Nouvelle Meuse.

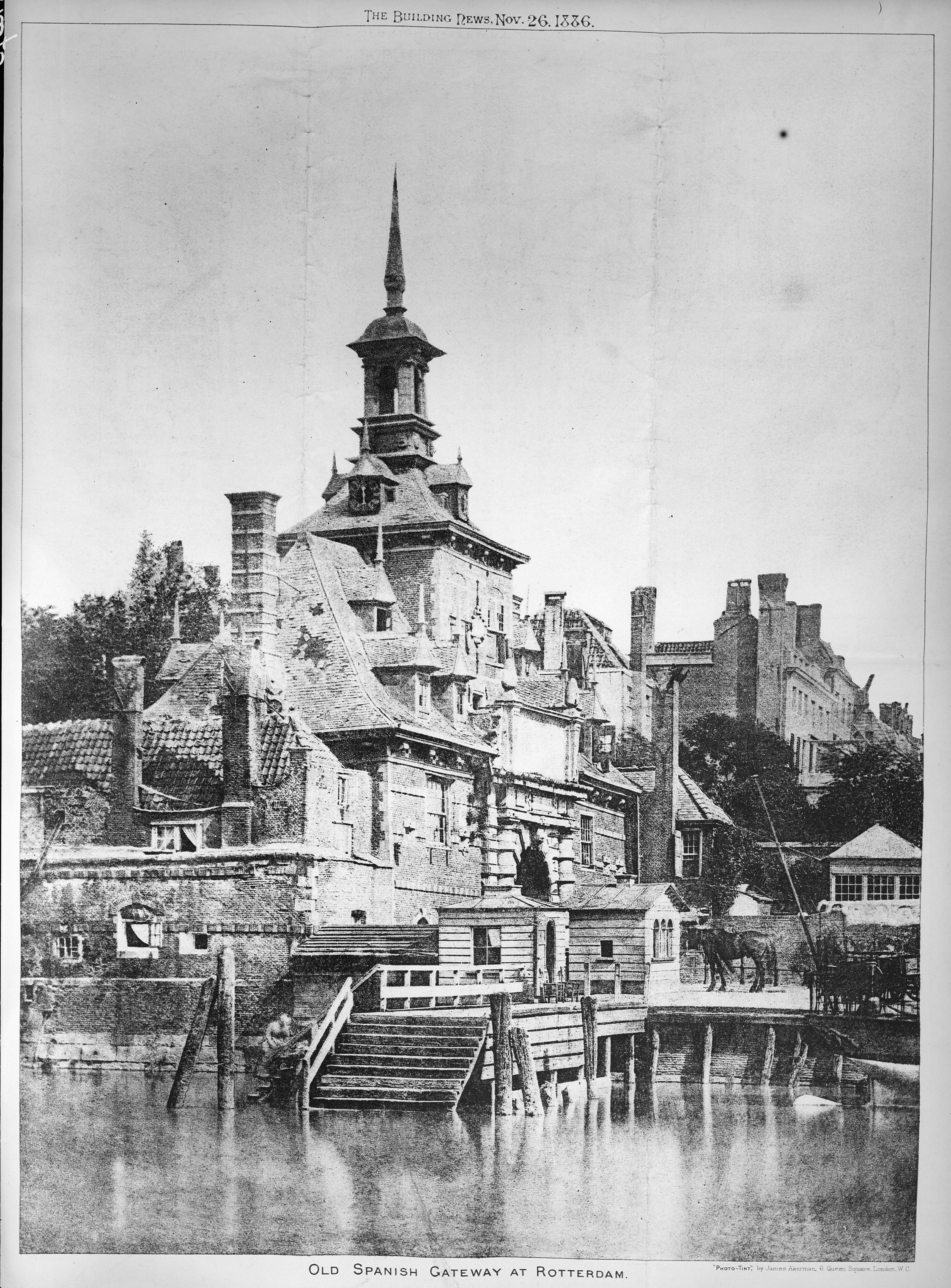
L'Ooster Oude Hoofdpoort.

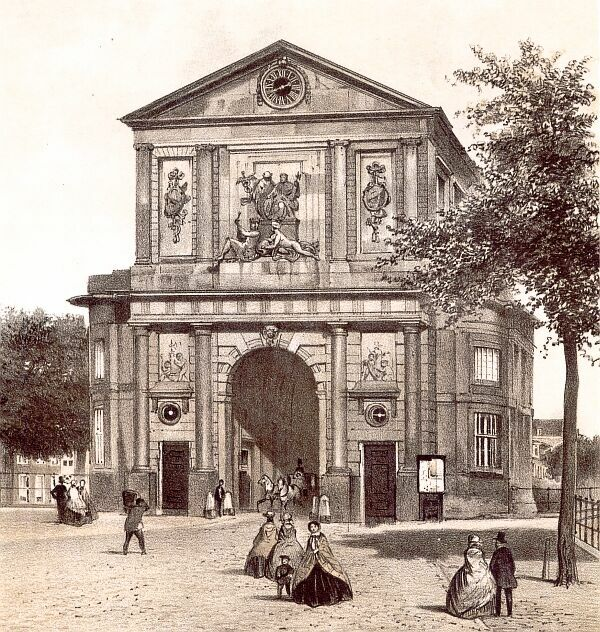
La Delftsche Poort.

Dans cette moitié du XIXe siècle, la population de la ville atteint 100 000 habitants, jusqu'à compter 300 000 habitants au début des années 1900. Elle a adopté un plan structuré, coupé par plusieurs canaux bordés de quais et de belles promenades. L'hôtel de ville, le palais du Grand conseil, la Bourse, l'hôtel des deux compagnies des Indes orientales et occidentales, le théâtre en sont les centres bourgeois. Les réaménagements urbains rendent nécessaires la destruction des anciennes portes de la ville, dont la fonction militaire ou douanière a disparu. Rotterdam a compté une dizaine de portes : La Hofpoort est détruite en 1833, l'Ooster Oude Hoofdpoort, construite en 1597-1598, est détruite en 1856. La dernière porte restante, la Delftsche Poort (nl), est démontée en 1939 pour être déplacée mais sa reconstruction, interrompue par la guerre, n'a pas pris place. Durant ce même siècle, la ville crée une bibliothèque, un musée historique, un hospice pour les personnes âgées, ainsi qu'une prison centrale.
En 1872, la construction du Willemsbrug facilite la première liaison nord-sud. En 1874, la construction des égouts et de l'adduction d'eau demandée par les hygiénistes est réalisée, après avoir été initiée et conçue par l'architecte urbaniste et directeur des travaux publics Willem Nicolaas Rose, en 1841,. La construction de ce « Waterproject », met un terme aux épidémies de choléra dont la dernière avait gravement atteint la population en 1866,,. L'industrie est active, les usines métallurgiques, les usines de produits chimiques et les verreries ont connu une croissance importante et travaillent jour et nuit. Le tabac et les raffineries de sucre représentent un autre pôle d'activités de transformation. La base des importations locales est constituée par le lin et la garance. Rotterdam importe principalement des vins, du café et du sucre, du tabac et du thé, du coton et de la laine. Mais elle est surtout un centre de redistribution vers les autres pays européens et d'abord vers l'Empire allemand.

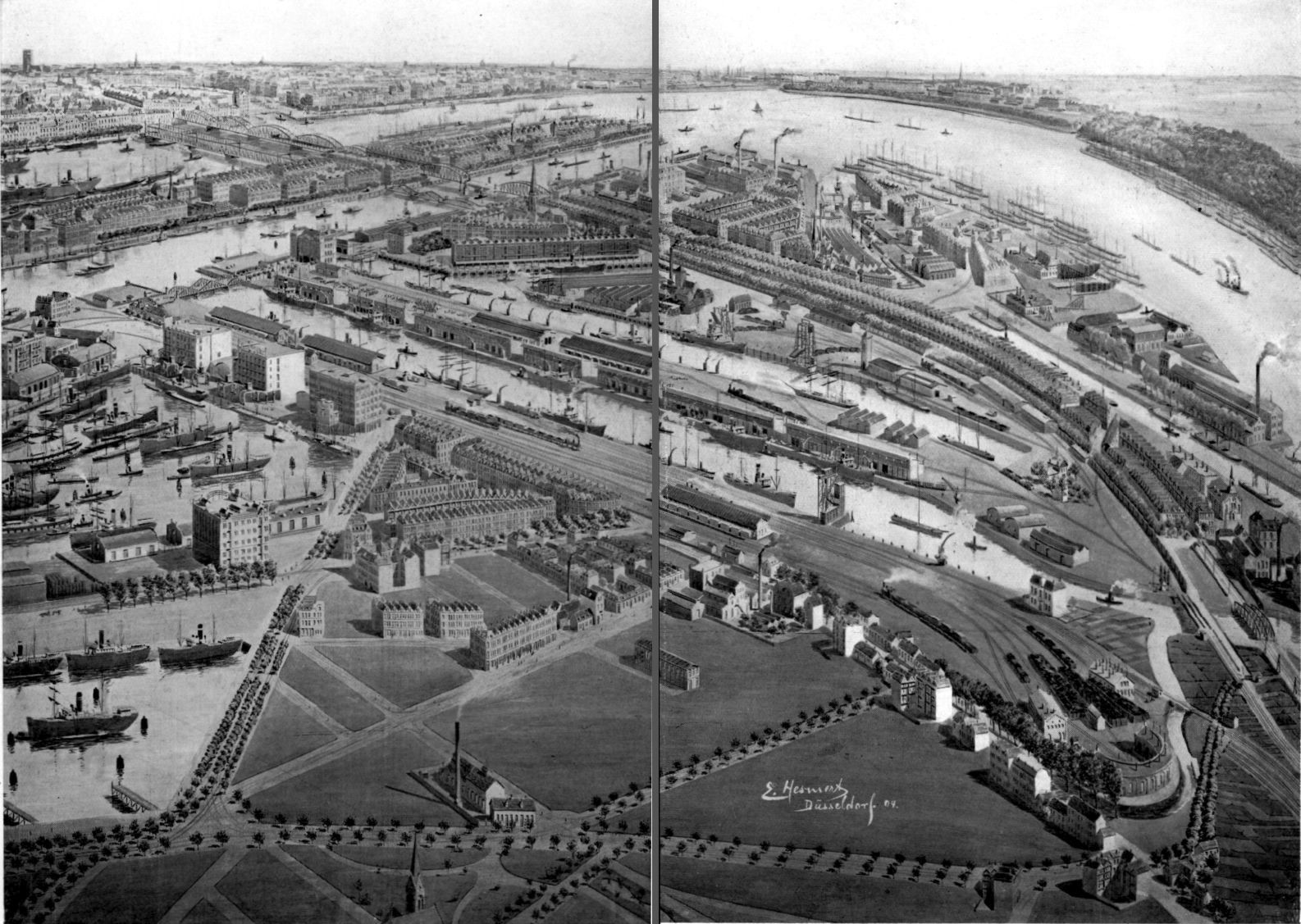
Panorama de la rive sud de Rotterdam (Feijenoord) dessiné par E. Hesmert (1904).

En 1880, le port de Rotterdam occupe déjà une place stratégique dans le commerce entre les différents ports européens, de la mer Baltique, de Londres, de Hambourg ou du Havre. Les arsenaux et les chantiers de construction sont dynamiques. La construction des ports internes se poursuit. La population croît, passant de 160 000 à 315 000 habitants. En 1882, la ville s'agrandit en annexant la commune de Delfshaven, jusqu'alors constituée comme port d'attache de Delft. Au cours de cette même période, jusqu'à la veille de la Première Guerre mondiale, la ville opère une importante transition économique. Cette nouvelle orientation économique s'appuie d'une part sur des investissements importants (80 millions de florins) qui lui permettent d'agrandir et de moderniser ses infrastructures portuaires longeant la Nouvelle Meuse, et d'autre part sur une industrie dont le socle est la fabrication de produits semi-finis. Cette politique économique se poursuit durant la guerre mondiale. Les volumes de marchandises échangées avec des pays européens, notamment l'Angleterre et l'Allemagne, augmentent significativement.

### LeXXesiècle

#### La Première Guerre mondiale et l'entre-deux-guerres (1914-1939)
Durant la guerre de 1914-1918, les Pays-Bas conservent un statut de neutralité politique. Néanmoins, en raison de sa proximité avec le front belge et de ses relations commerciales avec le Royaume-Uni d'une part et l'Allemagne d'autre part, Rotterdam devient alors un lieu de refuge pour les civils déplacés, les contrebandiers et les évadés de prison,. Le 15 septembre 1914, la reine Wilhelmine prononce un discours dans lequel elle souligne que les Pays-Bas sont sensibles au sort des réfugiés civils qu'ils sont déterminés à accueillir. La ville reçoit 23 000 réfugiés belges en octobre 1914, puis à nouveau 18 000 au mois de novembre, originaires, pour la plupart d'entre eux, d'Anvers. En 1915, la municipalité de Rotterdam investit 99 437 florins afin de subvenir aux besoins alimentaires de ces réfugiés. Durant les deux premières années de guerre, 315 734 vêtements chauds sont également distribués.

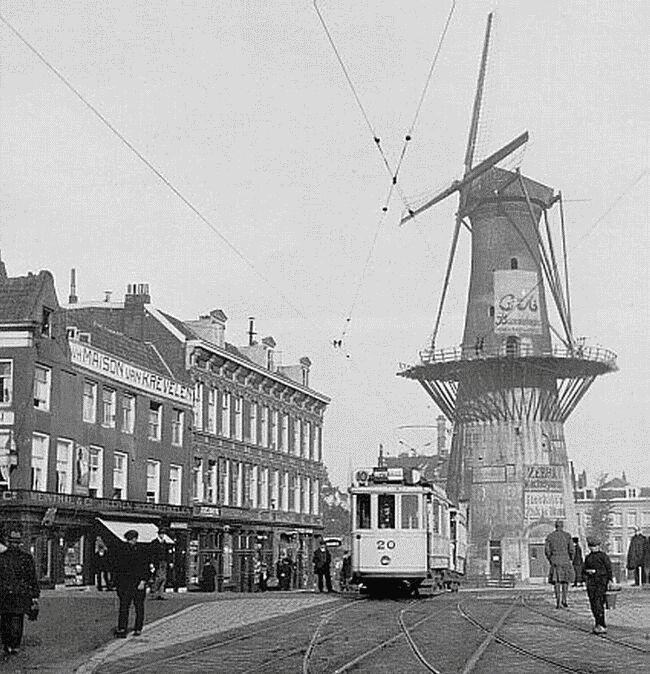
Rotterdam en 1920.

Un autre événement marquant est l'importante inondation de 1916 (niveau observé à 3,37 m NAP) et en 1894 (hauteur estimée à 3,17 m NAP),.
La population rotterdamoise continue de croître, atteignant en 1916 le nombre de 480 236 habitants, dont 3 280 résident à Hoek van Holland.
Entre les deux guerres mondiales, Rotterdam effectue une importante transition économique. Alors que dans la première décennie du siècle, le volume de marchandises traité par le port de Rotterdam s'élevait à 30 millions de tonnes, il passe à plus de 40 millions en 1937, puis à 42 millions l'année suivante. En 1938, la ville devient ainsi le second complexe portuaire mondial derrière celui de New York et devant celui de Londres, mais également le troisième en matière de tonnage de jauge des navires.

#### La Seconde Guerre mondiale

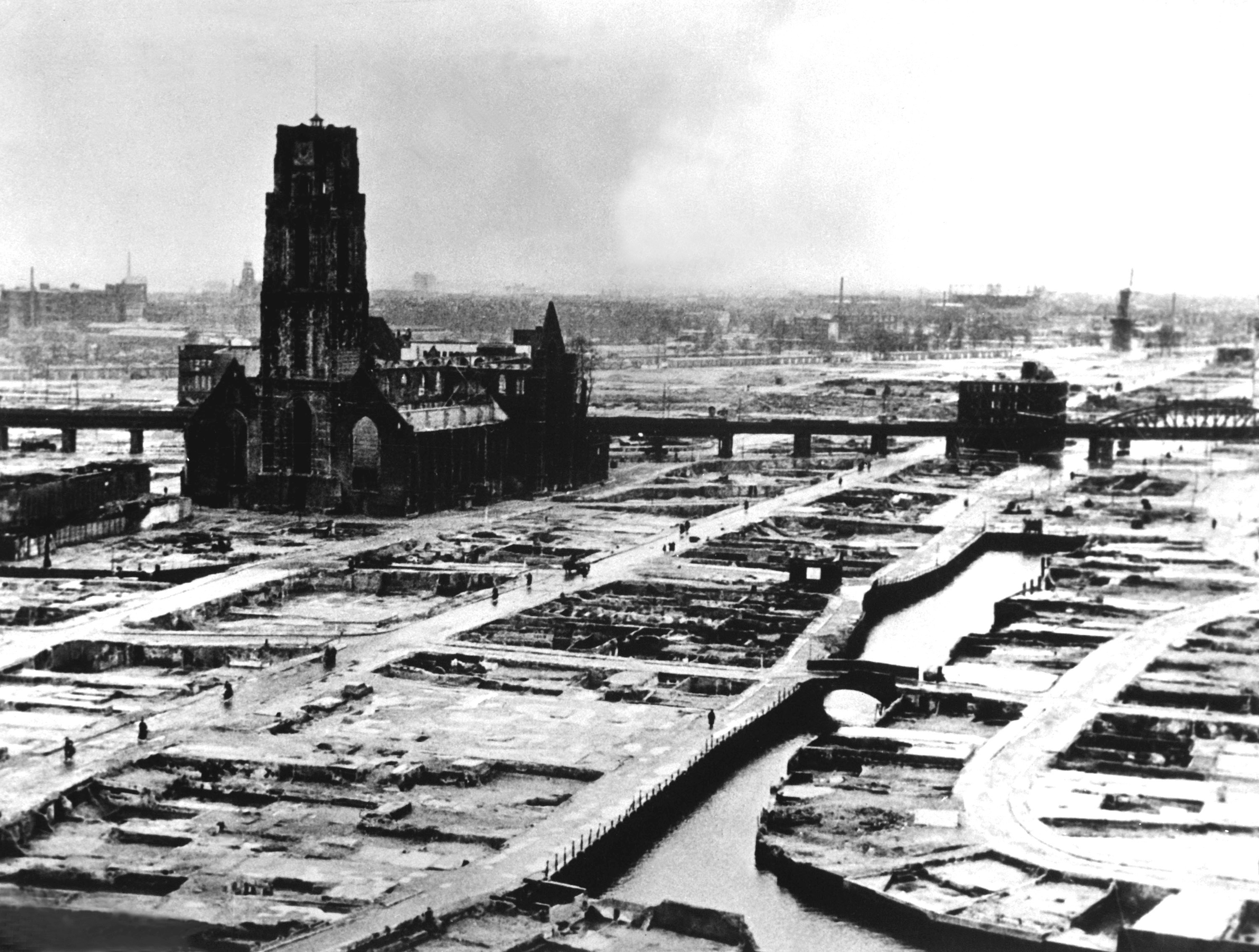
Le centre de Rotterdam, après le bombardement de mai 1940

Dès 1933 et de façon plus importante à partir de 1938, des Allemands fuient le nazisme et passent la frontière, légalement ou, le plus souvent, illégalement. Avec l'aide du Comité pour les réfugiés juifs, certains sont regroupés dans des camps organisés dans plusieurs villes, notamment à Hoek van Holland, jusqu'en mars 1940.
En mai 1940, l'Allemagne envahit les Pays-Bas malgré son statut de pays neutre. L'armée néerlandaise est impuissante face aux forces nazies. Les forces de la marine résistent pendant quatre jours, tentant d'empêcher l'entrée de l'armée allemande lors de la bataille des ponts de la Meuse, qui sévit à Rotterdam sur les deux ponts, ferroviaire et routier, Willemsbrug.
L'Allemagne exige la reddition de la ville. L'aviation allemande bombarde Rotterdam le 14 mai 1940, détruisant le centre-ville, à plus de 90 % (équivalent à 258 hectares) : environ 24 000 habitations sont détruites, plus de 800 personnes sont tuées, des milliers sont blessées et 78 000 habitants sont sans abri. Le centre-ville est ravagé par les bombes et les incendies qui en résultent. 24 églises, 69 écoles et près de 2350 boutiques furent détruites. De nombreux monuments historiques disparurent, tels que l'église romaine Sainte-Rosalie construite en 1777, la vieille synagogue construite en 1725, l'église luthérienne de 1736, l'édifice abritant la Compagnie des Indes orientales construit au XVIIe siècle ainsi que la porte de Delft construite par Pieter de Swart (nl) entre 1768 et 1773. Parmi les rares bâtiments épargnés se trouvent l'hôtel de ville, la Schielandshuis et la Wittehuis.
Rotterdam, comme le reste du pays, est occupée pendant cinq années. Les autorités municipales et nationales doivent organiser la reconstruction de la ville et prennent dès lors la décision d'exproprier les zones sinistrées, dont les habitants doivent se réfugier dans les banlieues ou d'autres villes proches. Durant l'occupation allemande, de nombreux Néerlandais, ainsi que les réfugiés d'autres pays européens, notamment allemands, installés aux Pays-Bas dès les années 1930, pour fuir le nazisme, sont persécutés, puis déportés dans des camps de concentration, la plupart d'entre eux en raison de leurs origines juives,.
En 1943-1944, dans le cadre des opérations de libération, l'aviation alliée bombarde à plusieurs reprises le port de Rotterdam. Une de ces opérations qui vise l'ouest de Rotterdam, le 31 mars 1943, est menée dans de très mauvaises conditions météorologiques, et elle atteint des quartiers résidentiels. Plus de trois cents personnes sont tuées et plus de 20 000 sont laissées sans abri. Ce bombardement, parfois surnommé le « bombardement oublié » (Vergeten bombardement), n'est commémoré publiquement qu'en 1993. Des opérations de représailles allemandes en lien avec des faits de résistance de la population, marquent la fin de l'année 1944, alors que la nouvelle du débarquement allié et de la libération progressive de la France et de la Belgique s'est répandue : en représailles à l'égard du « Mardi fou », le 5 septembre 1944, des otages sont fusillés à Rotterdam, puis à nouveau le 12 mars 1945, sur les Hofplein et Pleinweg, et le 3 avril 1945, à Oostzeedijk et Hoflaan. À l'automne 1944, les infrastructures et les équipements portuaires sont à leur tour bombardés par les avions allemands : les quais sont anéantis sur 7 km et plus de 120 grues ainsi que l'ensemble des pétroliers sont détruits. Les 10 et 11 novembre 1944 a lieu ce qui est appelé la « Razzia de Rotterdam » : environ 52 000 hommes, entre 17 et 40 ans, sont arrêtés par les occupants qui les parquent dans un premier temps dans le stade de Feyenoord avant de les déporter à l'est des Pays-Bas et en Allemagne pour travailler ; environ 400 personnes perdent la vie à la suite de cet événement. La commune est marquée par une grande famine au cours de l'hiver 1944, conséquence du blocus exercé par les Allemands à partir de septembre,. Rotterdam, comme l'ensemble des Pays-Bas, est libéré par les forces alliées en mai 1945,.

#### L'après-guerre et la reconstruction

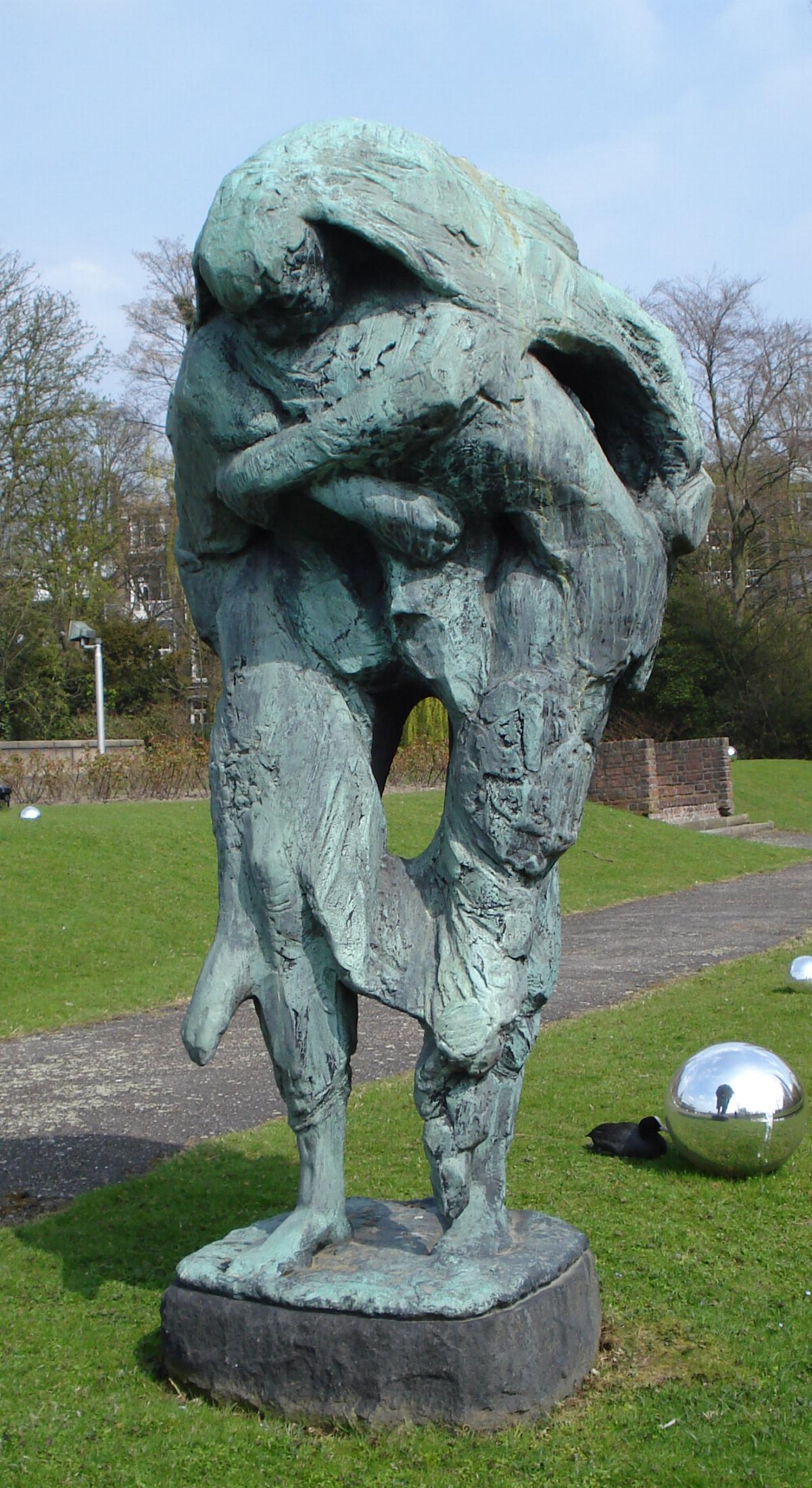
Sculpture symbolisant l'inondation de 1953 au parc des Musées de Rotterdam.

Dans la nuit du 31 janvier au 1er février 1953, une tempête de forte intensité atteint les côtes hollandaises et provoque une inondation des zones littorales. À Rotterdam, cette inondation engendre un niveau d'eau moyen enregistré à 3,75 m par rapport au référentiel NAP,. La partie nord de la ville est épargnée, protégée par la digue, mais les parties au sud de la digue sont inondées. Les axes de communications vers le sud sont coupés. Dans l'ensemble du pays, 1 800 personnes meurent noyées, la plupart dans les villages les plus touchés sur les îles de Zélande et au sud de la Hollande Méridionale. Environ 10 000 réfugiés des zones sinistrées doivent être accueillis par la ville.
Après la destruction du centre-ville durant la Seconde Guerre mondiale, la ville entreprend un grand travail de reconstruction où l'espace et les constructions modernes sont privilégiés. L'ensemble du centre sinistré, qui comportait des établissements manufacturiers et des lotissements, dont certains étaient détériorés et surpeuplés, est remplacé par une zone urbaine significativement moins dense. Ainsi, lors de sa reconstruction, la capacité de logement du centre passe de 28 000 à 7 000 résidents. Les principaux axes de circulation sont élargis, la gare centrale est rebâtie et le centre-ville se voit aménagé d'espaces verts, d'une salle de concert, de l'hôpital général et d'un centre médico-social.
Par ailleurs le port, rendu en partie inutilisable par les bombardements ou le minage délibéré opéré par l'armée nazie à la fin de la guerre, fait également l'objet de vastes chantiers de reconstruction. Ces travaux de remise en état du complexe portuaire s'échelonnent sur une période de cinq ans. Après la phase de déblaiement, les nouveaux quais, aux structures plus modernes, sont bâtis selon deux modèles de construction : les quais de « type A » reposent sur des pilotis et les quais de « type B » sont conçus en dur et renforcés au moyen de palplanches.
En 1957, le « plan Europoort », un programme permettant à la commune de devenir une ville portuaire à vocation internationale, est voté à l'unanimité par le conseil municipal. Puis, en 1969, le « plan 2000+ pour le développement du delta nord » est établi. Parallèlement, le développement urbain, économique et démographique s'amplifie jusqu'au milieu des années 1960. Puis, la commune est marquée par une décroissance, dans la seconde moitié des années 1960 et plus encore les années 1970 (crise essentiellement liée aux deux chocs pétroliers de 1973 et 1979), tant dans le domaine économique que dans le domaine démographique et social. À cette époque, les pertes d'emploi au sein de la ville se révèlent importantes. À partir du milieu des années 1980, la ville connaît un regain de prospérité. La fin des années 1980 marque un véritable « boom » immobilier mais également un renouvellement des équipements et infrastructures urbaines. En 1989, un projet, le « Plan port 2010 », est initié. Ce projet, encadré par des architectes et des urbanistes, vise essentiellement à restructurer les zones portuaires de Kop van Zuid et de Noordstrand.

### Rotterdam au début duXXIesiècle

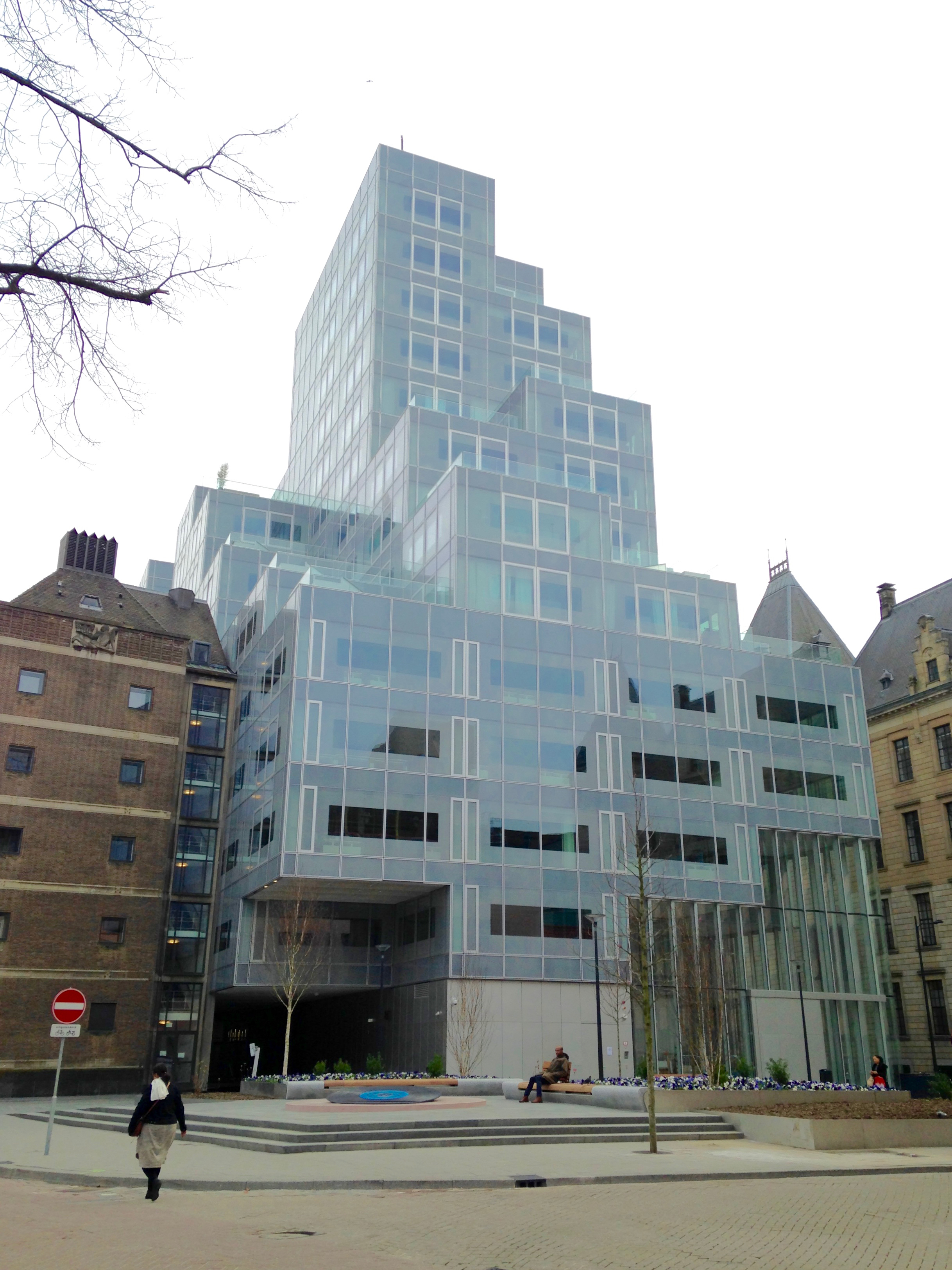
La Timmerhuis (2015).

Des gratte-ciels s'élèvent, concentrés dans les quartiers centraux de la ville. Des projets architecturaux originaux deviennent des symboles de la ville au début des années 2010, notamment la rénovation de la gare centrale, l'édification de gratte-ciels les plus élevés du pays, le marché couvert Markthal, ou encore les nouveaux bâtiments municipaux de la Timmerhuis. La ville souhaite devenir plus attrayante pour le tourisme et attirer les investisseurs. Le paysage urbain continue d'évoluer, et la population de s'accroître, tandis que le port qui s'est étendu jusqu'à la mer continue son expansion en gagnant sur la mer. La ville, avec les provinces néerlandaises et l'État, continue de développer des plans de maîtrise des eaux pour parer à la montée des eaux, à l'affaissement des terrains et aux précipitations plus importantes provoquées par le réchauffement climatique.

## Politique et administration

### Gouvernance
La municipalité de Rotterdam est la deuxième plus importante du pays après Amsterdam. Elle se compose, comme dans le reste des Pays-Bas, d’un conseil communal (Gemeenteraad) composé de trois entités : le bourgmestre (burgemeester), les échevins (wethouders) et les conseillers municipaux (gemeenteraasdlid). La partie exécutive est le collège formé par le maire et les adjoints, ou Burgemeester en Wethouders College (B&W) qui sont nommés et rémunérés dans leurs fonctions, alors que les conseillers municipaux sont élus. Depuis 2024, la bourgmestre est Carola Schouten, femme politique rotterdamoise membre de l'Union chrétienne.

#### Liste des bourgmestres depuis 1945
| Début mandat     | Fin mandat        | Patronyme du bourgmestre |                                          | Dates          | Fonction et qualité                                                                                                  | Étiquette |
| ---------------- | ----------------- | ------------------------ | ---------------------------------------- | -------------- | --- | --------- |
| 7 mai 1945       | 1er juin 1952     | Pieter Oud               | Photographie en noir et blanc d'un homme | 1886-1968      | Homme d'État et historien                                                                                            | VVD       |
| 1er juillet 1952 | 1er mars 1965     | Gerard van Walsum        | Photographie en noir et blanc d'un homme | 1900-1980      | Ancien bourgmestre de Delft entre 1948 et 1952                                                                       | PvdA      |
| 16 avril 1965    | 1er novembre 1974 | Wim Thomassen            | Photographie en noir et blanc d'un homme | 1909-2001      | Ancien bourgmestre de Zaandam, puis de Enschede                                                                      | PvdA      |
| 16 novembre 1974 | 11 septembre 1981 | André van der Louw       | Photographie en noir et blanc d'un homme | 1933-2005      | Ministre de la Culture, des Loisirs et du Travail social de 1981 à 1982 dans le cabinet Van Agt II                   | PvdA      |
| 16 mars 1982     | 3 août 1998       | Bram Peper               | Photographie en noir et blanc d'un homme | 1940           | Universitaire, ministre des Affaires intérieures et des Relations au sein du Royaume des Pays-Bas entre 1998 et 2000 | PvdA      |
| 16 février 1999  | 1er janvier 2009  | Ivo Opstelten            | Photographie en couleur d'un homme       | 1944           | Ministre de la Justice et de la Sécurité de 2010 à 2015                                                              | VVD       |
| 5 janvier 2009   | 1er octobre 2024  | Ahmed Aboutaleb          | Photographie en couleur d'un homme       | 29 août 1961   | Ingénieur de profession, secrétaire d'État aux Affaires sociales et à l'Emploi en 2007 et 2008                       | PvdA      |
| 10 octobre 2024  | en cours          | Carola Schouten          | Photographie en couleur d'une femme      | 6 octobre 1977 | Ministre l'Agriculture et vice-première ministre de 2017 à 2022                                                      | CU        |

#### Conseil communal
Le conseil communal de Rotterdam comprend 45 sièges. Le tableau ci-dessous donne les résultats des élections communales de Rotterdam depuis 1998, :
| Parti                                    | 4 mars 1998 45 sièges | 6 mars 2002 45 sièges | 7 mars 2006 45 sièges | 3 mars 2010 45 sièges | 19 mars 2014 45 sièges | 21 mars 2018 45 sièges | 16 mars 2022 45 sièges |
| ---------------------------------------- | --------------------- | --------------------- | --------------------- | --------------------- | ---------------------- | ---------------------- | ---------------------- |
| Parti travailliste                       | 15                    | 11                    | 18                    | 14                    | 8                      | 5                      | 4                      |
| Rotterdam vivable                        | -                     | 17                    | 14                    | 14                    | 14                     | 11                     | 10                     |
| Appel chrétien-démocrate                 | 6                     | 5                     | 3                     | 3                     | 3                      | 2                      | 1                      |
| Parti socialiste                         | 4                     | 1                     | 3                     | 2                     | 5                      | 2                      | 1                      |
| Parti populaire libéral et démocrate     | 9                     | 4                     | 3                     | 4                     | 3                      | 5                      | 6                      |
| Gauche verte                             | 4                     | 3                     | 2                     | 3                     | 2                      | 5                      | 5                      |
| Union chrétienne-Parti politique réformé | 1                     | 1                     | 1                     | 1                     | 1                      | 1                      | -                      |
| Union chrétienne                         | -                     | -                     | -                     | -                     | -                      | -                      | 1                      |
| Démocrates 66                            | 3                     | 2                     | 1                     | 4                     | 6                      | 5                      | 5                      |
| Parti de ville Rotterdam                 | 2                     | 1                     | 0                     | -                     | -                      | -                      | -                      |
| Denk                                     | -                     | -                     | -                     | -                     | -                      | 4                      | 4                      |
| Parti pour les animaux                   | -                     | -                     | -                     | -                     | 1                      | 1                      | 2                      |
| Autres                                   | 1                     | 0                     | 0                     | 0                     | 2                      | 4                      | 6                      |

#### Collège du bourgmestre et des échevins de 2018 à 2022

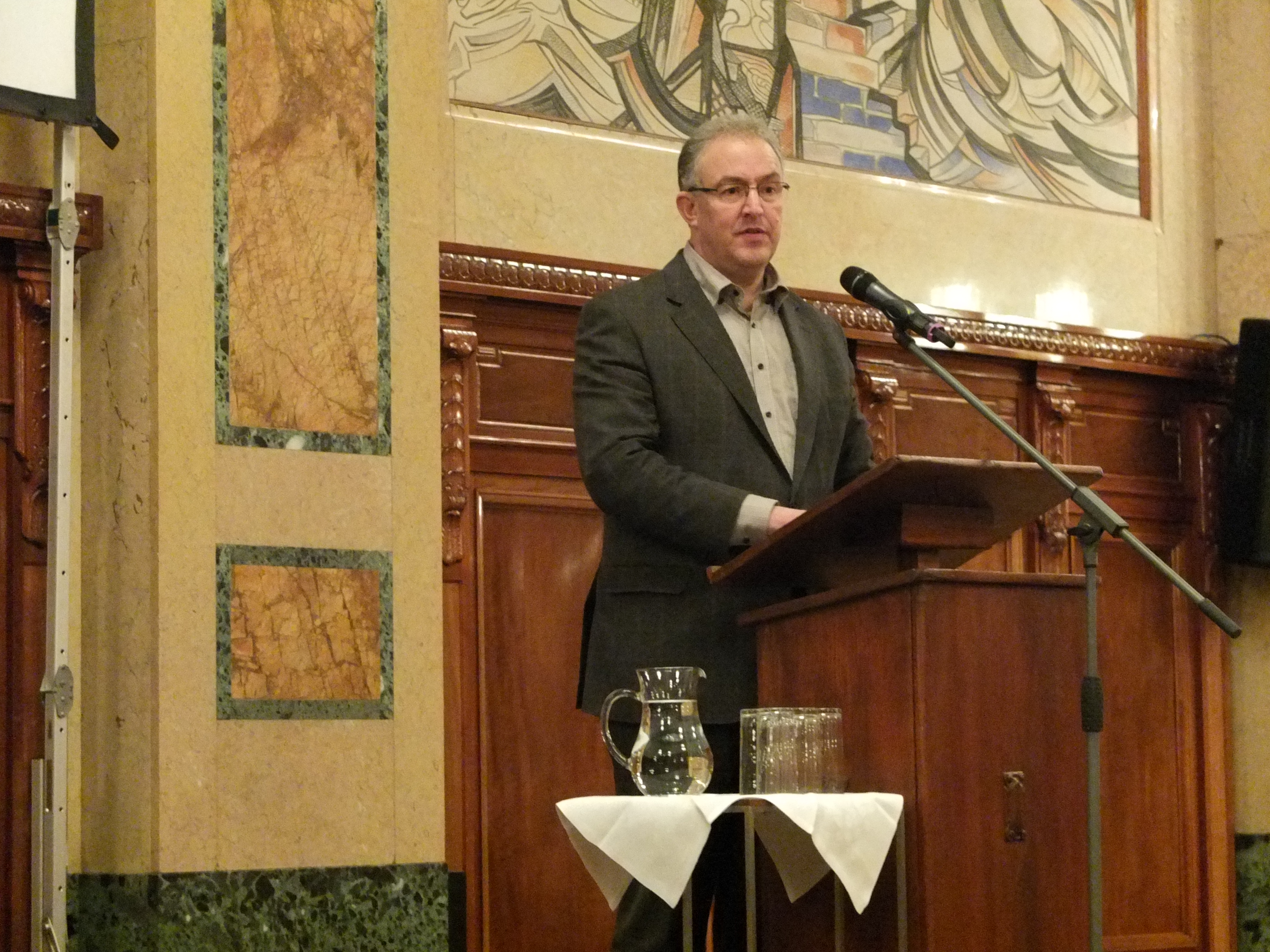
Ahmed Aboutaleb, bourgmestre de Rotterdam.

| Fonction                                                                | Titulaire | Titulaire        | Parti  |
| ----------------------------------------------------------------------- | --------- | ---------------- | ------ |
| Bourgmestre Échevin de l’Intérieur, de l’Ordre public et de la Sécurité |           | Ahmed Aboutaleb  | PvdA   |
| Échevin de la Mobilité et de la Jeunesse                                |           | Judith Bokhove   | GL     |
| Échevin de l'Environnement                                              |           | Arno Bonte       | GL     |
| Échevin de l'Application de la loi, de l'Intégration et des Loisirs     |           | Bert Wijbenga    | VVD    |
| Échevin du Logement et de l'Aménagement du territoire                   |           | Bas Kurvers      | VVD    |
| Échevin de l'Économie, des Quartiers et de la Politique urbaine         |           | Barbara Kathmann | PvdA   |
| Échevin du Travail et des Revenus                                       |           | Richard Moti     | PvdA   |
| Échevin des Finances, du Budget, et du Port                             |           | Adriaan Visser   | D66    |
| Échevin de l'Éducation, de la Culture et du Tourisme                    |           | Said Kasmi       | D66    |
| Échevin de la Santé, de la Famille et des Sports                        |           | Sven de Langen   | CDA    |
| Échevin de la Pauvreté, de la Gestion de la dette et des Soins          |           | Michiel Grauss   | CU-SGP |

### Organisation administrative
Depuis 2014, la commune de Rotterdam se compose de 14 arrondissements, gouvernés par une commission d'arrondissement. Moins politisées que le conseil d'administration puisque leurs membres ne doivent pas faire partie d'un parti politique, ces commissions sont « les yeux et les oreilles » des quartiers. Le tableau suivant présente les 14 arrondissements de Rotterdam définis en 2014, ainsi que les quartiers ou districts qui les composent, :
| Arrondissement           | Quartier |
| Centre                   | Cool (dont les quartiers sud de Dijkzigt, du Parc, de Scheepvaart ou Nieuwe Werk), Oude Westen, Stadsdriehoek (dont le Vieux port et le quartier de la gare centrale),.                                                                |
| Charlois                 | Carnisse, Charlois Zuidrand, Heijplaat, Oud-Charlois, Pendrecht, Tarwewijk, Wielewaal, Zuidplein et Zuidwijk. |
| Delfshaven               | Bospolder, Delfshaven, Middelland, Nieuwe Westen, Oud Mathenesse, Schiemond, Spangen et Tussendijken. |
| Feijenoord               | Afrikaanderwijk, Bloemhof, Feijenoord, Hillesluis, Katendrecht, Kop van Zuid/Entrepotgebied, Noordereiland et Vreewijk. |
| Hillegersberg-Schiebroek | Hillegersberg-Noord (dont 110-Morgen et le vieux Hillegersberg), Hillegersberg-Zuid (dont le Kleiweg), Molenlaankwartier, Schiebroek et Terbregge.                                                                                     |
| Hoek van Holland         | La plage et les dunes, la Porte du Rhin (Rijnpoort) et le village. |
| Hoogvliet                | Boomgaardshoek, Meeuwenplaat, Centrum/Middengebied, Nieuw Engeland/Digna Johannapolder, Westpunt, Zalmplaat, Oudeland et Tussenwater.                                                                                                  |
| IJsselmonde              | Beverwaard, Groot-IJsselmonde (qui contient les quartiers Beverwaard, De Veranda, Groenenhagen-Tuinenhoven, Hordijkerveld, Kreekhuizen, Lombardijen, Oud-IJsselmonde, Reyeroord, Sportdorp, Zomerland), Lombardijen en Oud IJsselmonde |
| Kralingen-Crooswijk      | De Esch, Kralingen-Oost, Kralingen-West, Kralingse Bos, Nieuw Crooswijk, Oud Crooswijk, Rubroek en Struisenbrug. |
| Noord                    | Agniesebuurt, Bergpolder, Blijdorp, Het Oude Noorden, Liskwartier, et Provenierswijk. |
| Overschie                | Kleinpolder, Landzicht, Noord Kethel (dont Kandelaar), Overschie, Zestienhoven. |
| Pernis                   | Le quartier du même nom. |
| Prins Alexander          | Het Lage Land, Kralingseveer, Nesselande, Ommoord, Oosterflank, Prinsenland, Zevenkamp. |
| Rozenburg                | Le quartier du même nom. |
| ------------------------ | --- |

### Partenariats européens et internationaux
La ville américaine de Rotterdam, dans l'État de New York, créée en 1820, doit son nom à la ville néerlandaise dont elle a repris la devise, traduite en anglais, « Stronger Through Effort », « Plus fort par l'effort ».
En 2015, la commune compte 14 villes jumelées, 12 villes partenaires et 4 ports jumelés.
Rotterdam a cessé en 2008 d'établir de nouveaux jumelages. En 2017, Istanbul dénonce le jumelage entre ces deux villes,,.

#### Villes jumelles
| - Baltimore (États-Unis) depuis 1985 - Bourgas (Bulgarie) depuis 1976 - Cologne (Allemagne) depuis 1958 - Constanța (Roumanie) depuis 1976 | - Dresde (Allemagne) depuis 1988 - Esch-sur-Alzette (Luxembourg) depuis 1958 - Gdańsk (Pologne) depuis 1977 - La Havane (Cuba) depuis 1983 - Liège (Belgique) depuis 1958 | - Lille (France) depuis 1958 - Saint-Pétersbourg (Russie) depuis 1984 - Shanghai (Chine) depuis 1979 - Turin (Italie) depuis 1958 |

#### Villes partenaires
| - Anvers (Belgique) depuis 1940 - Bâle (Suisse) depuis 1945 - Bratislava (Slovaquie) depuis 1991 - Budapest (Hongrie) depuis 1991 | - Duisbourg (Allemagne) depuis 1950 - Durban (Afrique du Sud) depuis 1991 - Jakarta (Indonésie) depuis 1983 - Kingston-upon-Hull (Royaume-Uni) depuis 1936 | - Nuremberg (Allemagne) depuis 1961 - Osaka (Japon) depuis 1984 - Oslo (Norvège) depuis 1945 - Prague (Tchéquie) depuis 1991 |

#### Ports jumelés
- Busan (Corée du Sud) depuis 1987
- Kobe (Japon) depuis 1967
- Seattle (États-Unis) depuis 1969
- Tokyo (Japon) depuis 1989
- Bordeaux (France) depuis le 20 octobre 2024

## Économie et influence internationale

### Commerce

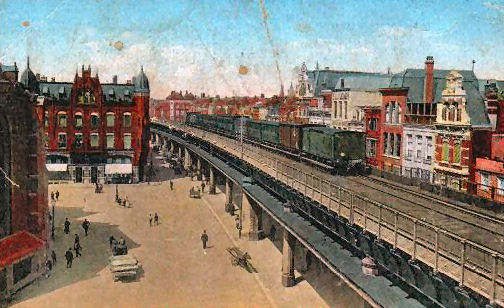
La rue Binnenrotte (1910).

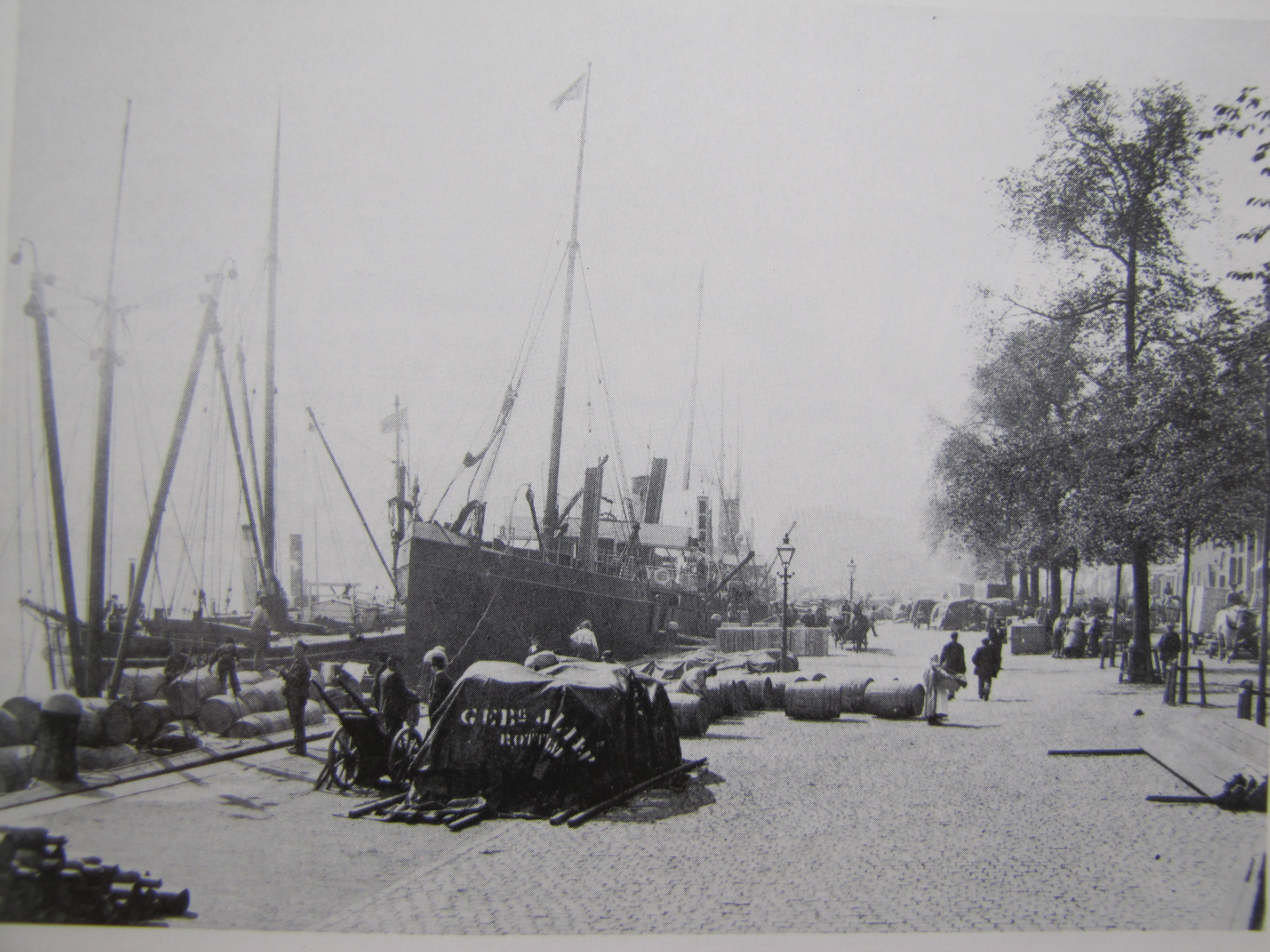
Débarquement des marchandises sur les quais de Boompjeskade (1899).

Jusqu'à la fin du XVIIe siècle, Rotterdam est une place de commerce et d'échange grâce à son grand marché hebdomadaire prenant place sur la Maasdijk (devenue ensuite la Hoogstraat). Cependant ce n'est pas encore une ville d'importance. Le principal commerce est la vente de hareng par les pêcheurs. Cela change après la chute d'Anvers en 1585. Rotterdam devient en un demi-siècle la deuxième ville du pays pour ses ports et ses « marchandises sifflées » (« wijtwermaerde koopstadt »). Le commerce international du vin devient sa première source de revenus. Les marchandises sont exportées vers la France, l'Espagne et le Portugal mais aussi les Indes orientales néerlandaises, puis dans le monde entier après le voyage de Olivier van Noort qui est le premier Néerlandais à effectuer le tour du monde. Les plus riches marchands bâtissent de grandes maisons dans les quartiers portuaires et le port s'agrandit. La place du marché est agrandie, de la Hoofstraat à la Binnenrotte. Elle se situe le long des quais et de nombreux bateaux viennent y décharger les marchandises. Les magasins se développent en nombre et en importance.
Durant la période napoléonienne, la prospérité de la ville est cependant affectée par les effets du blocus continental et les lois protectionnistes qui favorisent le commerce français au détriment du commerce néerlandais. La chambre de commerce (Kamer van Koophandel) est établie en 1803 pour représenter l'élite de la communauté commerçante rotterdamoise et pour conseiller le gouvernement sur les questions économiques.
Durant le XIXe siècle, les murs et les portes de la ville sont démolis pour permettre son extension et améliorer les moyens de transports. Dans le port, la voie navigable Nieuwe Waterweg est construite en 1872 et facilite grandement la circulation des navires entre la mer de Nord et le centre-ville. À la fin du XIXe siècle, Rotterdam est un marché important pour les grains, minerais et graisses. De grands magasins s'établissent comme De Bijenkorf en 1930. Les petits commerces survivent difficilement et des coopératives de commerçants se mettent en place comme le Spar (vente) et l'Enkabé (achat).
Durant la Seconde Guerre mondiale, la vie économique et commerciale néerlandaise est gravement affectée. Il faut attendre l'après-guerre pour que le commerce reprenne. La voie piétonne Lijnbaan contribue à rendre à la ville son image commerçante. En 1958, le marché de la ville est rouvert sur la Binnenrotte. Après une récession économique durant les deux dernières décennies du XXe siècle, une nouvelle expansion des activités portuaires, de l'industrie, puis du tourisme, contribuent à restaurer la prospérité commerciale de la ville au début des années 2000.

### Finance

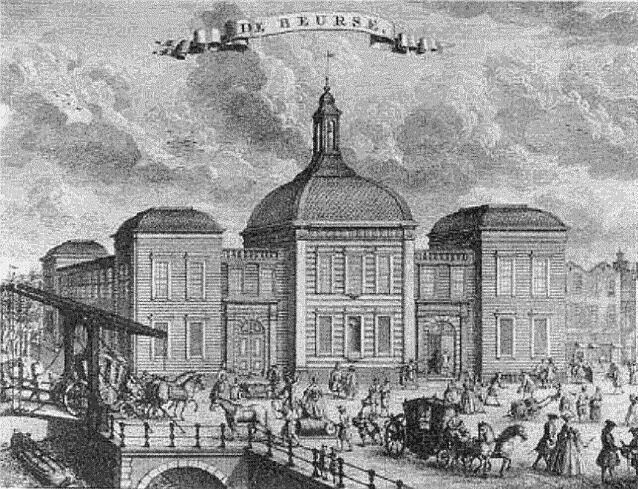
La Bourse (Beurs) construite par Adriaen van der Werff (gravure de 1840).

Vers la fin du XVIe siècle, le commerce est devenu si important qu'une bourse devient nécessaire. Les marchands d'Anvers, Hans der Veeken et Jacques L'Hermite, s'accordent pour recréer à Rotterdam le système qui était en place à Anvers. Des échantillons de marchandise sont exposés et les clients vendent et achètent les marchandises présentées. Le cours des denrées exposées est ainsi établi en bourse. Les céréales font l'objet de transactions par des intermédiaires, afin d'éviter qu'elles soient exposées aux intempéries. En 1635, la première banque de prêt de Rotterdam ouvre.
Le bâtiment de la bourse date de 1635, et son état se délabre. Aussi, la construction d'un nouveau bâtiment est mise en chantier en 1717 par Adriaen van der Werff. La nouvelle Bourse ouvre ses portes en 1736 et le nouveau bâtiment devient un symbole de la prospérité de la ville. La première société d'assurances, la Maatschappij voor Assurantie, Discontering en Beleening der Stad Rotterdam, établie en 1720, existe toujours.
Au début du XIXe siècle, des caissiers professionnels prennent en charge l'échange des devises, jouant ainsi un rôle important dans l'économie, notamment les sociétés R. Mees et fils, Gebroeders Chabot, et Ian Havelaar et fils.

### Industrie

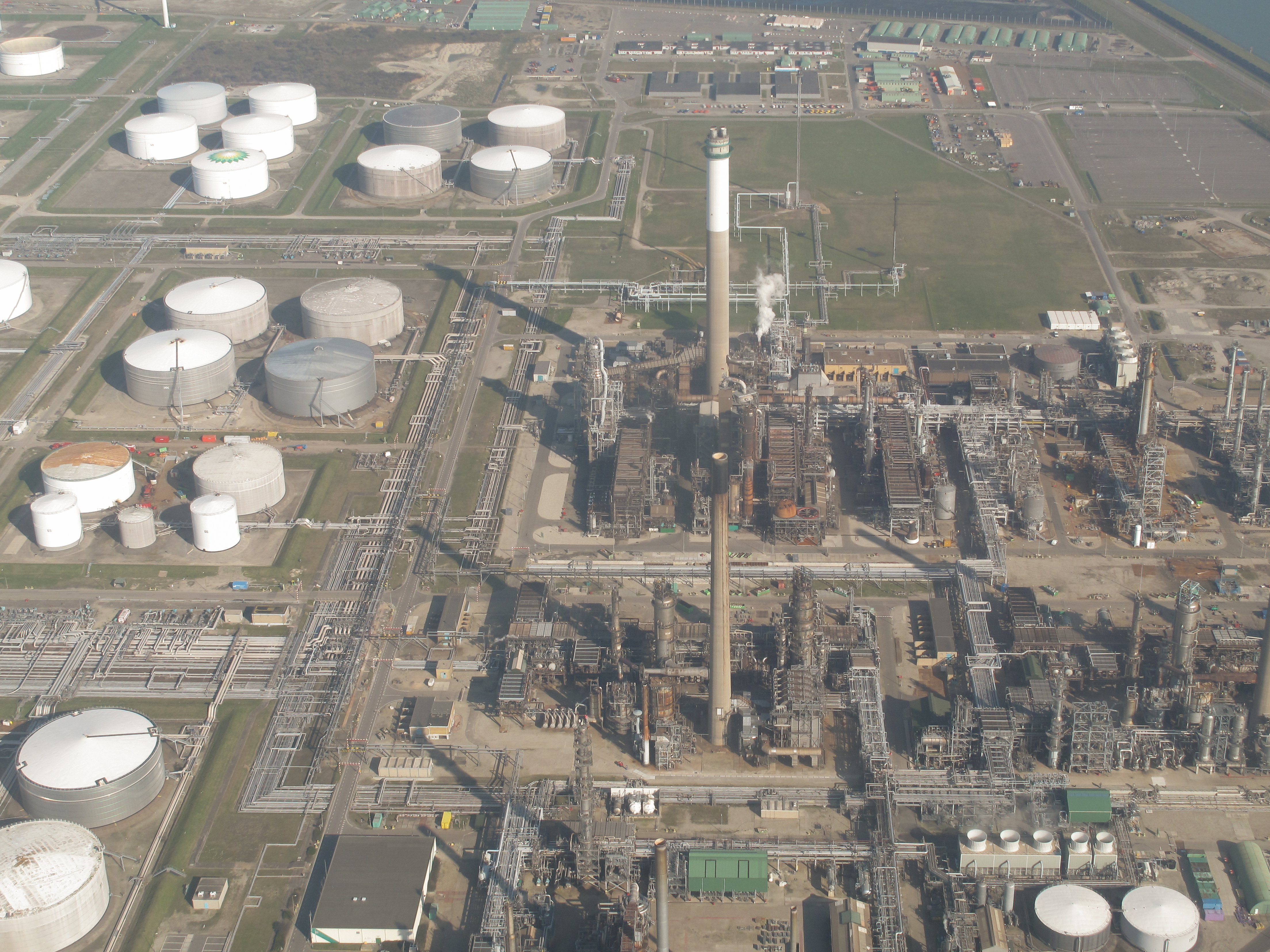
Raffinerie pétrolière à l'Europoort (2014).

Durant le Moyen Âge, beaucoup de Rotterdamois travaillaient dans l'industrie de la laine et les brasseries. Au cours du XVIIe siècle, les compagnies bénéficiaient, pour le commerce, de la proximité de la Nouvelle Meuse et de l'eau des canaux, ainsi que la pureté de l'eau de la rivière employée pour brasser la bière. Les moyens industriels furent adoptés précocement par les Rotterdamois. Par exemple, la première machine à vapeur, importée d'Angleterre où elle est achetée à James Watt, est installée en 1787 dans le polder de Blijdorp. Dans les industries de l'alimentation et de fabrication des boissons stimulantes, les machines à vapeur sont rapidement adoptées pour augmenter la production. Vers le milieu du XIXe siècle, l'industrie s'accroît avec l'expansion du port. Après la Seconde Guerre mondiale, l'industrie récupère rapidement des crises et des guerres, grâce à l'industrie pétrochimique. Tandis que de nombreuses petites entreprises ne survivent pas à la guerre, la ville prend des mesures nouvelles en investissant hors du centre-ville pour développer les industries le long de la Nouvelle Meuse, entre le centre-ville et son embouchure sur la mer du Nord. Les zones portuaires Botlek, puis le Europoort et enfin les Maasvlakte et Maasvlakte 2 sont construites : l'industrie pétrochimique s'y développe très rapidement. Des raffineries sont installées ainsi que de nombreuses installations pour des produits chimiques (plastique, fertilisants, savons). Ces industries fortement polluantes doivent modérer les nuisances qu'elles produisent, à mesure que les exigences à cet égard des gouvernements se renforcent.

### Activité portuaire

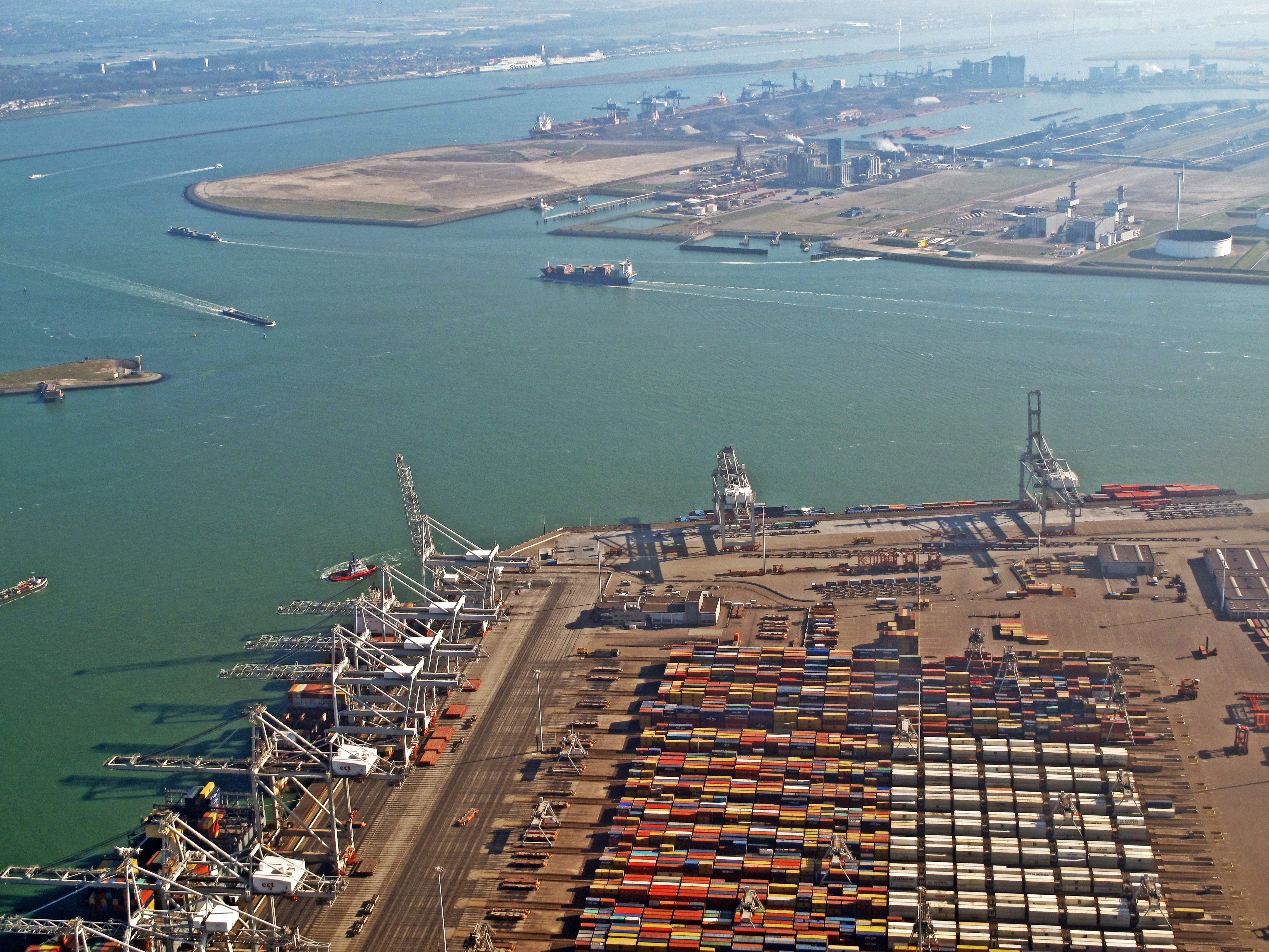
Maasvlakte, stockage des conteneurs (2014).

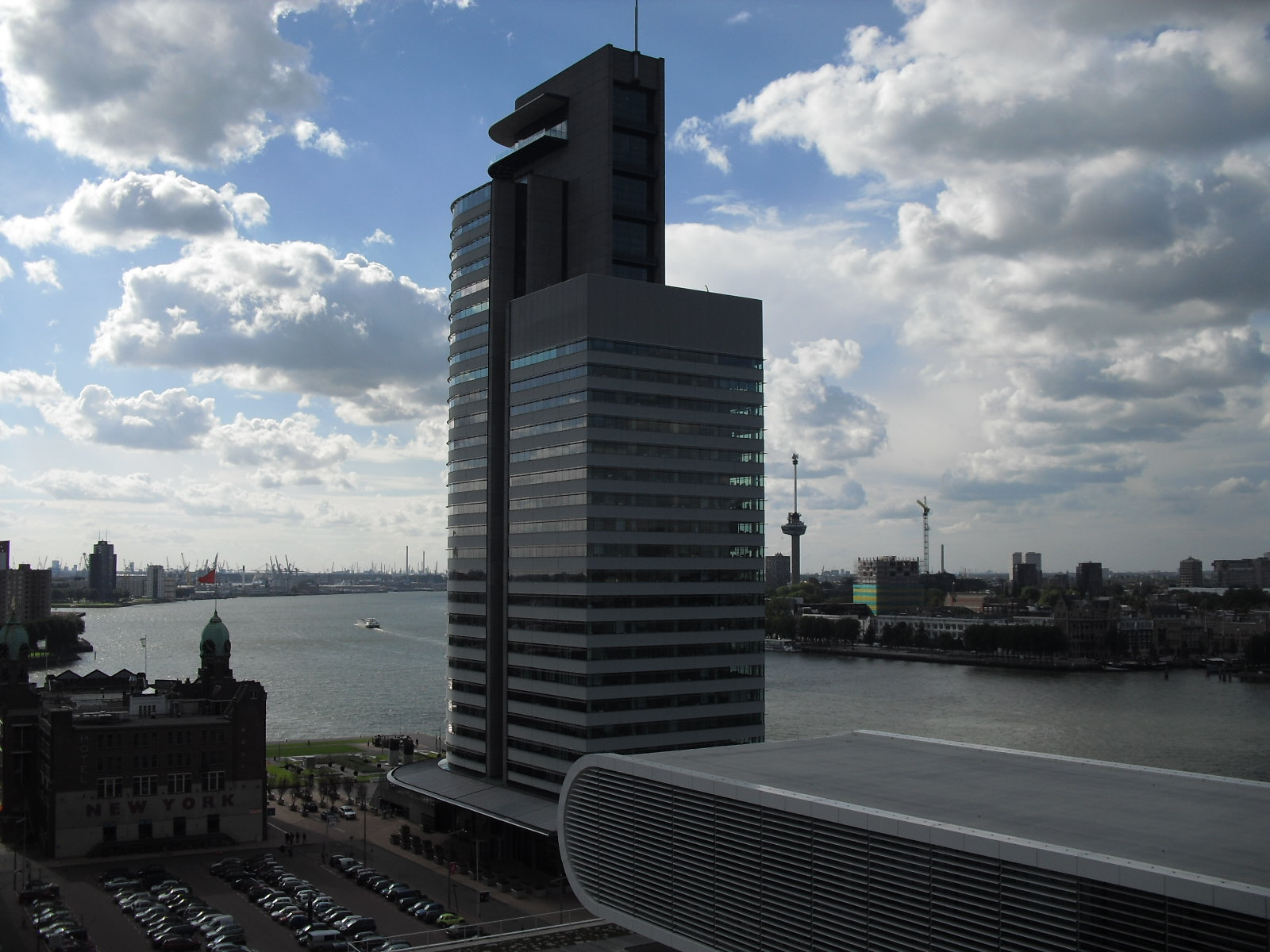
Le World Port Center, siège de l'administration du Port de Rotterdam.

Le port de Rotterdam est un ensemble de bassins, voies navigables et zones portuaires qui s'étendent depuis le centre de Rotterdam, jusqu'à l'embouchure de la mer du Nord à Hoek van Holland. Le port bénéficie d'une situation géographique stratégique sur le plan commercial, décrite selon les modèles comme la mégalopole européenne, le Ring ou le centre des capitales : à proximité de l'Angleterre par la mer ; à proximité de plusieurs villes industrielles et commerçantes européennes accessibles par les fleuves ou canaux de la Meuse et du Rhin, en particulier la région allemande de la Ruhr (accessible par bateau et par train).
L'extension du port s'est faite progressivement, de l'est vers l'ouest. Entre 1870 et 1880, les ports intérieurs Binnenhaven, Spoorweghaven, Koningshaven, sont aménagés près de la ville et sur la rive sud. En 1898, c'est le début de l'aménagement du Maashaven, qui est inauguré en 1905, sur la rive sud. Vers 1900, sur la rive nord, trois bassins portuaires, le Parkhaven, le Sint Jobshaven et le Schiehaven sont aménagés. Pendant la Première Guerre mondiale, l’IJsselhaven, le Lekhaven, le Koushaven et le Keilehaven sont créés sur la rive nord. Le Merwehaven, situé entre Rotterdam et Schiedam est achevé en 1920. Enfin, en 1931, le Waalhaven est aménagé. Les extensions les plus récentes du port de Rotterdam sont Maasvlaakte 1 et Maasvlaakte 2 dont la construction s'est achevée en 2013.
En 2016, le port de Rotterdam est le premier port d'Europe ; longtemps premier port mondial, il se place désormais au 9e rang mondial, derrière des ports chinois et singapourien. Il s'étend sur une longueur de 42 km et sur une surface de 12 643 ha. Il traite un total de 461 millions de tonnes de marchandises. L'autorité portuaire de Rotterdam emploie 1 100 personnes et les activités portuaires emploient 175 000 personnes. Sur l'année, 29 022 navires sont passés par le port en direction de la mer, et 105 000 navires sur les eaux intérieures.

### Tourisme
Le secteur de tourisme urbain est en expansion à Rotterdam. La ville possède des atouts dans le domaine de l'architecture. Elle a fait le choix après guerre de ne pas reconstruire à l'identique les quartiers détruits, mais a fait appel à des architectes contemporains pour qu'ils redessinent la ville. Aussi le paysage urbain présente de nombreux bâtiments, gratte-ciel de bureaux, musées contemporains, sculptures en pleine ville. La ville organise un certain nombre d'événements, festivals culturels et manifestations sportifs, notamment le festival international du cinéma, le marathon de Rotterdam, ou le carnaval d'été. Ainsi, en 2016, plus de 1,6 million de touristes ont été enregistrés dans les hôtels de la ville. La fréquentation de l'aéroport de Rotterdam-La Haye a été d'environ 824 000 voyageurs. 54 % des touristes sont d'origine néerlandaise, le tourisme international venant du Royaume-Uni (7 %), d'Allemagne (7 %) et de Belgique (6 %).
Les attractions payantes ayant attiré le plus grand nombre de touristes en 2016 sont le zoo de Bijdorp, les croisières Spido, la tour de l'Euromast, le parc de loisirs Plaswijckpark et les visites du navire SS Rotterdam.
Depuis les années 2010, la ville a une place dans les guides touristiques internationaux : le New York Times en 2014, le Rough Guide en 2014, le Guardian en 2014, Lonely Planet en 2016.

## Architecture et urbanisme
Les bombardements allemands du 14 mai 1940 et les incendies qu'ils ont provoqués détruisent tout le centre-ville de Rotterdam. Peu de bâtiments historiques sont épargnés. Aussi, une reconstruction d'envergure commence. Divers architectes réputés, néerlandais ou d'autres pays, seront sollicités, rendant l'architecture de la ville éclectique, moderne et attractive pour les amateurs d'architecture moderne.
En novembre 2014, Rotterdam a reçu le premier prix dans la catégorie Urbanism Awards, décerné par l'Académie de l'urbanisme (Academy of Urbanism) pour l'année 2015.
En 2017, sur l'ensemble des bâtiments, sites et œuvres en plein air répertoriés au sein de la ville, 619 sont inscrits au titre de monuments nationaux, 415 bénéficient d'un classement au titre de monument communal (« Monument Gemeente ») et un bâtiment, l'usine Van Nelle, est inscrit au titre de patrimoine mondial de l'humanité.

### Bâtiments d'avant-guerre
L'église Saint-Laurent (Laurenskerk), très endommagée par les bombardements de 1940, a été reconstruite. Bâtie en 1449, en style gothique brabançon, elle est le plus ancien bâtiment de Rotterdam. La Schielandshuis, située vers l'avenue centrale Coolsingel, et épargnée par les bombardements, abrite les archives. La Witte Huis a également été épargnée : ce bâtiment, construit en 1898, était la plus haute tour à étages d'Europe lors de sa construction, avec 45 m de hauteur. Enfin les bâtiments adjacents de l'hôtel de ville et de la poste, datant des années 1920, n'ont pas été atteints par les bombardements.
Éloignés du centre-ville, des bâtiments du début du XXe siècle, représentatifs du mouvement architectural Neues Bauen, sont restés intacts. L'usine Van Nelle, œuvre des architectes néerlandais Johannes Brinkman et Leendert Van der Vlugt, est devenue un symbole de ce mouvement,. Elle est classée sur la liste du patrimoine mondial de l'Unesco en 2014.

Bâtiments de l'avant-guerre
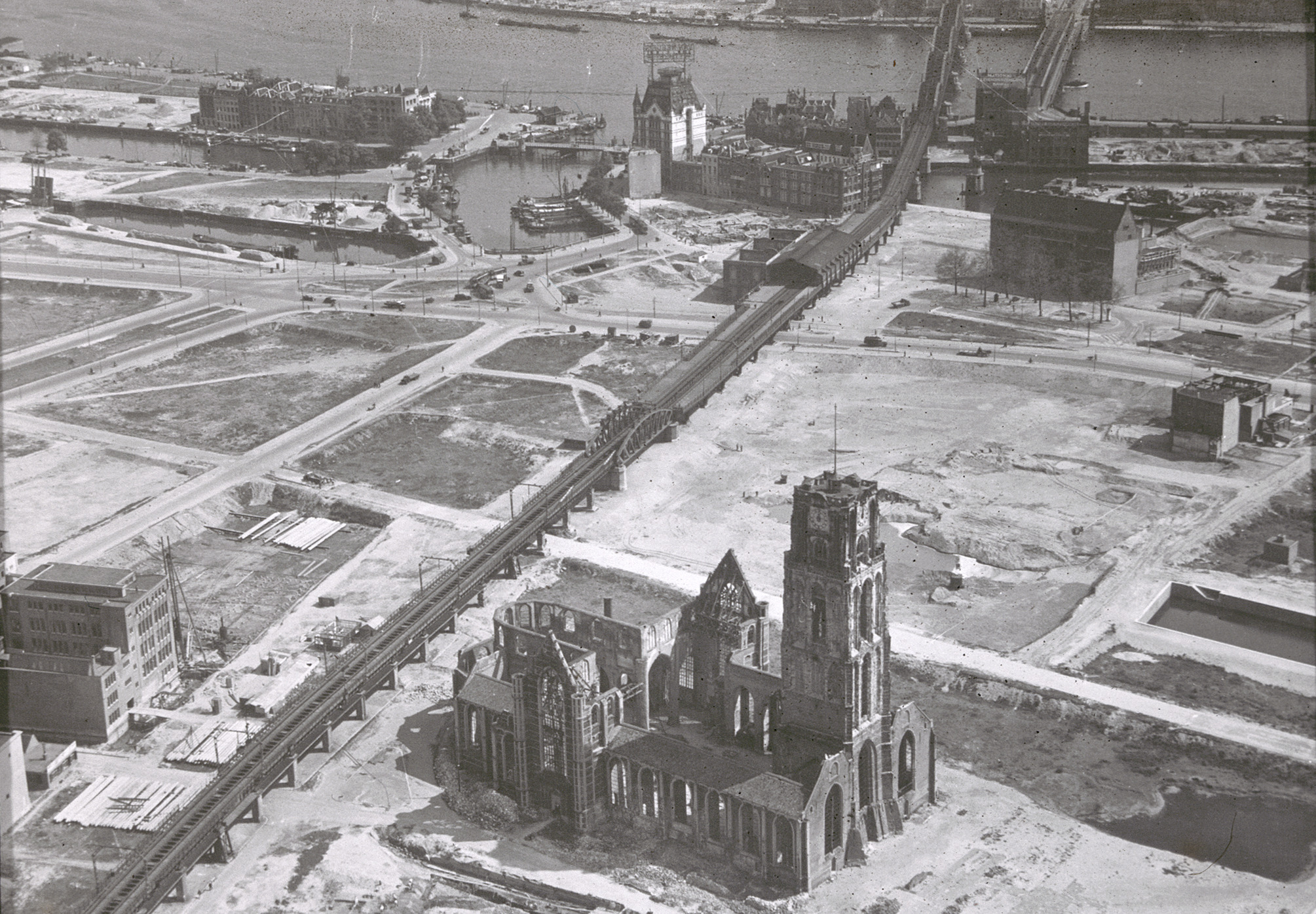
Rotterdam après le bombardement (église St Laurent et Witte Huis).
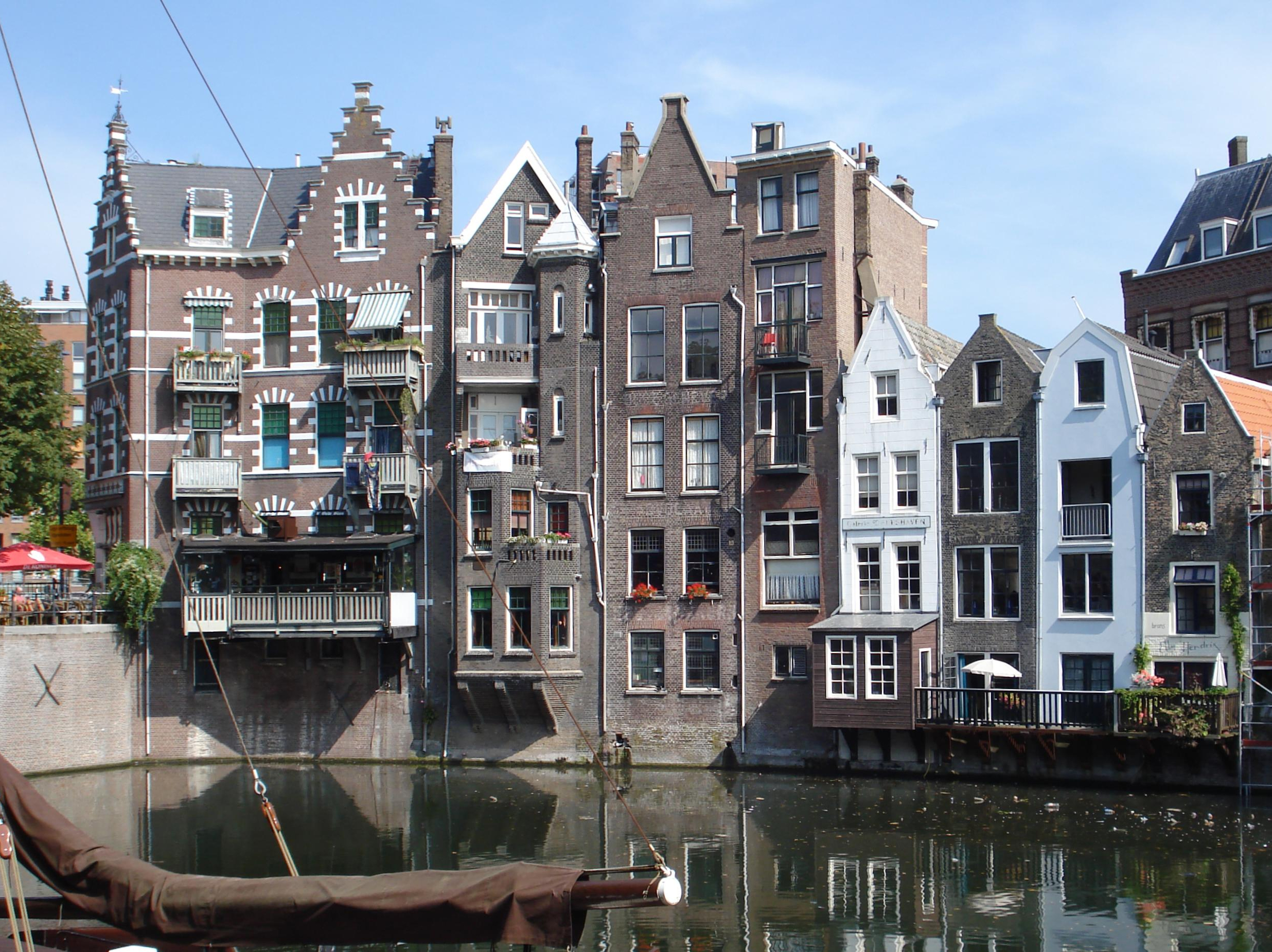
Maisons de Delfshaven, quartier non bombardé en 1940.
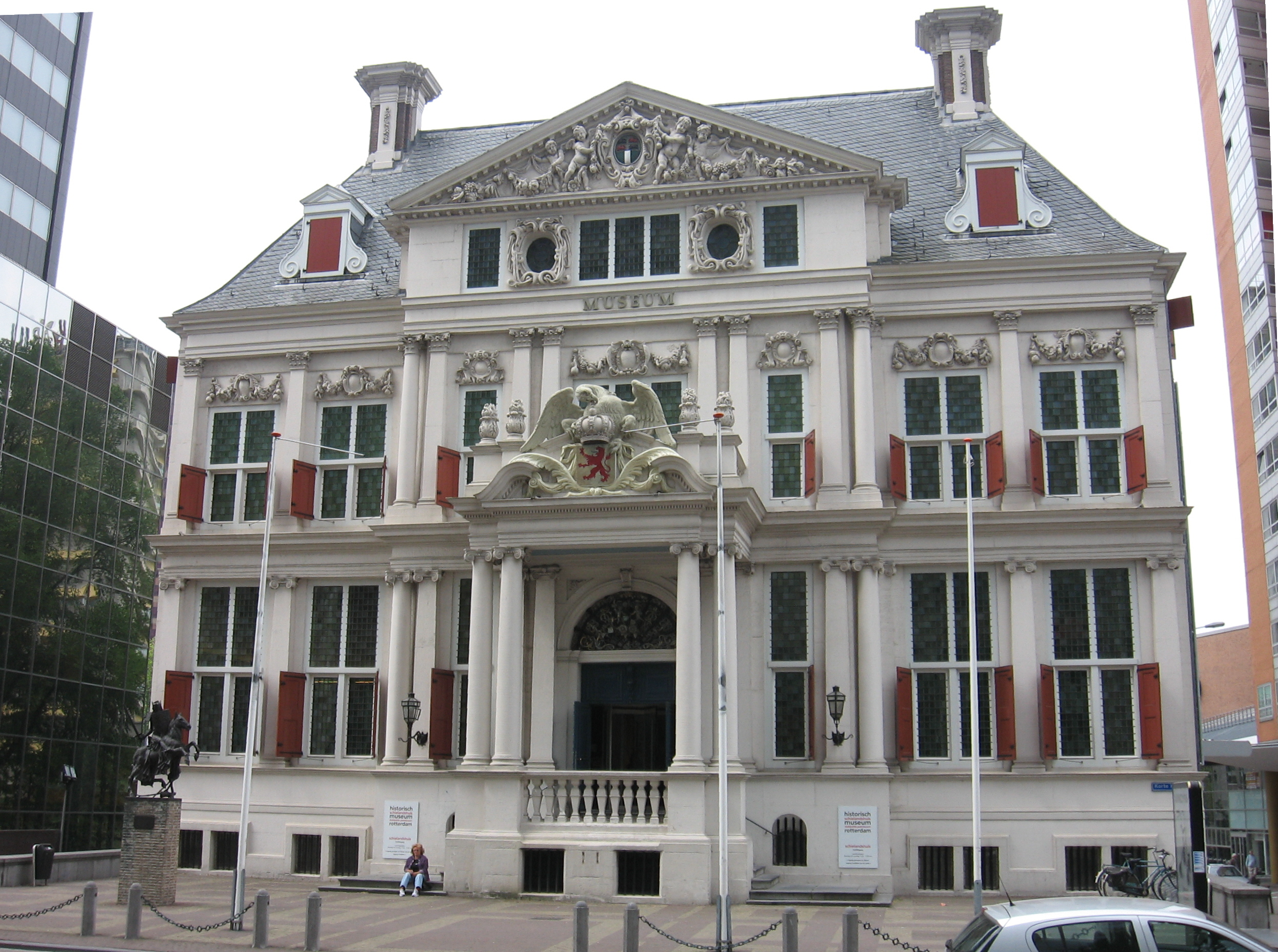
Schielandshuis.
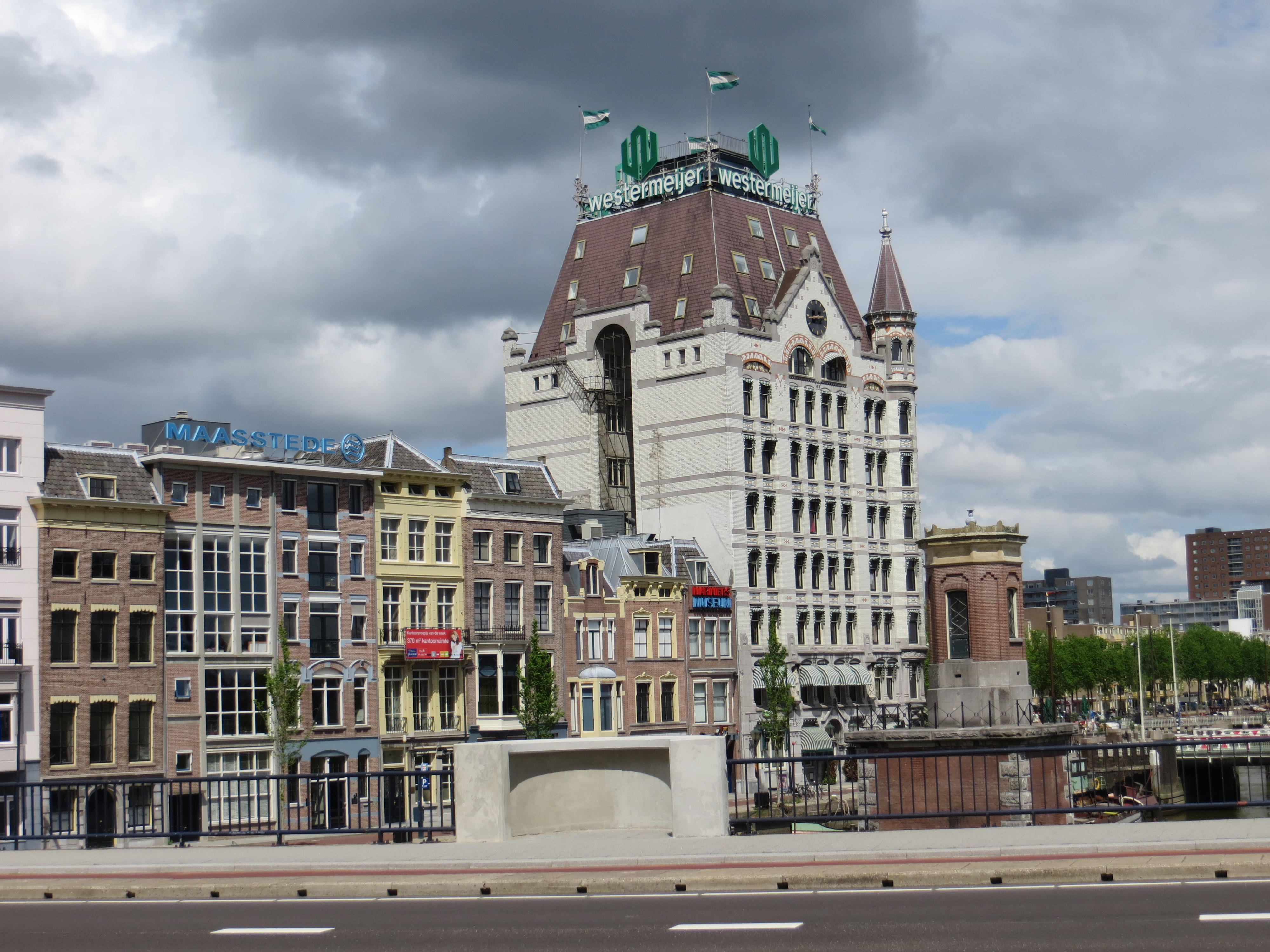
Witte Huis.
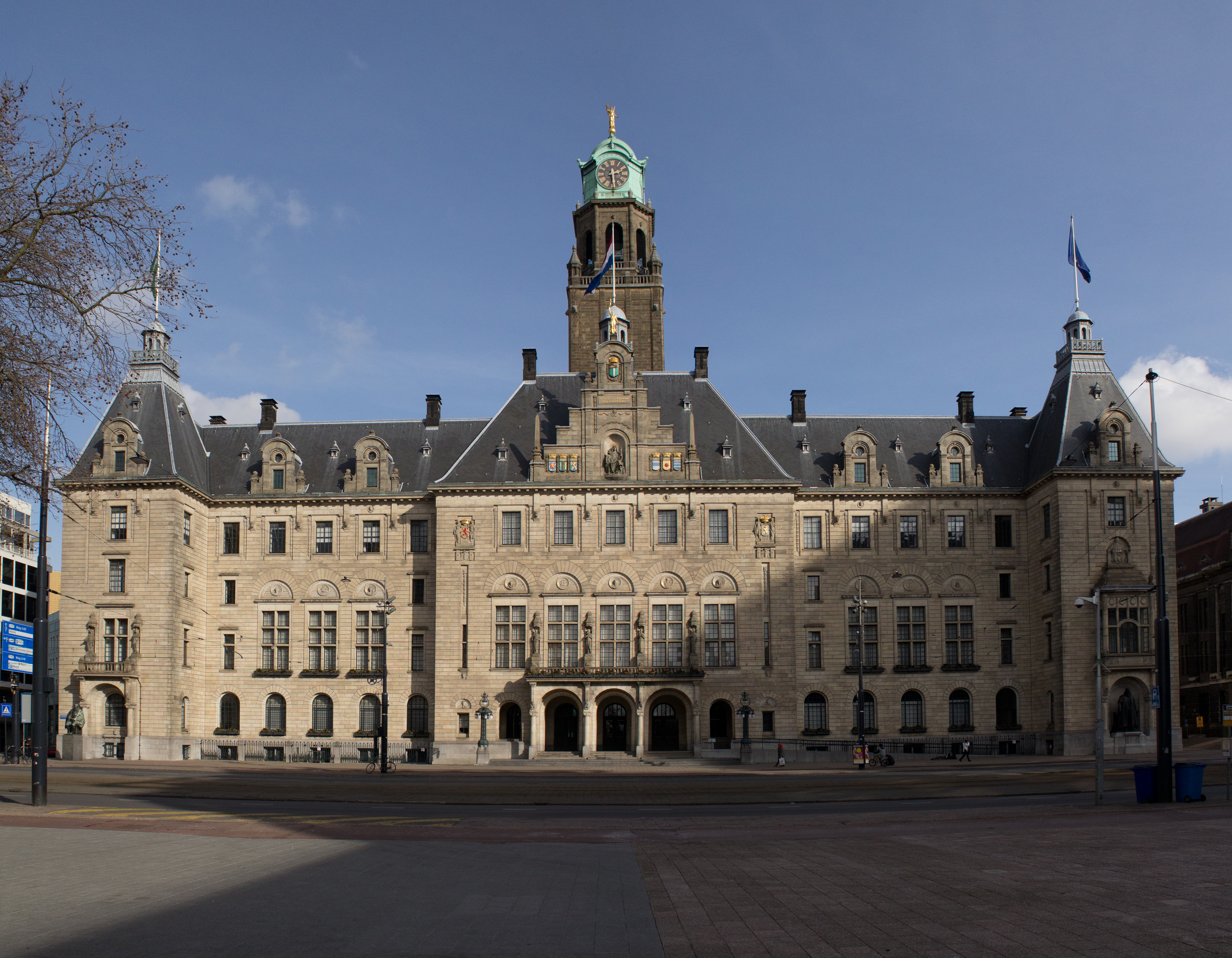
Hôtel de ville.
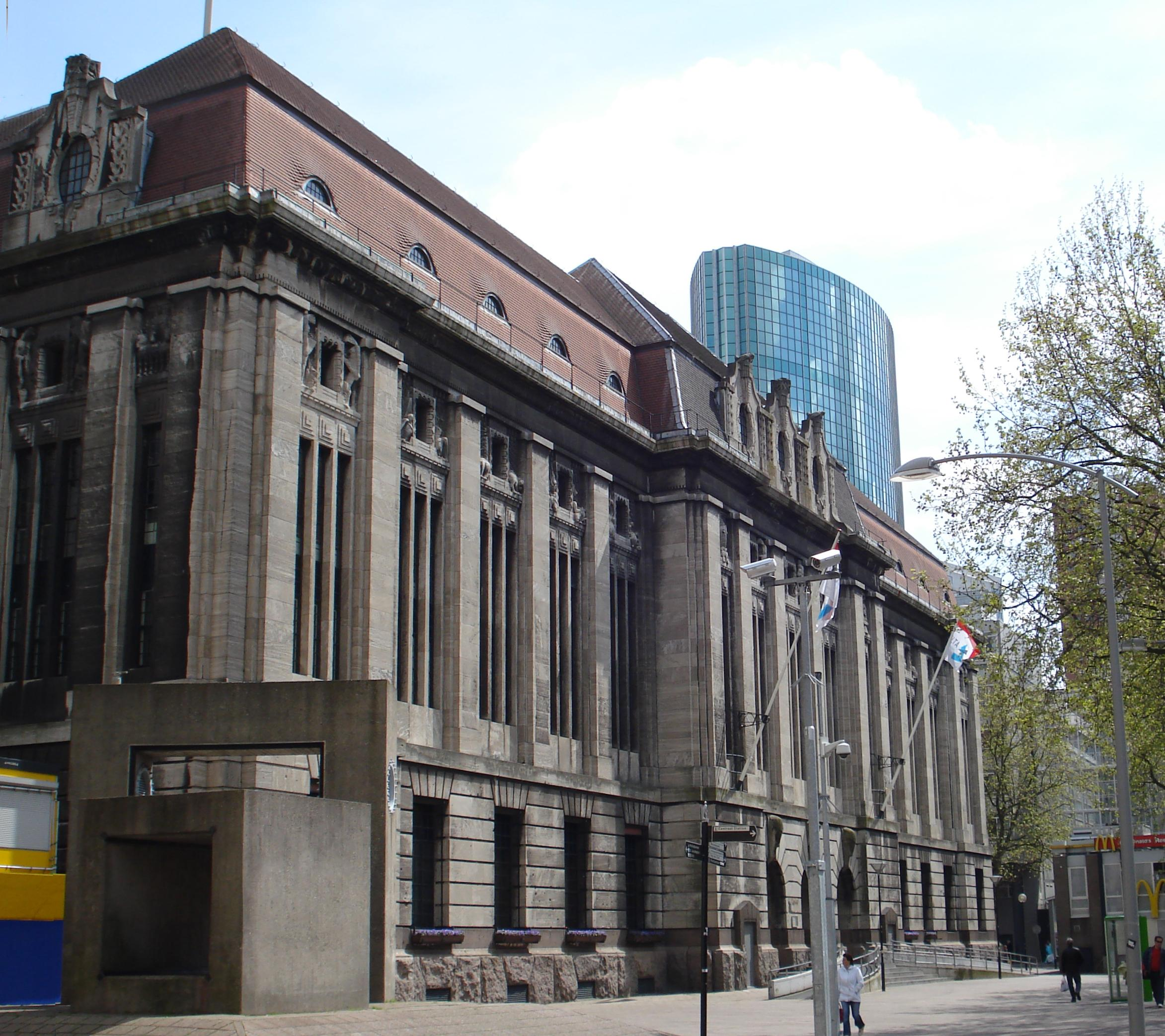
Ancienne poste principale.

### Reconstruction et modernité
Les premiers bâtiments d'après-guerre, résolument modernes, sont la rue Lijnbaan (première rue commerçante entièrement piétonne des Pays-Bas), construite par les architectes Johannes Hendrik van den Broek et Jacob Bakema, les salles de concert du Doelen, le complexe de bureaux Groot Handelsgebouw, voisin de la gare centrale, la tour de l'Euromast (1958-1960), le centre commercial Bijenkorf et l'hôtel Hilton.

Bâtiments de l'après-guerre
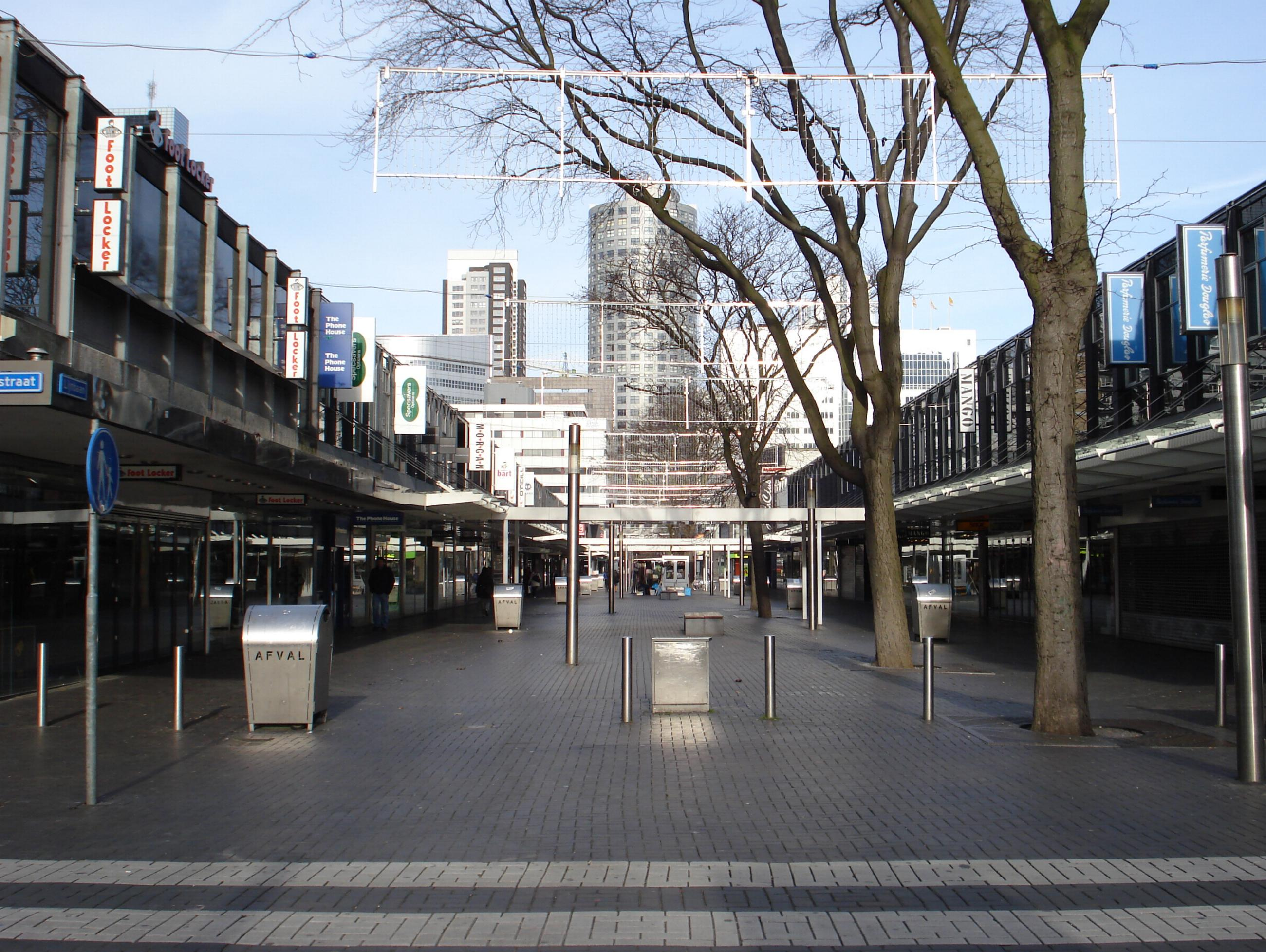
Rue commerçante Lijnbaan.
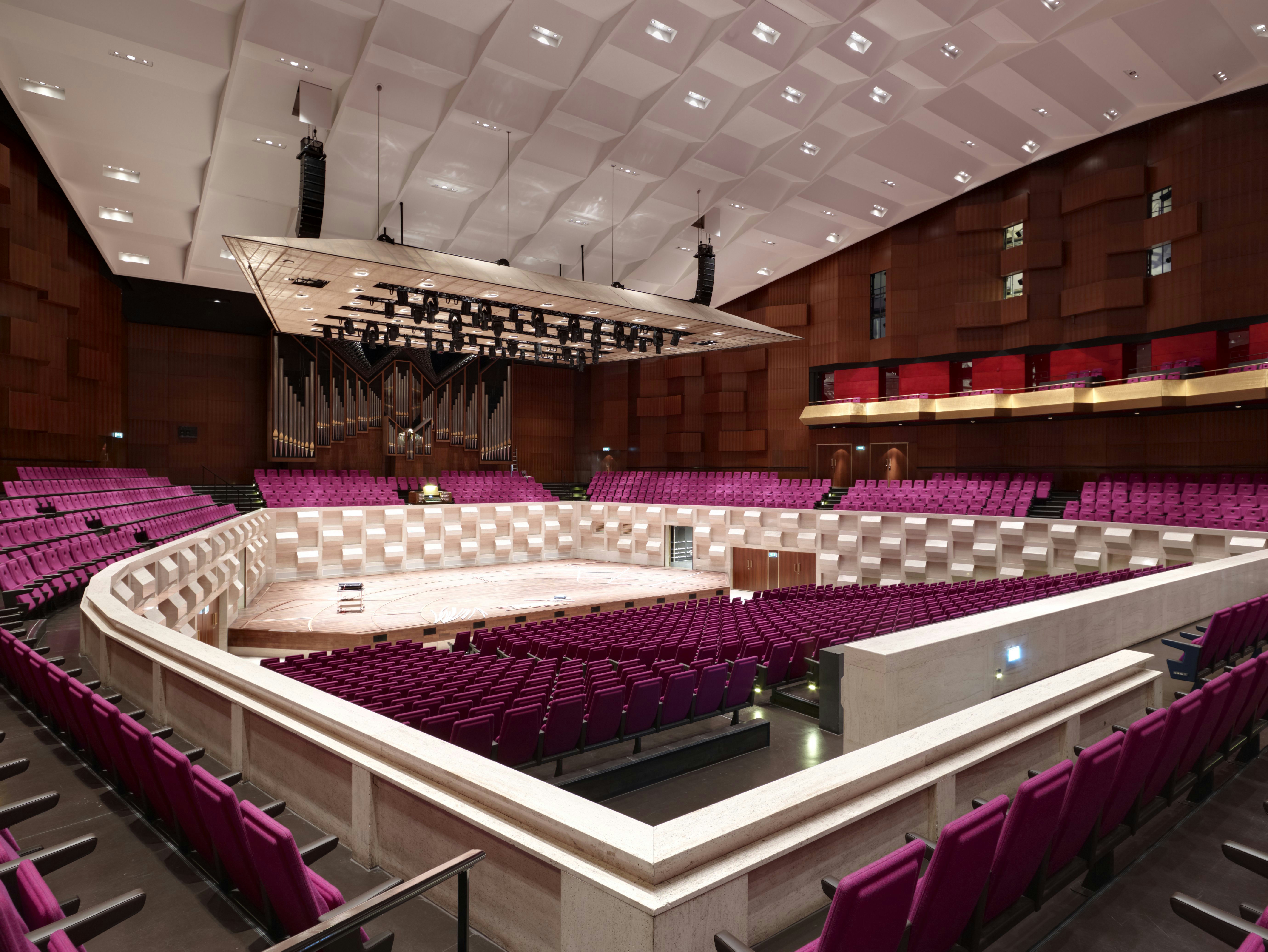
Grande salle du Doelen.
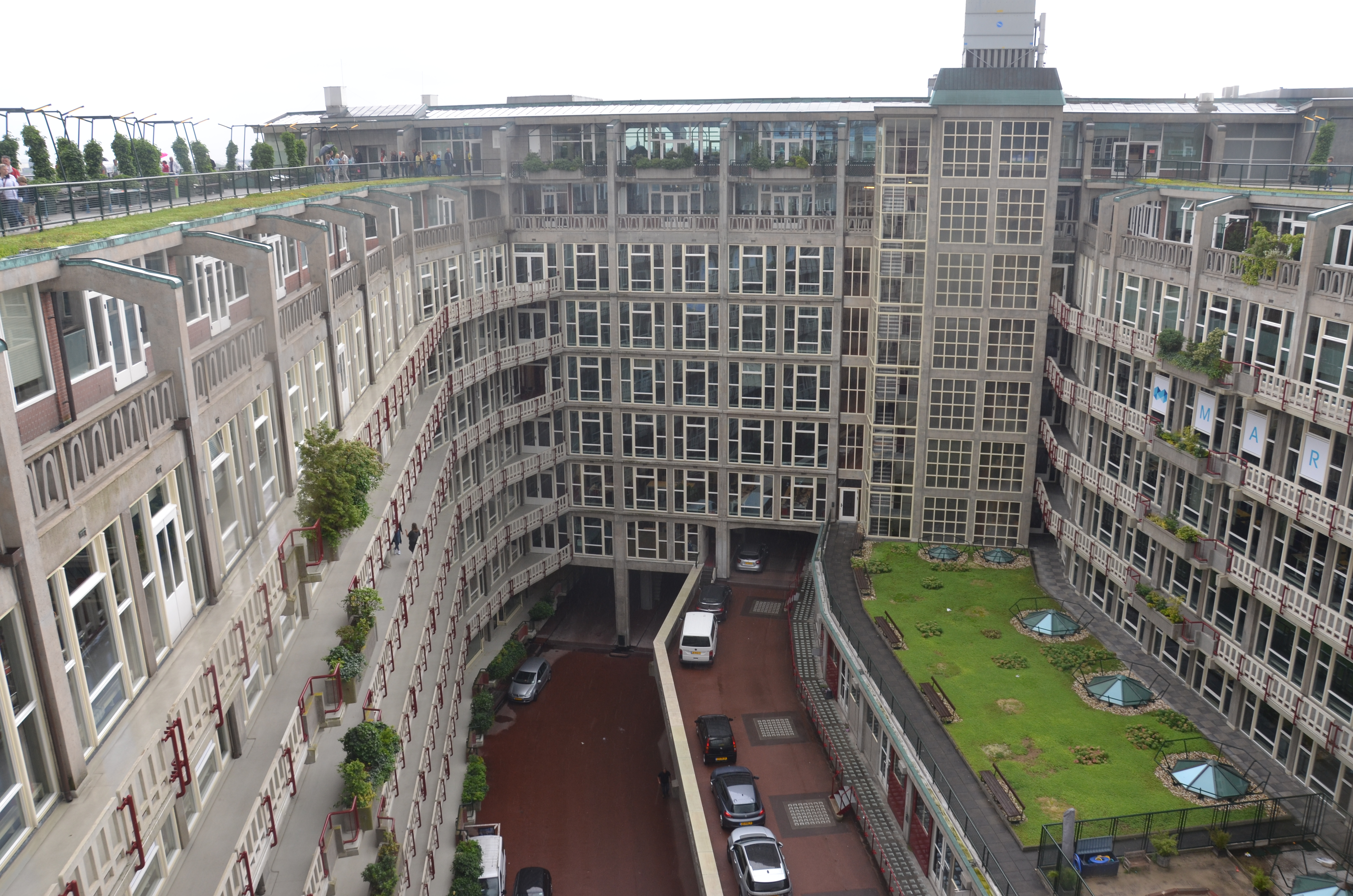
Vue intérieure du complexe Groothandelsgebouw.
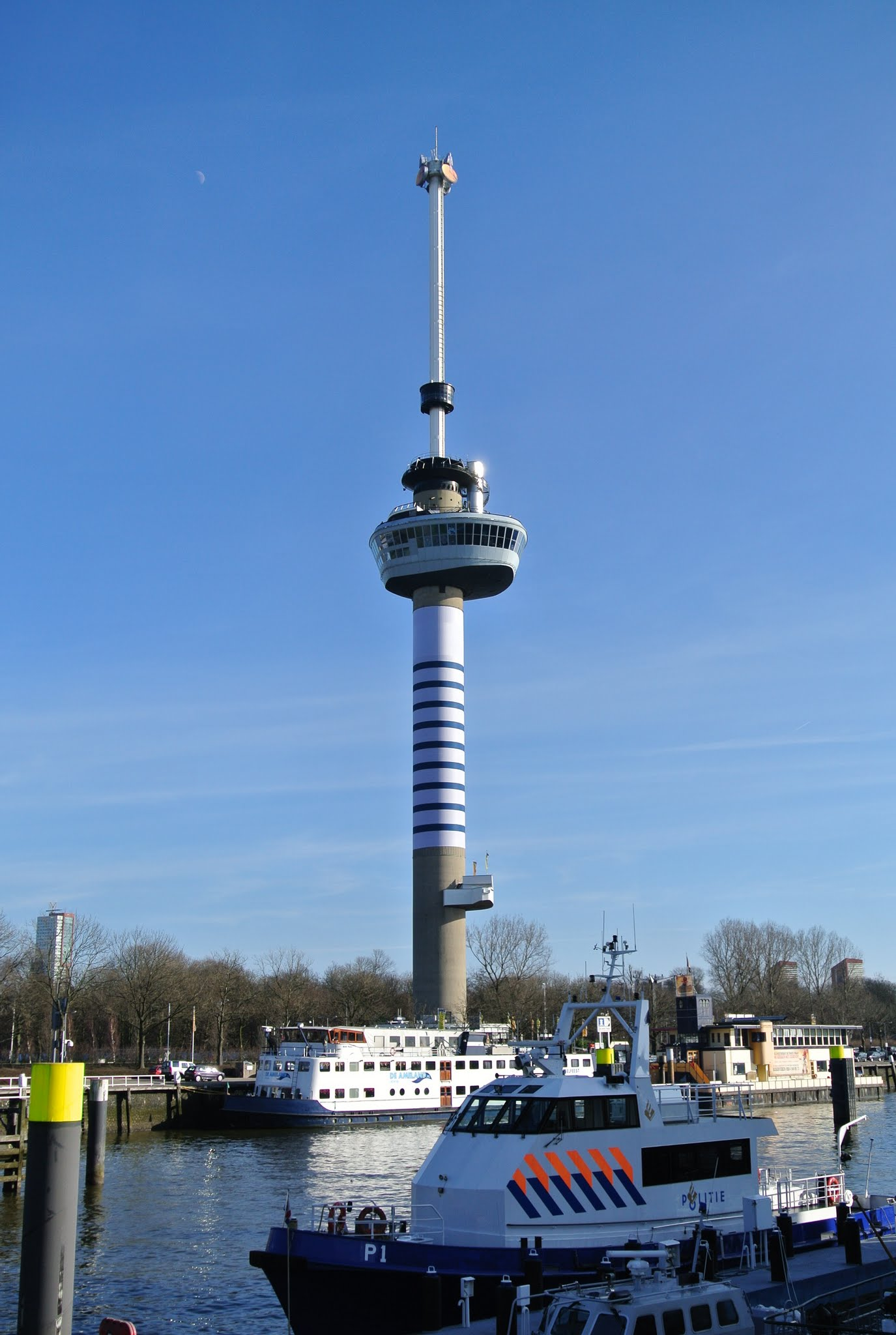
L'Euromast.
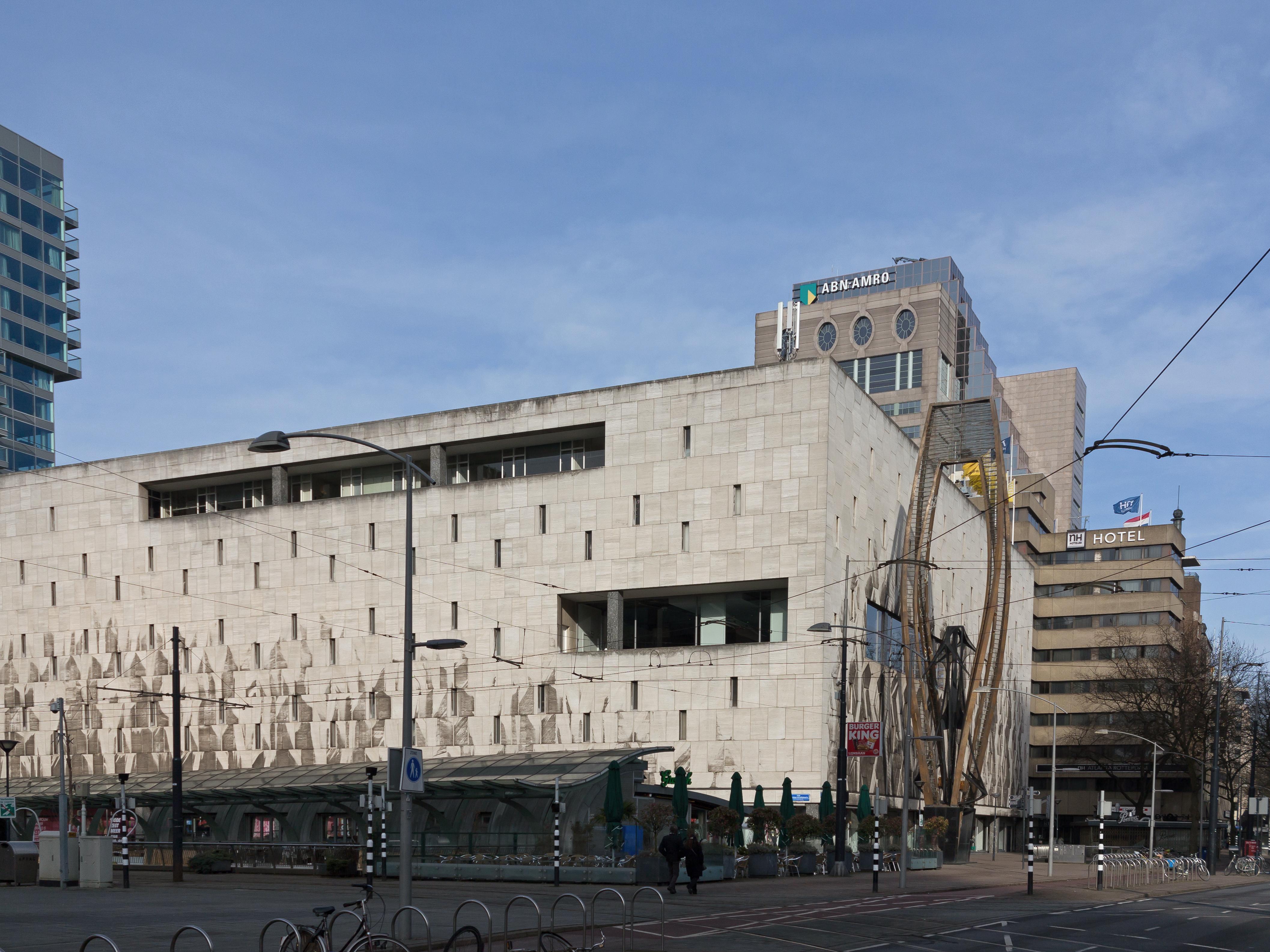
Le magasin De Bijenkorf.

Dans les années 1970, la construction continue avec les maisons cubes de Piet Blom (1984), associées à la tour de Blaak, surnommée « le Crayon ». La construction des gratte-ciel s'accélère et le profil de la ville évolue. Le pont Érasme permet le développement du quartier Kop van Zuid, situé sur la rive sud de la Nouvelle Meuse, où dominait l'hôtel New York, ancien siège de la compagnie Holland America Line et point de départ des grandes croisières transatlantiques.
Plusieurs bâtiments révèlent la physionomie moderne de Rotterdam, dans les années 1990 et 2000. En 2014, la gare centrale, entièrement reconstruite, est inaugurée par le roi Willem-Alexander, en remplacement des anciens bâtiments de 1957,. Sa construction a duré plus de neuf ans et coûté 633 millions €. Le Markthal, marché couvert futuriste qui allie habitations, restaurants et marché, est conçu comme un arc de cercle renversé. Son plafond, exécuté par Arno Coenen et Iris Roskam, est parfois surnommé la « Chapelle Sixtine de Rotterdam ».
La municipalité poursuit le développement de la ville, en soutenant les projets architecturaux originaux. Le projet de la Dutch Windwheel, un bâtiment de 170 m de hauteur hébergeant des bureaux et des habitations, en forme d'anneaux, est un de ces projets architecturaux ambitieux en préparation, dont la construction doit commencer en 2020,,.

Bâtiments des années 1970-2000
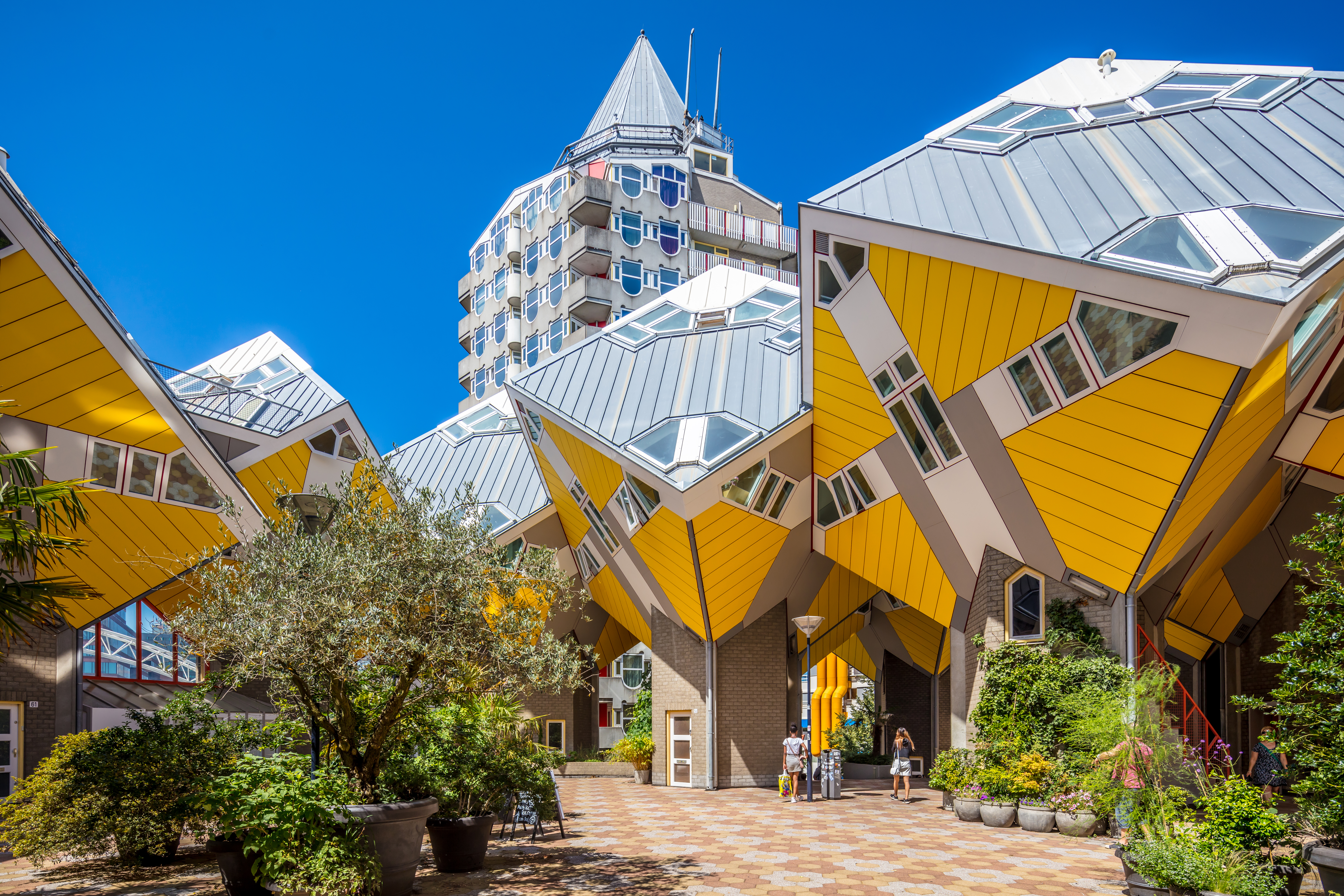
Maisons cubes
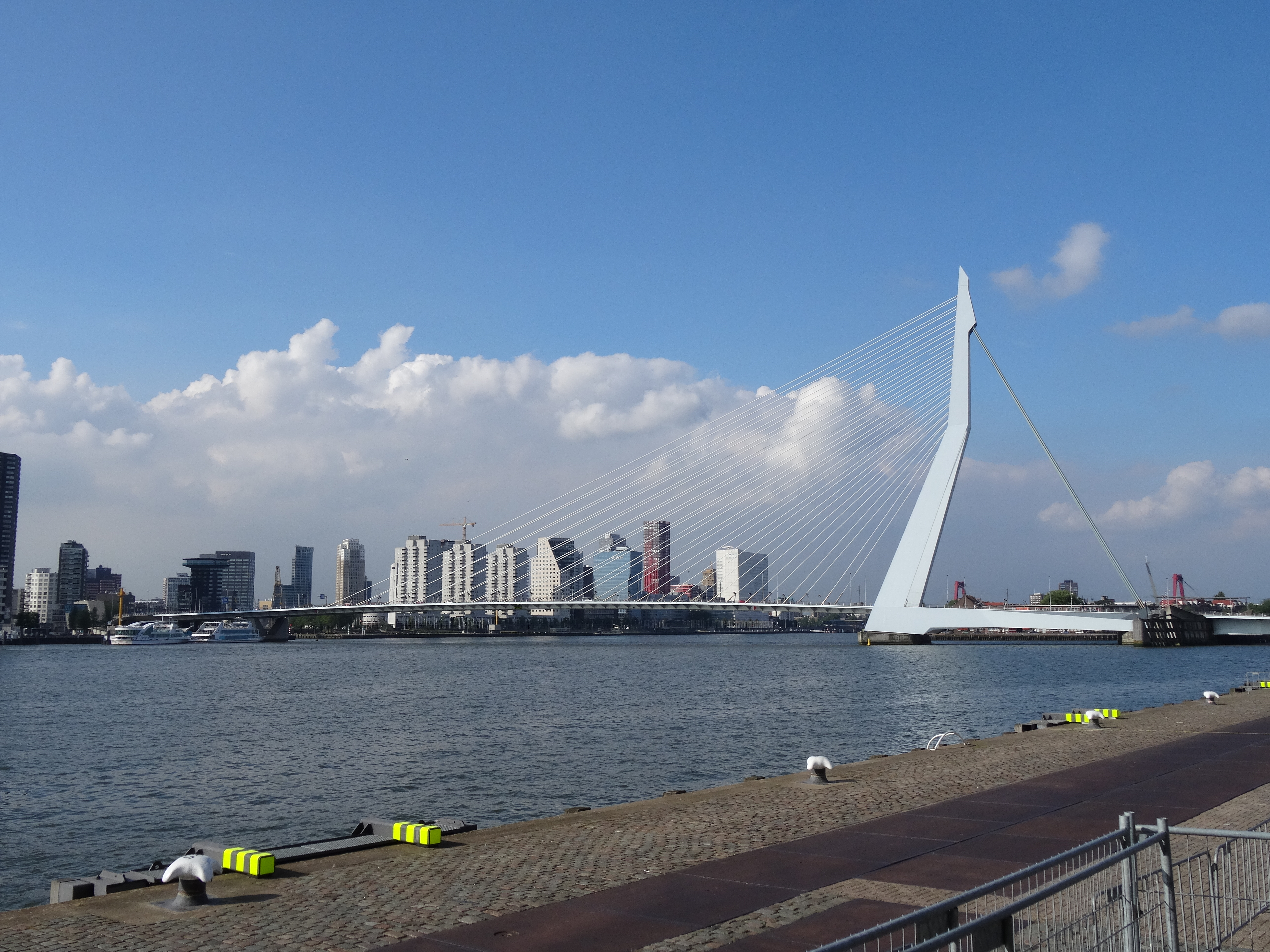
Le pont Érasme (1996)
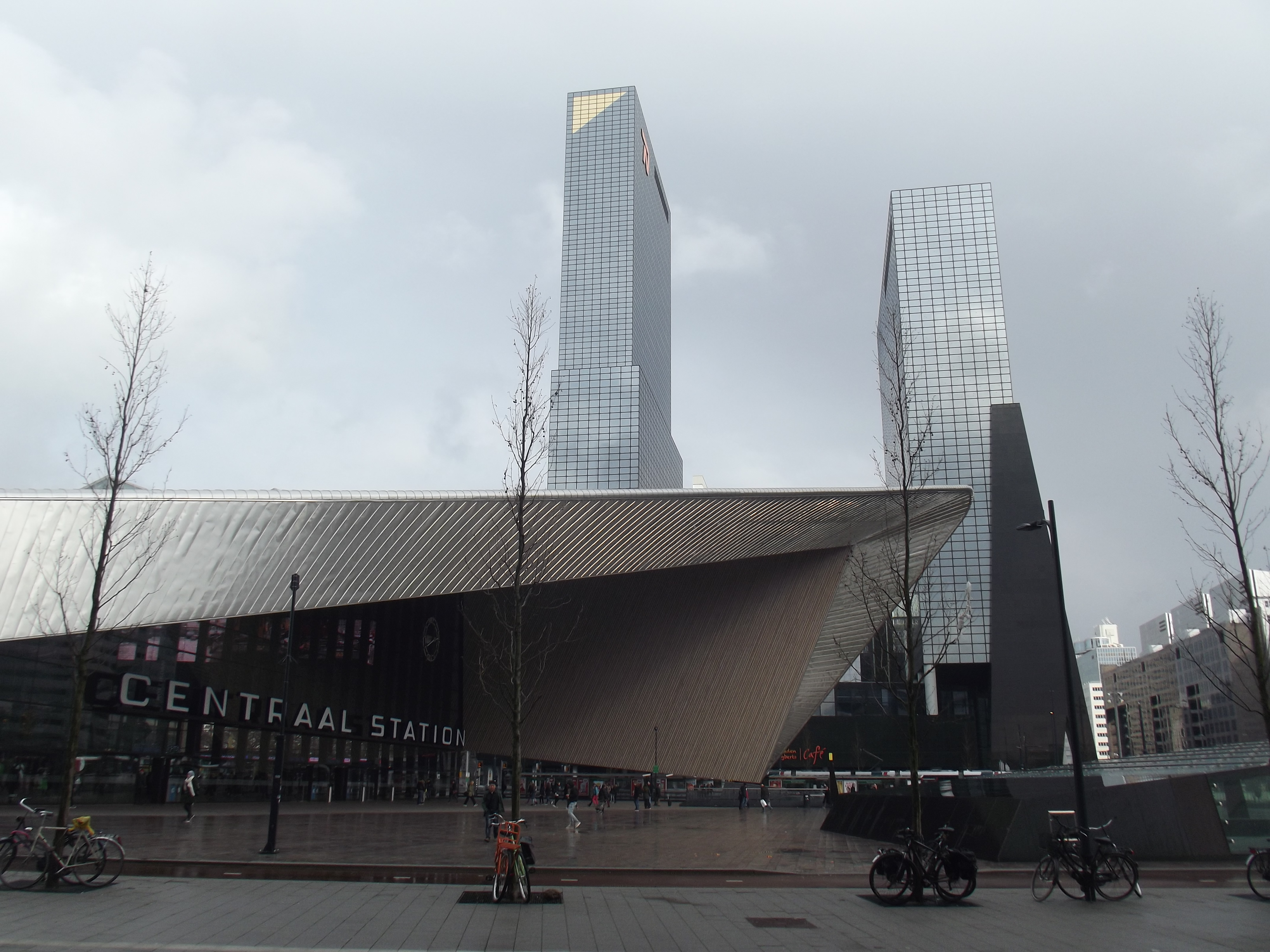
La gare Rotterdam-Central (2014)
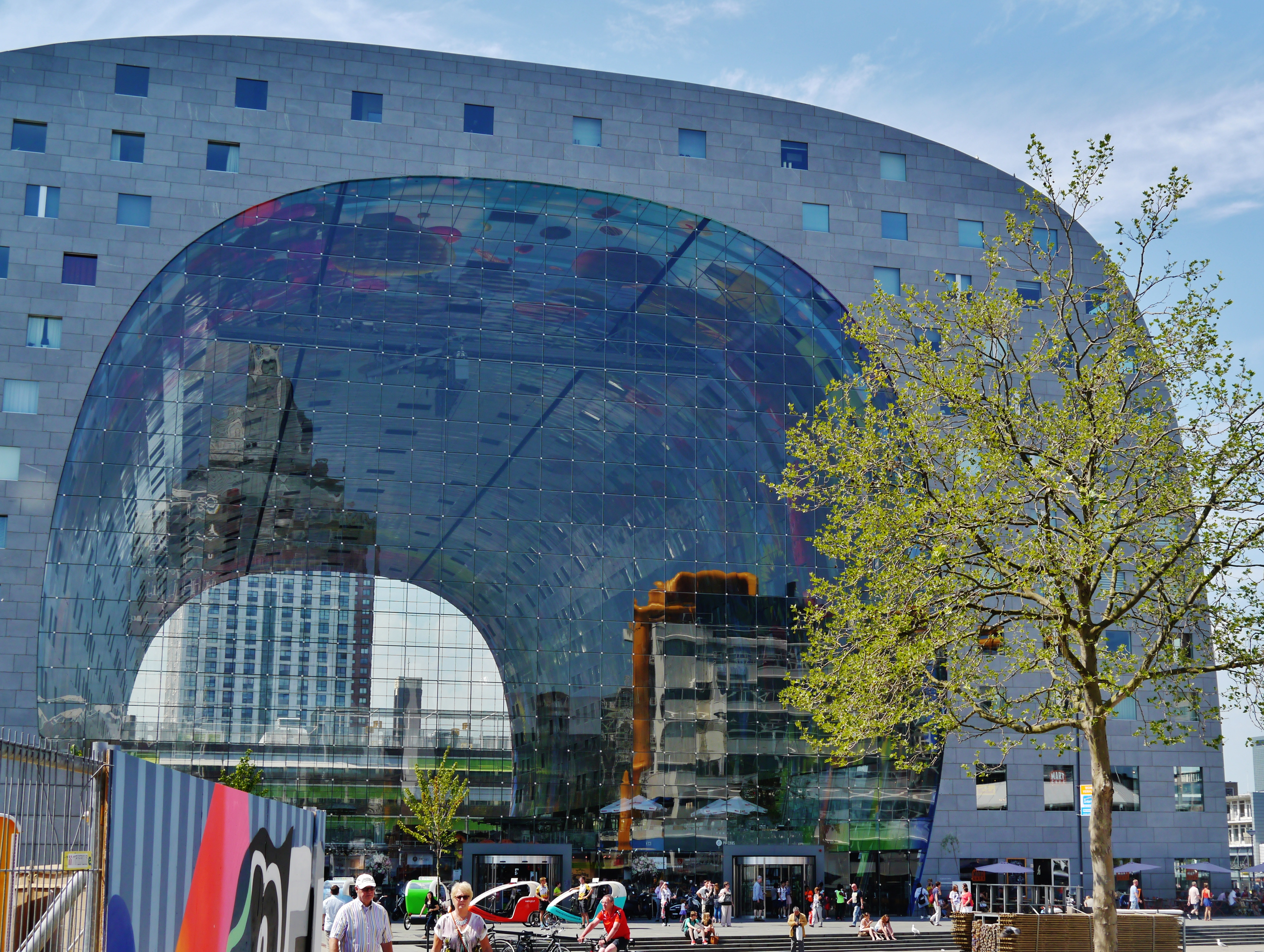
Le marché couvert Markthal (2014)
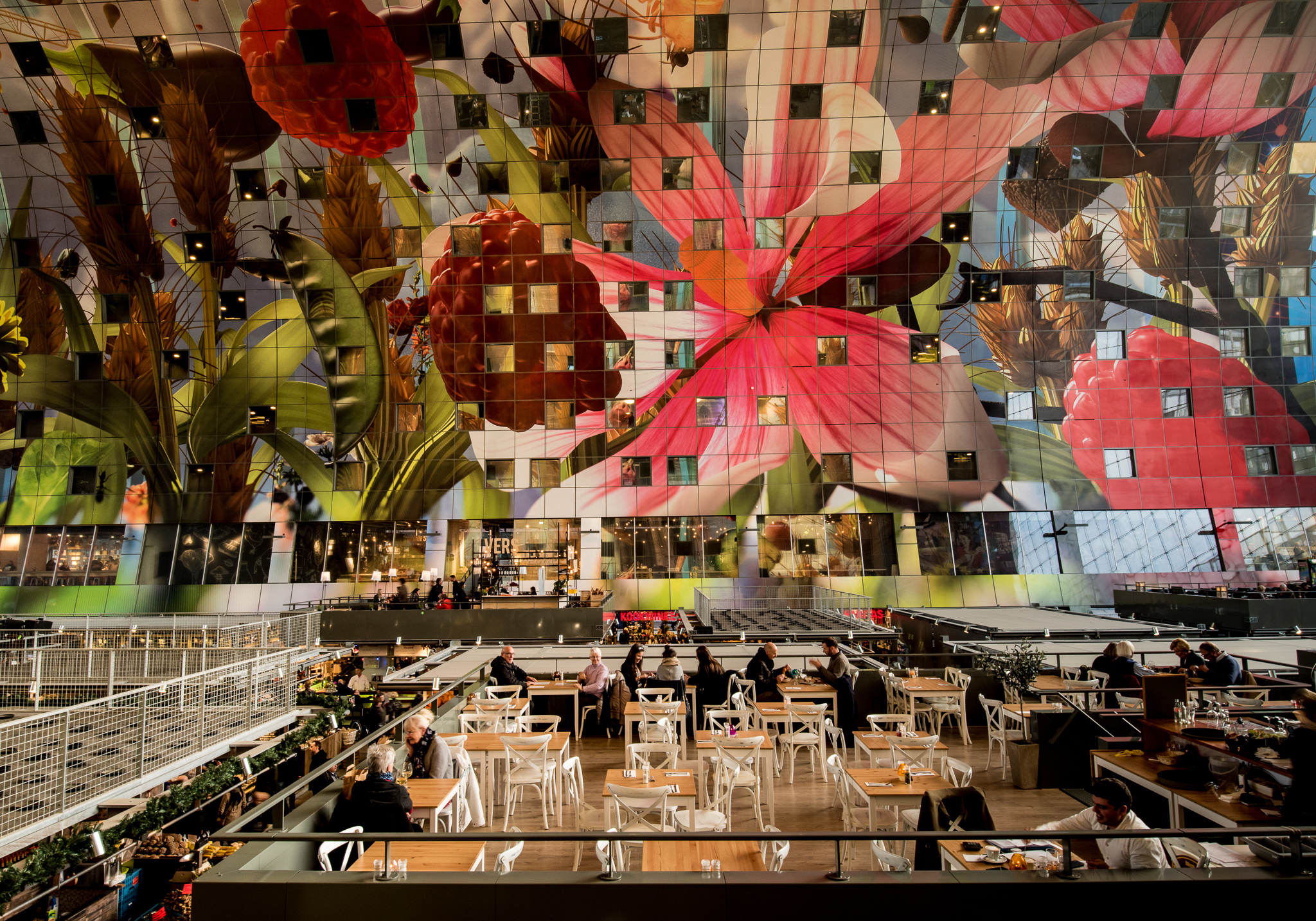
Façade intérieure naturaliste du Markthal

### Gratte-ciel et records

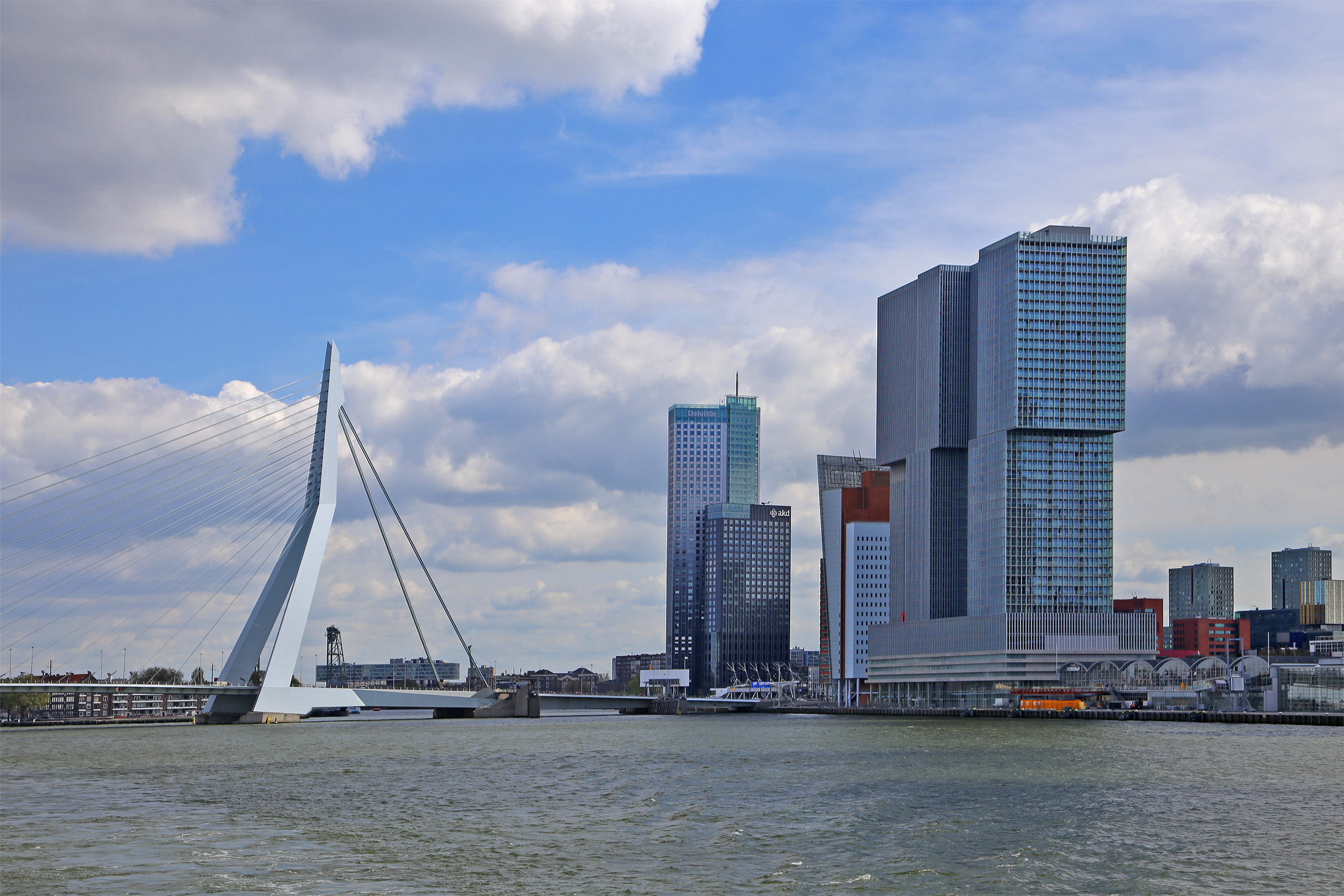
De gauche à droite : pont Érasme, tours Maastoren et immeuble De Rotterdam.

Rotterdam a accueilli, dès 1898, l'un des plus hauts gratte-ciel européens, la Witte Huis. Dès lors, les gratte-ciel continuent à être bâtis et le paysage urbain est en perpétuelle évolution. Le Gebouw Delftse Poort a dominé le paysage urbain depuis sa construction en 1991 et est resté le bâtiment le plus élevé du pays jusqu'en 2005. Il reste le 4e bâtiment le plus élevé de la ville avec ses 151 m de hauteur.
En 2017, quinze gratte-ciel dépassent 100 m de hauteur. Les Maastoren sont les bâtiments les plus élevés des Pays-Bas. La tour New Orleans est le bâtiment résidentiel le plus haut du pays. La tour Montevideo fut la plus haute du pays lors de sa construction. Située sur Kop de Zuid, à proximité de l'hôtel New York, elle mesure 139,50 m. Elle détient maintenant la troisième place des tours les plus hautes.
L'immeuble De Rotterdam, conçu par l'architecte Rem Koolhaas et terminé en 2013, est l'immeuble le plus grand du pays en superficie, avec une surface totale intérieure de 160 000 m2.
Les plans de la municipalité prévoient la construction de futurs gratte-ciel encore plus hauts, en particulier les tours De Zalmhaven, à proximité du pont Érasme, prévues pour mesurer 215 m. Leur construction doit s'achever en 2022.

### Espaces verts
Plusieurs grands parcs agrémentent la ville. Le parc Zuiderpark est le plus grand espace vert de la ville, mais également le plus grand espace vert urbain des Pays-Bas.
La forêt de Kralingen (Kralingse Bos) offre à la ville un grand espace vers d'environ 250 à 300 ha. Elle entoure le lac de Kralingen (Kralingse Plas). Elle comporte une petite plage, des pistes cyclables et pistes piétonnières faisant le tour du lac, une ferme pour enfants (kinderborderij) et des espaces de jeu et un parcours d'accrobranche.
Het Park (en français, « le parc »), sur les quais du Parkhaven, est le point de départ de croisières nautiques touristiques sur la Nouvelle Meuse. Ce parc est dominé par la tour de l'Euromast et animé par divers festivals musicaux durant l'été, notamment le festival de musique romantique.
L'arboretum de Trompenburg fait partie des musées de la ville.
Le Vroesenpark est lui aussi un parc urbain, situé dans le quartier Blijdorp. Il attire les joggers et les sportifs et comporte des espaces de jeux extérieurs pour enfants ; le barbecue y est autorisé et le parc est particulièrement fréquenté par les promeneurs s'installant pour des pique-niques. Le zoo de Rotterdam, situé à proximité, offre également un très large espace de verdure à la ville.

Parcs et espaces verts
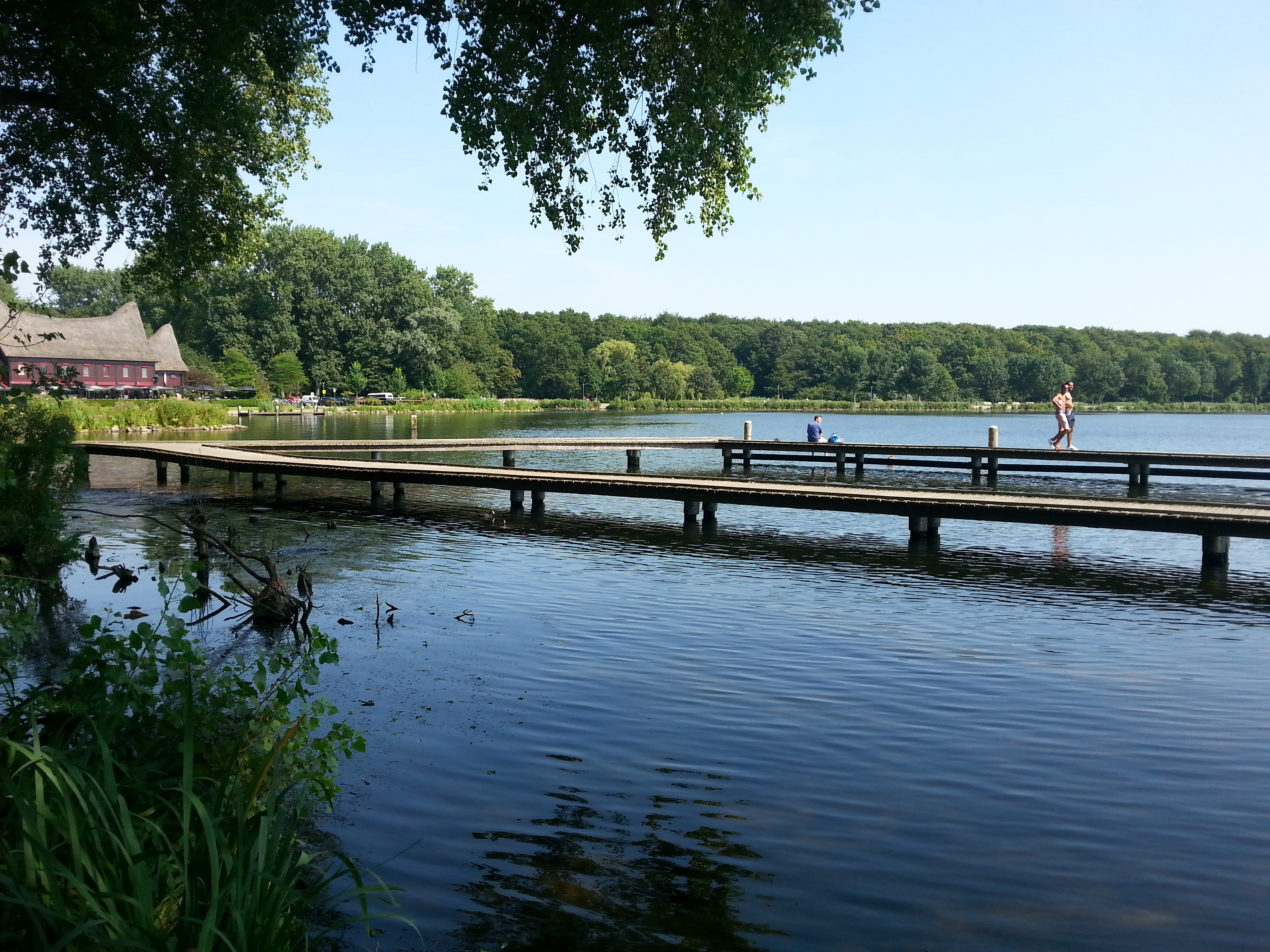
Forêt et lac de Kralingen
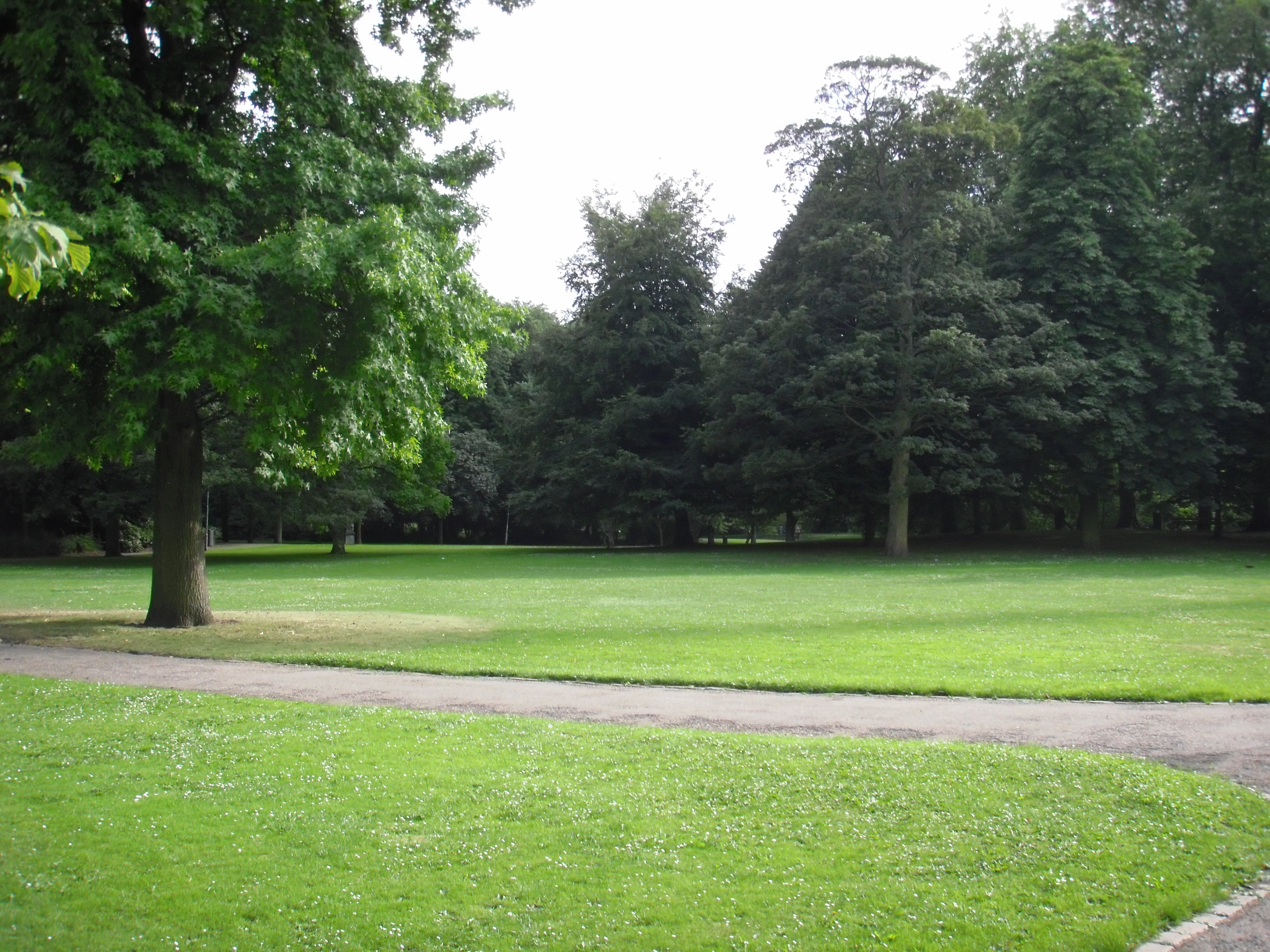
Het Park
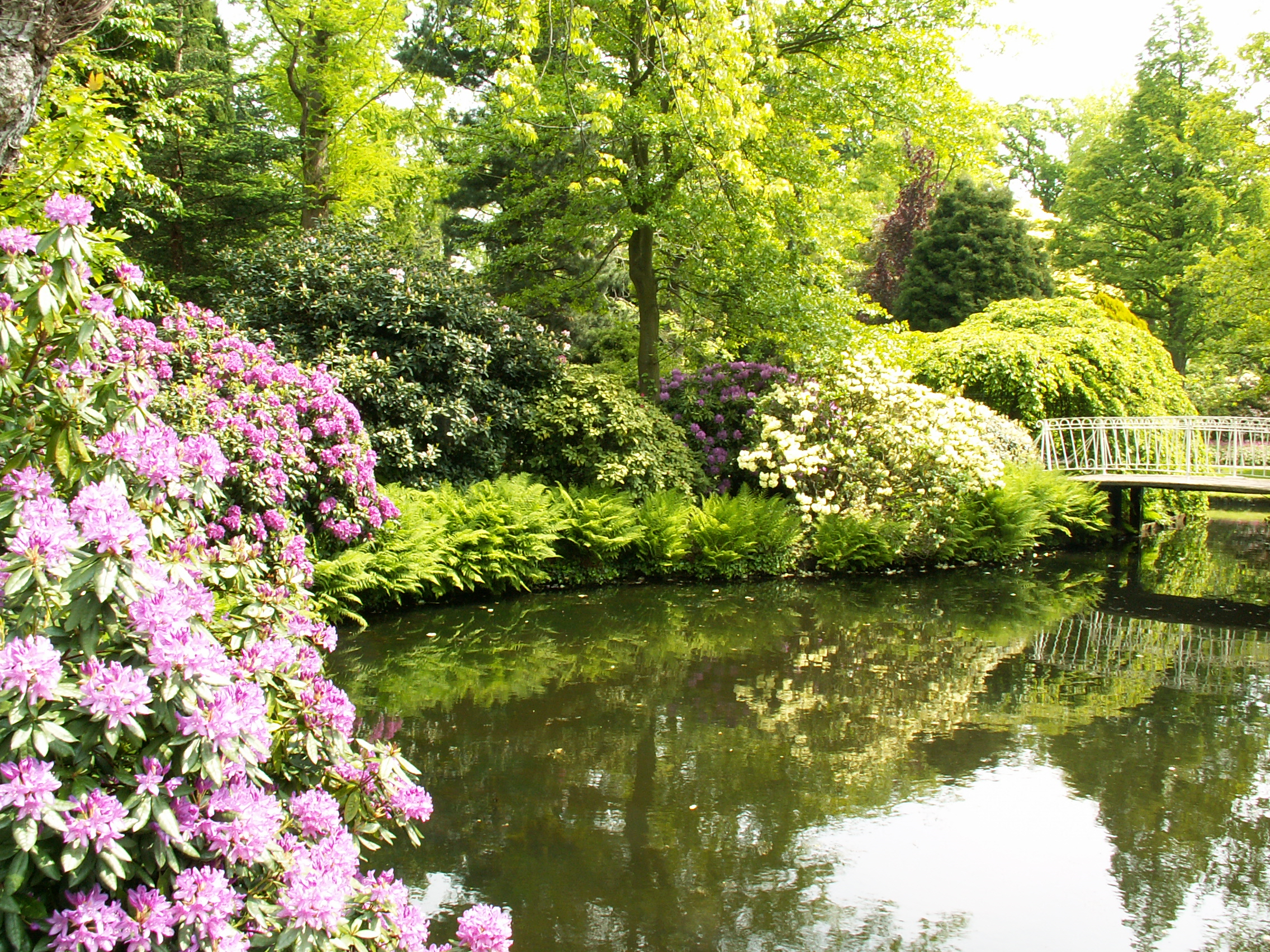
Arboretum de Trompenburg
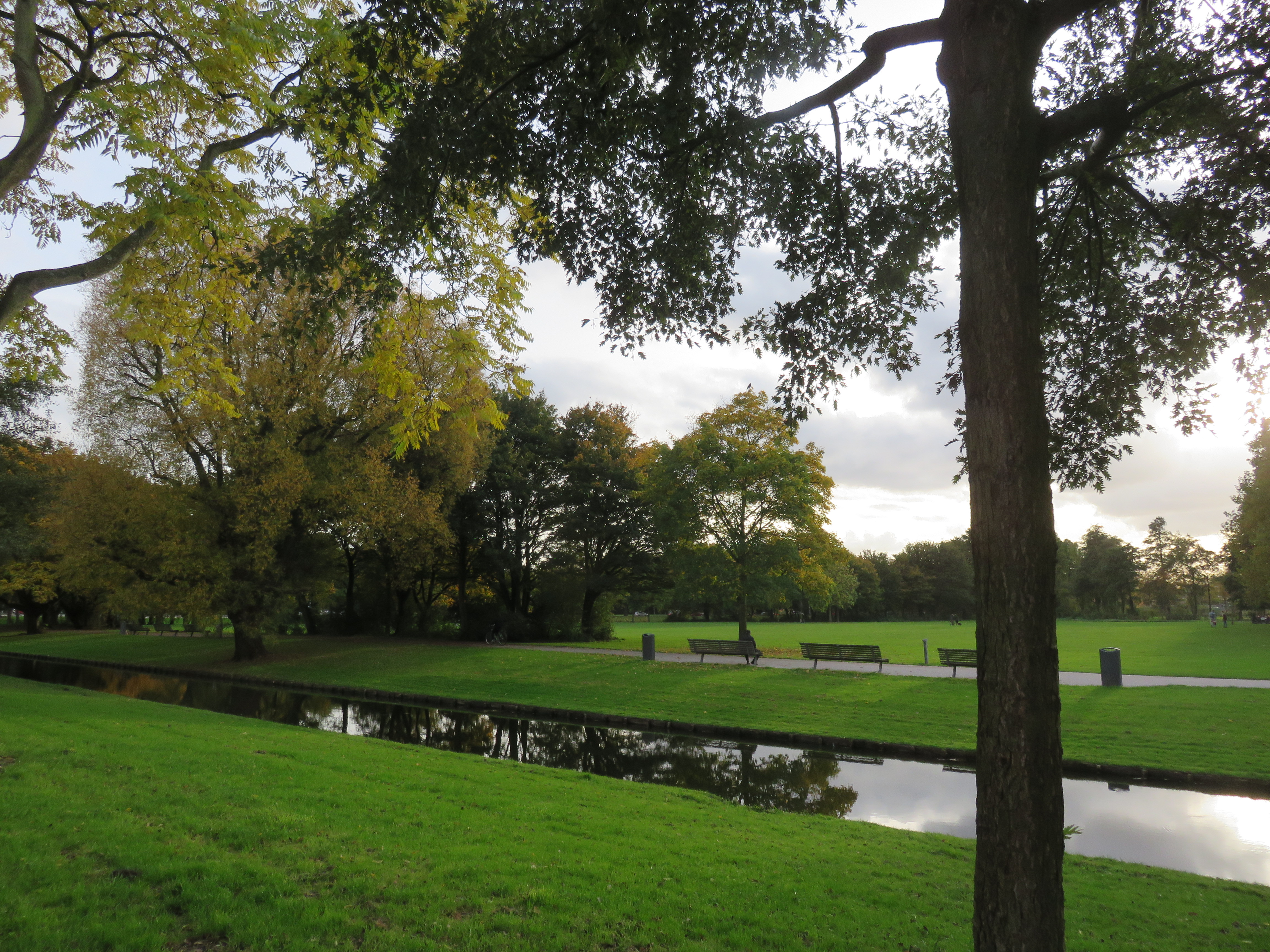
Vroesenpark

## Patrimoine naturel
Deux sites naturels appartenant au réseau Natura 2000 sont répertoriés sur le territoire communal : le « Sollveleld et Kapitel duinen » (Solleveld & Kapittelduinen) et le « Hoek van Holland »,.
Le site naturel du Solleveld & Kapittelduinen, classé le 30 septembre 2011, s'étend sur un territoire d'une surface de 720 ha partagé avec les communes de Westland et de La Haye. Les paysages naturels de ce site sont essentiellement marqués par la présence de dunes. Ces paysages dunaires comportent principalement deux espèces d'essences florales : Jacobaea vulgaris et le Troène commun (ou Ligustrum vulgare) ; et plusieurs espèces d'herbacées, dont l'Oyat ; Calluno-Ulicetea (sorte de jonc commun) et l'Argousier (Hippophaë rhamnoides). Le site comporte les habitats de 4 espèces de chauves-souris : Plecotus auritus (ou Oreillard roux), Myotis mystacinus (ou Murin à moustaches), Pipistrellus pipistrellus (ou Pipistrelle commune) et enfin Myotis dasycneme (ou Murin des marais).
Le territoire communal abrite plusieurs espèces d'amphibiens (5 taxons), de reptiles (2 taxons) et de mammaliens (44 taxons), mais également 45 espèces piscicoles, telles que le Saumon de l'Atlantique ou encore Cobitis taenia, un poisson indigène des eaux de Rotterdam.

Flore et faune des sites naturels de Rotterdam réseau Natura 2000
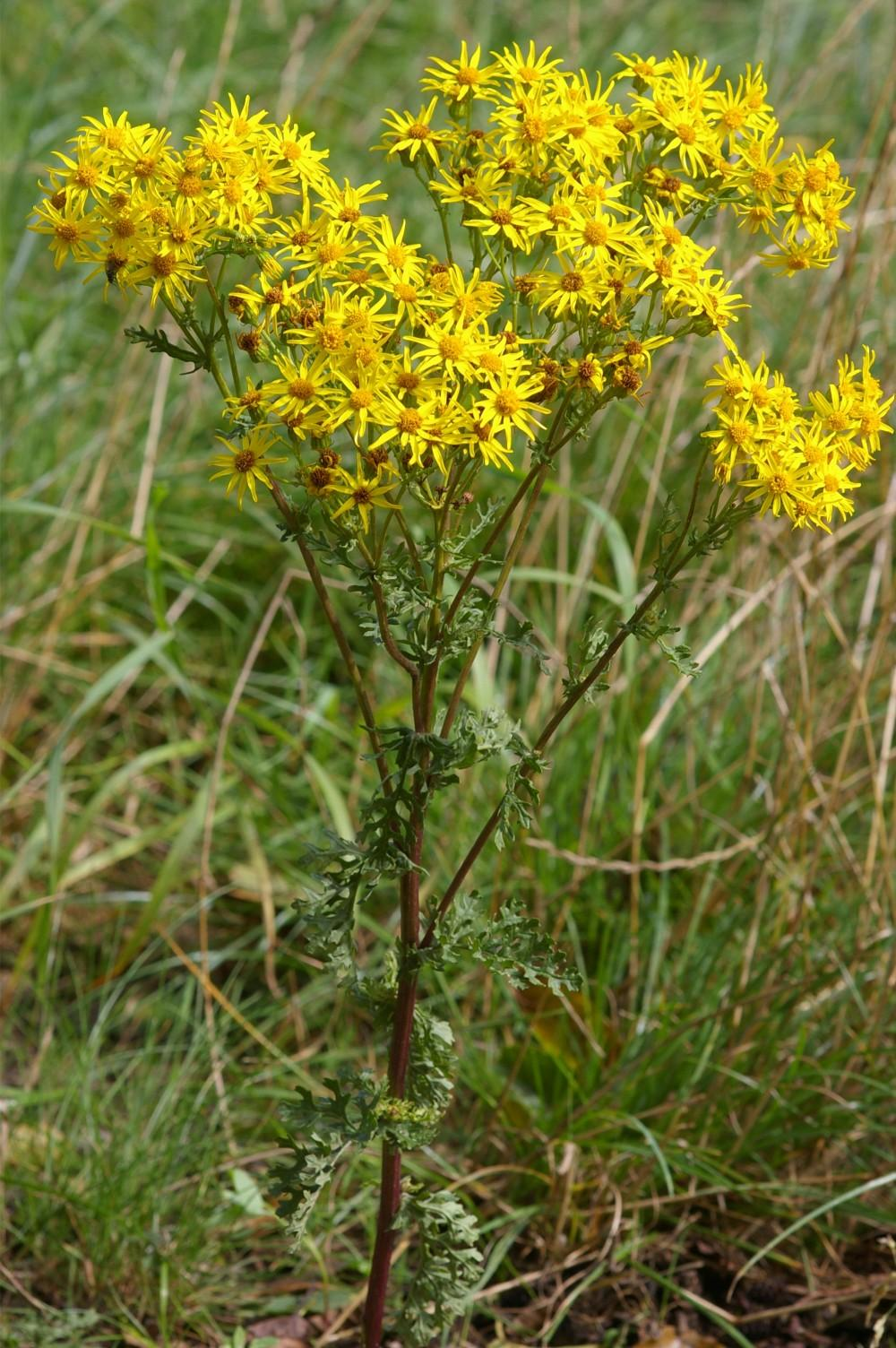
Jacobea vulgaris.
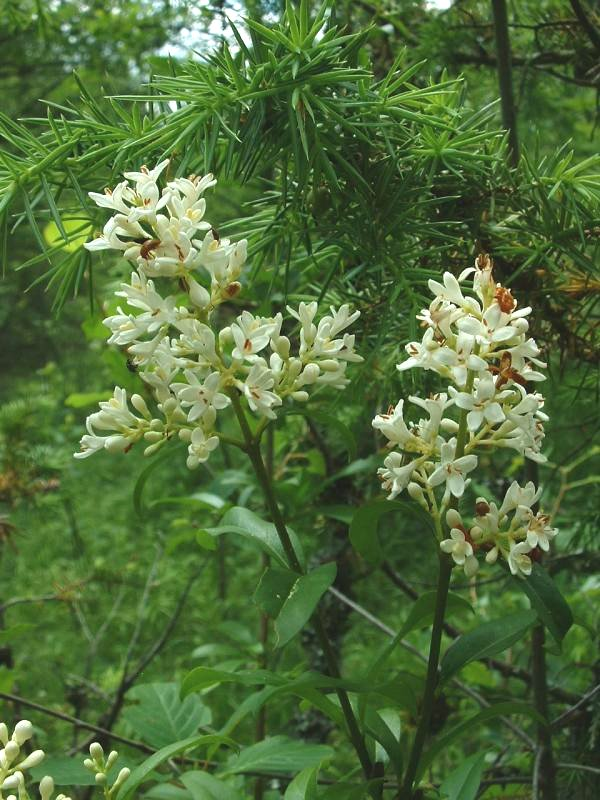
Troène commun.
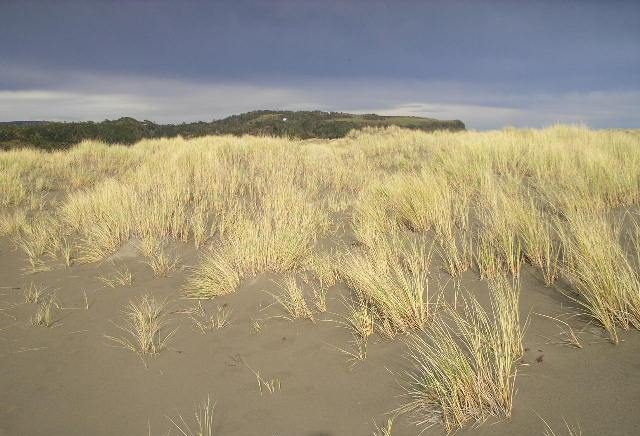
Oyat.
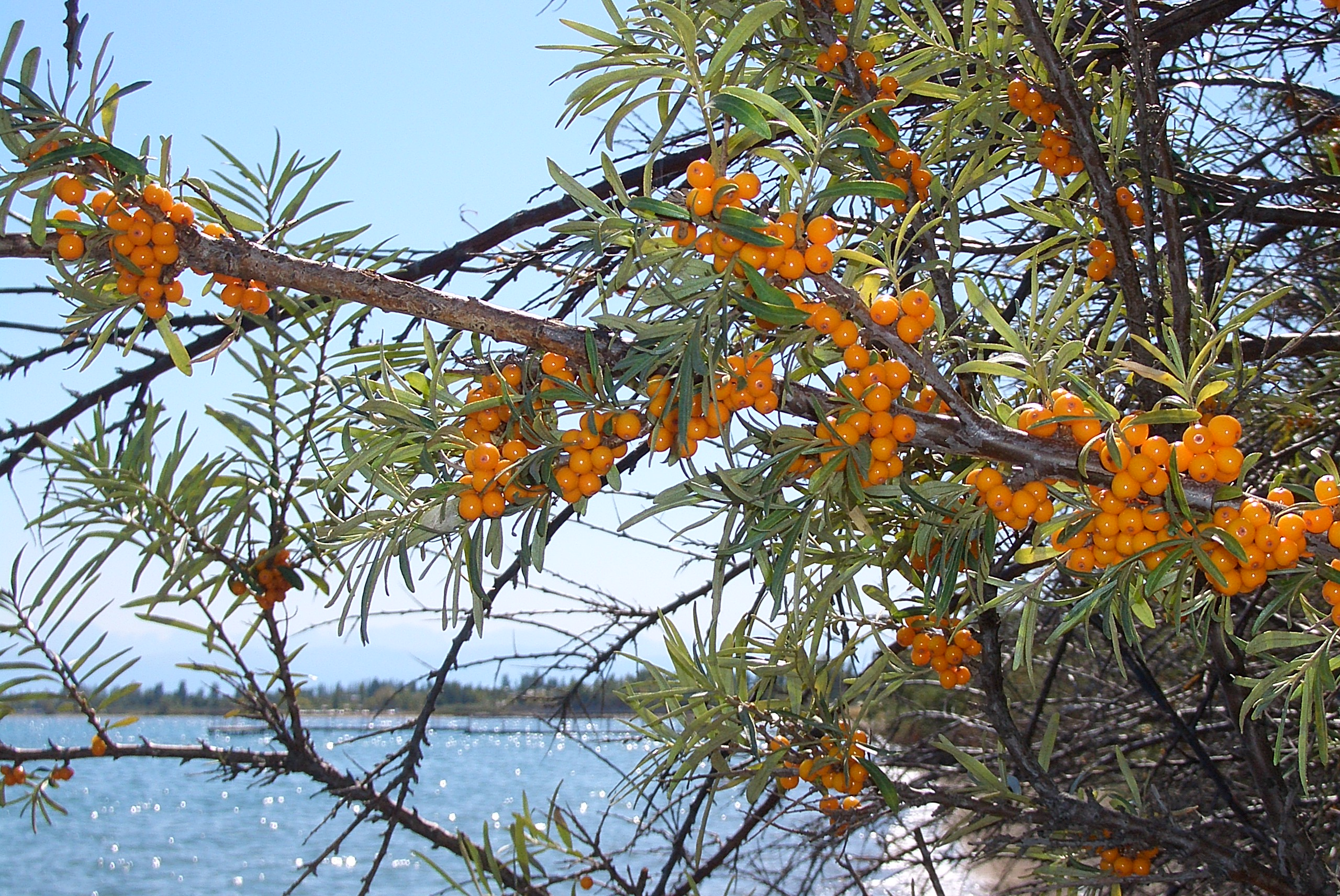
Baies d'Argousier.
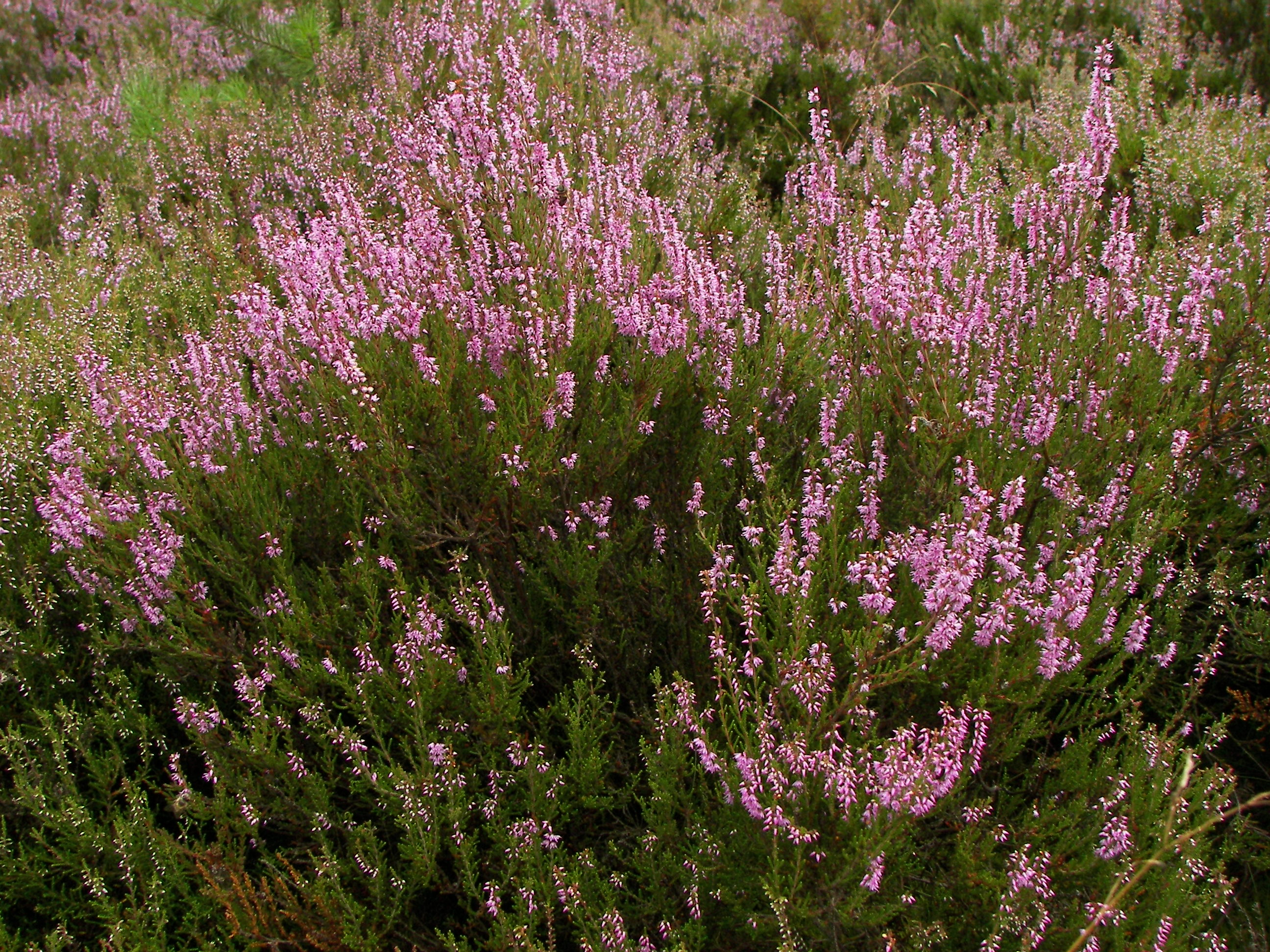
Calluna vulgaris.
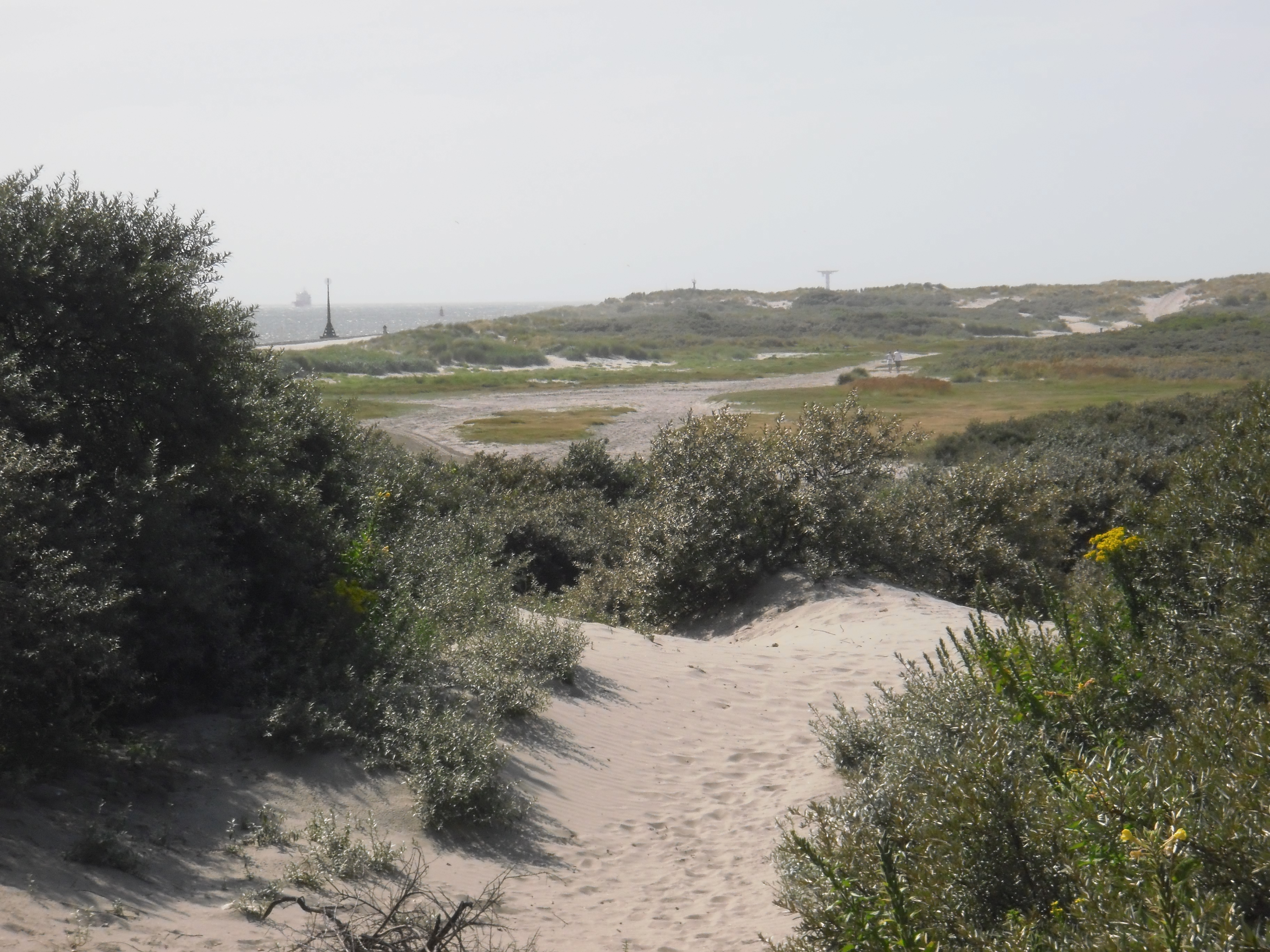
Végétation sur les dunes de Hoek van Holland.
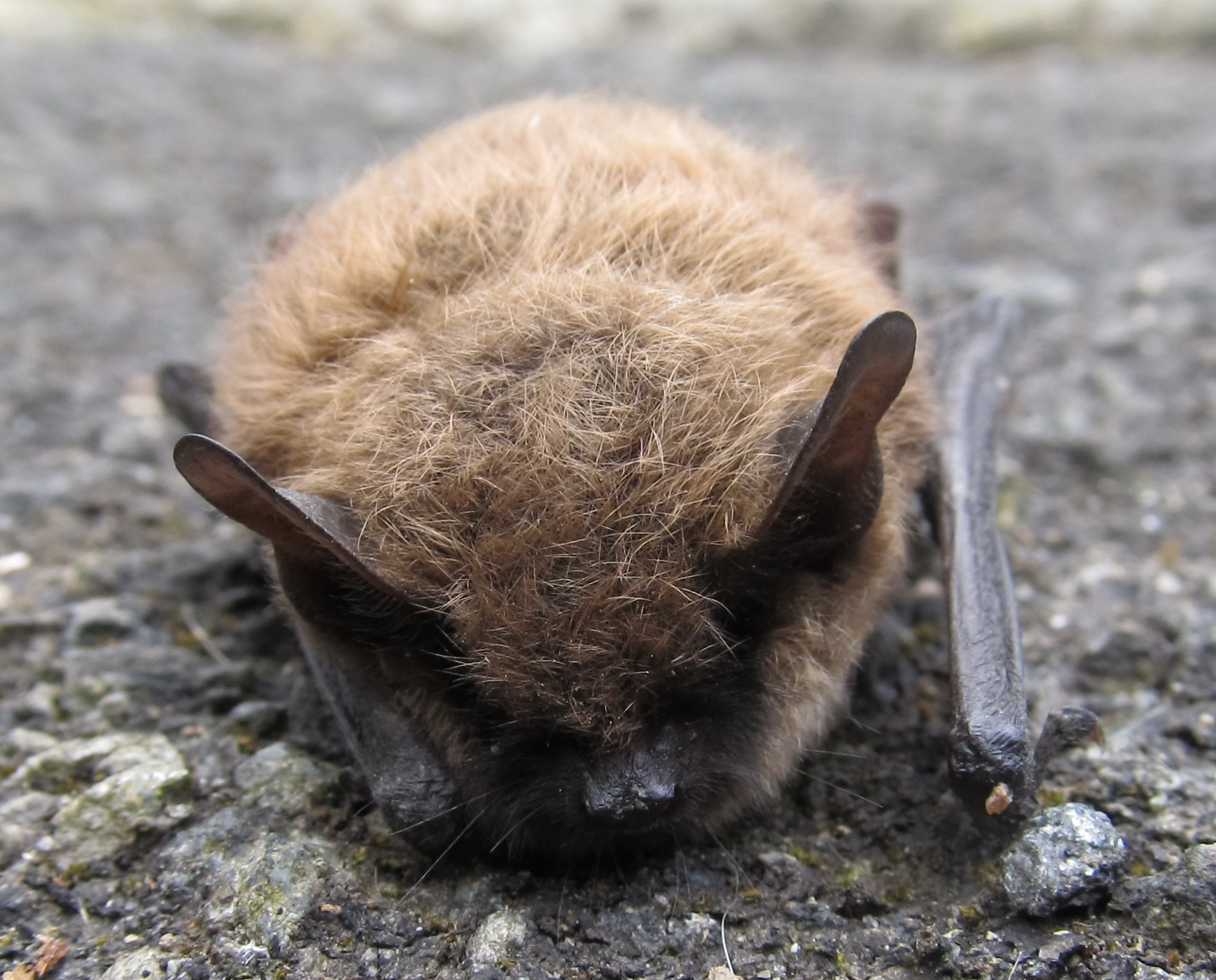
Myotis mystacinus.
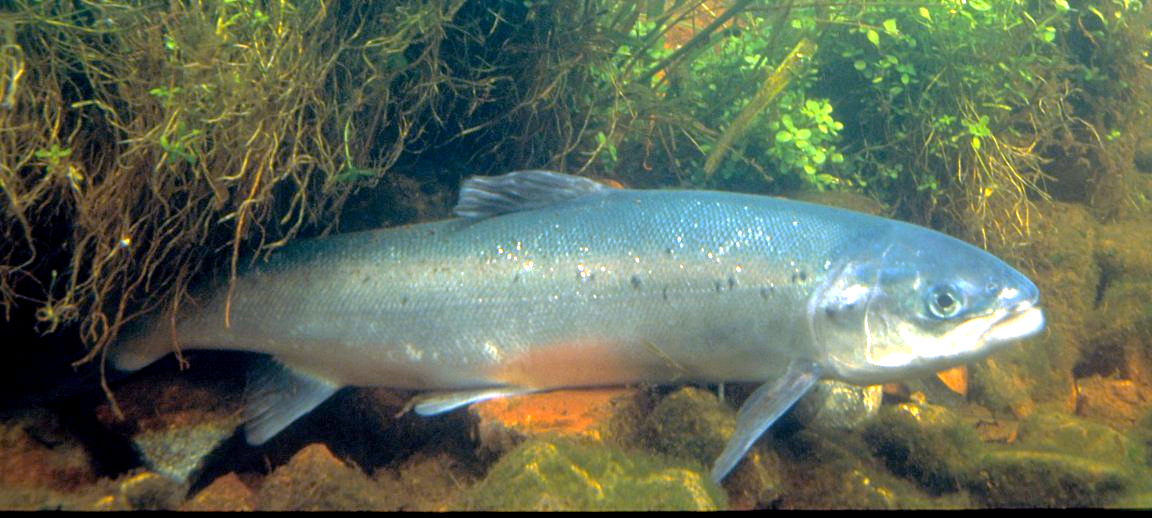
Saumon de l'Atlantique.
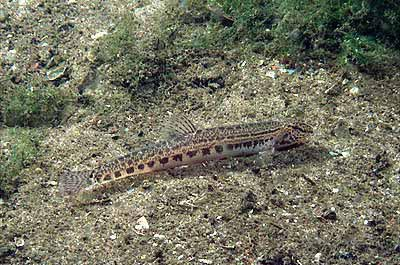
Cobitis taenia.

## Maîtrise des eaux
Rotterdam doit son essor à la proximité de l'eau, celle des différents cours d'eau qui l'arrosent et celle de la mer du Nord. Mais cette proximité la rend également très vulnérable aux inondations et aux changements climatiques et à leurs effets sur la montée des fleuves et des océans.
La ville doit assurer sa protection contre les risques d'inondations, tout en assurant la qualité de son eau. Les conséquences du réchauffement climatique — l'élévation du niveau de la mer, des précipitations plus fréquentes et plus abondantes — ainsi que l'affaissement du terrain et l'urbanisation augmentent les risques d'inondation. La ville a recours à plusieurs stratégies organisées dans le plan communal Waterplan2 mis en place depuis 2007 en partenariat avec les offices des eaux régionaux. Le plan s'inspire du système mis au point par Willem Nicolaas Rose, en 1854. Rose a conçu un plan qui a bénéficié à la fois à l'hygiène urbaine et à la disposition spatiale de la ville. Le plan a mis en place un réseau de stations de pompage, d’écluses, de digues et de trente kilomètres de canaux (les singels).

### Gestion des eaux des canaux et rivières
Historiquement, les digues et les barrages ont protégé la ville de la montée de la Nouvelle Meuse, et les polders environnants permettaient le drainage des pâturages grâce aux réseaux de canaux et aux moulins à vent évacuant l'eau vers les régions plus basses. La protection et le renforcement des digues restent une préoccupation constante. Les moulins à vent ont pratiquement disparu de la ville et sont remplacés par des systèmes de pompage électrique.

Projets urbains de prévention des inondations et gestion des rivières et canaux
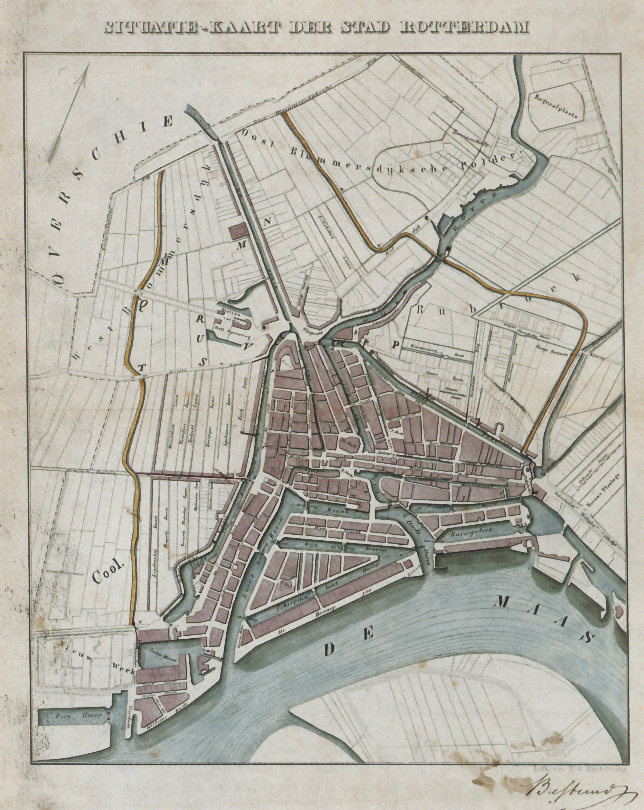
Premier projet urbain de maîtrise des eaux par l'architecte Rose (1854).
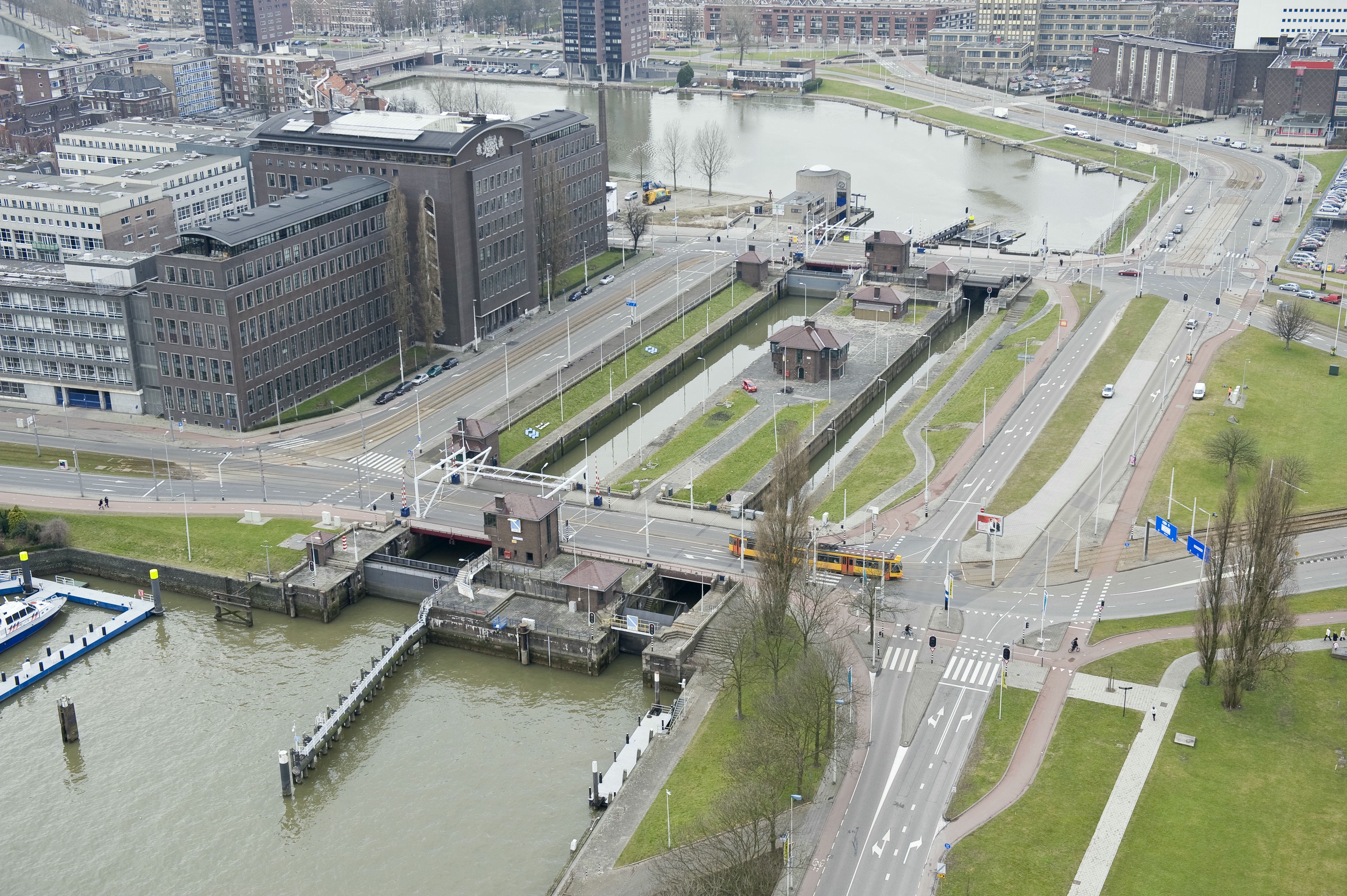
Écluses et station de pompage de Parkhaven, vues de la tour Euromast située dans Het Park.
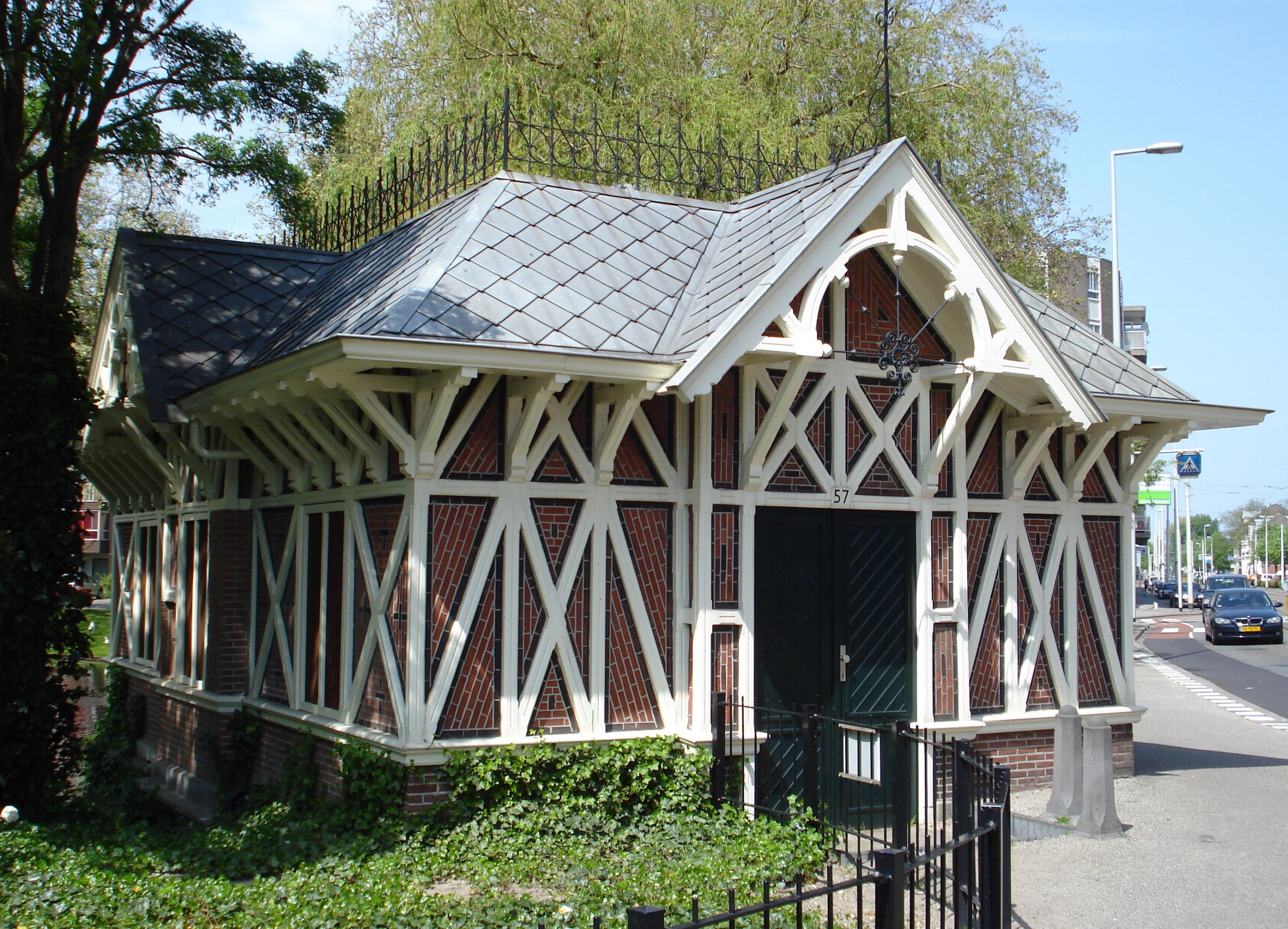
Station de pompage du Bozen sur l'avenue Boezemsingel.
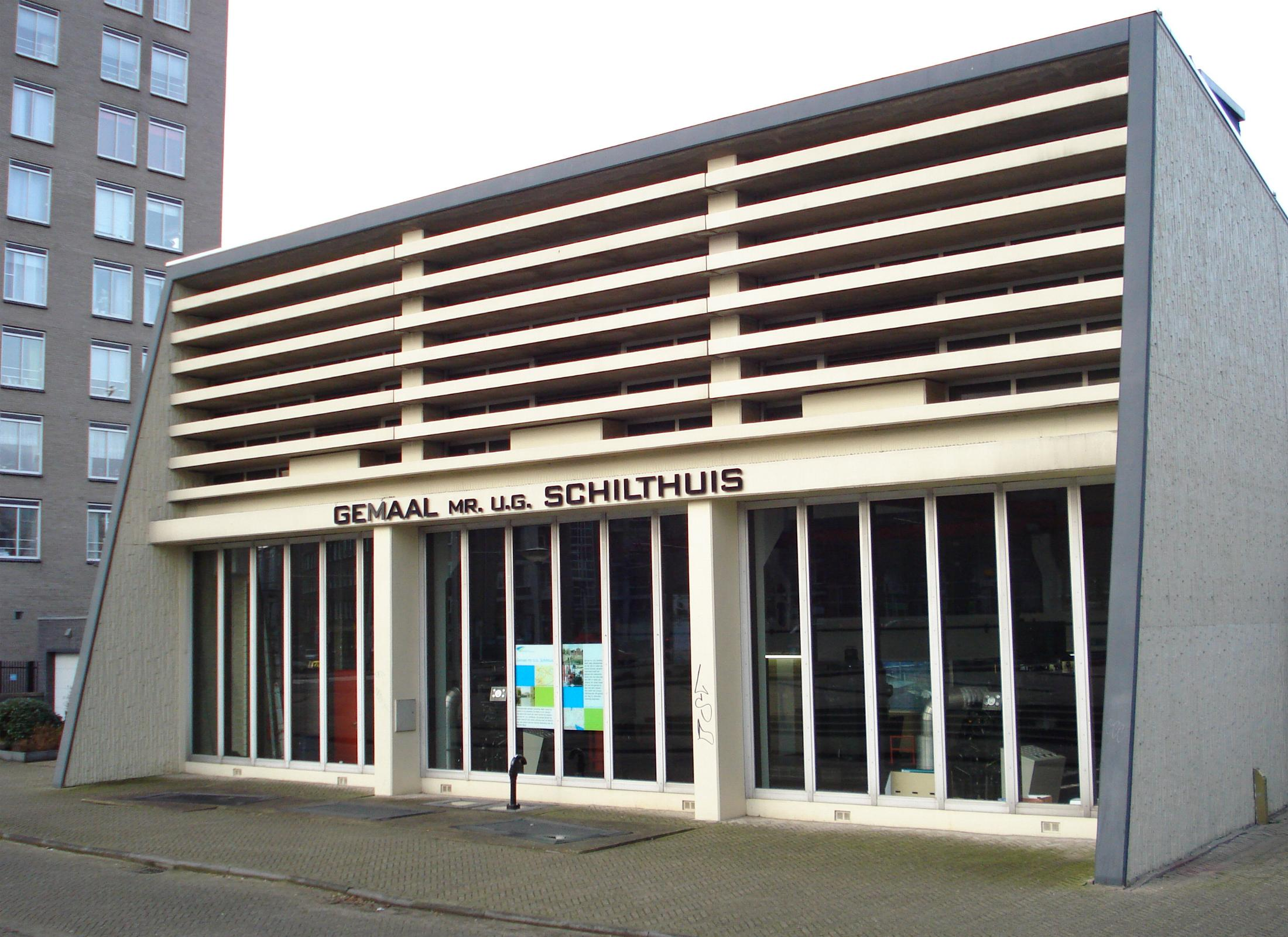
Station de pompage du Boezem sur la place Oostplein.

### Stockage de l'eau

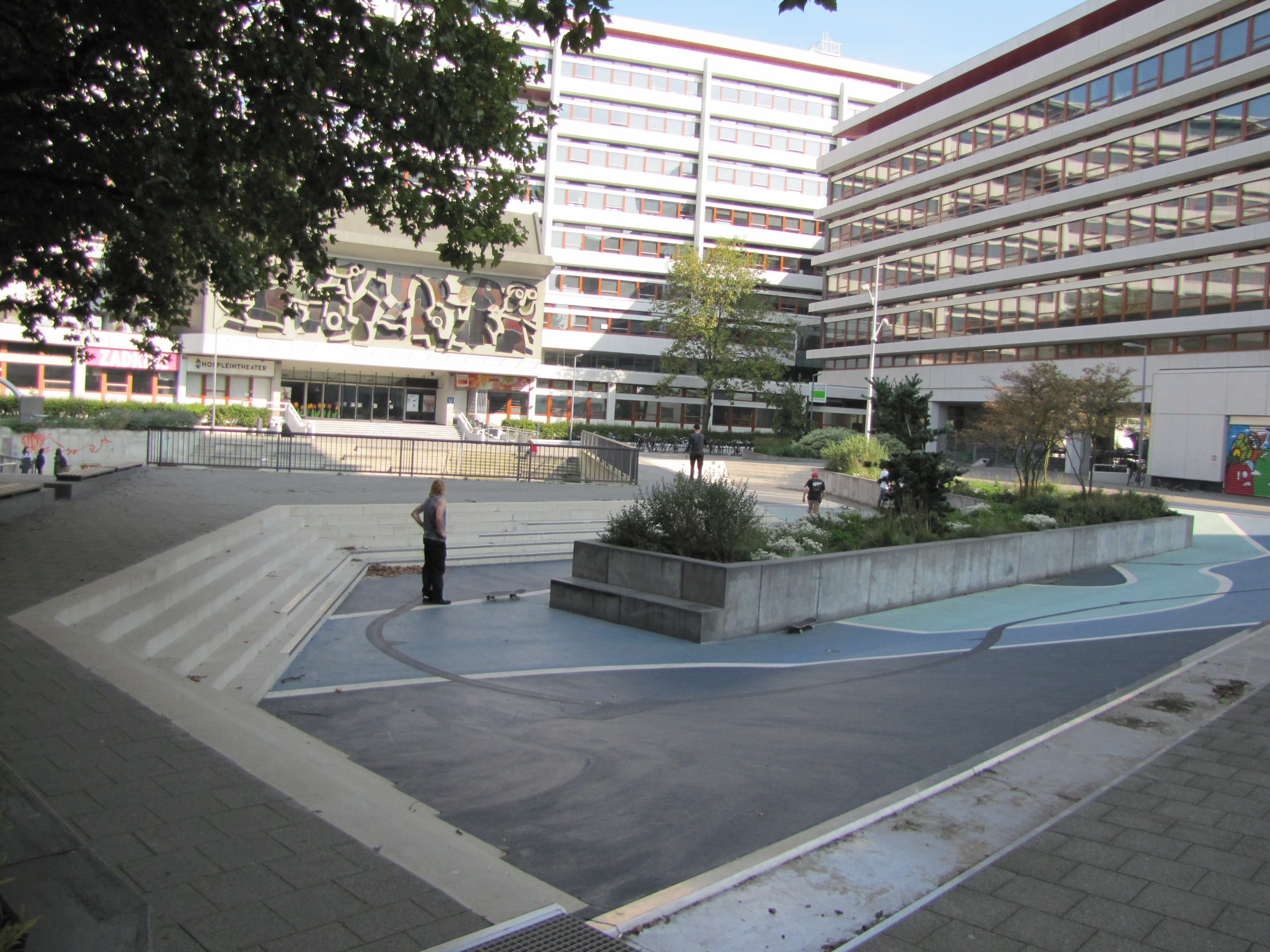
Sur la place Benthemplein, les terrains de jeu deviennent réservoir d'eau en cas de fortes précipitations.

Des systèmes de stockage de l'eau sous le sol et la rénovation des égouts (GPR) offrent des solutions en périphérie de la ville, tandis qu'en centre-ville, d'autres solutions sont étudiées comme les places d'eau ou les toits verts.
La ville encourage les toits verts pour permettre une meilleure régulation des eaux de pluie lors de fortes précipitations ; un mètre carré de toit vert retient entre 15 et 25 litres d'eau. En 2017, la ville compte 235 000 m2.
La place Bellamyplein est la première waterplein (square d'eau ou place d'eau) des Pays-Bas. Située dans le quartier de Spangen, un quartier pavé offrant peu de canaux pour évacuer les eaux de pluie, elle offre une aire de jeux aux enfants par temps sec. Lorsque les précipitations sont importantes, la place est prévue pour se remplir avec l'eau de pluie.
Dans le quartier Noord, la place Benthemplein est la seconde place d'eau de la ville. Elle a été construite en 2013 pour servir également ce double objectif de terrain de jeu et de réservoir. La place sert de terrain de jeu aux écoles voisines (piste de skate, terrain de basket) par temps sec. Ces espaces, construits en profondeur, recueillent l'eau de pluie des terrains environnants (parking, toits) lorsque les précipitations deviennent très importantes. Les aménagements de cette place peuvent recueillir 1,7 million de litres d'eau. Des pompes évacuent cette eau vers la rivière. Cette structure est la seconde au monde lors de son ouverture. En 2017, la ville compte une troisième place d'eau, la Kleinpolderplein.

### Plans régionaux et nationaux

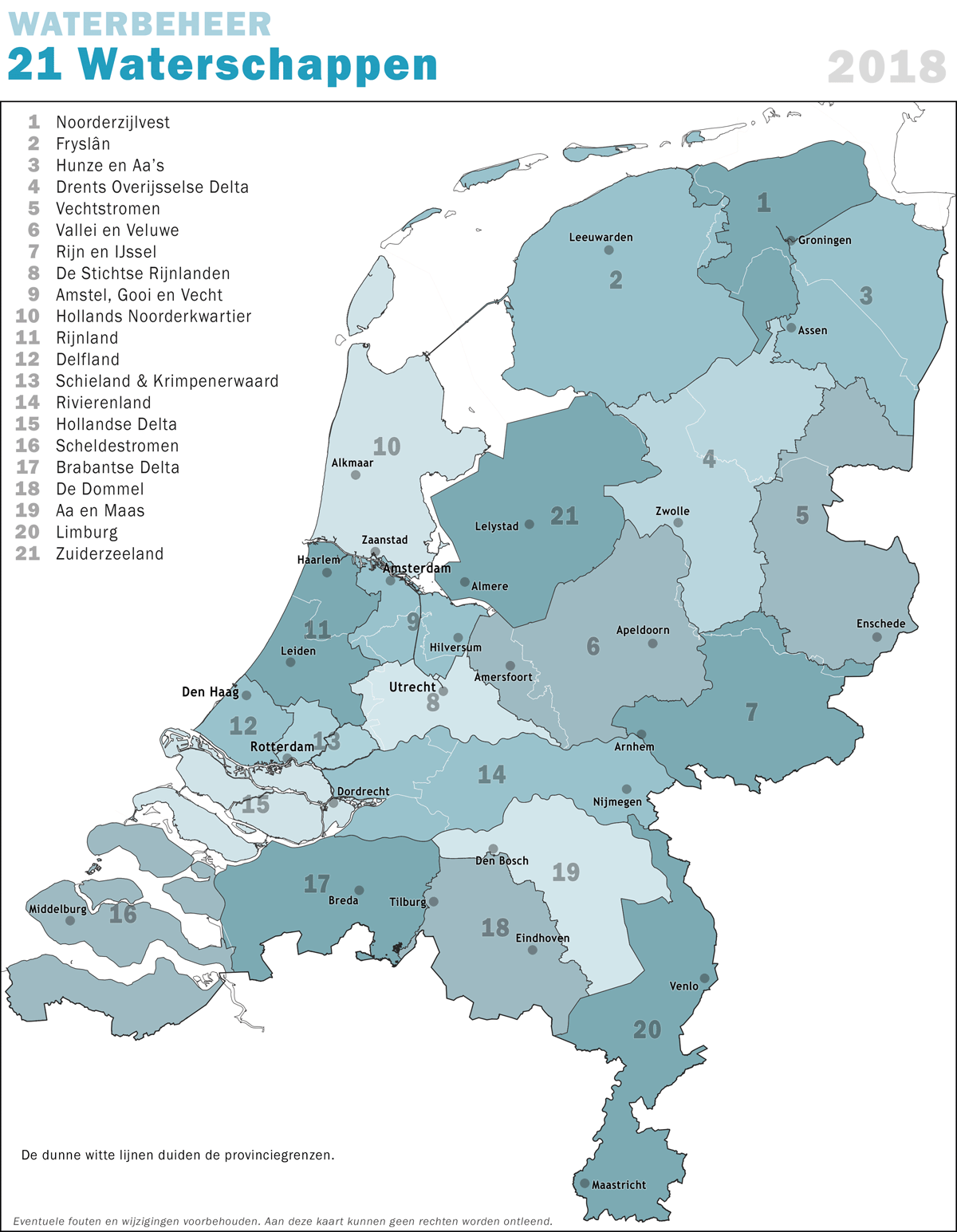
Carte des 21 régions gérées par un office des eaux néerlandais.

Rotterdam dépend de trois offices régionaux des eaux (Hoogheemraadschap) : l'office des eaux de Delfland (numéro 12 sur la carte ci-contre, au nord du port), l'office des eaux de Schieland et Krimpenerwaard (numéro 13, centre-ville et est de la ville) et l'office des eaux Hollandse Delta(15, sud de la ville et port).
Sur le plan national, le plan Delta assure la protection du pays et des zones les plus à risque. Le plan est adopté par une loi votée en 1957.
Sur le plan local et régional, ce même programme de défense contre les eaux, complété par l'Europoortkering, un plan initié en 1987, a permis la construction, entre 1991 et 1997, de deux ouvrages d'art : la Maeslantkering, un barrage mobile à double battant de 210 m de long aménagé sur la Nieuwe Waterweg, ; et la Hartelkering, une digue mobile de 98 m en extension maximale, franchissant le canal Hartel,.

### Risques liés au réchauffement climatique
Deux centres d'observation des risques liés au réchauffement climatique, le Global Centre of Excellence on Climate Adaptation et le VN-klimaatcentrum naar Rotterdam en Groningen, établissements dépendant du ministère de l'Infrastructure et de l'Environnement, ont été récemment créés et plusieurs projets visant à limiter ces risques, dont le Rotterdam Waterstad 2035, ont été mis en place,.

## Vie culturelle
La ville de Rotterdam possède un grand nombre d'espaces consacrés à l'art et à la culture. Plusieurs de ses musées ont une renommée nationale ou internationale, notamment le musée de peinture et de beaux-arts Boijmans Van Beuningen. Un nombre important de statues commémorent des éléments de l'histoire nationale ou égayent les rues et les places. Une importance particulière est apportée à l'art contemporain, sans doute accentuée par l'histoire singulière de cette métropole dont le centre historique a été en partie détruit en 1940. La ville compte également un certain nombre de théâtres et de salles de concert.

### Musées

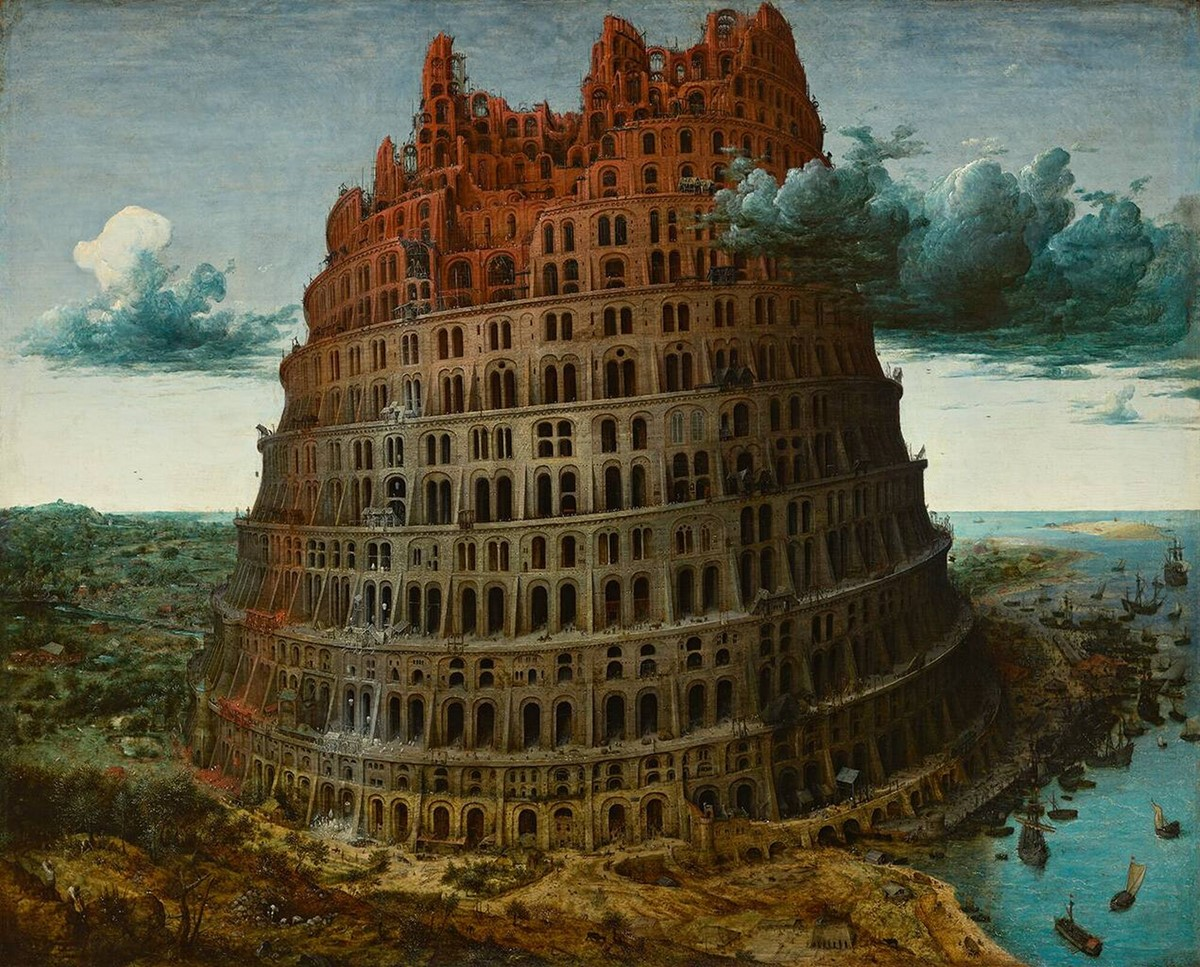
La Tour de Babel (dite la « petite ») de Pieter Brueghel l'Ancien est exposée au musée Boijmans Van Beuningen.

Le site du parc des Musées réunit six musées au cœur de la ville.
Le plus connu, le musée Boijmans Van Beuningen, musée de peinture et de beaux-arts ouvert en 1849, y est installé depuis 1935.
La ville a deux musées historiques, la Schielandshuis, premier site du musée Boijmans en 1849, détient en dépôt la collection de gravures de l'Atlas Van Stolk et les archives municipales, et le musée de Rotterdam présente l'histoire de la ville sur deux sites.
Enfin, la présence de plusieurs musées consacrés à la mer, notamment le Maritiem Museum, rappelle la place singulière de la mer et de la vie portuaire dans l'histoire et l'édification de la ville.
En 2016, les musées de Rotterdam attirent 1 130 000 visiteurs. Les musées les plus fréquentés sont, par ordre décroissant du nombre de visiteurs : le musée Boijmans Van Beuningen, suivi du Kunsthal, musée d'art contemporain, de Het Nieuwe Instituut, consacré à l'architecture, et du musée national de photographie.

### Monuments et statues
La ville de Rotterdam comporte de nombreuses statues, historiques et contemporaines. Certaines statues mettent en valeur des personnages emblématiques de l'histoire néerlandaise, tels Érasme (1622), devant l'église Saint-Laurent ou Hugo Grotius, devant l'hôtel de ville. Plusieurs statues ou monuments rappellent des éléments de l'histoire de la ville, comme le monument commémorant l'esclavage (Slavernijmonument) dans le quartier portuaire de Delfshaven, celui de Zadkine sur la place 1940 (Plein 1940), qui représente un homme au cœur arraché ou le monument d'Hubert van Lith, Ongebroken verzet (résistance sans relâche), commémorant la résistance de Rotterdam durant la Seconde Guerre mondiale. La place Loods 24, sur la rive sud de la Meuse, commémore le lieu de départ des 6 790 personnes déportées durant la guerre,,. En 2013, un monument à la mémoire des 686 enfants juifs morts en déportation, le Joods Kindermonument, est installé à proximité du mur commémoratif du Loods 24,.
Les musées rotterdamois ont établi une liste d'environ 60 ouvrages artistiques de la ville, l'Internationale Beelden Collectie (IBC). Beaucoup d'entre elles sont visibles sur le parcours statuaire (Beeldenroute Westersingel). Le parc des Musées en expose un certain nombre.

### Musique et danse

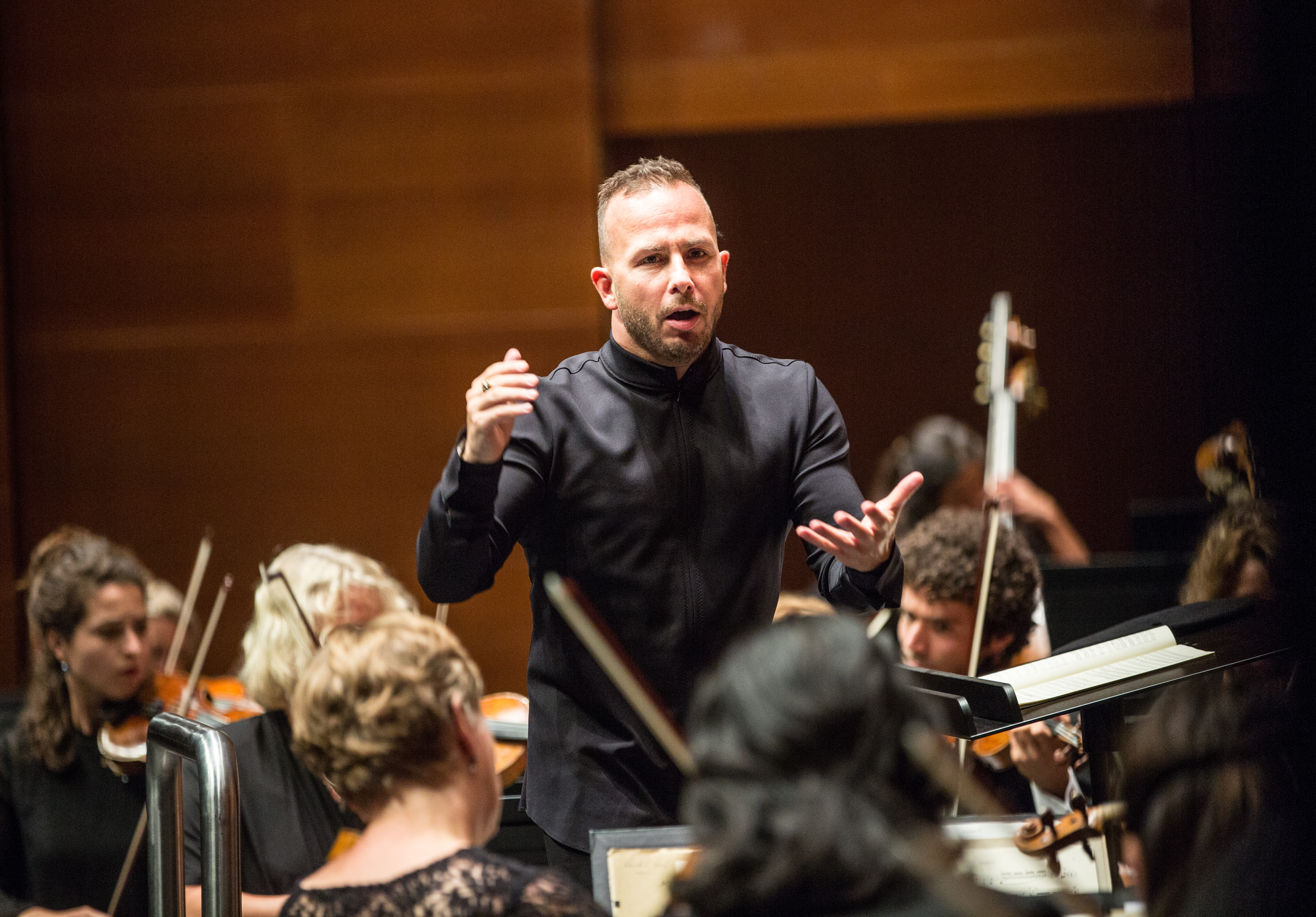
Yannick Nézet-Séguin, directeur musical de l'orchestre philharmonique de Rotterdam (2008-2018).

L'orchestre philharmonique de Rotterdam est créé en 1918. Il s'agit alors d'un orchestre à renommée locale. Le chef d'orchestre Eduard Flipse, qui dirige l'ensemble de 1930 à 1962, le transforme progressivement en un orchestre réputé. L'orchestre est ensuite dirigé par Edo de Waart (1967-1979), puis par David Zinman (1979-1982). Il est dirigé depuis 2008 par Yannick Nézet-Séguin qui y effectue sa dernière saison en 2018.
Depuis 1966, il est en résidence à la salle de concert De Doelen. Depuis 2010, il est également orchestre invité au théâtre des Champs-Élysées à Paris. Entre les concerts donnés à Rotterdam et les concerts donnés à l'extérieur, les programmes éducatifs et scolaires, son audience est de 150 000 à 200 000 auditeurs par an. L'orchestre est sous contrat pour les enregistrements de concerts avec Deutsche Grammophon et BIS Records, il a par ailleurs créé son propre label, Rotterdam Philharmonic Vintage Recordings, pour la diffusion de ses propres enregistrements historiques.
La troupe de danse Scapino Ballet Rotterdam, dirigée par le chorégraphe néerlandais Ed Wubbe, bénéficie d'une certaine renommée. Elle a célébré en 2016 les 70 ans de son existence.
Rotterdam est le lieu de naissance de la musique gabber. Au début des années 1990, des artistes comme Paul Elstak et Rob Janssen initient dans la boîte de nuit Parkzicht, un son plus « hard » au sein de la scène house. C'est le début de la hardcore house, qui a constitué l'un des éléments identitaires de la culture gabber. Plusieurs groupes musicaux se réfèrent explicitement à Rotterdam dans leur nom : Rotterdam Terror Corps, Rotterdam Termination Source. L'Energiehal, aujourd'hui démolie, accueillait les grands événements, notamment le festival A Nightmare in Rotterdam.

### Lieux de spectacle
Rotterdam a de nombreux théâtres, salles de concert, salles de cinémas et autres salles de spectacles. Le palais des concerts De Doelen et le théâtre de Rotterdam (Rotterdamse Schouwburg) se situent dans le quartier centre, autour de la place du théâtre et à proximité d'un complexe de salles de cinémas Pathé. Le théâtre Luxor est situé au cœur du quartier Kop van Zuid. Le palais des congrès Ahoy accueille les événements sportifs ou culturels de large ampleur. Le WORM est un lieu multidisciplinaire, avec notamment une salle de cinéma et une salle de concert.

### Événements annuels et festivals

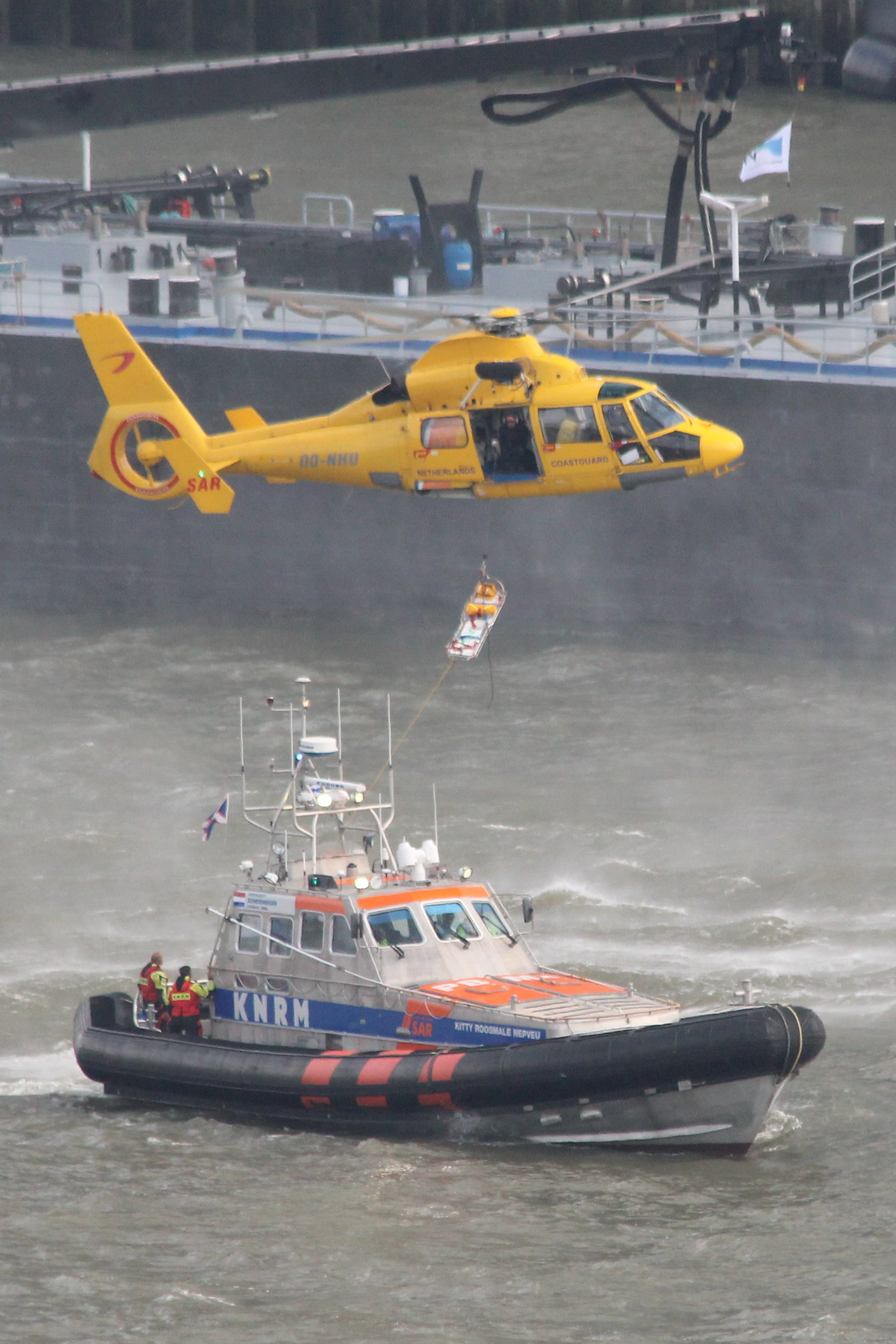
Démonstration de sauvetage par hélicoptère durant les Wereldhavendagen.

Le North Sea Jazz Festival est le festival de jazz couvert. Il a accueilli 70 000 spectateurs en 2017 et est considéré comme l'un des événements de jazz les plus importants par le Time. Rotterdam Unlimited est un festival de cinq jours qui prend place fin juillet, réunissant des artistes du monde de la musique, de la danse, et du récit, ainsi que la parade du carnaval d'été, le zomercarnaval. D'autres festivals musicaux sont organisés, parmi lesquels la journée de la musique romantique (romantische muziek dag) en août. Le REC festival débuté en 2016 se poursuit en 2017, et correspond à la remise des MTV Awards. Le festival dure 5 jours (en 2017) et plusieurs types de musiques y sont joués : disco, soul, afrobeat, techno, hip-hop et RnB.
Le Festival international du film de Rotterdam (IFFR) est l'un des festivals de cinéma les plus importants, en termes d'audience. Il a lieu pendant la dernière semaine de janvier. Pendant douze jours, des centaines de films sont présentés par leurs réalisateurs et les artistes dans les salles de cinéma de la ville.
Les Journées portuaires mondiales (Wereldhavendagen) sont organisées le premier week-end de septembre. Créé en 1976, l'événement a grandi et se déroule pendant trois jours.

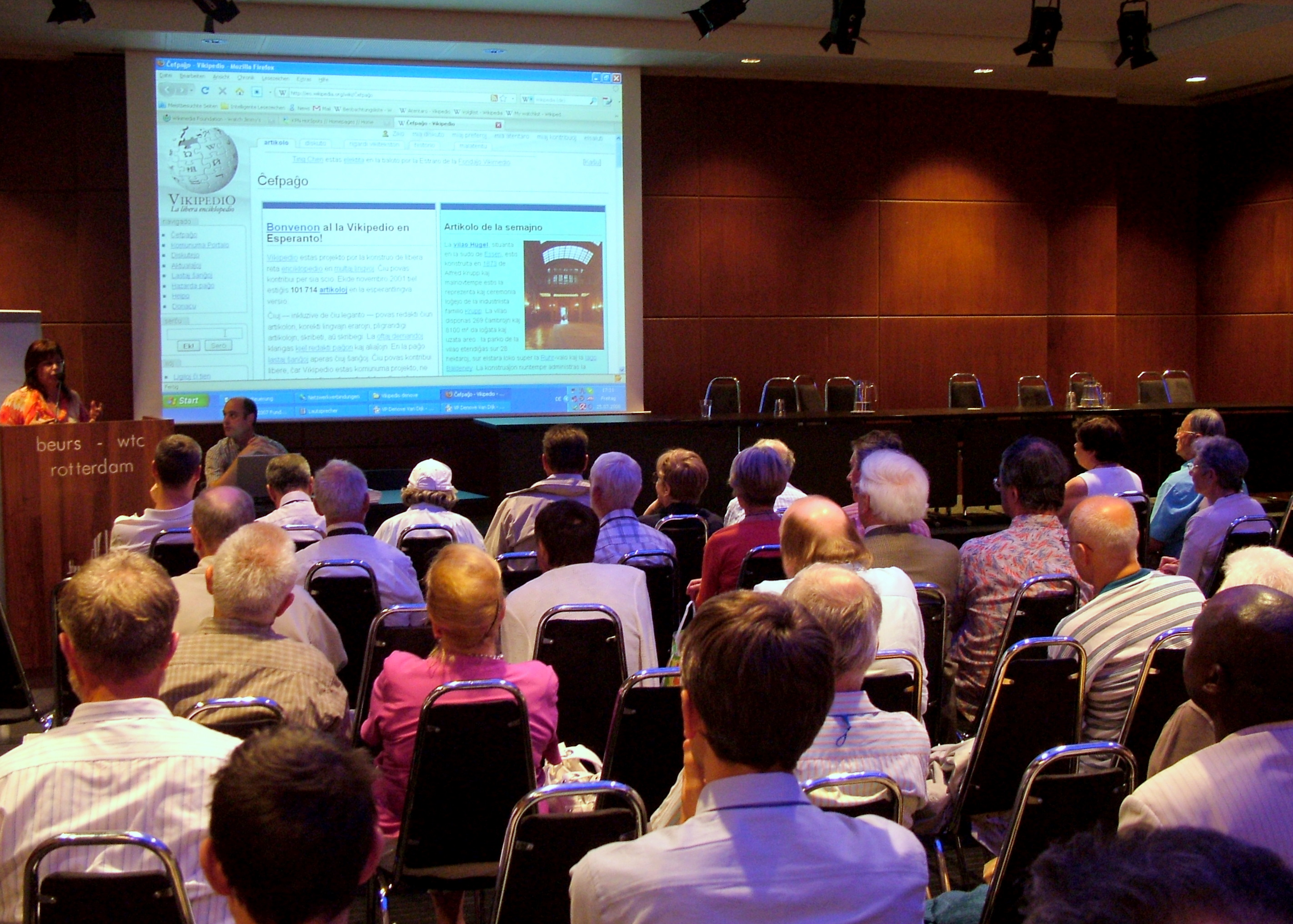
Conférence sur Wikipédia lors du mondial d’espéranto, 2008.

De nombreux congrès internationaux prennent place dans la ville. Ainsi, trois congrès mondiaux d’espéranto se sont déroulés à Rotterdam en 1967, 1988 et 2008, rassemblant entre 1 300  et   2 300 participants venus d’une soixantaine de pays. Les thèmes des deux derniers congrès étaient « Science et technique pour la compréhension internationale » et « Les langues : un trésor de l’Humanité ». Le congrès de 2008 a été l’occasion de célébrer les cent ans de l’association universelle d'espéranto, dont le siège est situé à Rotterdam.
Le 25e Congrès international de vexillologie a également été organisé à Rotterdam en 2013.

## Population et société

### Démographie

#### Évolution démographique
Rotterdam devient une métropole au début du XVIIe siècle. Les premières données démographiques de la ville sont établies à partir des registres paroissiaux. En 1622, sa population atteint 19 780 habitants. La hausse démographique connaît un développement rapide, puisqu'une cinquantaine d'années plus tard, en 1675, sa population a plus que doublé, s'élevant à plus de 45 000 habitants. Puis, vers la fin du XVIIe siècle, en 1690, elle passe à environ 51 000 résidents. Dans la première moitié du XVIIIe siècle, la commune connaît une baisse démographique qui ramène la population, en 1745, à environ 44 000 habitants. Dans la seconde moitié du XVIIIe  et début du  XIXe siècle, la population de Rotterdam augmente pour atteindre, en 1795, 57 510 habitants puis 59 118 habitants en 1809.
La population de la ville connaît une très forte croissance entre 1880 et 1920, la population passant de 105 000 à 500 000 habitants. En 2017, Rotterdam est la deuxième ville des Pays-Bas, après Amsterdam, pour le nombre d'habitants. Son taux d'accroissement est de 3,1 % entre 2011 et 2017. Au 1er janvier 2017, 46,1 % des ménages sont constitués d'une seule personne, les couples sans enfants représentent respectivement près de 21 % (13 % de couples mariés et 7,9 % de couples non-mariés), les foyers avec enfant(s) représentent un peu plus de 33 % (4,3 % de couples non mariés, 14 % de couples mariés et 10,6 % de familles monoparentales), enfin les personnes en institutions représentent 2,6 %. Au 1er juillet 2017, selon les données chiffrées du bureau central de la statistique, la ville compte 634 253 habitants. En outre, à cette même date, la population de la région urbaine de Rotterdam s'élève à 1 424 662 habitants.
| 1868    | 1870    | 1875    | 1880    | 1885    | 1890    | 1895    | 1900    | 1905    |
| ------- | ------- | ------- | ------- | ------- | ------- | ------- | ------- | ------- |
| 117 104 | 121 027 | 129 239 | 148 102 | 169 477 | 201 858 | 234 916 | 318 468 | 370 390 |

| 1910    | 1915    | 1920    | 1925    | 1930    | 1935    | 1940    | 1945    | 1950    |
| ------- | ------- | ------- | ------- | ------- | ------- | ------- | ------- | ------- |
| 417 989 | 472 518 | 506 071 | 543 694 | 582 507 | 594 951 | 619 686 | 610 385 | 675 905 |

| 1955    | 1960    | 1965    | 1970    | 1975    | 1980    | 1985    | 1990    | 1995    |
| ------- | ------- | ------- | ------- | ------- | ------- | ------- | ------- | ------- |
| 712 513 | 729 852 | 731 564 | 686 586 | 620 869 | 579 187 | 571 116 | 579 150 | 598 275 |

| 2000    | 2005    | 2010    | 2015    | - | - | - | - | - |
| ------- | ------- | ------- | ------- | - | - | - | - | - |
| 592 660 | 596 597 | 592 939 | 623 956 | - | - | - | - | - |

|      | Commune | Agglomération | Aire urbaine |
| ---- | ------- | ------------- | ------------ |
| 1960 | 729 852 | 930 095       | 974 436      |
| 1970 | 686 586 | 966 615       | 1 200 069    |
| 1980 | 579 187 | 904 595       | 1 205 178    |
| 1990 | 579 150 | 942 074       | 1 273 830    |
| 2000 | 592 660 | 983 137       | 1 335 039    |
| 2009 | 587 161 | 989 319       | 1 367 012    |
| 2010 | 592 939 | -             | 1 395 640    |
| 2011 | 610 412 | -             | 1 404 791    |
| 2012 | 616 456 | -             | 1 412 582    |
| 2013 | 616 319 | -             | 1 414 690    |
| 2014 | 618 109 | -             | 1 417 821    |
| 2015 | 623 956 | -             | 1 403 932    |
| 2016 | 624 148 | -             | 1 412 322    |
| 2017 | 634 264 | -             | 1 422 465    |

#### Pyramide des âges
| Hommes | Classe d’âge | Femmes |
| ------ | ------------ | ------ |
| 0,05   | 95 ans ou +  | 0,26   |
| 2,82   | 75 à 95 ans  | 5,37   |
| 10,01  | 60 à 75 ans  | 13,08  |
| 18,99  | 45 à 60 ans  | 17,67  |
| 21,81  | 30 à 45 ans  | 21,39  |
| 24,67  | 15 à 30 ans  | 22,07  |
| 16,59  | 0 à 15 ans   | 15,8   |

Pour l'exercice 2013, compte tenu de ses statistiques démographiques, la population de la ville est globalement plus jeune que celles de la Hollande-Méridionale et de l'ensemble des Pays-Bas. Selon les prévisions du bureau central de la statistique, cette tendance se maintient jusqu'en 2030.

### Origine des habitants
Rotterdam est une ville multiculturelle dont près de la moitié de la population est d'origine étrangère.
Le tableau suivant présente la répartition de la population rotterdamoise selon l'origine de ses habitants et son évolution entre 2000 et 2016, :
| Origine                         | Pourcentage en 2000 | Pourcentage en 2016 |
| ------------------------------- | ------------------- | ------------------- |
| Autochtones                     | 60,0                | 50,2                |
| Suriname                        | 8,44                | 8,4                 |
| Turquie                         | 6,80                | 7,6                 |
| Maroc                           | 5,09                | 6,8                 |
| Antilles néerlandaises et Aruba | 2,63                | 3,8                 |
| Cap-Vert                        | -                   | 2,5                 |
| Union européenne                | 9,52                | 8,2                 |
| Autres                          | 7,52                | 12,5                |

### Enseignement

#### Enseignement primaire et secondaire

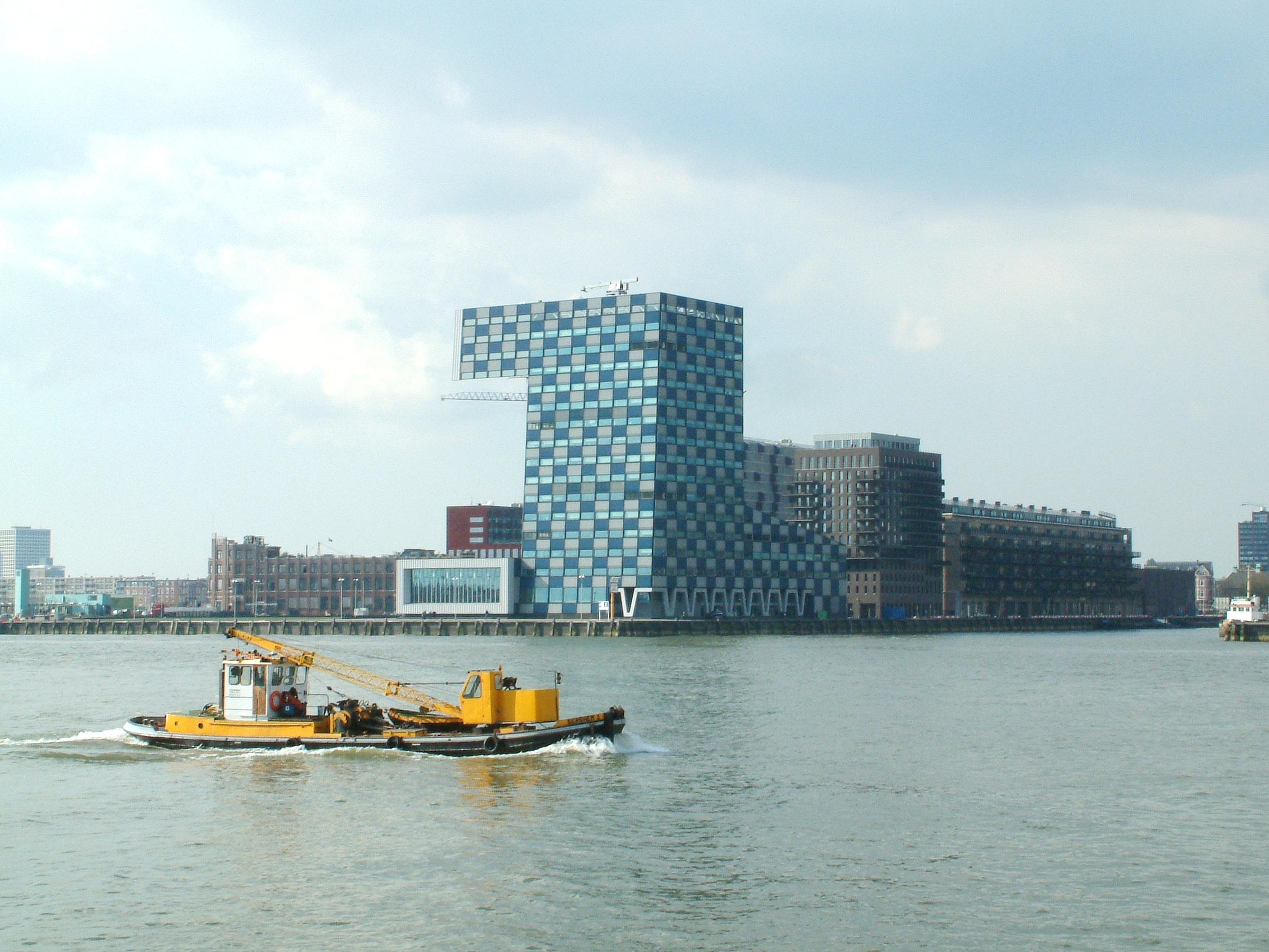
Principal bâtiment de l'école de navigation et transport (STC Group) au bord de la Nouvelle Meuse.

En 2014, la commune de Rotterdam compte, un total de 81 543 élèves de 4 à 22 ans, dont 6 436 sont âgés de 4 à 12 ans, 31 853 de 13 à 17 ans et 43 254 de 8 à 22 ans. Les écoles de Rotterdam font partie de l'ensemble scolaire de la région urbaine de Rotterdam.
Rotterdam compte 237 écoles primaires en 2016.
La commune de Rotterdam compte 78 écoles secondaires (en 2016), et la région urbaine de Rotterdam compte 116 écoles secondaires. Le bureau central des statistiques néerlandais enregistre dans la région urbaine de Rotterdam un total de 51 842 élèves en enseignement secondaire ordinaire, 953 en enseignement spécialisé et 4209 en écoles spécialisées,. Parmi les écoles secondaires proposant des filières techniques se trouve l'école de transport et navigation du groupe STC proposant des formations secondaires et supérieures (maîtrises et formations en management).

#### Enseignement supérieur

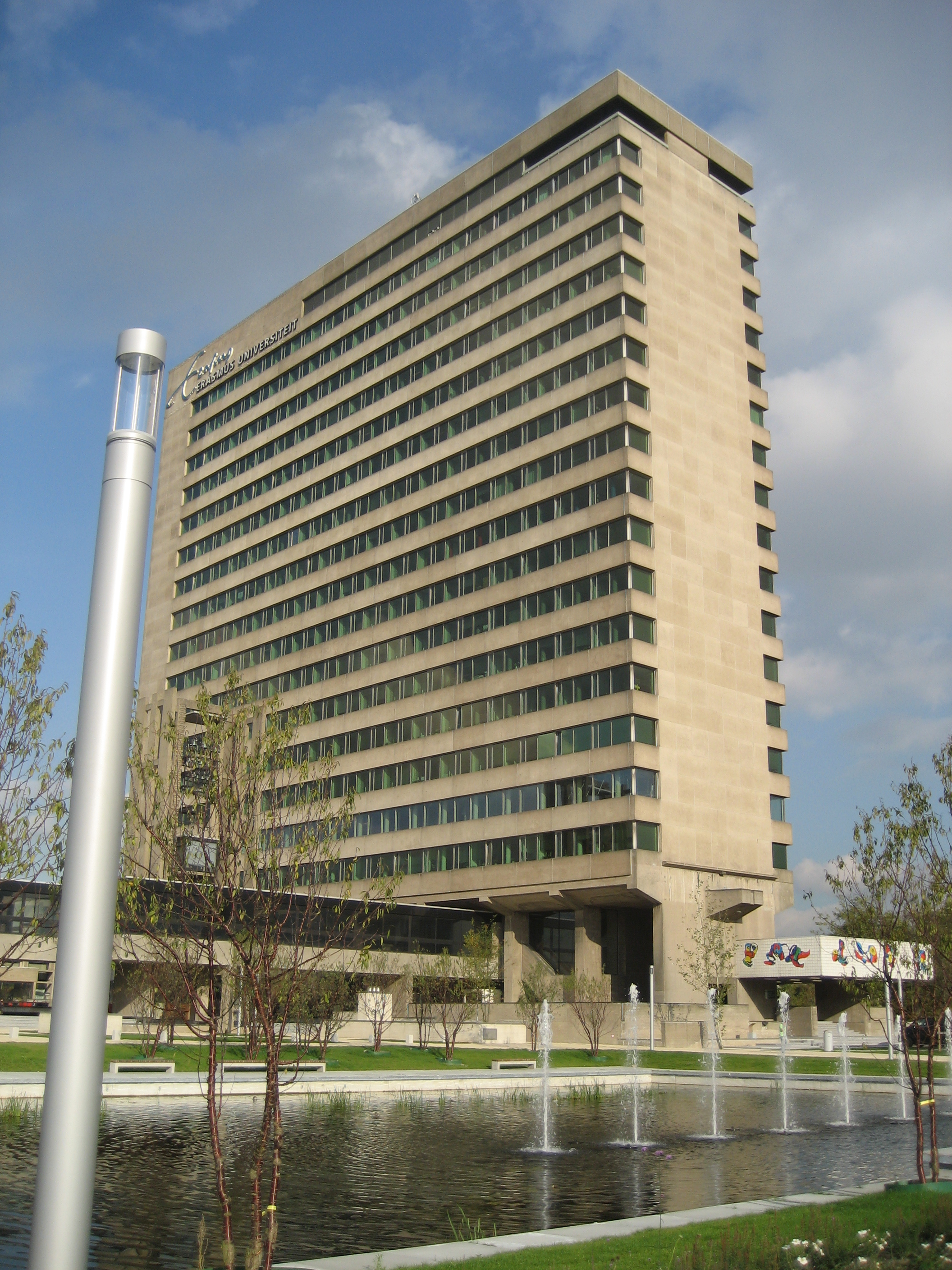
Université Érasme de Rotterdam (EUR).

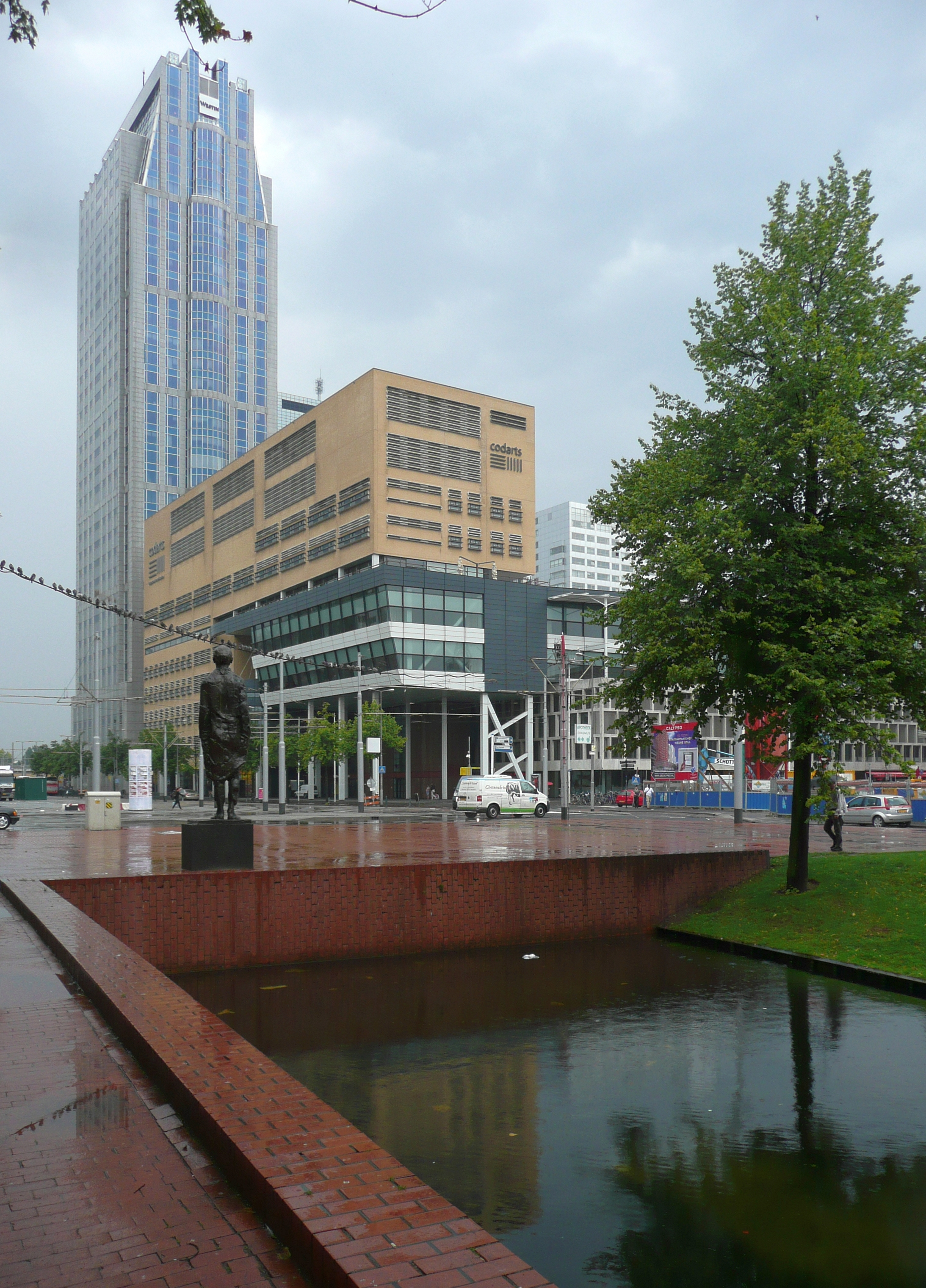
Conservatoire de musique et danse Codarts Rotterdam.

Le système éducatif néerlandais offre plusieurs filières supérieures. Les universités de recherche, ou WO, préparent également aux premières années et maîtrise, et offrent en plus des programmes de doctorat ; leurs enseignants sont enseignants-chercheurs. Les universités d'études appliquées, appelées Hogeschool ou HBO, préparent aux diplômes supérieurs allant des premières années universitaires au master mais n'offrent pas de troisième cycle. Un troisième type d'établissement offre des diplômes internationaux (en langue anglaise) ou des cours plus brefs ou spécifiques.
Rotterdam a une université de recherche. L'université Érasme de Rotterdam (en néerlandais, Erasmus University Rotterdam) accueille environ 28 000 étudiants et 3 600 employés (chiffres de 2016). Son département médical est lié au plus grand centre hospitalo-universitaire, le centre médical Érasme. Fondée en 1913, elle s'est forgée une bonne renommée sur le plan international. Elle compte parmi ses chercheurs Jan Tinbergen, premier lauréat du prix Nobel en sciences économiques. Au classement du Times Higher Education World University Rankings, elle se classe globalement au 72e rang (année 2018) des universités mondiales (parmi les 2 % des meilleures) ; sa faculté de médecine obtient le 42e rang mondial (année 2017).
Rotterdam compte un certain nombre d'établissements d'études supérieures spécialisés, qui assurent des formations et délivrent des diplômes :
- la Hogeschool Rotterdam à laquelle est rattachée l'académie des beaux-arts Willem de Kooning, créée en 1771, et qui porte le nom du peintre rotterdamois proche du mouvement De Stijl ;
- la Hogeschool Codarts qui réunit plusieurs départements artistiques : une école de danse, un conservatoire de musique et une école du cirque ;
- la Rotterdamse Academie van Bouwkunst, école d'architecture ;
- la EuroCollege Hogeschool, école de commerce privée ;
- la Hogeschool Inholland, université privée ;
- la Hogeschool Tio, école d'hôtellerie, de tourisme et de commerce ;
- le Koninklijke Auris Groep, institut pour la recherche et l'éducation des sourds et malentendants ;
- enfin, la Thomas More Hogeschool, institut de formation des enseignants d'école primaire.

### Santé
Rotterdam accueille plusieurs hôpitaux (en néerlandais Gasthuis ou Ziekenhuis) et polycliniques. Plusieurs d'entre eux ont regroupé leurs administrations et coordonné les différentes spécialités médicales.

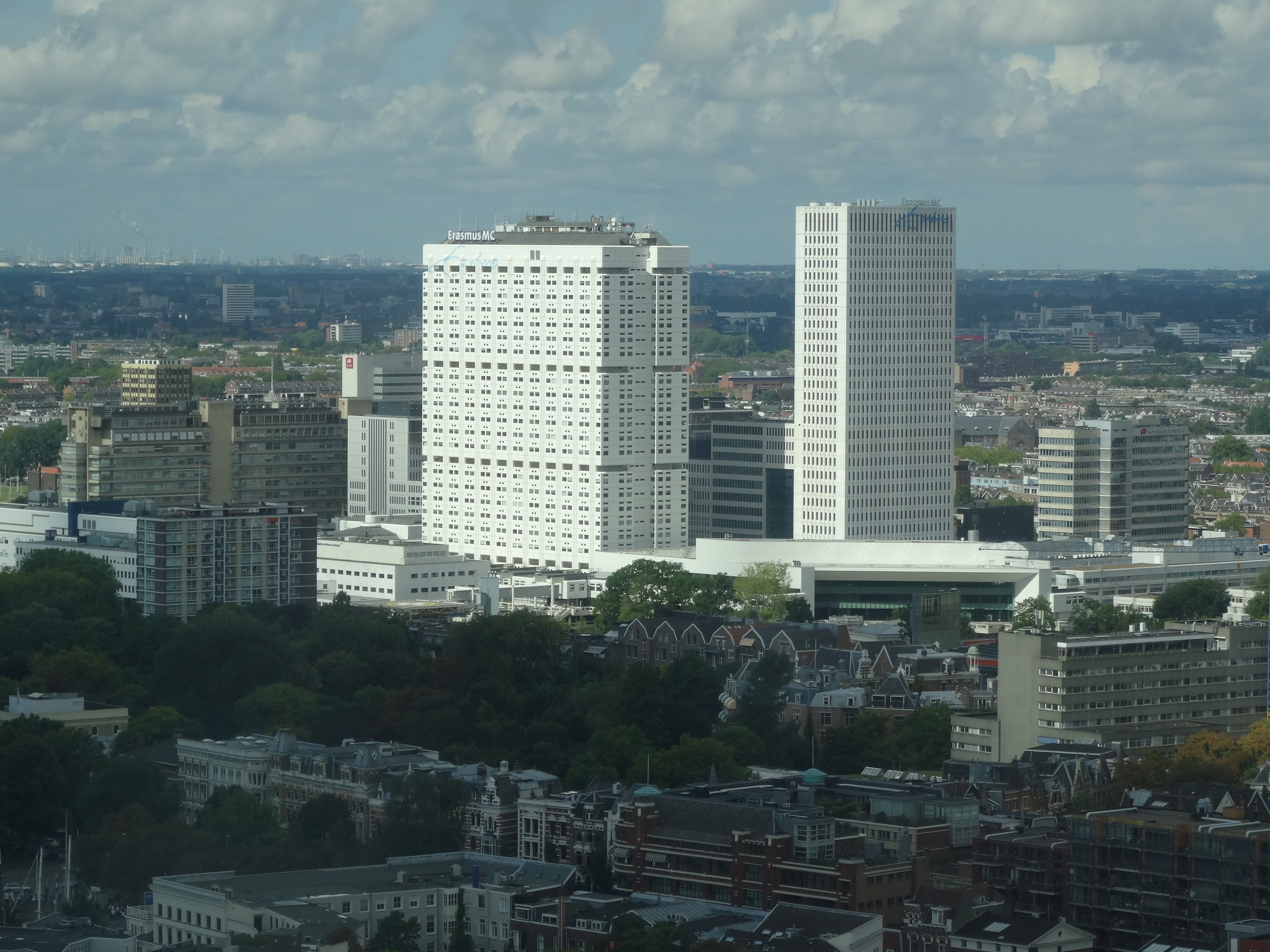
Vue panoramique du Centre médical Érasme.

Le Centre médical Érasme (Erasmus MC) est l'hôpital universitaire de Rotterdam, et le plus important hôpital de la ville et de la région. Il regroupe, depuis 2002, plusieurs centres hospitaliers autrefois indépendants : l'hôpital général Dijkzigt situé dans le quartier du centre Dijkzigt, le Sophia Kinderziekenhuis, hôpital pour enfants, également situé dans ce quartier ; le centre de cancérologie Daniel den Hoed, qui a pris le nom de Kanker Instituut Erasmus MC en 2013, et dont les bâtiments sont situés dans l'arrondissement de Feijenoord au sud de la ville ; et la faculté de médecine et des sciences de l'université Érasme, qui regroupe une quarantaine de départements de recherche,.
Plusieurs autres hôpitaux sont installés à Rotterdam, dont les équipes travaillent en collaboration avec le Centre médical Érasme.

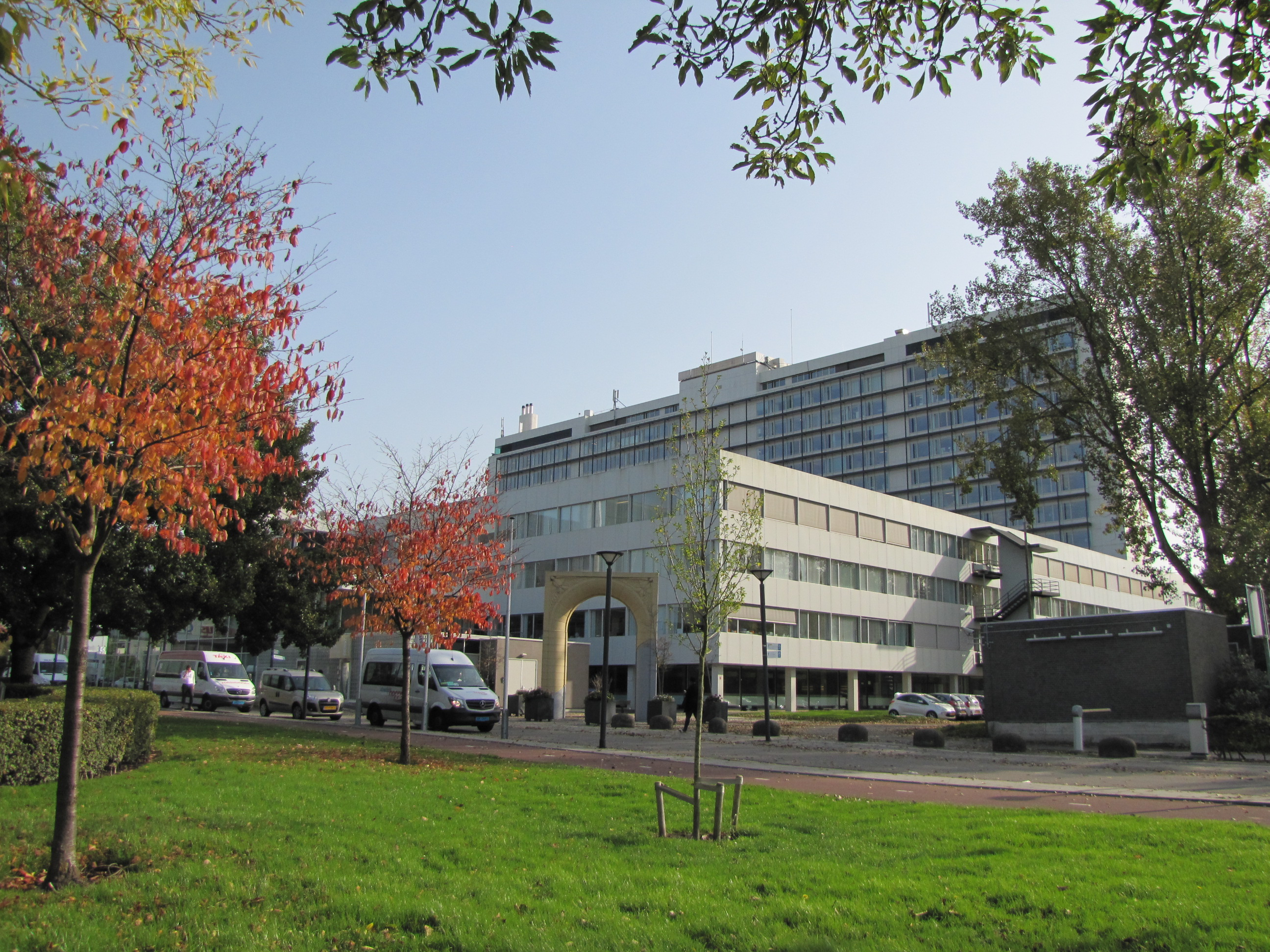
Hôpital Franciscus, arrondissement nord de Rotterdam.

L'hôpital Franciscus Gasthuis, fondé en 1892 par des franciscains, et l'hôpital Vlietland, situé dans la commune voisine de Schiedam, ont fusionné en 2015 pour former un groupe hospitalier unique sous le nom de Franciscus Gasthuis & Vlietland. Cette administration regroupe les bâtiments des deux hôpitaux Franciscus et Vlietland, trois polycliniques situées dans les communes environnantes (Franciscus Berkel, Franciscus Hoogvliet, Franciscus Maassluis) une polyclinique à l'hôpital ophtalmologique de Rotterdam, Het Oogziekenhuis Rotterdam, et une polyclinique située à l'hôpital du port, Havenziekenhuis, déjà mentionné.
L'hôpital Ikazia est situé dans l'arrondissement sud de la ville.
Le centre hospitalier IJsselland Ziekenhuis est issu de la fusion de deux hôpitaux, Rotterdam Bergweg et Eudokia, en 1991. Ses bâtiments sont situés à Capelle aan den IJssel, à l'est de Rotterdam, et le centre a deux polycliniques situées respectivement à Rotterdam Nesselande et Krimpen aan den IJssel.
Le Maasstad Ziekenhuis est également un regroupement administratif en 2000 de deux hôpitaux autrefois indépendants : le Zuiderziekenhuis et le Clara ziekenhuis. La nouvelle unité a d'abord pris le nom de Medisch Centrum Rijnmond-Zuid (MCRZ), avant de devenir l'hôpital Maastad en 2008.
En centre-ville, au bord de la Nouvelle Meuse, le Havenziekenhuis, hôpital portuaire fondé en 1927 pour soigner les marins et spécialisé en médecine tropicale, prend le nom de Havenpolikliniek Rotterdam le 1er octobre 2017,. Plusieurs services médicaux des autres hôpitaux de la ville y disposent de locaux.
L'hôpital ophtalmique, l'Oogziekenhuis Rotterdam, a été fondé en 1874 par l'ophtalmologiste J.H. de Haas ; ses bâtiments, ainsi ceux d'un second hôpital ophtalmique, ont été détruits pendant la guerre puis reconstruits : à sa réouverture en 1948, il était le plus grand hôpital ophtalmique du pays.

### Religions et cultes
La présence de nombreuses communautés religieuses étrangères à Rotterdam, dès le XVIe siècle, est un effet de sa fonction portuaire.

Lieux de culte
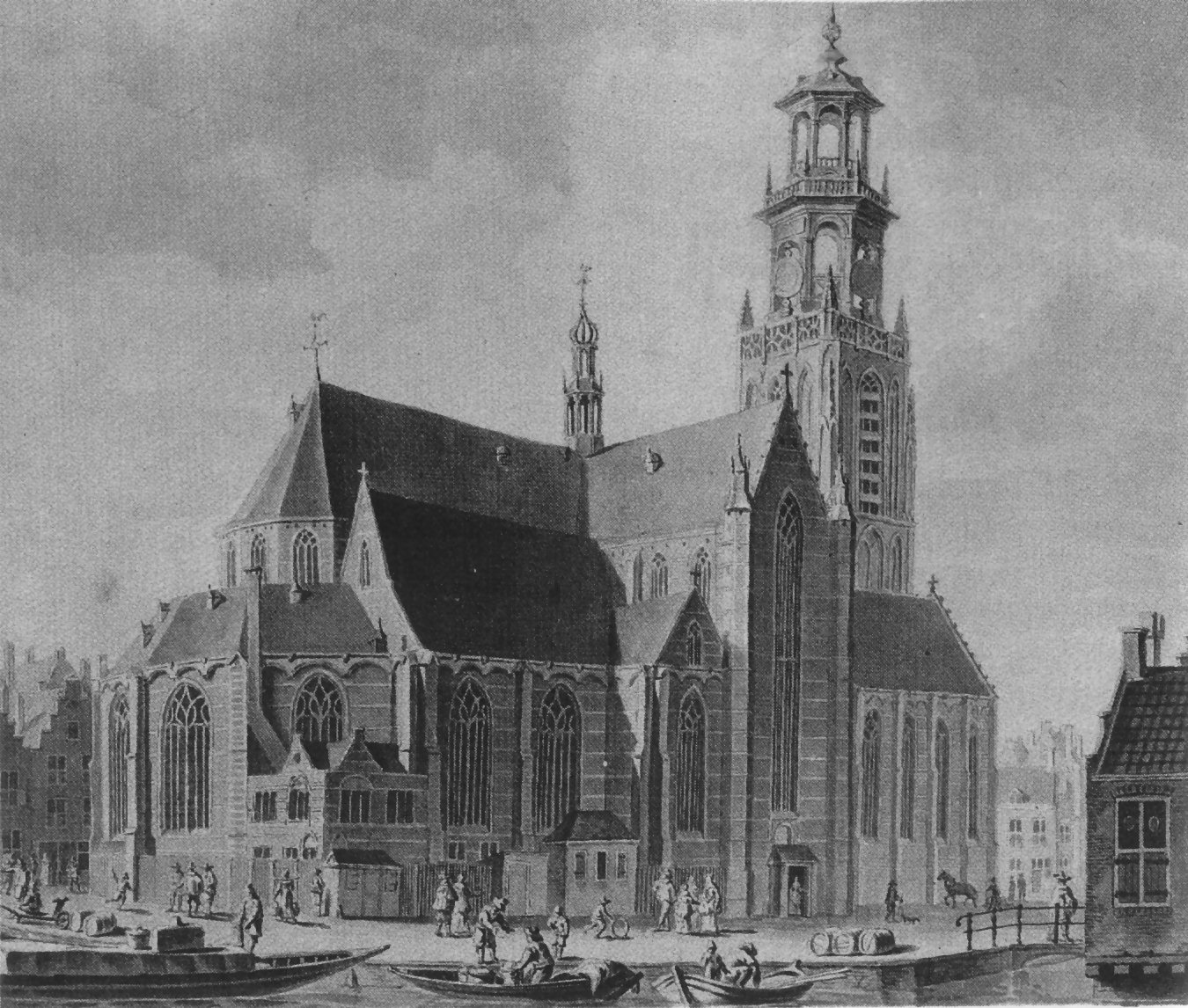
Gravure de l'église Saint-Laurent (XVIIe siècle).
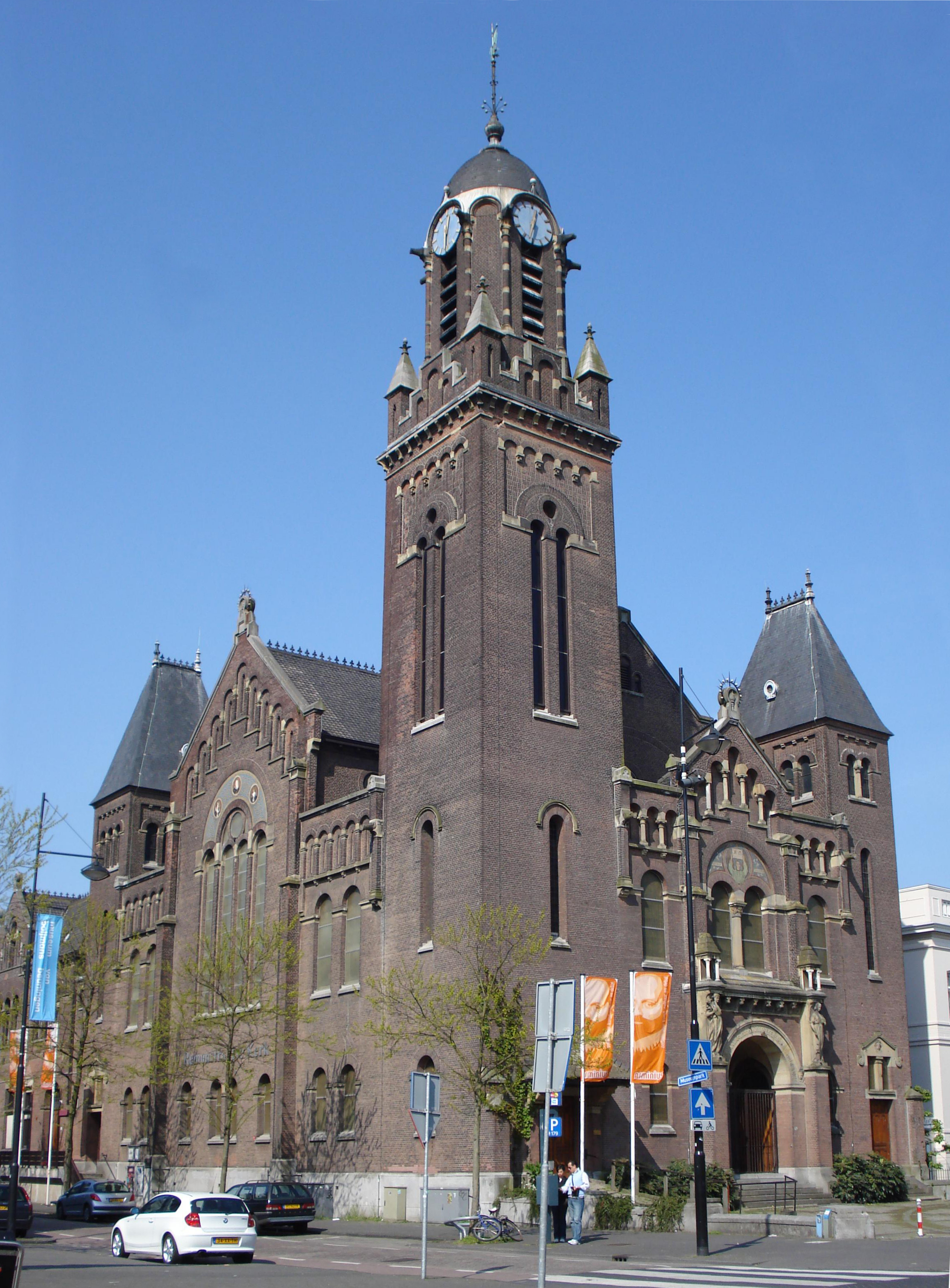
Église remonstrante, Westersingel.
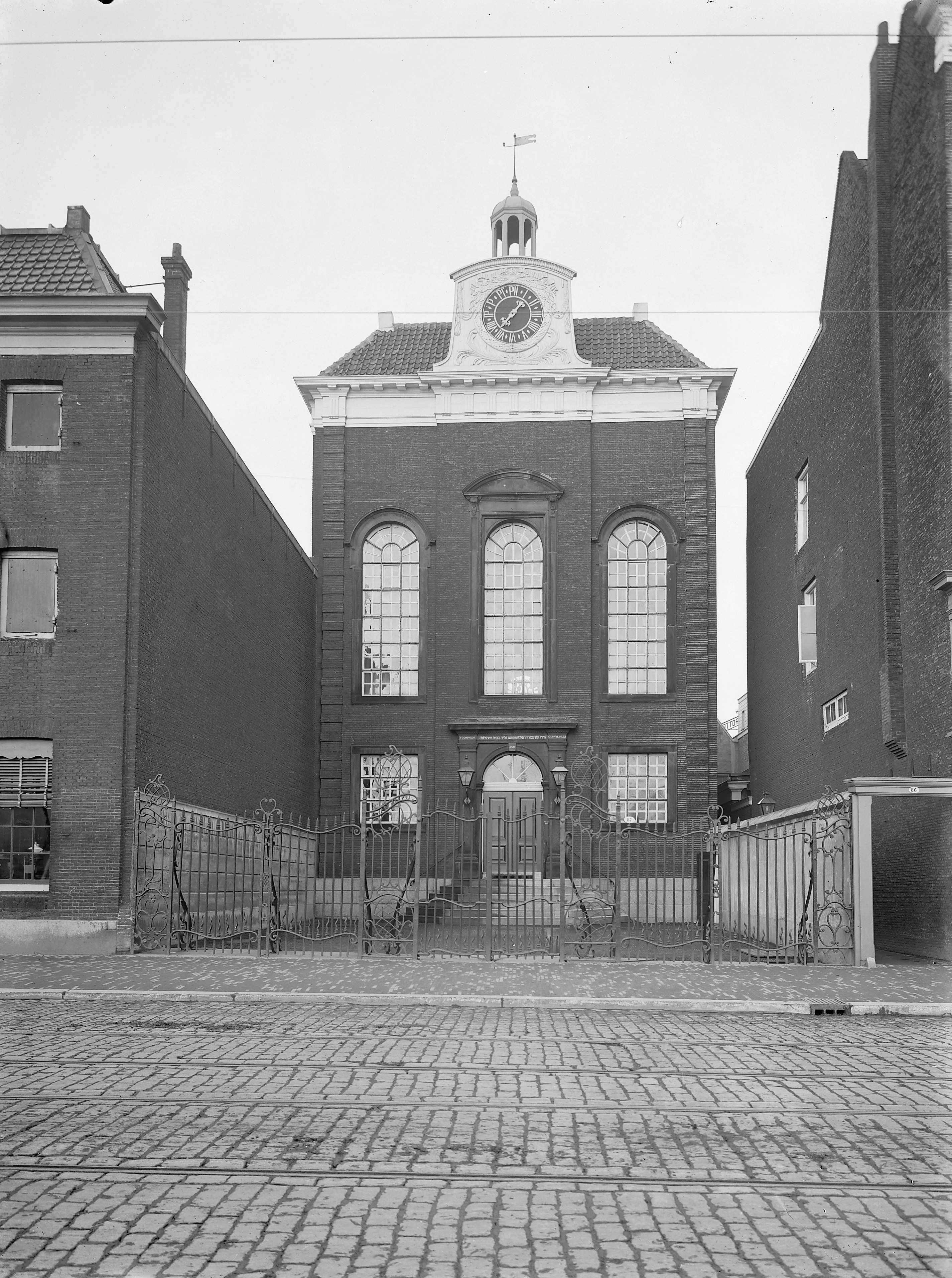
Synagogue des Boompjes en 1917.
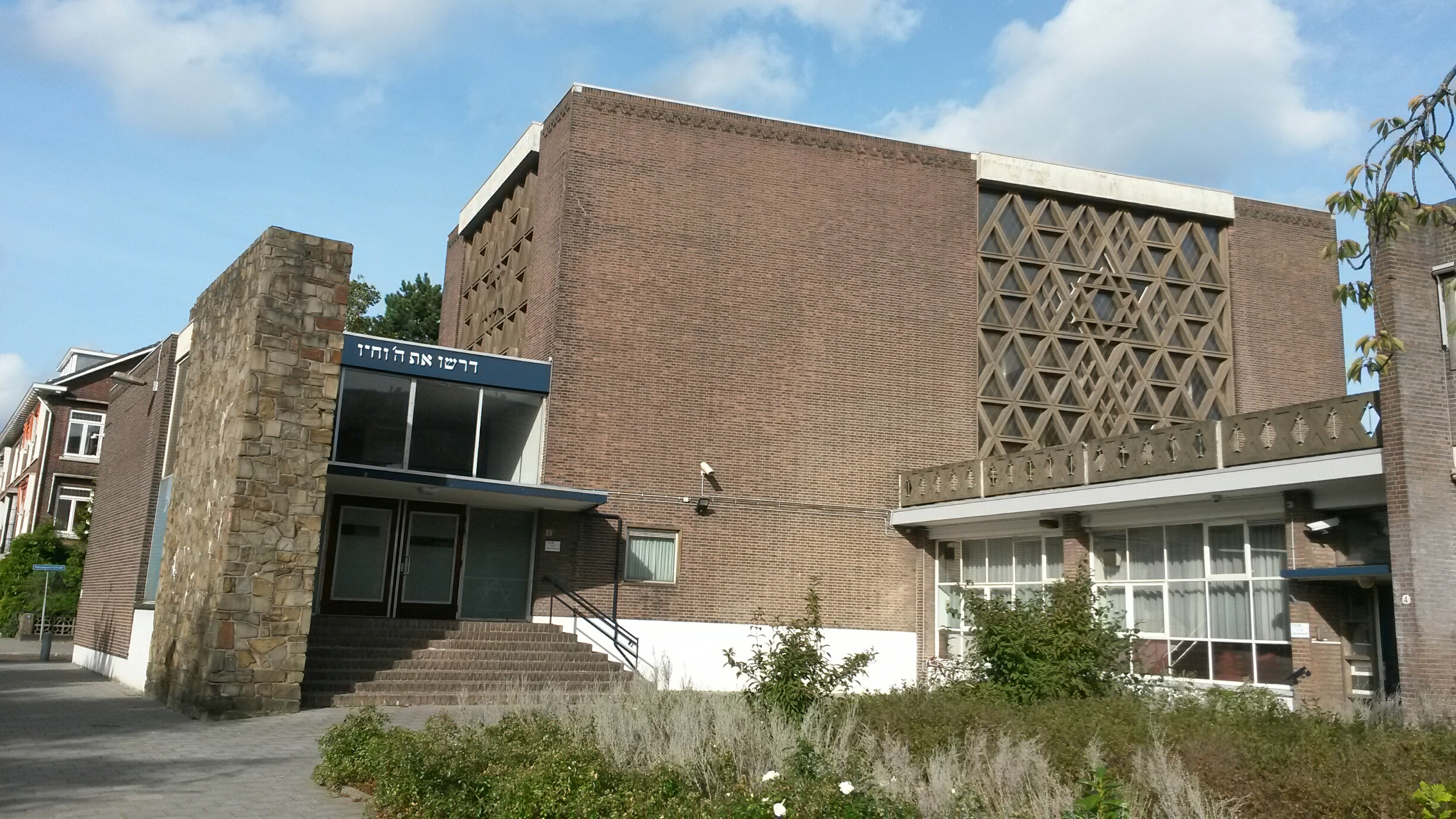
Synagogue ABN Davidsplein à Rotterdam (2017).
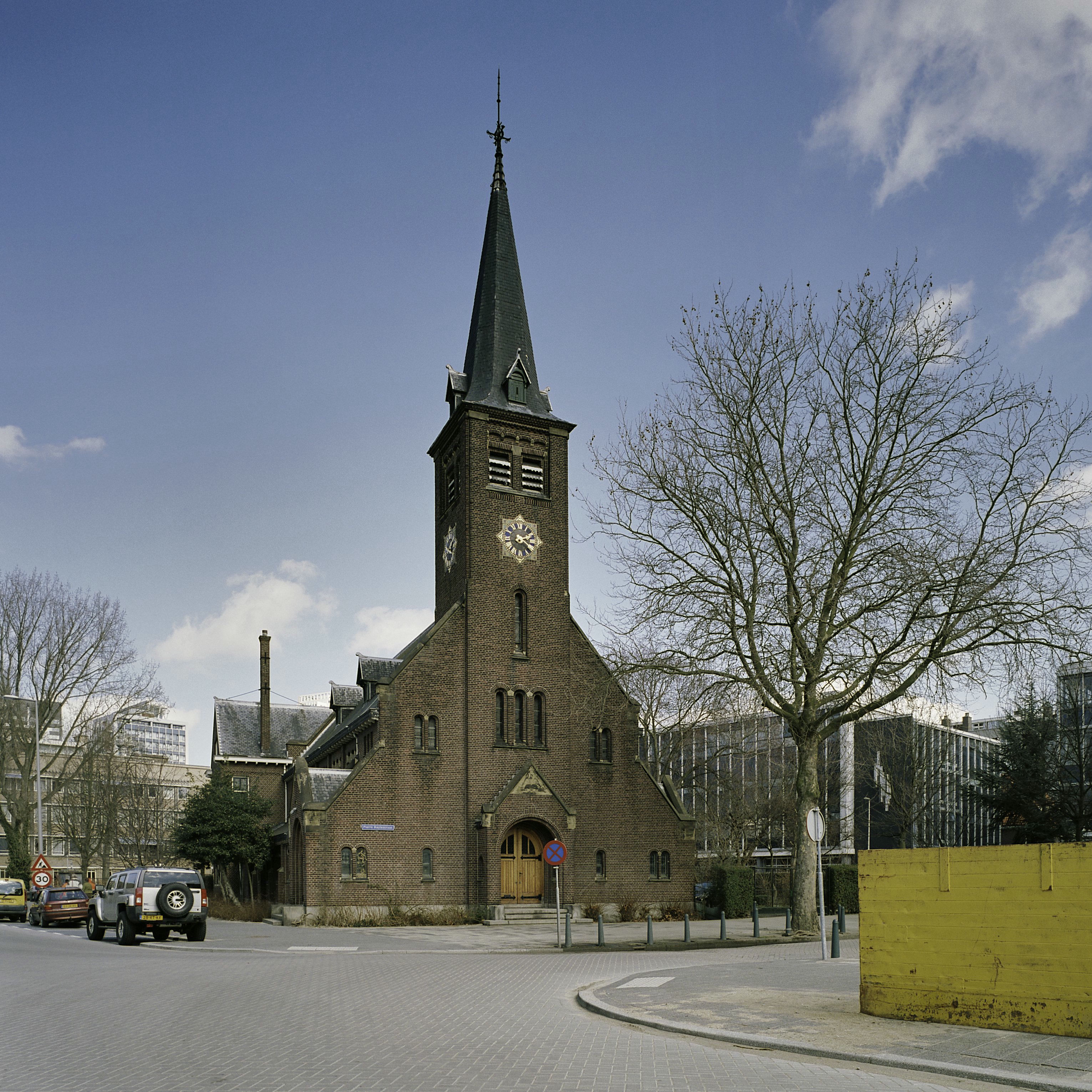
Église wallonne actuelle.
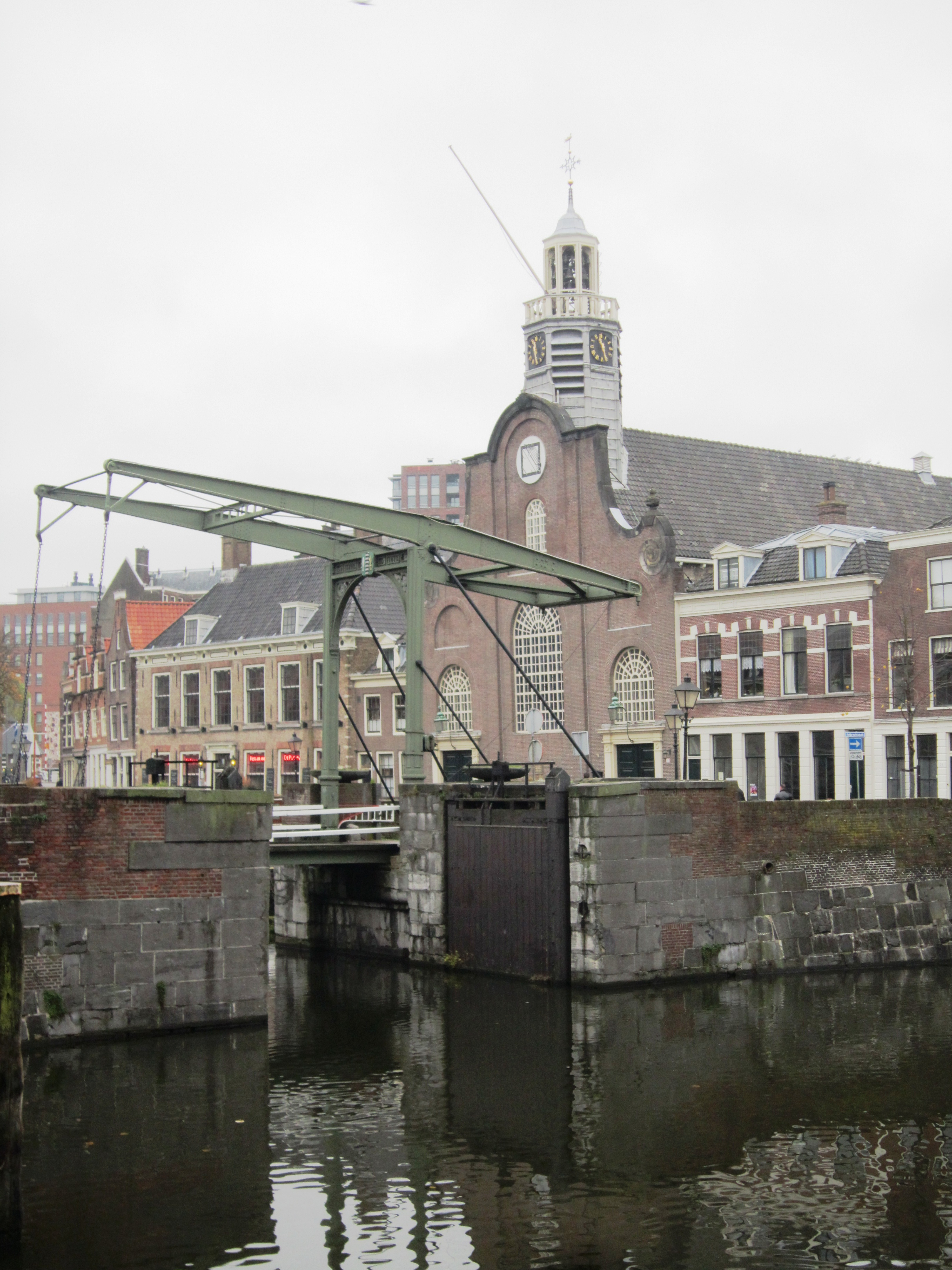
Église des Pères Pèlerins, à Delfshaven.
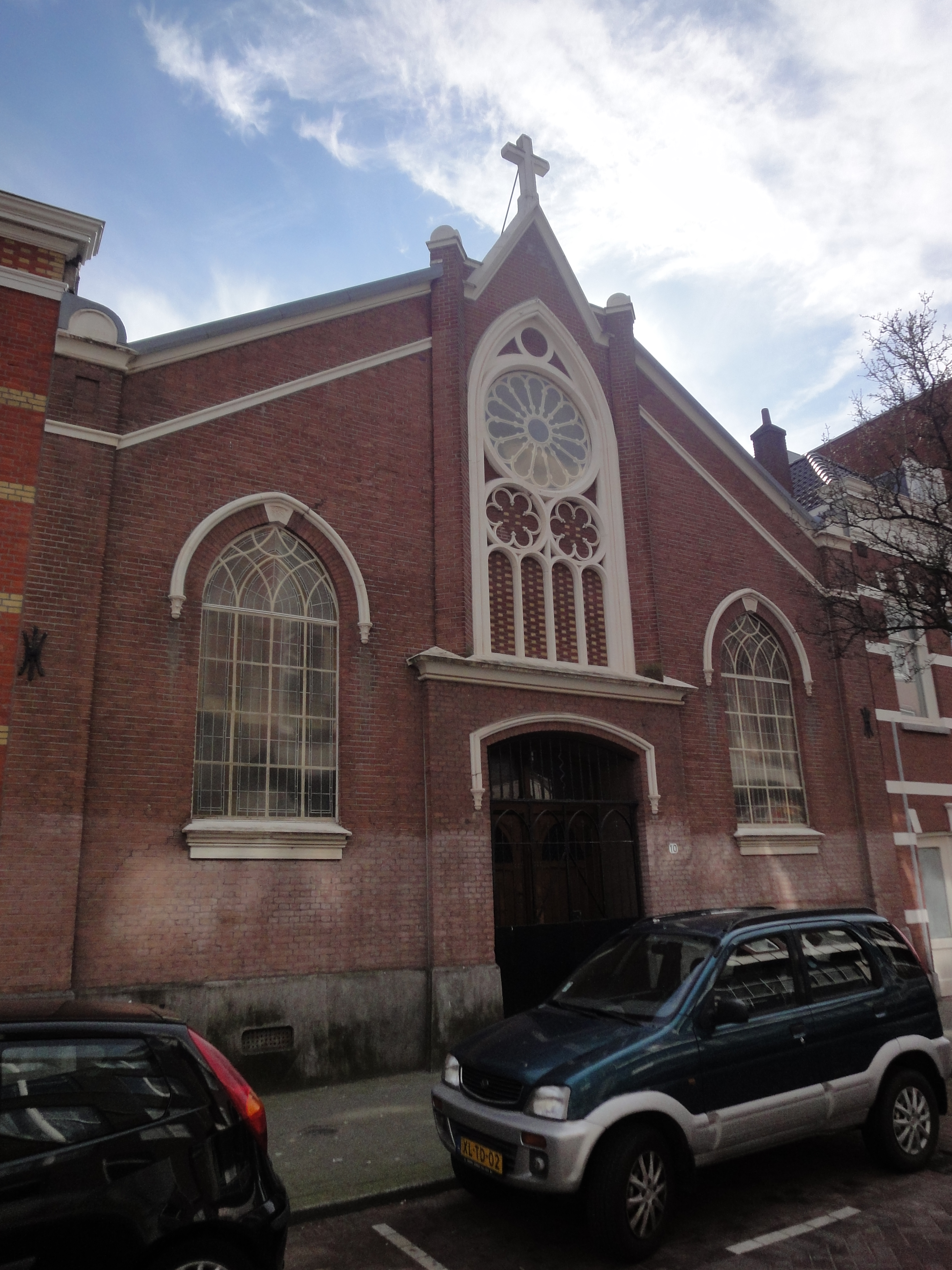
Église catholique, Schietbaanstraat.
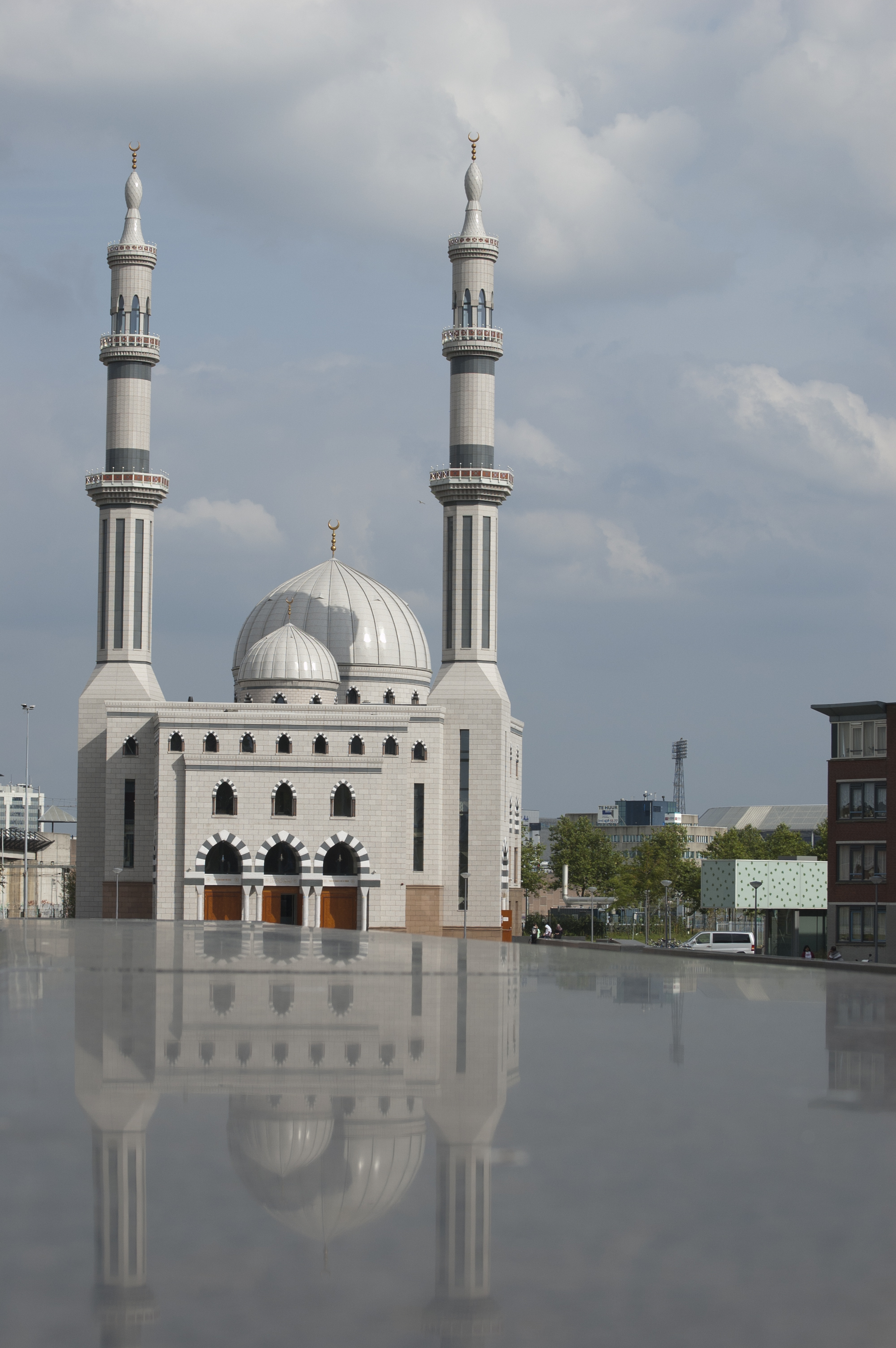
La mosquée Essalam.
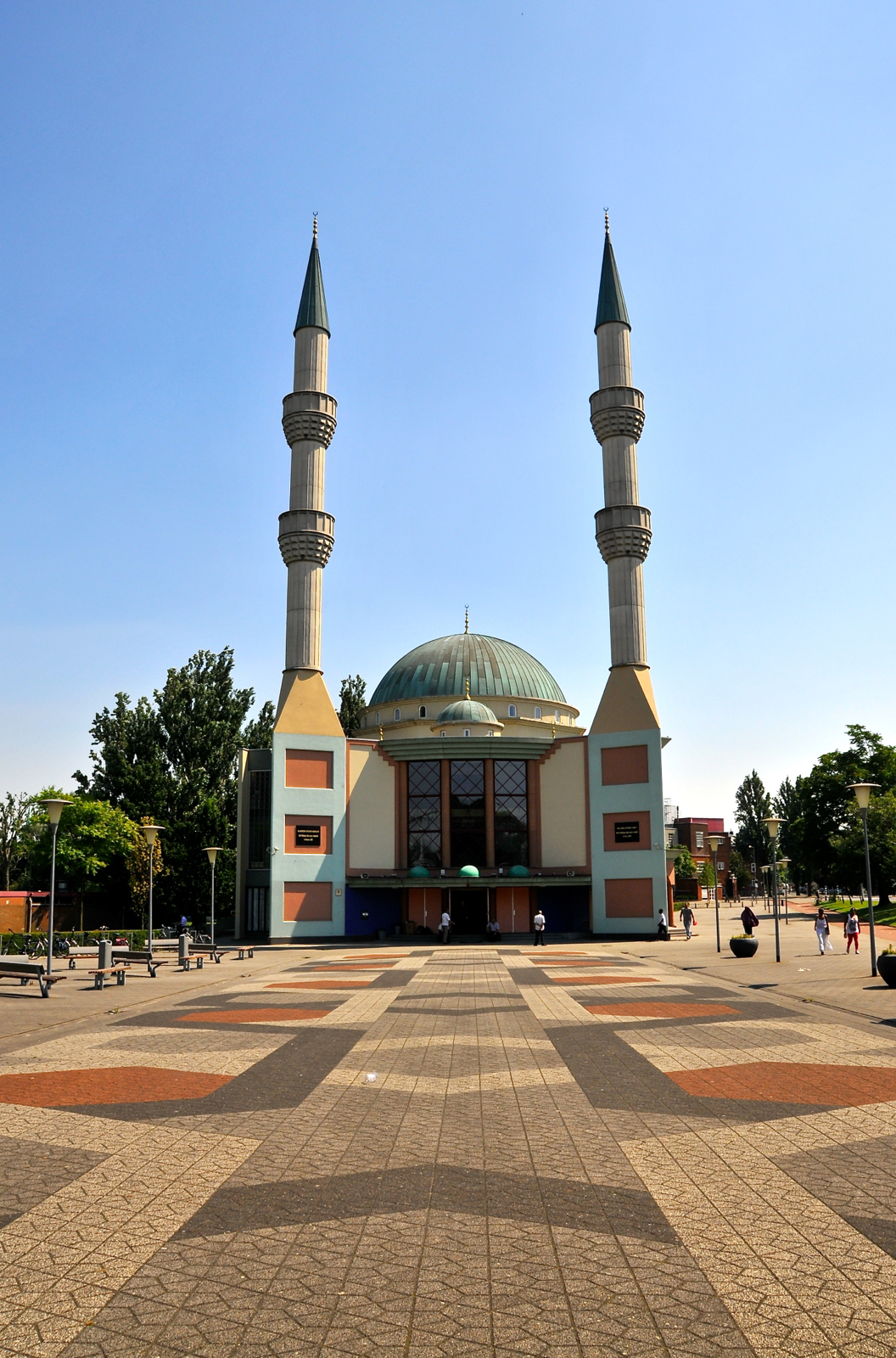
La mosquée Mevlana.

#### Culte protestant
La ville comptait déjà une dizaine de communautés protestantes étrangères, notamment des presbytériens, des anglicans, des luthériens, des anabaptistes mennonites. Plusieurs confessions protestantes néerlandaises existent, les principales sont les remonstrants et des réformés. L'Église protestante aux Pays-Bas est créée en 2004, par la réunion de trois Églises réformées et luthérienne : l'Église réformée néerlandaise, l'Église réformée des Pays-Bas, fondée en 1892, et l'Église évangélique luthérienne des Pays-Bas, créée en 1818. Le principal édifice cultuel protestant de la ville est l'église Saint-Laurent. La Zuiderkerk et la Westerkerk sont détruites lors du bombardement de 1940 et n'ont pas été reconstruites, remplacées par la Pauluskerk, située au 20, Mauritsweg. Une église wallonne (Waalse Kerk), implantée depuis 1591, d'abord Hoogstraat de 1657 à 1922, puis dans un nouveau bâtiment, inauguré le 13 septembre 1924 sur son site actuel de Schiedamsesingel — au 1 Pierre Baylestraat —, propose des cultes et activités en français.

#### Culte catholique
Un schisme au sein de l'Église catholique au XVIIIe siècle divise les catholiques néerlandais en deux groupes, l'Église catholique romaine et l'Église vieille-catholique, cette dernière ne reconnaissant pas l'autorité de Rome. Plusieurs églises catholiques sont détruites durant le bombardement de 1940, notamment la Sint-Ignatiuskerk, la Bosjeskerk ou la Sint-Rosaliakerk,. Actuellement, l'église HH. Laurentius- en Elisabethkathedraal fait office de cathédrale catholique. L'église Paradijskerk est le lieu de culte des Vieux-Catholiques.

#### Culte juif
Des commerçants portugais juifs obtiennent en 1610 l'autorisation d'ouvrir un lieu de culte à Rotterdam. Dès 1612, ce droit est mis en cause par l'église protestante et certains membres de la communauté juive séfarade s'exilent à Amsterdam, tandis que d'autres ont un lieu de culte clandestin, dans un grenier et enterrent leurs morts dans un cimetière disparu, à l'actuel emplacement de la Jan van Loonlaan. Une seconde vague d'immigration juive portugaise arrive en 1647, année où la communauté juive obtient le droit de culte et construit une première synagogue, à l'angle de Wijnhaven et de la rue Bierstraat. De nouveaux cimetières sont construits, à Crooswijk. La communauté séfarade décline, et l'un des cimetières est attribué à la communauté ashkénaze, originaire d'Allemagne et de Pologne, dont l'importance augmente, à partir de 1650. Une nouvelle synagogue ashkénaze est aménagée sur l'avenue Boompjes, elle est consacrée en 1725. À la fin du XVIIIe siècle, la communauté juive de la ville compte 2 500 membres, pour la plupart commerçants et tailleurs. En 1796, ils obtiennent la plénitude des droits civiques et accèdent à diverses professions. L'arrivée de nouveaux venus atteint son plus haut niveau au début du XXe siècle, puis elle reprend fortement dans les années 1930, avec un afflux de réfugiés allemands, qui fuient le nazisme. Rotterdam compte alors, en 1930, une population d'environ 10 000 juifs. Le gouvernement installe un camp d'accueil provisoire, à Hoek van Holland. Le bombardement de Rotterdam en mai 1940 détruit les deux synagogues du centre-ville. Puis les juifs de Rotterdam subissent les mêmes mesures discriminatoires que partout en Europe, les enfants juifs sont expulsés des écoles en 1941. Les premières déportations vers les camps d'extermination nazis commencent en juillet 1942, elles concernent notamment 686 enfants. Seule 13 % de la population juive a survécu aux camps ou à la clandestinité. En 1998, la communauté juive de Rotterdam compte 246 membres,,.

#### Culte musulman
Le territoire communal dispose de quatre mosquées : la mosquée Essalamm, édifice de 25 m de haut, ouverte en 2010 ; la mosquée Mevalan, construite en 2001 pour la communauté musulmane turcophone ; la mosquée Anadolu, ouverte en 1983 et localisée dans l'arrondissement de Feijenoord ; et enfin la mosquée Kocatepe, inaugurée en 1996 dans la partie sud de la ville,,.

### Médias

#### Presse écrite
Rotterdam est le siège de plusieurs journaux ou magazines de presse écrite.
Beaucoup de journaux ont eu leur rédaction dans la rue Witte de Withstraat dans le centre de Rotterdam, valant à cette rue d'avoir été comparée à Fleet Street. Parmi les rédactions emblématiques ayant logées dans cette rue, il y a celle de Het Vrije Volk, journal d'affinité sociale démocrate successeur d'après-guerre de Voorwaarts. Il a été l'un des journaux les plus importants du pays dans les années 1950 et 1960, avant de fusionner avec le Rotterdams Nieuwsblad pour former le Rotterdams Dagblad en 1991. Ce dernier est intégré en 2005 dans le quotidien national Algemeen Dagblad (AD), dont le siège est situé depuis 2012 à côté de la gare centrale de Rotterdam.
Le quotidien national NRC Handelsblad est créé par la fusion en 1970 du journal rotterdamois Nieuwe Rotterdamse Courant et d'un journal d'Amsterdam, l'Algemeen Handelsblad. Sa rédaction a été à Rotterdam de 1970 à 2012.
Un journal quotidien régional, le AD Rotterdams Dagblad, couvre les actualités rotterdamoises. Le journal distribué gratuitement De Havensloods couvre trois arrondissements de Rotterdam (Alexander, Nord et sud). Le journal gratuit De Oud-Rotterdamer est plutôt destiné aux Rotterdamois âgés de plus de 50 ans.

#### Radios locales et régionales
La chaîne régionale publique de la région Rotterdam et Rijnmond est Radio Rijnmond (gérée par RTV Rijnmond). D'autres radios privées émettent par voie hertzienne, notamment NPO FunX Rotterdam, Open Rotterdam, RadioNL Zuid-Holland, Radio Decibel Zuid-Holland, Amor FM, Radio 538, Radio 10. Certaines sont diffusées par câble, dont Fresh FM (musique et danse) et Puur NL (musique et chansons néerlandaises). Des chaînes de radios diffusées de Hoogvliet sont destinées aux actualités portuaires, notamment Havenstad Radio et Wereldstad Radio.

#### Télévisions locales
Les chaînes régionales de télévision sont TV Rijnmond, OPEN Rotterdam et Rotterdam Podium (qui est une seconde chaîne de OPEN Rotterdam).

### Sports

#### Équipes de la ville
Rotterdam compte plusieurs clubs de football amateur et trois clubs de football professionnels. Le plus connu est le Feyenoord, créé en 1908 dans l'arrondissement éponyme de Rotterdam, club participant à l'Eredivisie depuis sa saison inaugurale en 1956, et premier club néerlandais à remporter la Coupe d'Europe des Clubs champions en 1970. Il fait partie des trois grands clubs du pays avec l'Ajax Amsterdam et le PSV Eindhoven. Les deux autres clubs rotterdamois sont le Sparta et l'Excelsior.
Dans les autres sports, les clubs de VOC en cricket et de Neptunus en baseball font partie des clubs historiquement dominants aux Pays-Bas dans leurs sports respectifs,. Le HC Rotterdam en hockey sur gazon fait partie des plus grands clubs des Pays-Bas en nombre de membres. Le rugby à XIII est représenté par le club des Pitbuls, qui dispute le championnat organisé par la Nederlandse Rugby League Bond.
| Club                       | Sport            | Ligue               | Stade/enceinte             | Date de fondation |
| -------------------------- | ---------------- | ------------------- | -------------------------- | ----------------- |
| Feyenoord Rotterdam        | Football         | Eredivisie          | De Kuip                    | 1908              |
| Excelsior Rotterdam        | Football         | Eerste Divisie      | Stadion Woudestein         | 1902              |
| Sparta Rotterdam           | Football         | Eredivisie          | Het Kasteel                | 1888              |
| VOC                        | Cricket          | Topklasse           | Sportpark Hazelaarweg      | 1905              |
| Challenge Sports Rotterdam | Basket-ball      | Eredivisie          | Topsport Centrum Rotterdam | 1954              |
| Fusion Rotterdam           | Volley-ball      | Eredivisie          | Alexanderhal               | 1904              |
| VC Nesselande Rotterdam    | Volley-ball      | Eredivisie          | Topsport Centrum Rotterdam | 1964              |
| Neptunus                   | Baseball         | Honkbal hoofdklasse | Familiestadion             | 1943              |
| HC Rotterdam               | Hockey sur gazon | Eredivisie          | Sportpark Hazelaarweg      | 1925              |
| Rotterdam Pitbulls         | Rugby à XIII     | NRLB Competetie     |                            | 2014              |

#### Manifestations sportives internationales
Le marathon de Rotterdam, créé en 1981, a lieu chaque année au mois d'avril.
Un tournoi de baseball international, World Port Tournament se déroule dans la salle de sport Ahoy Rotterdam. Il est organisé et disputé en été puisque la ville est réputée pour le prestigieux club de Neptunus comptant plusieurs sacres européens.
Rotterdam organise chaque année en février un tournoi de tennis classé 500 Series. Le cyclisme est également un des sports populaires. Dans la catégorie des courses cyclistes de six jours, la course des Six Jours de Rotterdam est organisée au parc des expositions couvert Ahoy Rotterdam. La ville a également accueilli le prologue du Tour de France 2010.
Rotterdam a organisé des championnats du monde en gymnastique rythmique en 1973, gymnastique artistique en 1987, 2010, en judo en 2009, en squash féminin et en squash masculin en 2011, en tennis de table en 2011, en BMX en 2014, en aviron en 2016, en paratriathlon en 2016 et en 2017.
La course caritative Roparun est organisée depuis 1992 entre Rotterdam et Paris, depuis 2004 entre Paris et Rotterdam et depuis 2012 également au départ de Hambourg. Cette course, où des équipes de huit coureurs de fond se relaient pendant environ 48 heures sur plus de 500 km, se termine à Coolsingel, devant l’hôtel de ville.

#### Capitale européenne du sport
En 2005, la ville bénéficie du statut de capitale européenne du sport.

### Personnalités liées à la commune
De nombreuses personnalités ont, ou ont eu, un attachement particulier à la ville de Rotterdam, notamment celles appartenant à la liste ci-après
(classement par année de naissance) :
- Érasme (1466/1467/1469-1536), philosophe et humaniste ;
- Willem Pietersz. Buytewech (1591 ou 1592-1624), peintre ;
- Pieter de Hooch (1629-1684/1694), peintre ;
- Pierre Bayle (1647-1706), philosophe et écrivain français, mort à Rotterdam ;
- Henricus Midderigh (1753-1800), patriote batave ;
- Hugo Gevers (1765-1852), personnalité politique, patriote batave ;
- Johan Barthold Jongkind (Lattrop 1819-Saint-Égrève 1891) qui vit en France, retourne en Hollande en 1855 et s’installe à Rotterdam. Il est ainsi proche de sa sœur bien aimée qui habite à Klaaswaal. Il y travaille beaucoup jusqu'en 1860, vendant à bas prix des paysages des environs. Il y est soutenu par la reine Sophie, épouse malheureuse et opposante affichée de son époux[239].

Rotterdam par Jongkind
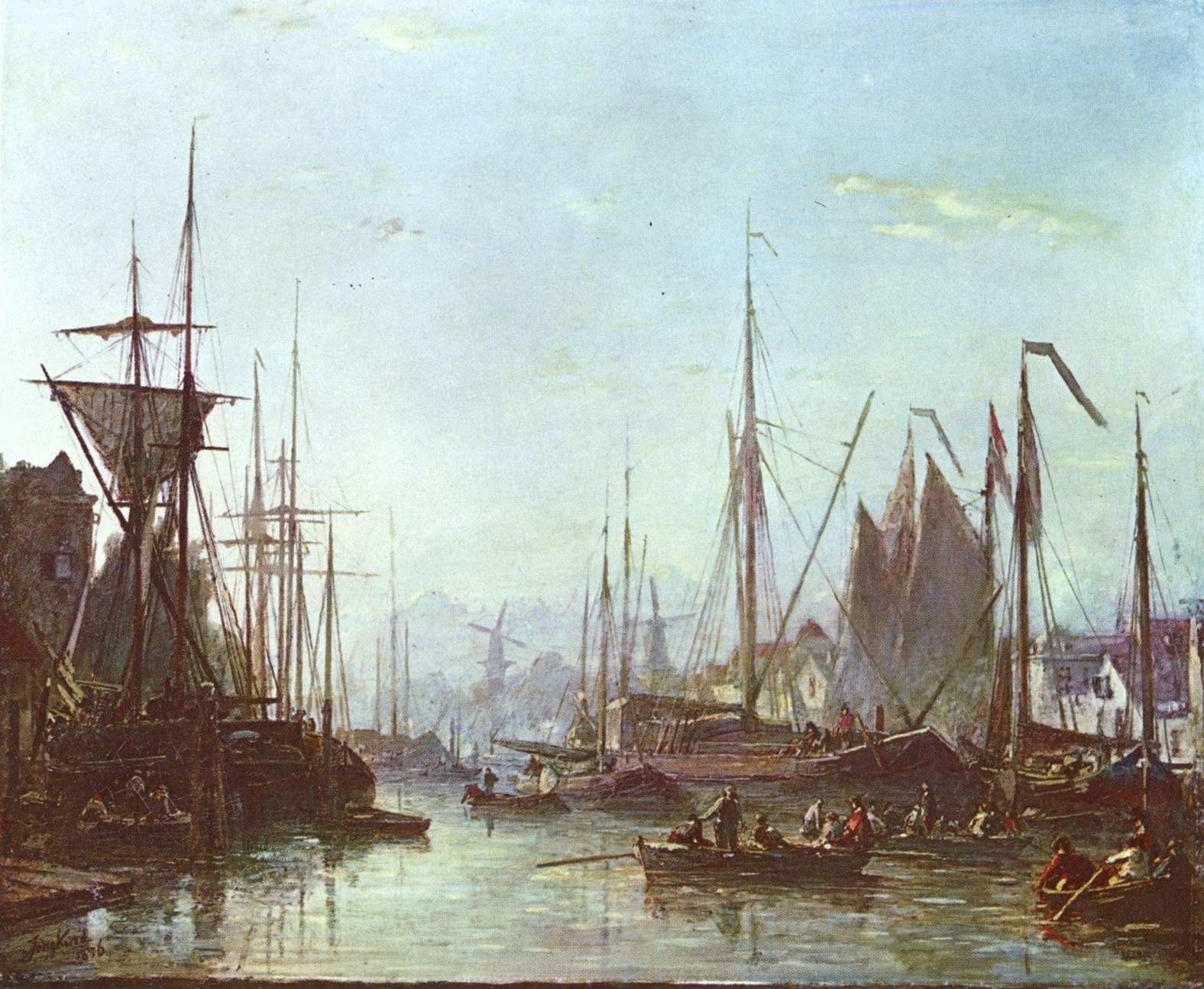
Rotterdam, 1856 Stedelijk Museum Amsterdam.
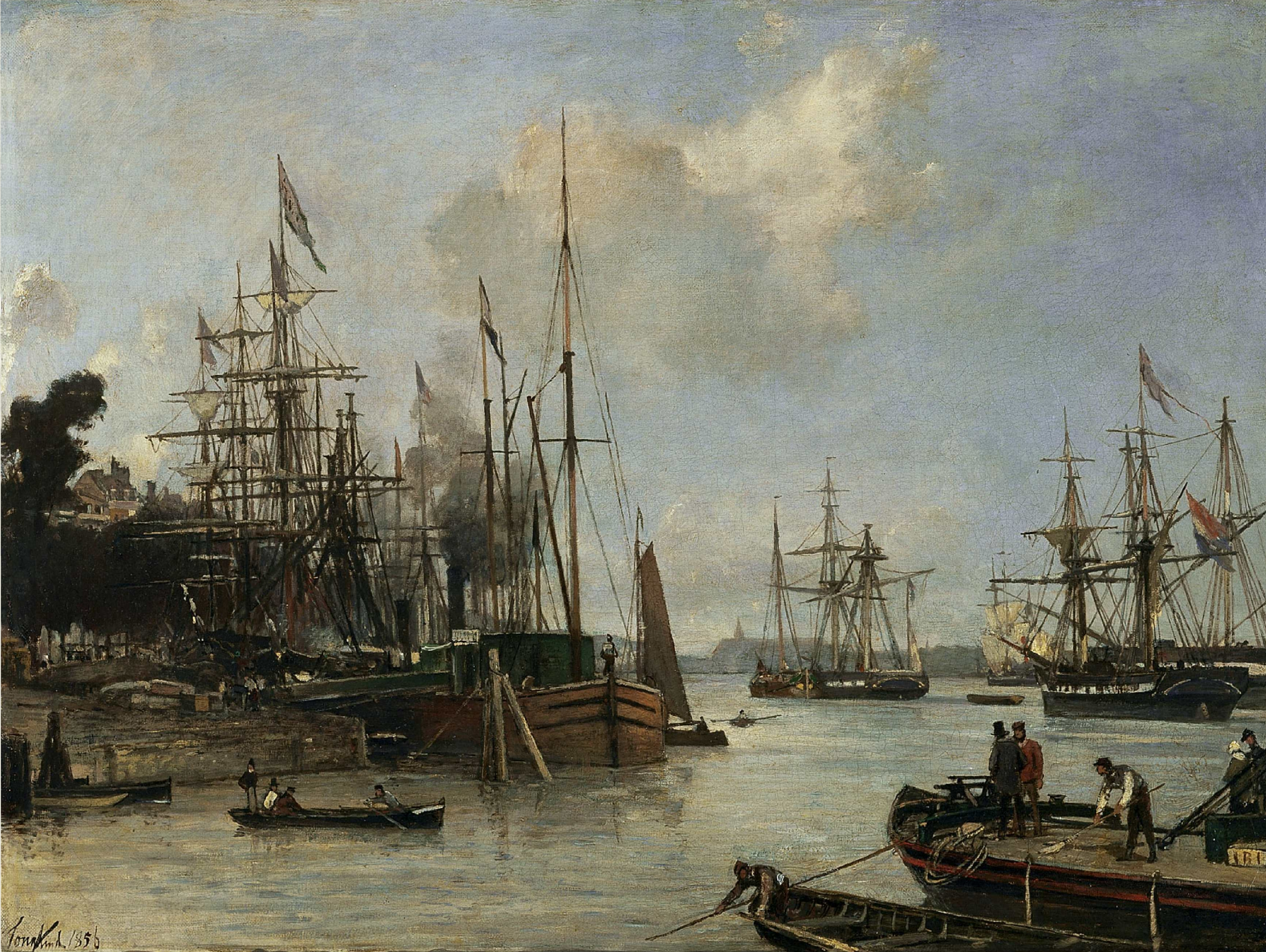
Vue du Port de Rotterdam, 1856 Musée Thyssen-Bornemisza, Madrid.
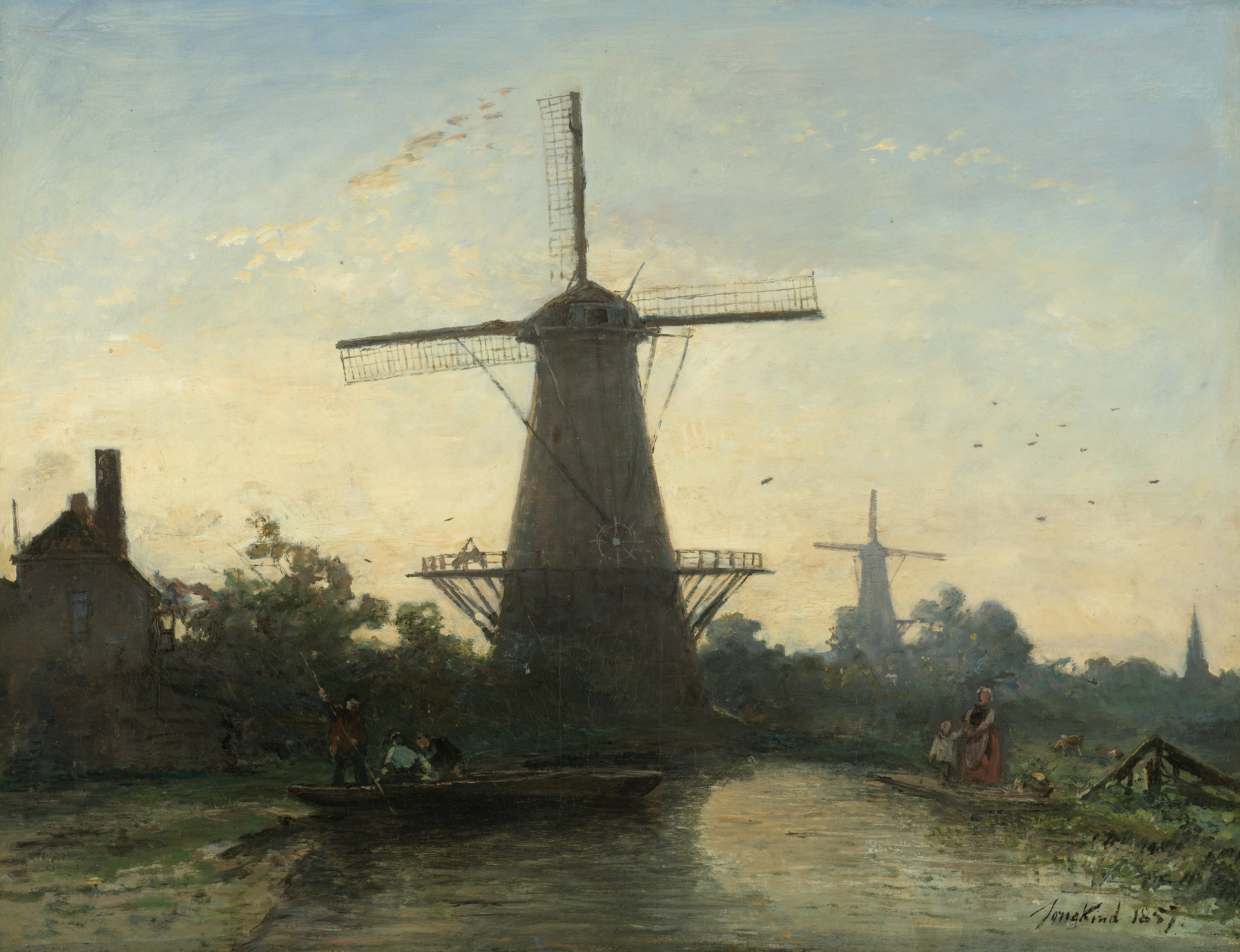
Moulins à vent près de Rotterdam, 1857 Rijksmuseum Amsterdam.
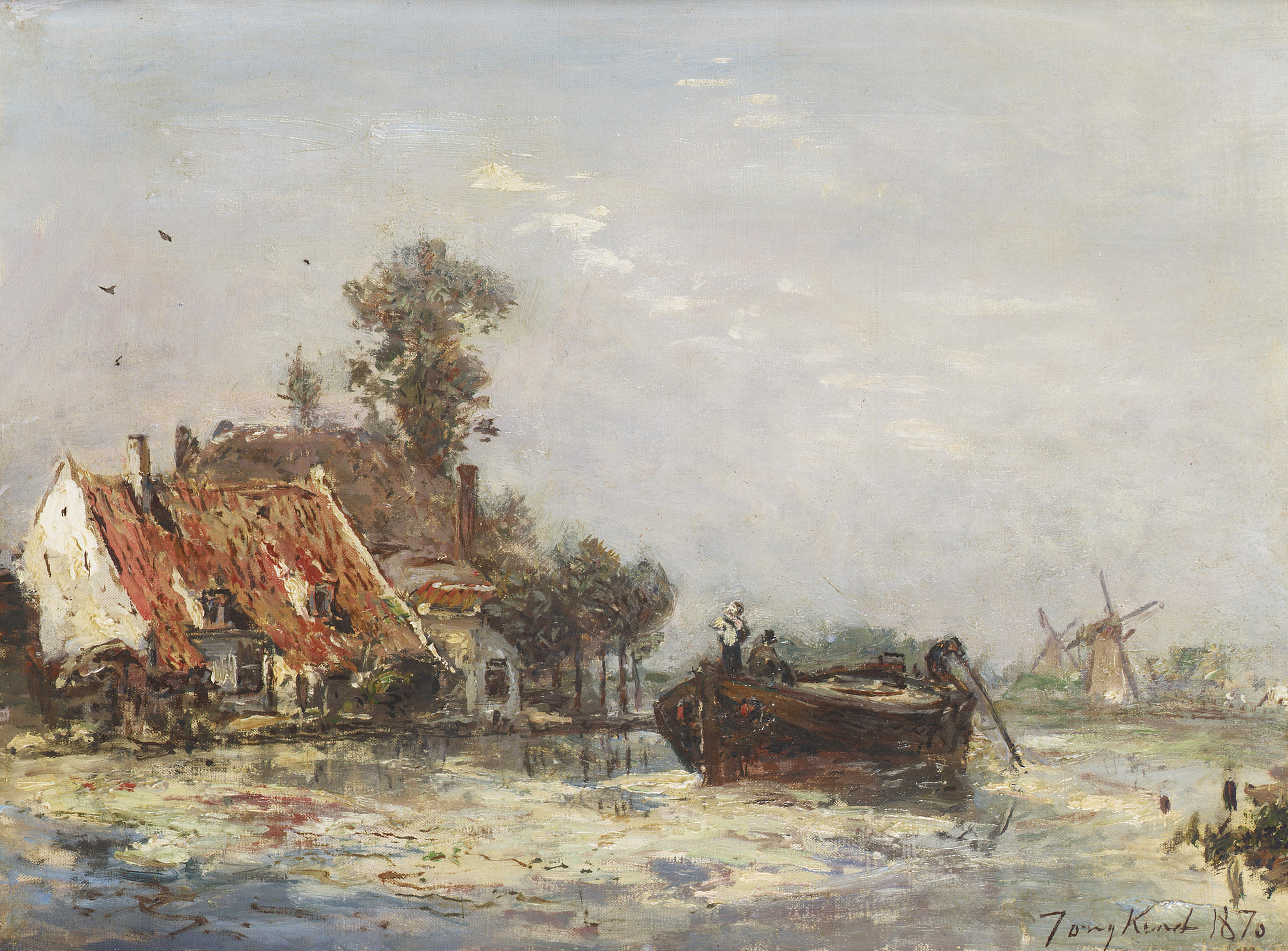
La Rivière près de Rotterdam, 1870 Collection privée, vente 2006.
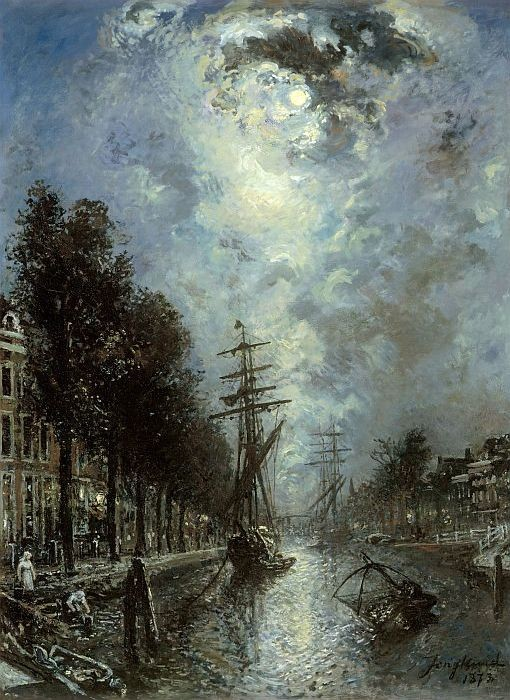
Canal à Rotterdam, 1873, Musée de Rotterdam.
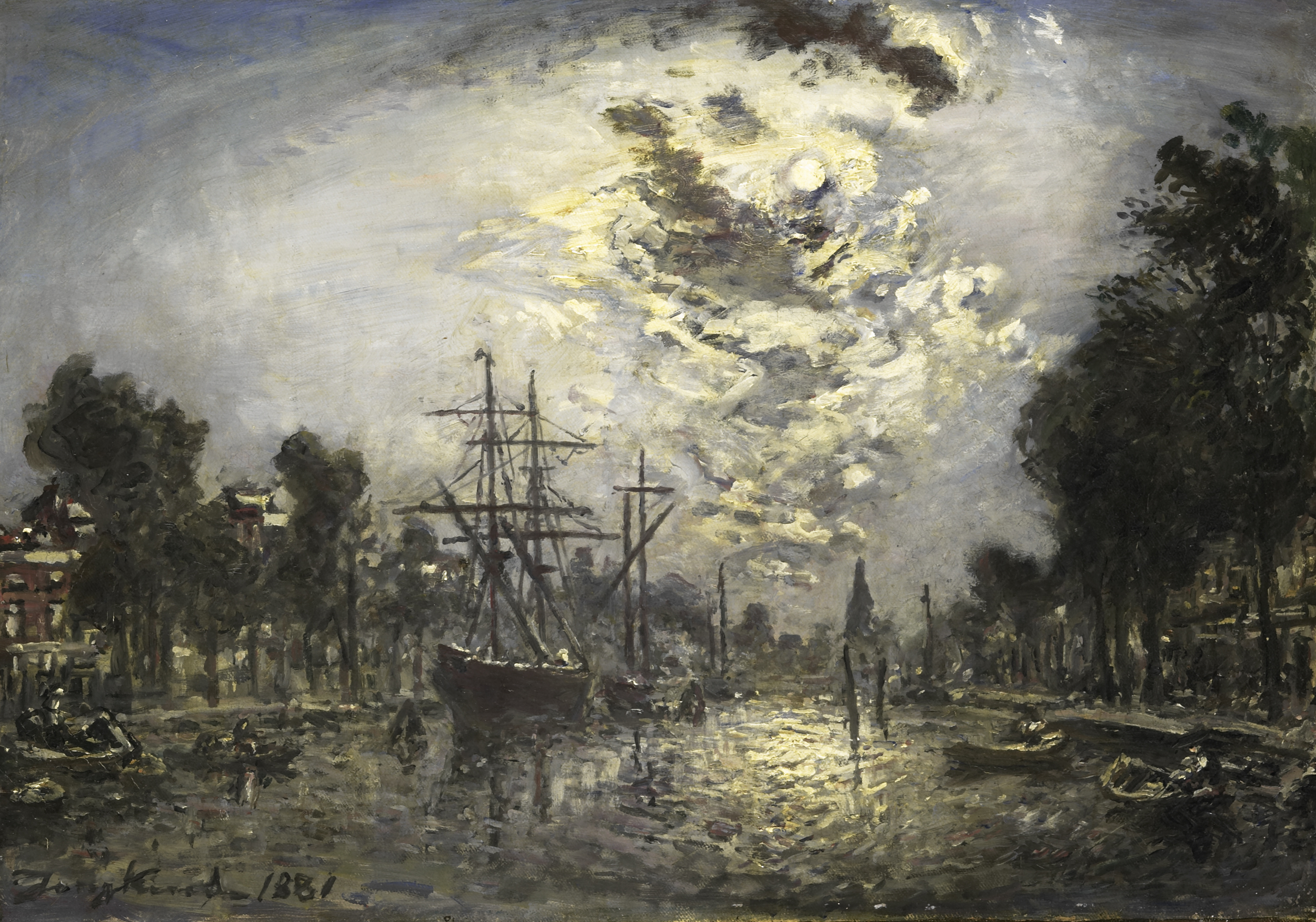
Rotterdam au clair de lune, 1881 Rijksmuseum, Amsterdam.

- Jacobus Henricus van 't Hoff, (1852-1911), premier prix Nobel de chimie en 1901 ;
- Eduard Flipse (1896-1973), chef d'orchestre et compositeur, il dirige de 1930 à 1962 l'Orchestre philharmonique de Rotterdam dont il fait un orchestre à réputation internationale ;
- Willem de Kooning (1904-1997), peintre expressionniste, l'académie d'art de la ville porte son nom ;
- Isaac Lipschits (1930-2008), historien, auteur de recherches sur la déportation des juifs rotterdamois durant la guerre ;
- Coen Moulijn (1937-2011), footballeur du club Feyenoord ;
- Neelie Kroes (1941-), personnalité politique, commissaire européenne durant les commissions Barroso ;
- Rem Koolhaas (1944-), architecte, auteur de plusieurs projets architecturaux de la ville ;
- Ivo Opstelten (1944-), personnalité politique, ministre de la Sécurité et de la Justice (2010-2015) ;
- Walter Crommelin (1948-), acteur néerlandais.
- Ahmed Aboutaleb (1961-), ancien secrétaire d'État, bourgmestre de Rotterdam depuis 2009 ;
- Christine van Stralen (1963-), actrice ;
- Lucien van Geffen (1987-), acteur néerlandais ;
- Dorian Bindels (1992-), chanteur et acteur.

## Transports et voies de communication

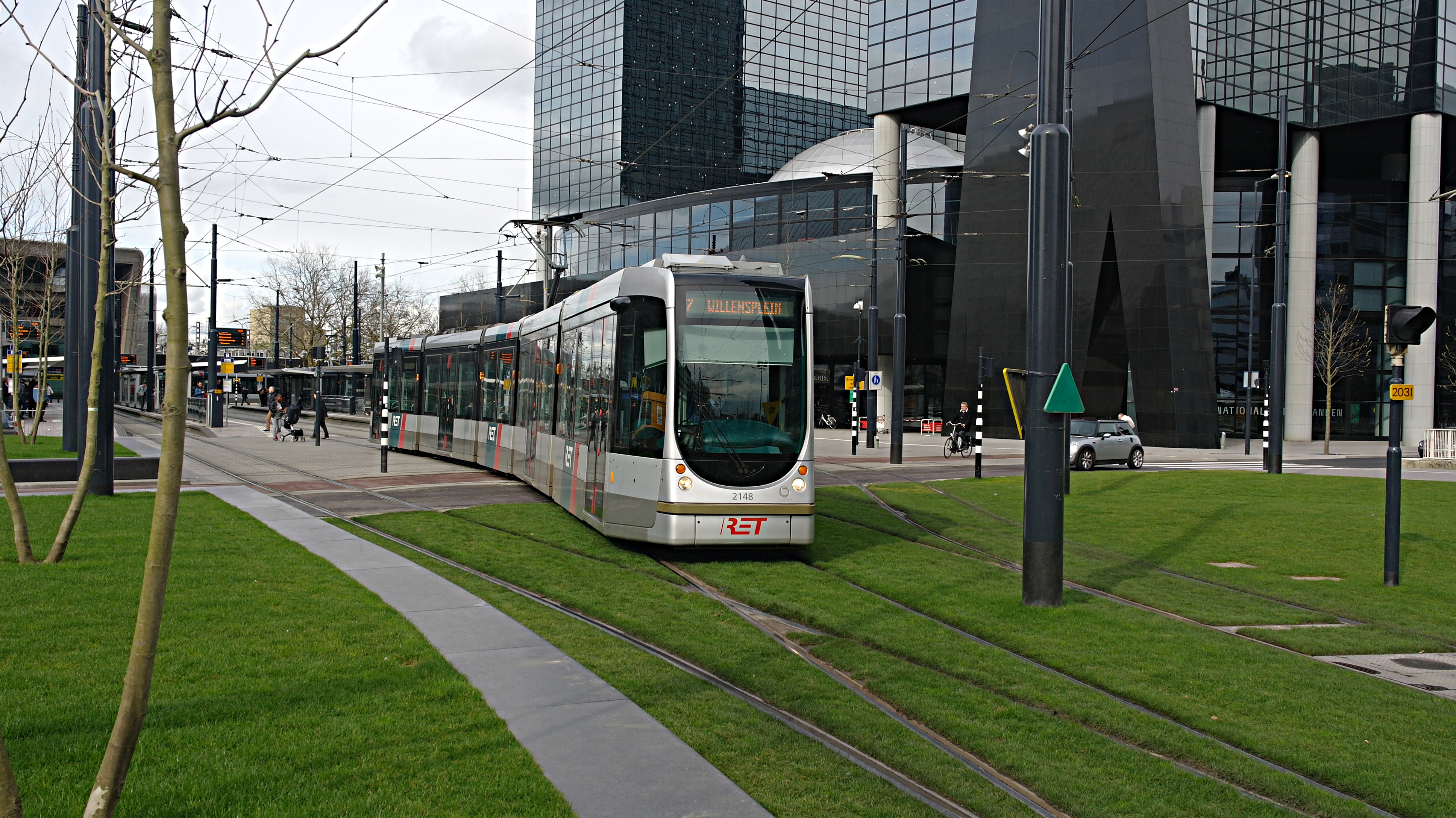
Le tramway de Rotterdam.

### Transports urbains
Les transports rotterdamois sont organisés par le RET Rotterdamse Elektrische Tram, société créée en 1927 qui gère le trafic de tramway, le métro et les autobus urbains pour Rotterdam et sa région urbaine.

#### Les tramways
| Ligne | Parcours                        | Route | Particularités                                             |
| ----- | ------------------------------- | --- | ---------------------------------------------------------- |
| 2     | Keizerswaard ↔ Charlois         | Grote Hagen, Maasstad Ziekenhuis, Station Lombardijen, Hillevliet - Maashaven, Charlois                                                                        |                                                            |
| 4     | Molenlaan ↔ Marconiplein        | Station Noord, Rotterdam-Central, Eendrachtsplein, Delfshaven                                                                                                  |                                                            |
| 7     | Woudestein ↔ Willemsplein       | Université Érasme, Voorschoterlaan, Oostplein, Rotterdam-Central, Eendrachtsplein                                                                              |                                                            |
| 8     | Kleiweg ↔ Spangen               | Noord, Rotterdam-Central, Beurs, Leuvehaven, Erasmus MC, Delfshaven, Marconiplein                                                                              |                                                            |
| 20    | Lombardijen ↔ Rotterdam-Central | Maasstad Ziekenhuis, Lombardijen, Wilhelminaplein, Leuvehaven, Beurs, Lijnbaan                                                                                 | Ne fonctionne pas le soir après 20 h et le dimanche matin. |
| 21    | De Esch ↔ Schiedam-Woudhoek     | Woudestein, Oostplein, Blaak, Beurs, Rotterdam-Central, Marconiplein, Station Schiedam Centrum, Nieuwland                                                      | Ne fonctionne pas le soir après 20 h et le dimanche matin. |
| 23    | Beverwaard ↔ Marconiplein       | Keizerswaard, Stadion Feijenoord, Wilhelminaplein, Leuvehaven, Beurs, Rotterdam-Central                                                                        |                                                            |
| 24    | De Esch ↔ Holy                  | Woudestein, Oostplein, Station Blaak, Beurs, Rotterdam-Central, Marconiplein, Schiedam-Centre, Nieuwland                                                       |                                                            |
| 25    | Carnisselande ↔ Schiebroek      | Erasmus MC-Daniël Den Hoedkliniek, Randweg, Beijerlandselaan, Wilhelminaplein, Leuvehaven, Beurs, Rotterdam Centraal, Sint Franciscus Gasthuis, Melanchthonweg |                                                            |

Trois autres lignes de tramways sont à circulation occasionnelle :
- la ligne 10 qui fonctionne durant l'été ;
- la ligne 12 qui dessert le stade de Feyenoord pour certains matchs de football ;
- la ligne 18.

#### Le métro
C'est le premier réseau de métro ouvert aux Pays-Bas, en 1968. La première ligne est mise en fonction le 9 février 1968 : cette ligne nord-sud (Noord-Zuidlijn) se déploie entre la gare centrale et la Zuidplein, reliant ainsi rive nord et rive sud de la Nouvelle Meuse. Elle est progressivement prolongée. Une deuxième ligne est-ouest (Oost-Westlijn) ouvre en 1982. Ces deux lignes originelles sont scindées et prolongées, et ce sont actuellement cinq lignes qui composent le réseau métropolitain, desservant Rotterdam et les secteurs urbains environnants. La longueur totale du réseau est de 78,3 km.

Carte du métro de Rotterdam.

| Ligne  | Terminus (Nord, Est / Sud, Ouest) | Stations | Longueur (km) | Commentaires                                       |
| ------ | --------------------------------- | -------- | ------------- | -------------------------------------------------- |
| Line A | Binnenhof – Schiedam Centrum      | 20       | 17,2          | Extension prévue Vlaardingen West (2018).          |
| Line B | Nesselande – Schiedam Centrum     | 23       | 20,1          | Extension prévue : Hoek van Holland Strand (2018). |
| Line C | De Terp – De Akkers               | 26       | 30            |                                                    |
| Line D | Rotterdam Centraal – De Akkers    | 17       | 21            |                                                    |
| Line E | Den Haag Centraal – Slinge metro  | 23       | 27            | Régie par le RandstadRail.                         |

#### Les autobus
La première ligne est créée en 1928, entre Overschie et Coolsingel. En 1930, le nombre de lignes d'autobus est passé à 7, en 1940, 11 lignes desservent la ville. En 2017, 38 lignes d'autobus parcourent Rotterdam et sa région.

### Navettes fluviales

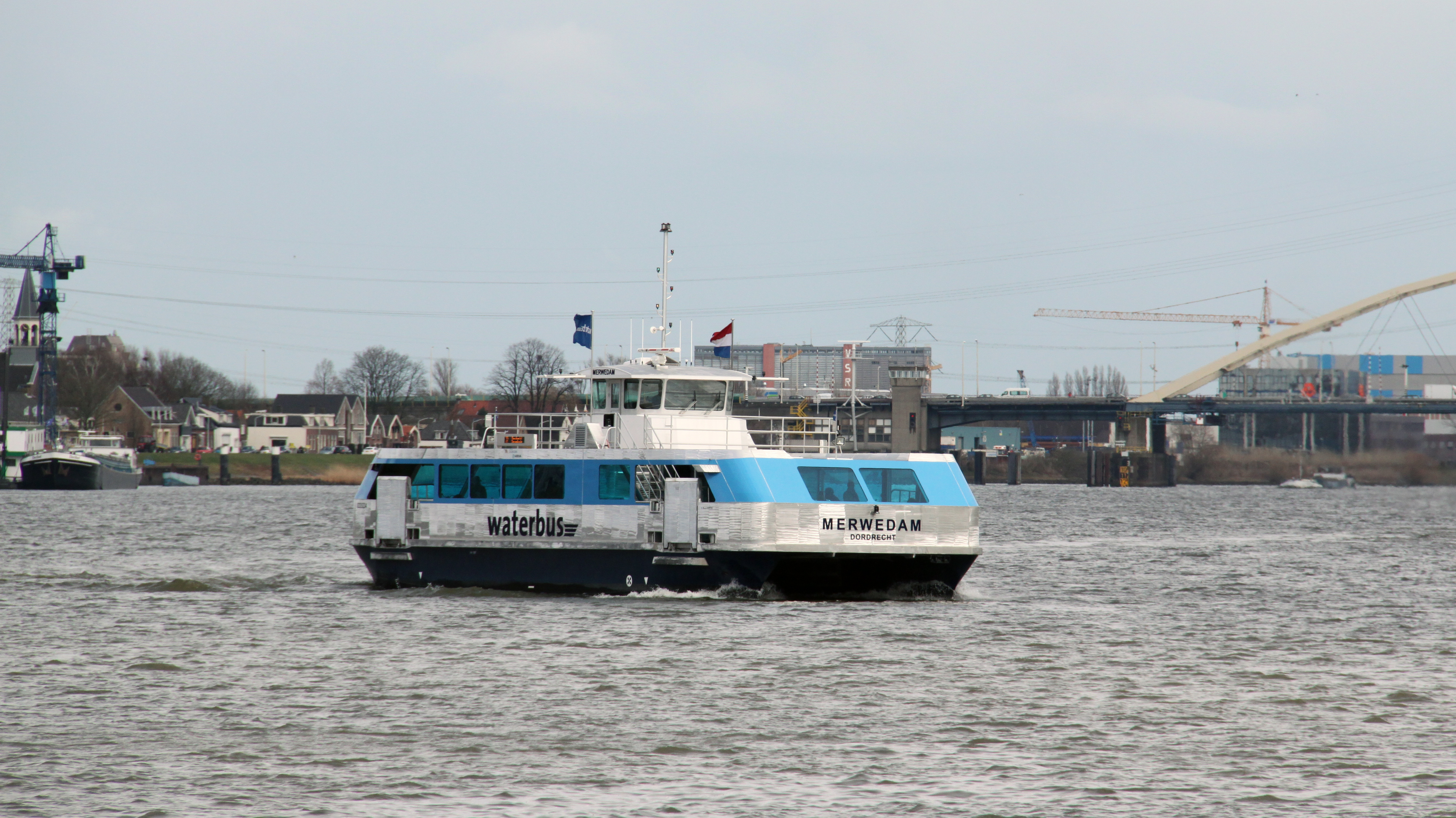
Waterbus Merwedam, liaison Dordrecht-Rotterdam (2013).

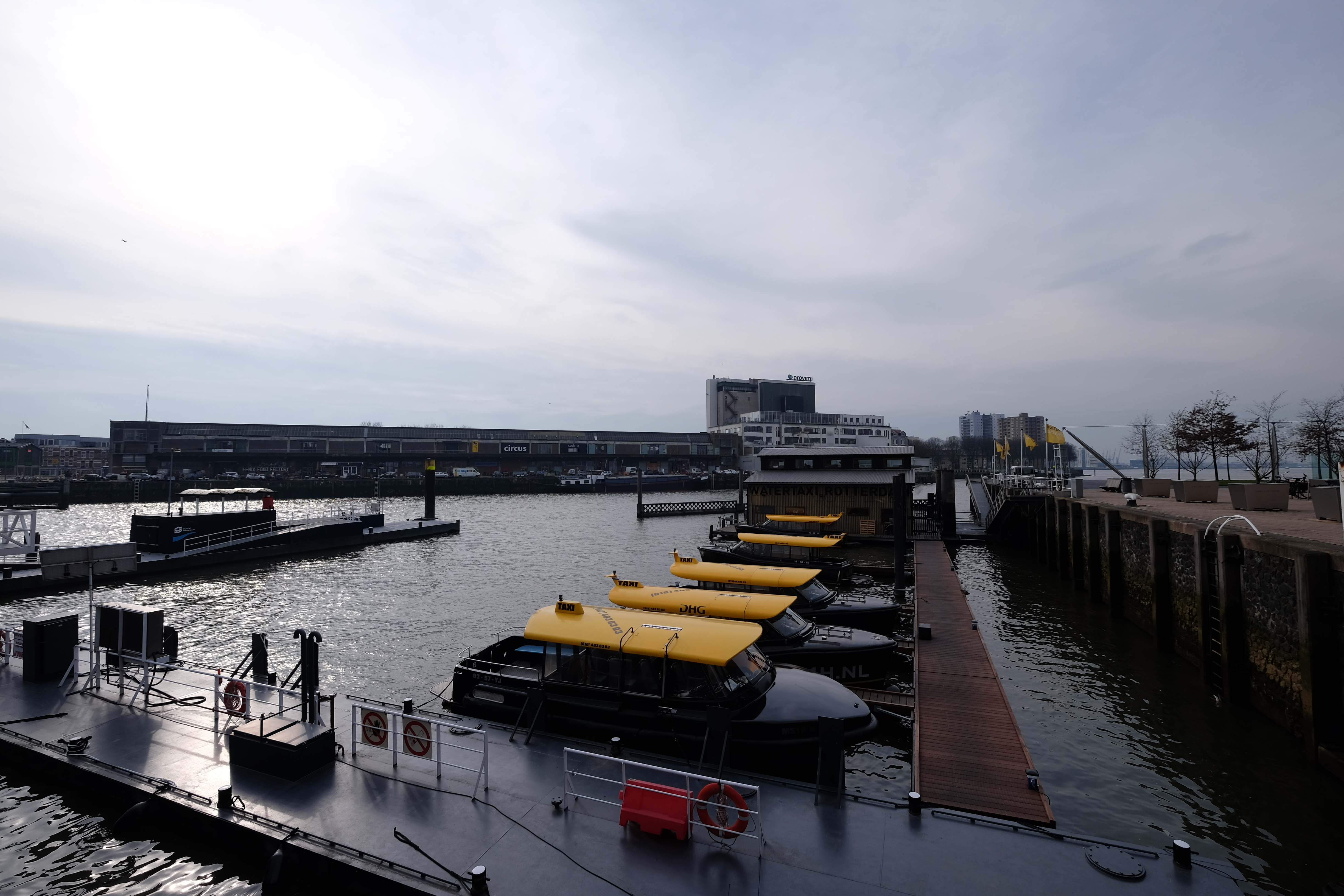
Station de Watertaxi de Kop van Zuid (hôtel New York).

Plusieurs sociétés proposent des services de navettes fluviales entre les rives nord et sud de la Meuse. Le service de Waterbus est un service de transports en commun ou bateau-bus. Ainsi, le Waterbus Rotterdam-Drechtsteden relie Rotterdam et plusieurs villes situées le long de la Nouvelle Meuse. Cette ligne dessert notamment le site touristique Kinderdijk, célèbre pour ses moulins à vent, ainsi que la ville voisine de Dordrecht.
Le watertaxi quant à lui s'apparente à un service de taxi fluvial. Il permet des déplacements à l'intérieur de la commune, avec des départs d'environ 50 plates-formes. Contrairement aux bateaux-bus, le bateau-taxi est un service individuel qui accepte de petits groupes de personnes et dépose les passagers directement où ils le souhaitent sur l'une des plates-formes desservies.

### Réseau autoroutier

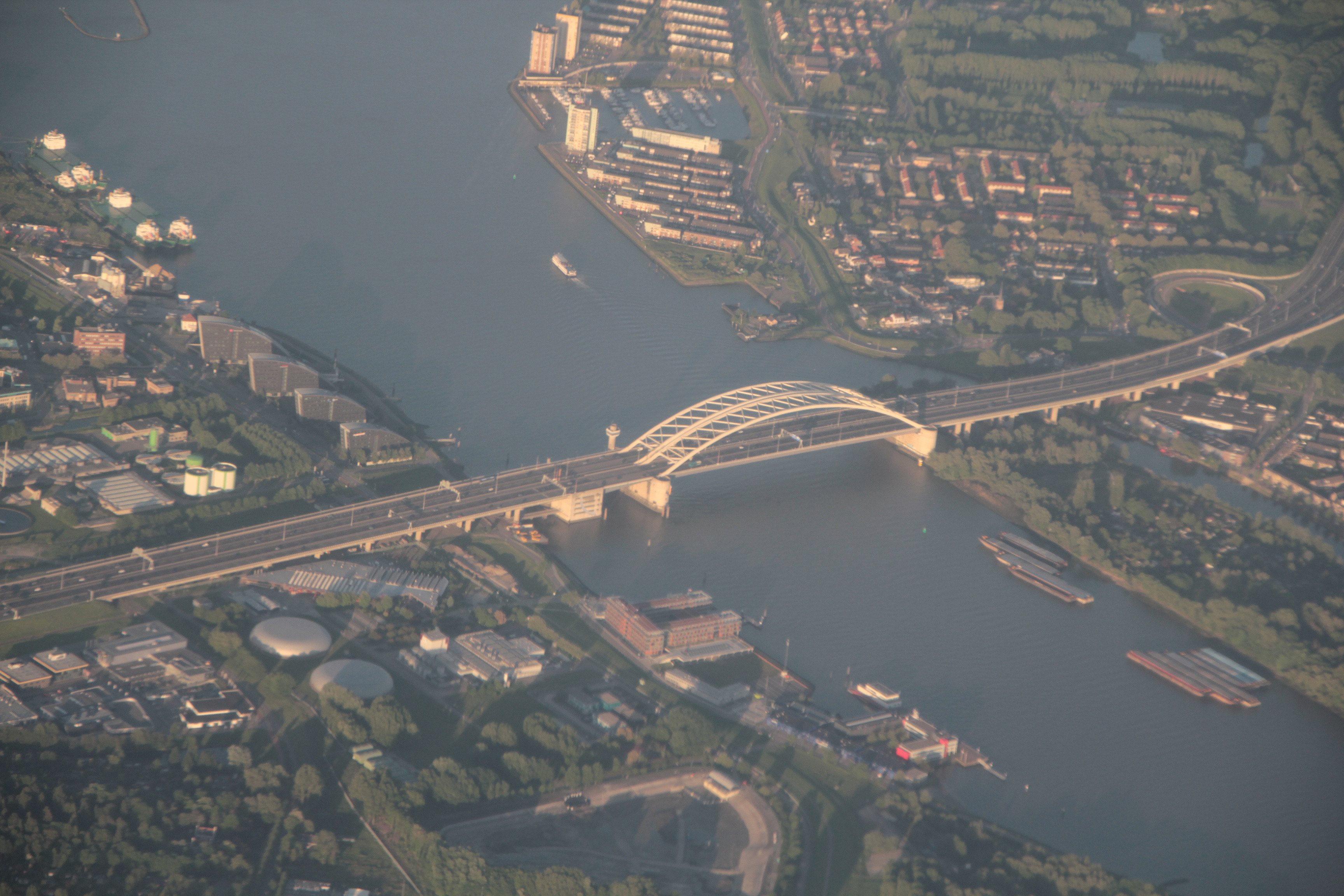
L'A16, via le Brienoordbrug à Rotterdam.

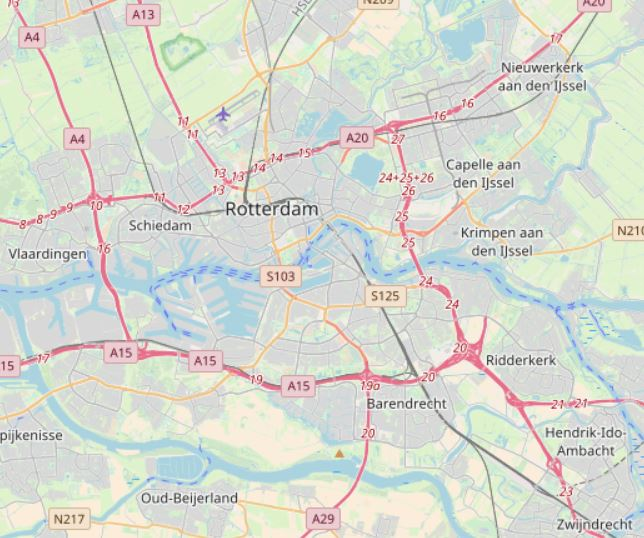
Réseau autoroutier de Rotterdam.

Le territoire communal est desservi par 6 axes autoroutiers. Ce réseau est complété par une ceinture périphérique, la Ringweg Rotterdam, une route qui est connectée à ces six autoroutes via six échangeurs,. Des travaux d'extension de la voie périphérique, ayant débuté en 2016, sont en cours. Ce nouveau tronçon, l'A16 Rotterdam, d'une longueur de 11 km, permettra, en 2019, de relier l'autoroute A13 (au niveau de l'aéroport Rotterdam-La Hague) et l'A16 (au niveau de l'échangeur de Terbregseplein).
| Autoroute | Itinéraire                                                                             |
| --------- | -------------------------------------------------------------------------------------- |
| A4        | Amsterdam – Ryswick – La Haye — Rotterdam — Berg-op-Zoom — Anvers-Port (A12, Belgique) |
| A13       | Ryswick — Delft — Rotterdam                                                            |
| A15       | Maasvlakte — Rotterdam – Nimègue                                                       |
| A16       | Rotterdam — Dordrecht — Bréda — Anvers (A1, Belgique)                                  |
| A20       | Westland — Schiedam — Rotterdam — Gouda                                                |
| A29       | Barendrecht — Rotterdam — Berg-op-Zoom                                                 |

### Réseau cyclable

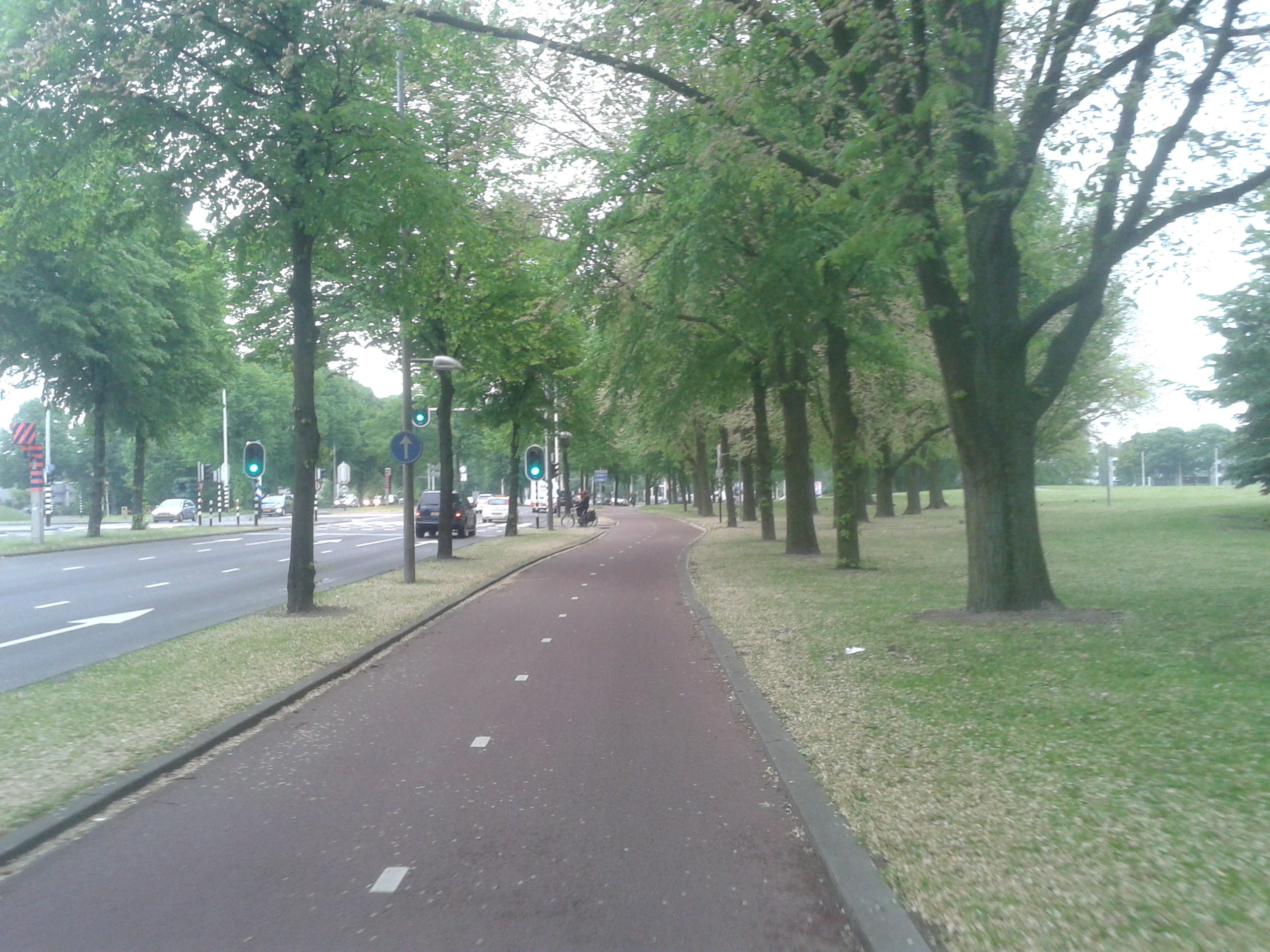
Une piste cyclable à double sens.

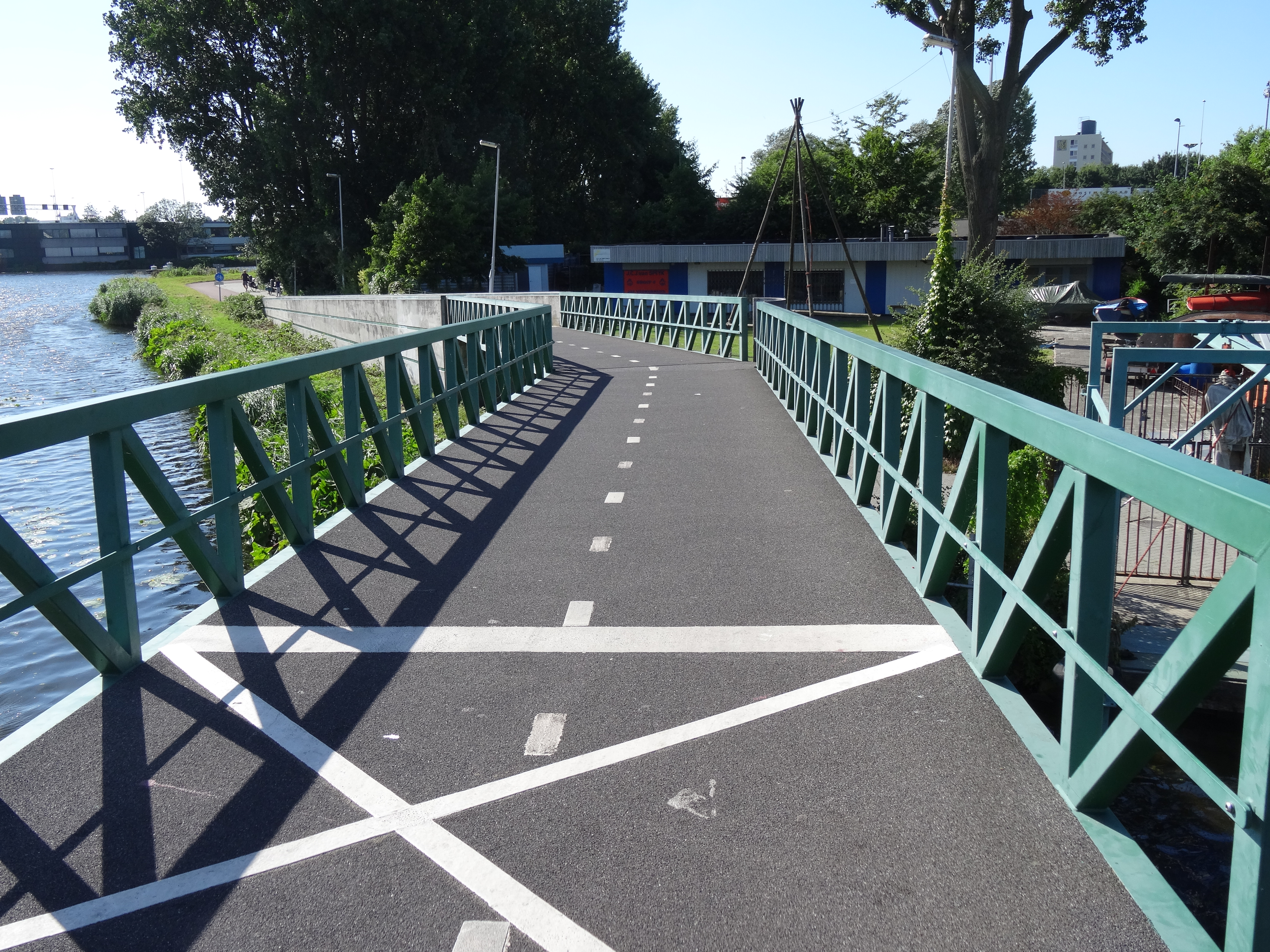
La piste cyclable du Jonkersbrug, arrondissement d'Overschie.

La ville dispose d'un réseau de pistes cyclables d'une longueur totale de 600 km. Quatre axes routiers de la ville sont doublés par une voie destinée à la circulation des vélos : celle qui longe le pont Érasme, celle qui se déploie sur le long du Schiekade, celle qui longe l'avenue de Weena, dans le centre, et celle qui passe à travers le Provenierstunnel. Ce réseau comporte des ponts exclusivement destinés aux vélos.
Le réseau cyclable de la ville est complété par 8 500 emplacements pour des vélos. La ville est également émaillée de nombreux points de vélos en libre-service grâce à un système de passe électronique, le système OV-fiets,.
En outre, plusieurs des pistes cyclables de la commune sont destinées à la promenade ou randonnée, tels que la Rondje Rotterdam, un itinéraire de 10 km ; la Fietsroute Rotterdam, de 23 km de long ; ou encore la Nieuwe Maasparcourt, un itinéraire qui longe la Nouvelle Meuse.

### Réseau ferré
Le réseau ferroviaire comprend plusieurs gares dans la commune de Rotterdam. De la gare centrale (communément appelée centraal station) située dans le quartier-CS (centraal station) partent des trains aux arrêts fréquents (stoptrains ou sprinters), des trains desservant les grandes villes et aéroports (Intercity) et des trains internationaux : le train Benelux Amsterdam – Bruxelles, le Thalys, desservant la Belgique et la France (Paris et Lille), et l'IC desservant l'Allemagne ; ainsi que certains trains directs sur des destinations saisonnières (les Alpes en hiver, Marseille en été).
Les autres gares de Rotterdam sont les stations Rotterdam Blaak (place Blaak), Rotterdam Alexander (quartier Prins Alexander), Rotterdam Noord (nord), Rotterdam Zuid (sud), Lombardijen et Rotterdam Stadion (stade) qui n'est utilisée que lors des matchs de football au stade de Feyenoord. Comme dans le reste du pays, les gares, les trains et autres services associés sont généralement administrés par la société de chemins de fer néerlandaise, la Nederlandse Spoorwegen (NS).

Gares de Rotterdam
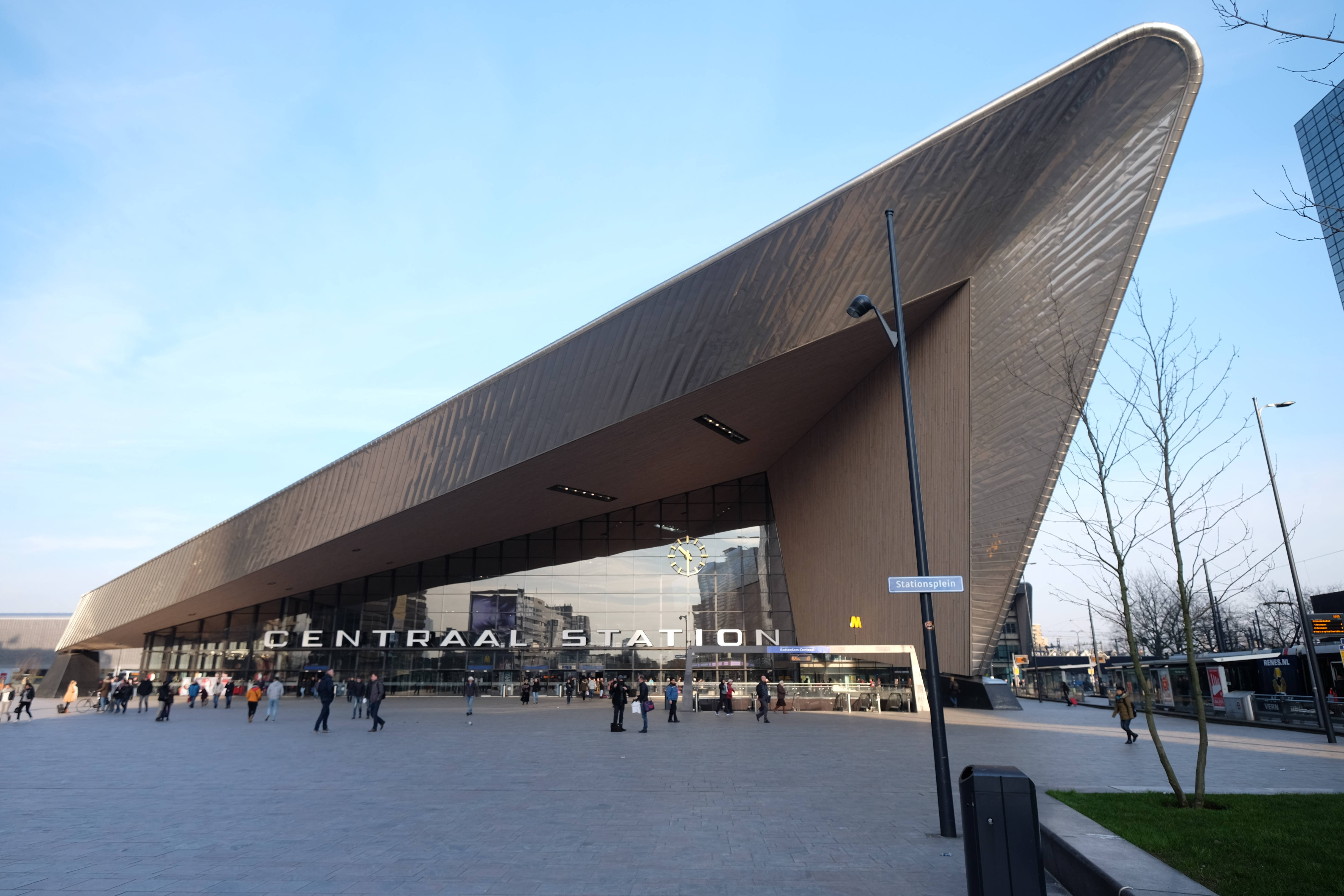
La gare centrale.
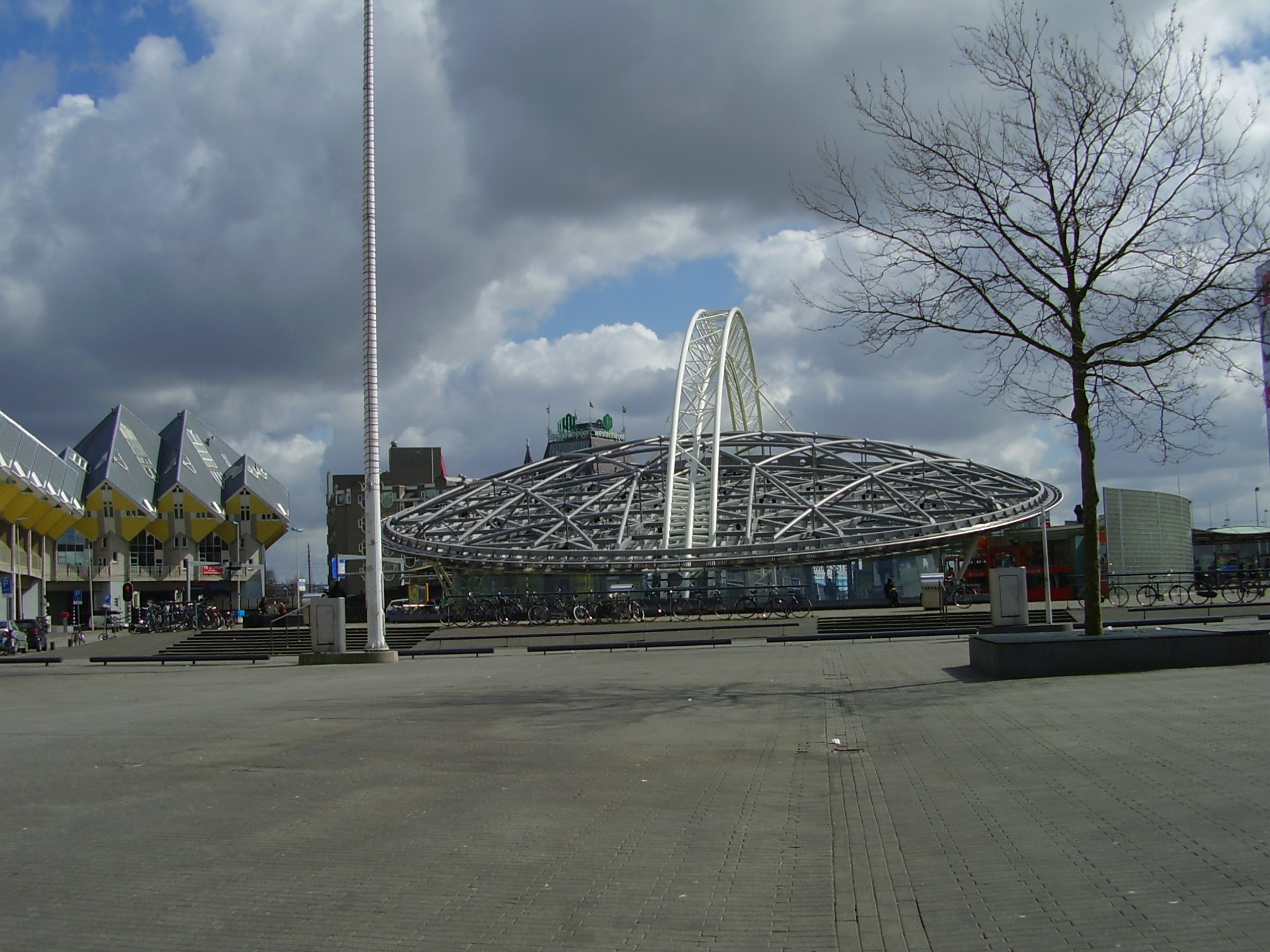
La gare de Rotterdam Blaak.
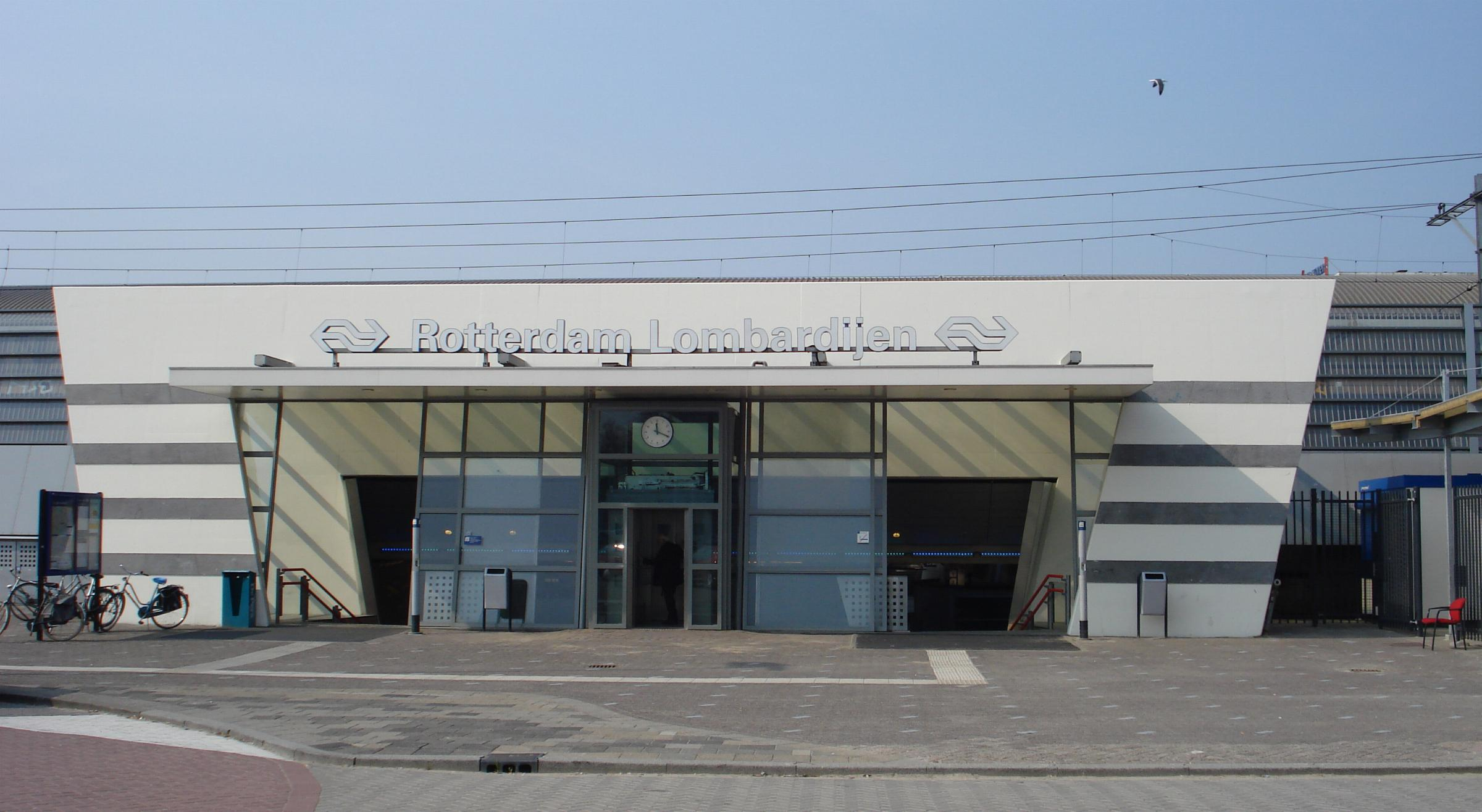
La gare de Lombardijen.
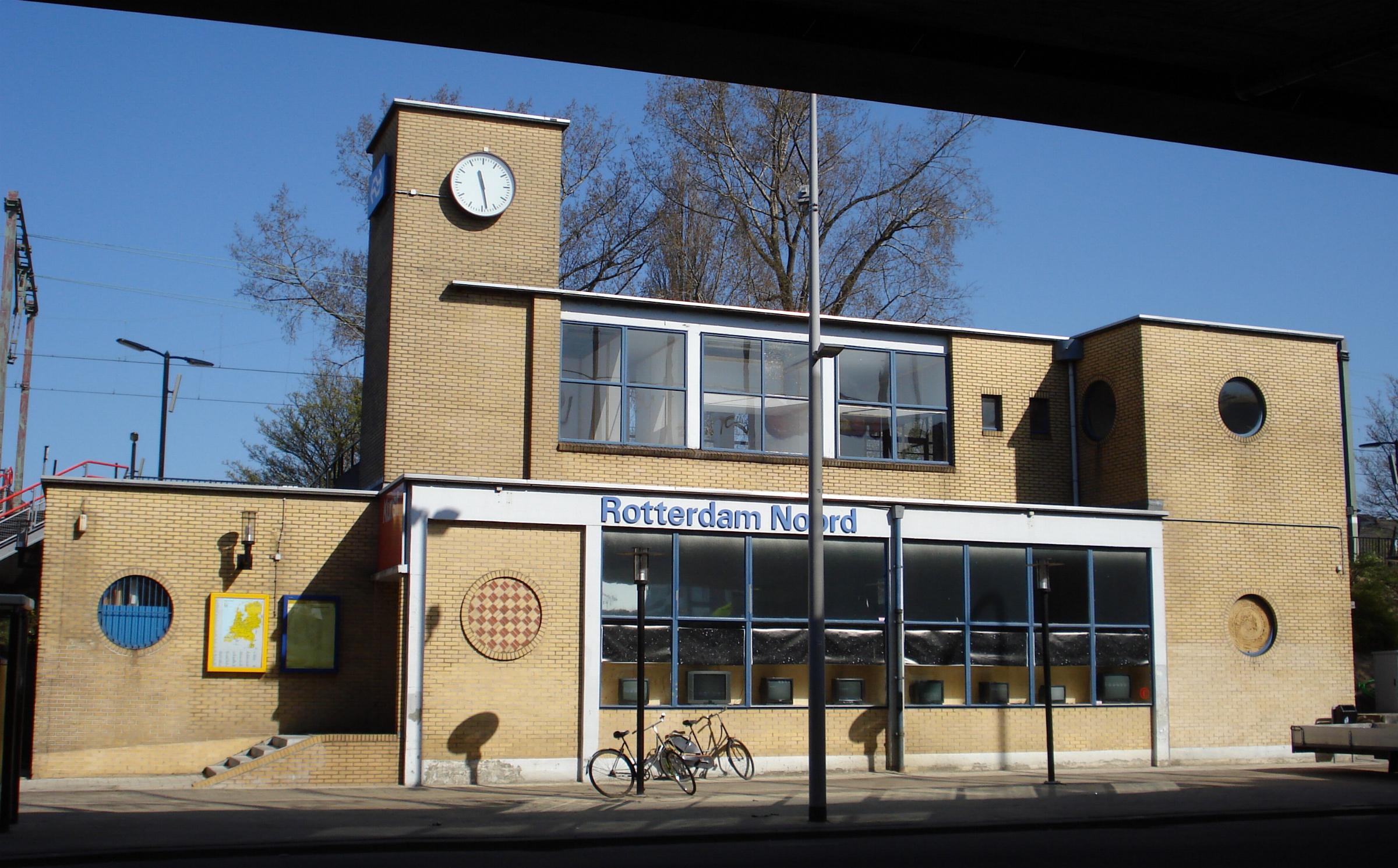
La gare de Rotterdam Noord.
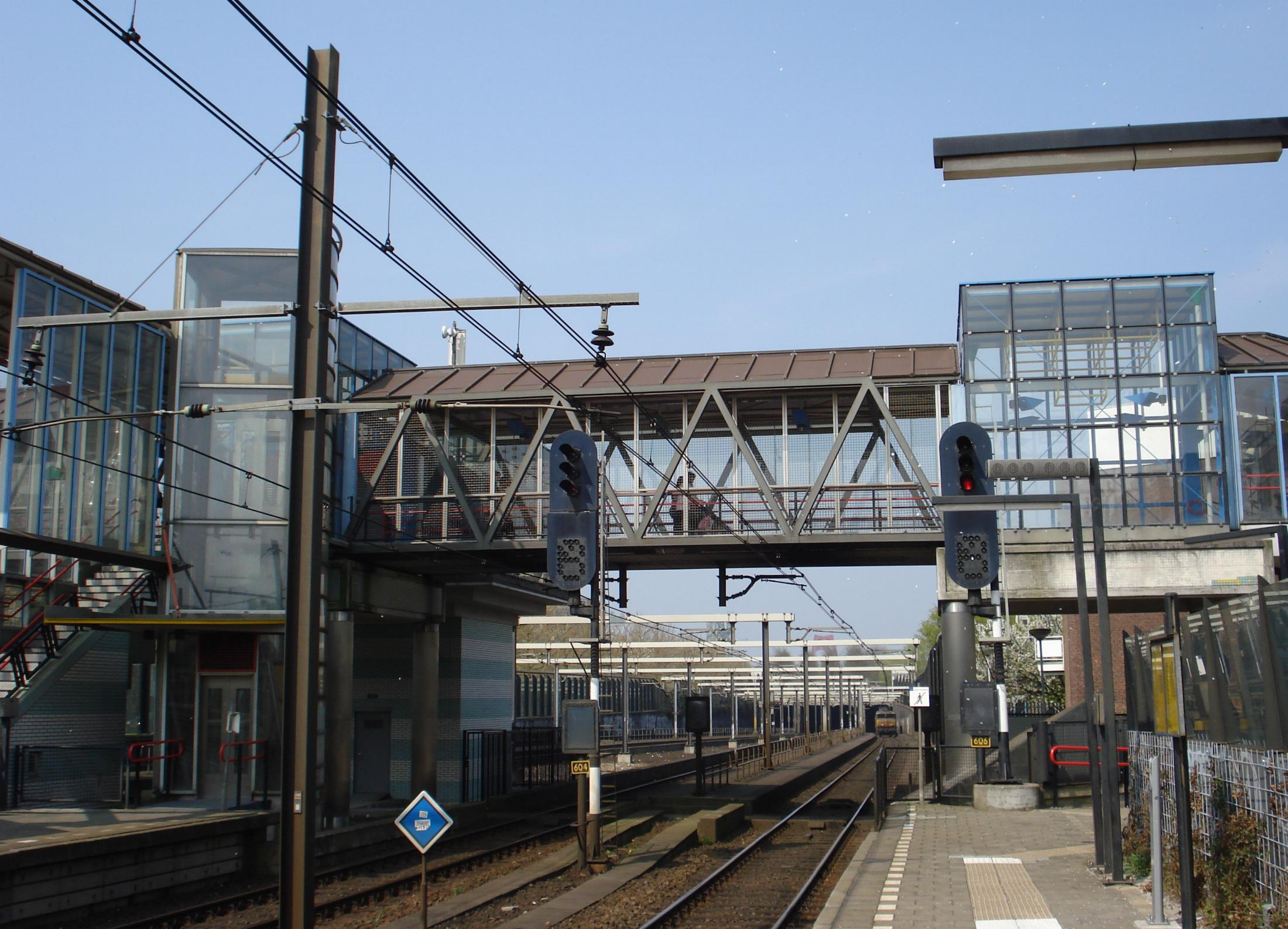
La gare et la voie ferrée de Rotterdam Zuid.
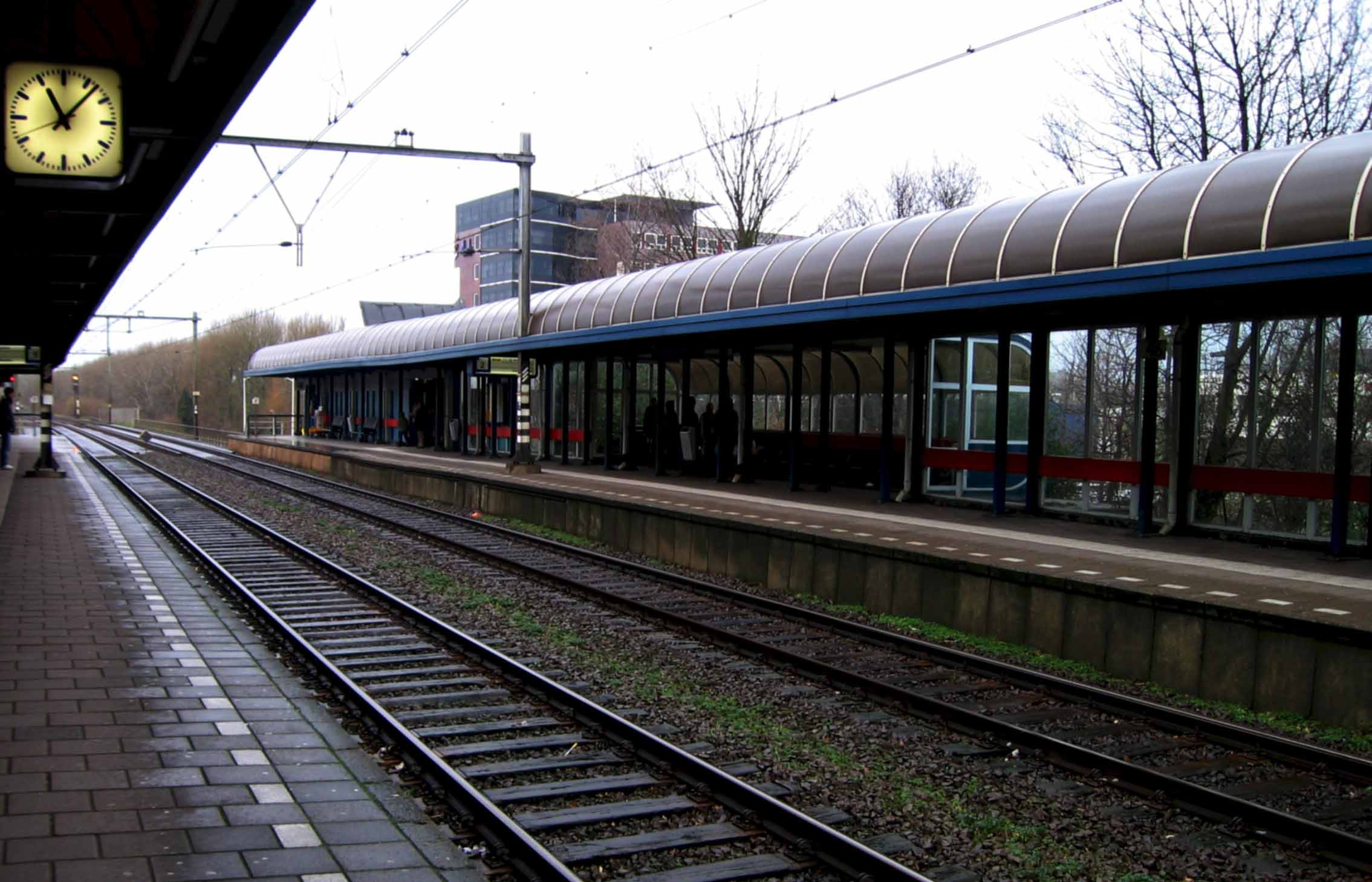
La station Prins Alexander.

### Transports aériens

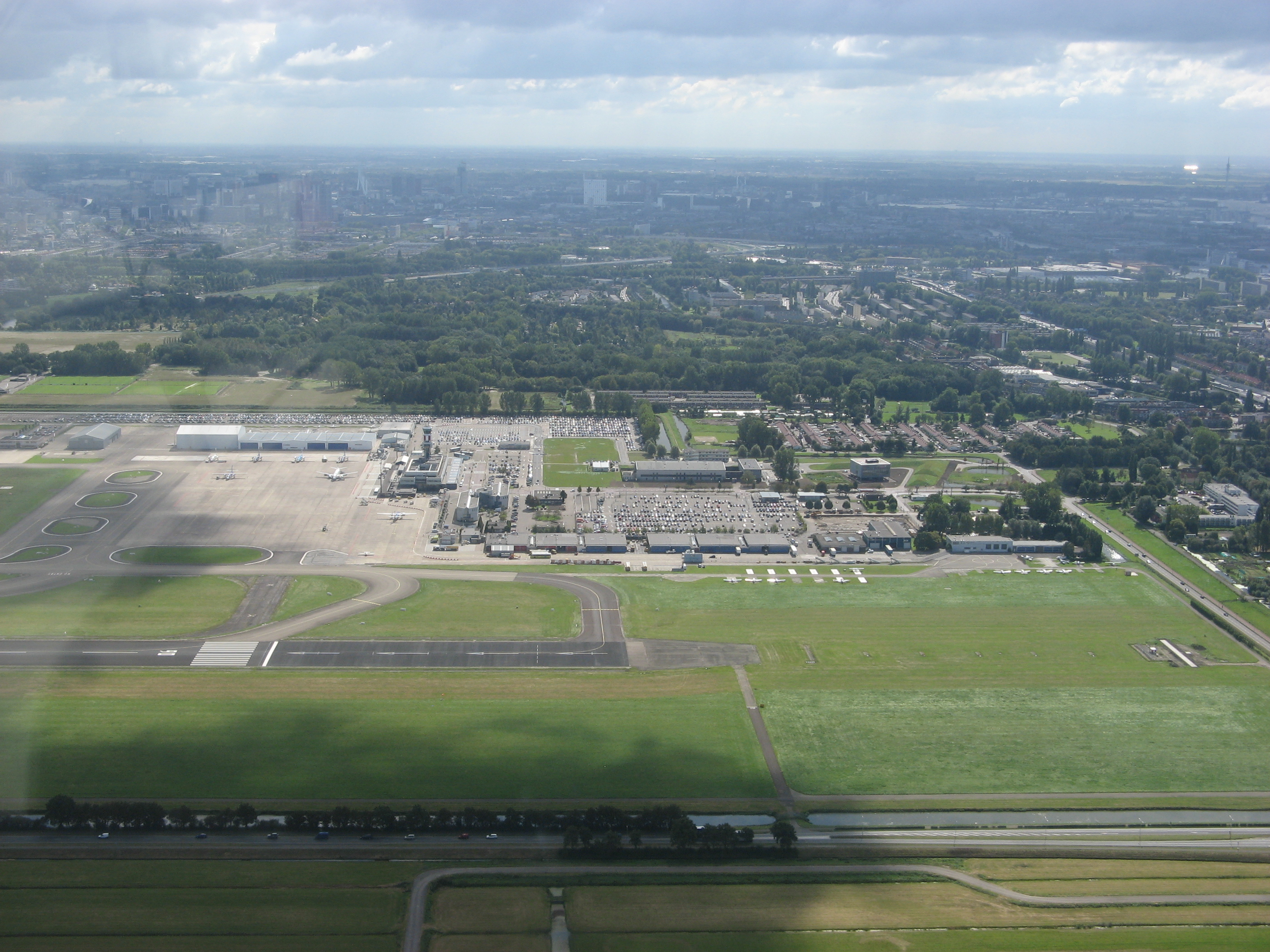
Aéroport de Rotterdam-La Haye.

Au nord de Rotterdam, dans le polder de Zestienhoven, a été construit, en 1955, l'aéroport de Rotterdam-La Haye. Il est inauguré le 1er octobre 1956. Une nouvelle aérogare est construite à la fin des années 1960. Le nouveau bâtiment de transit des passagers est ouvert le 28 avril 1970. L'aéroport a longtemps porté le nom d'aéroport de Zestienhoven, avant d'être renommé aéroport de Rotterdam en 2004, puis aéroport Rotterdam-la Haye le 10 février 2010,.
En 2016, le trafic de passagers de l'aéroport s'élève à 1 683 863 et 52 442 vols aériens y sont effectués, le plaçant ainsi au troisième rang des aéroports néerlandais — second aéroport régional des Pays-Bas après celui de Eindhoven, l'aéroport international étant Amsterdam-Schiphol.

### Ponts et tunnels

#### Ponts de petite taille
La commune de Rotterdam compte environ 800 ponts de petite taille (moins de 15 m de longueur) en raison du grand nombre de canaux construits pour protéger la ville des inondations.
Au centre de Rotterdam, sur la rivière Rotte, se dressent des ponts, fixes ou levants, permettant la navigation. Les ponts de la Rotte qui traversent Rotterdam ont été détruits par le bombardement de 1940, à l'exception d'un seul (le Noorderbrug),. Ils ont été reconstruits, et la Rotte a été en partie comblée pour laisser place aux larges avenues privilégiant les transports terrestres.

#### Ponts de grande taille
Sur la Nouvelle Meuse (affluent du Rhin), pendant longtemps, la construction de ponts a été évitée en raison des obstacles qu’ils posent à la circulation des bateaux. De Rotterdam centre, les traversées d’une rive à l’autre de la Meuse s’effectuaient en bateau. En 1870, le pont de la Reine (Koninginsebrug) est construit, liant l’île du nord aux quais du port du Roi (Koningshaven). Ce n'est qu'en 1878 que l'on ouvre la première voie sur la Nouvelle Meuse : l’ancien pont Guillaume (Willemsbrug), composé en fait de deux ponts : un pont ferroviaire et un pont ouvert aux piétons, vélos et voitures. Jusqu'à la construction du pont Érasme, un siècle plus tard, aucun pont n’est construit sur la Nouvelle Meuse à l'ouest de l'emplacement de ce pont. Le pont Guillaume, qui se termine sur l’île du nord, fait l’objet d’une extension pour que la voie arrive jusqu’à la rive est de Rotterdam : le Koningshavenbrug (pont du quai du Roi) appelé communément De Hef est ouvert en 1878. Ce pont fait l’objet d’une reconstruction d’envergure dans les années 1920.
Au cours du XXe siècle, d’autres ponts sont construits, traversant la Nouvelle Meuse. D'amont en aval de la rivière Nouvelle Meuse, les principaux ponts, ceux qui enjambent la rivière et lient les deux rives, sont :
- le pont de Brienenoord (Brienenoordbrug), ouvert en 1964, doublé en 1990. C'est le premier pont construit sur la Meuse. D'une longueur de 1,3 km, il est quatrième pont le plus long des Pays-Bas[268]. Composé d'une partie fixe et d'une partie mobile, il possède une hauteur libre — soit la hauteur comprise entre le plan d'eau et la travée centrale et déterminant le tirant d'air des navires — de 22,50 m[CR 45] ;
- le nouveau pont Willemsbrug (pont Guillaume), ouvert en 1981. Il s'agit d'un pont à haubans dont la suspension est de 270 m. Son ouverture a été le premier acte officiel du prince Willem-Alexander. Le pont est situé au nord-est de l'emplacement du vieux pont Guillaume, démoli après l'ouverture de celui-ci. Le pont ferroviaire situé juste à côté, a également été démoli et est remplacé par un tunnel ferroviaire, le Willemsspoortunnel en 1987[269] ;
- le pont Érasme (1996, architecte Ben van Berkel), composé de deux parties, une partie fixe (pont suspendu d'une portée de 278 m) et une partie mobile (pont basculant)[CR 46]. C'est le troisième et dernier pont qui traverse complètement la rivière Nouvelle Meuse à Rotterdam.

La réalisation de deux nouveaux ponts sur la Nouvelle Meuse, à proximité du centre-ville, est à l'étude depuis 2016.

Ponts de Rotterdam
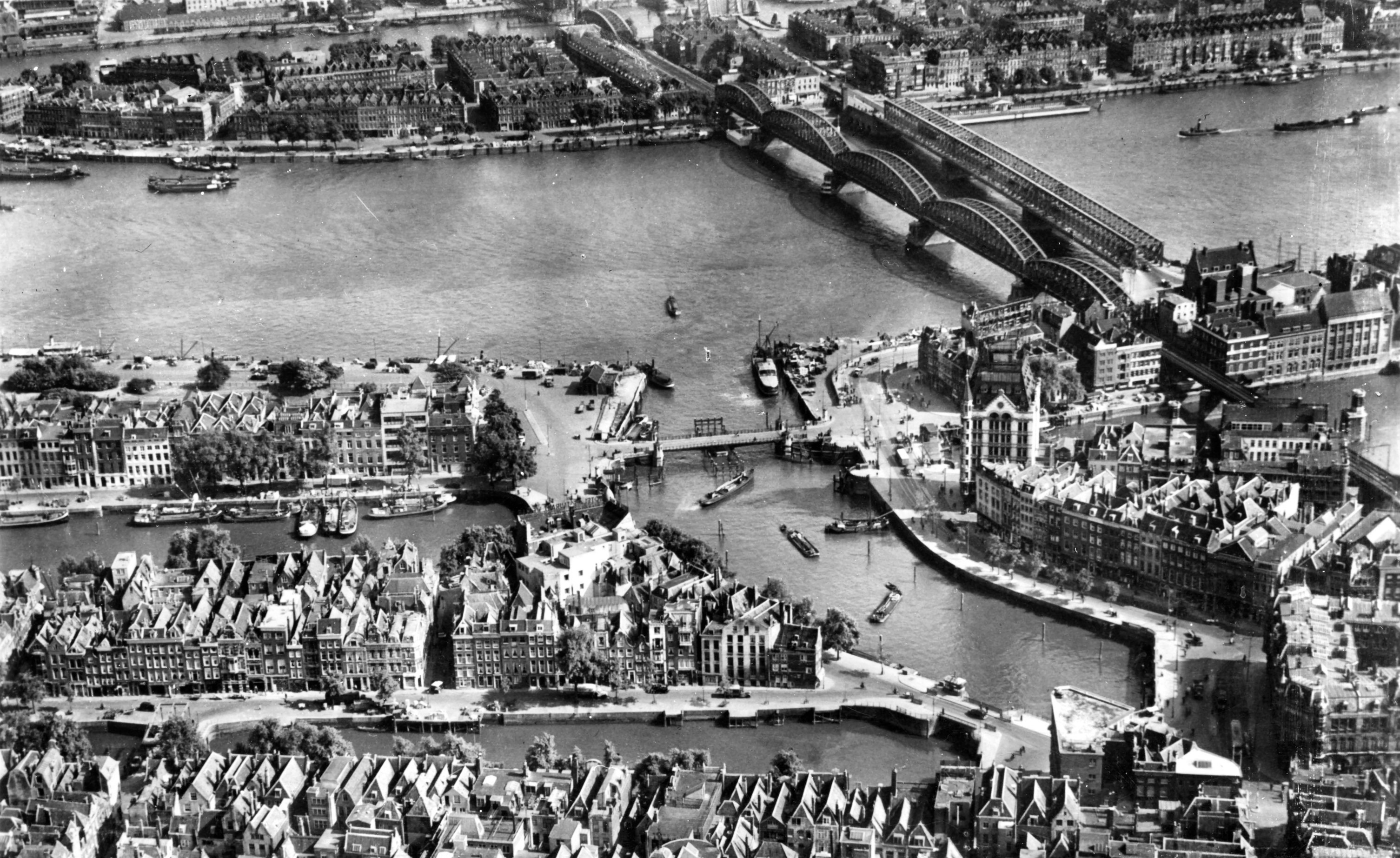
Anciens ponts de Rotterdam photographiés en 1939.
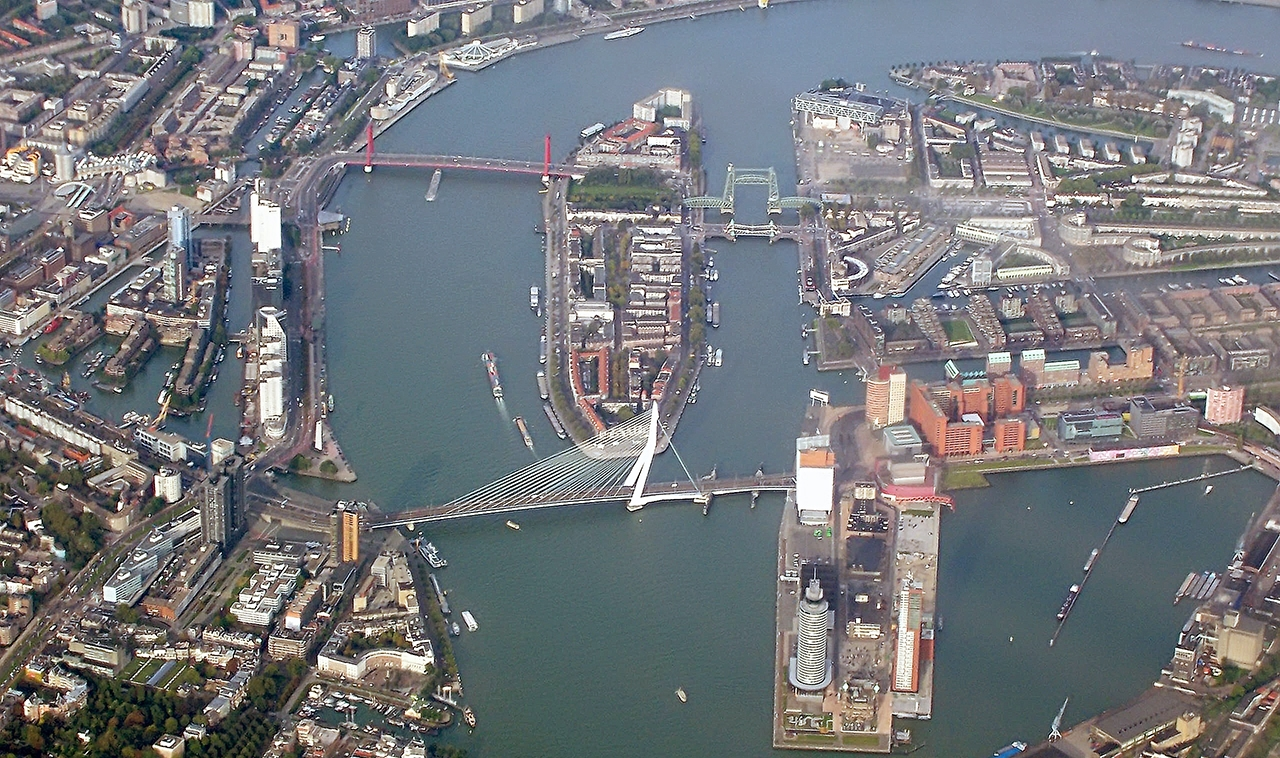
Vue aérienne des ponts du centre de Rotterdam.
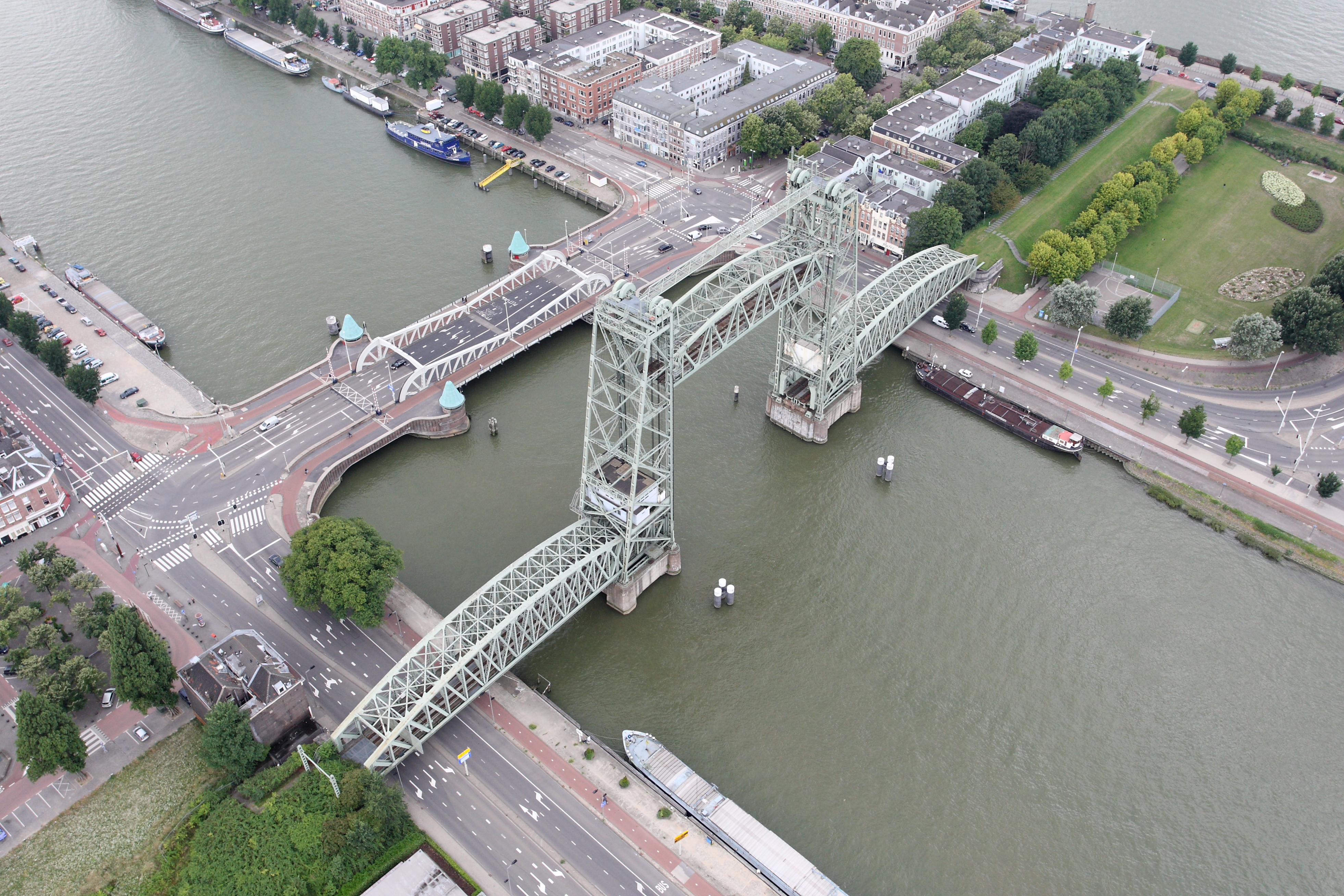
Koninginnebrug et pont levant De Hef (premier plan).
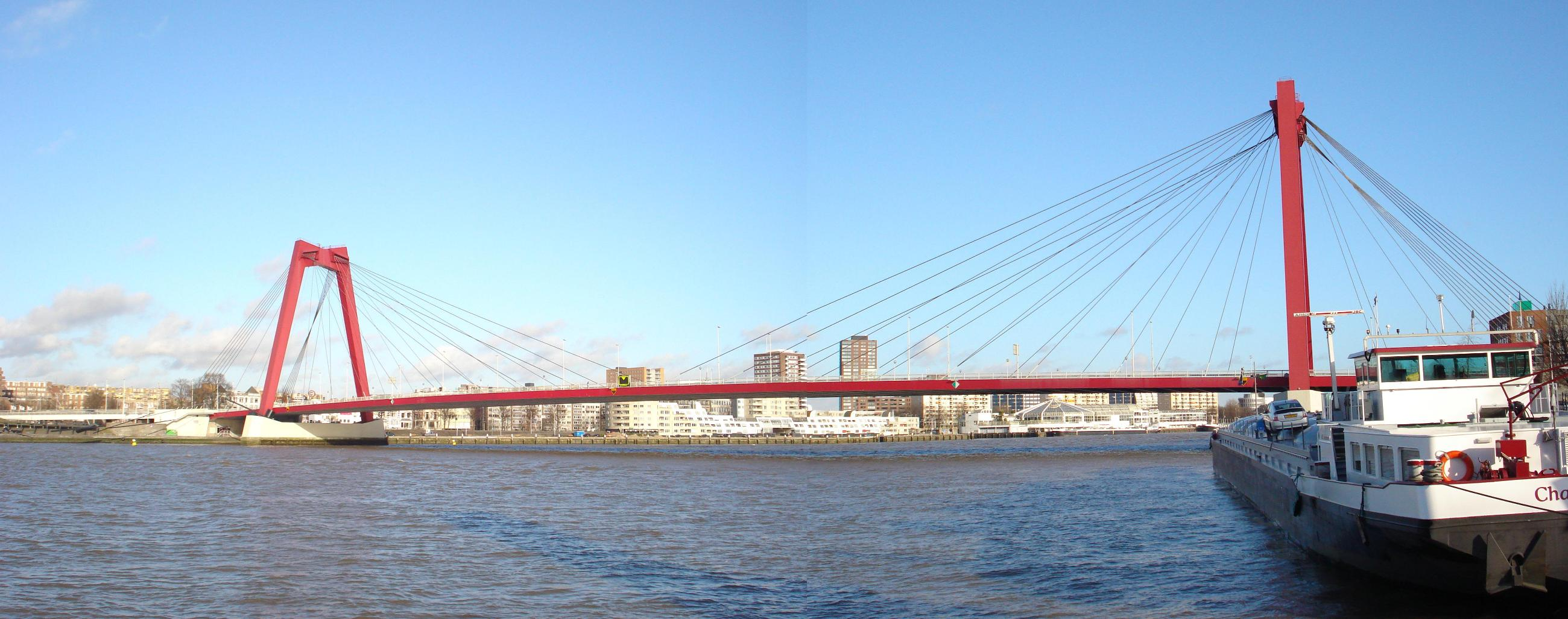
Willemsbrug.
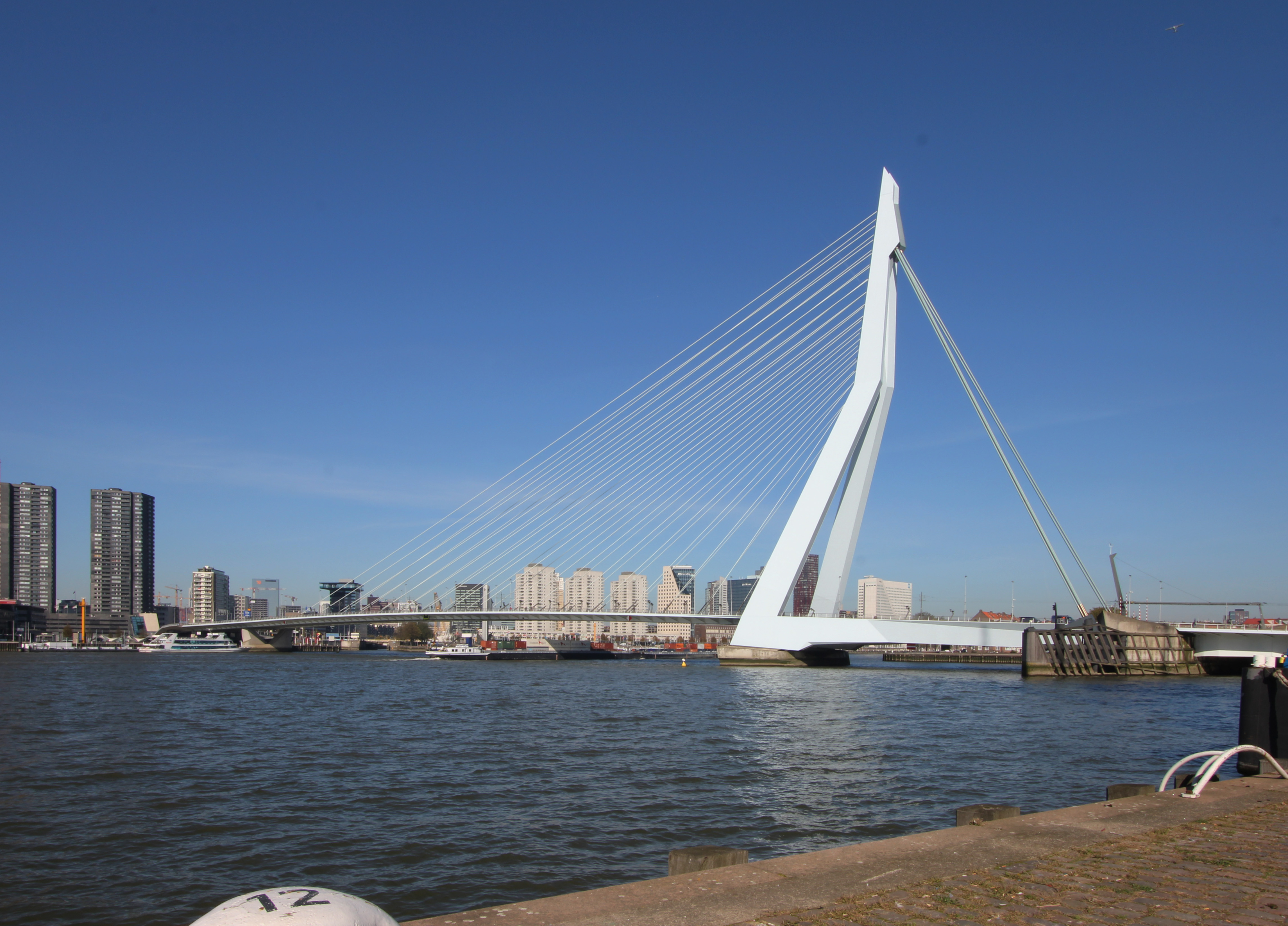
Erasmusbrug.

#### Ponts et tunnels du port moderne de Rotterdam (XXeetXXIesiècles)
En aval de la Nouvelle Meuse, la rivière prend le nom de Scheur, au confluent de la Meuse et de la Nouvelle Meuse. Entre la Scheur et la mer du Nord, se trouve la Nieuwewaterweg, qui débouche sur la mer par le canal Maasmond. Plusieurs tunnels permettent la traversée des véhicules :
- le Willemsspoortunnel ouvert en 1993, remplace le pont ferroviaire externe (ancien pont Guillaume) et permet le passage des lignes de train en direction du sud, de la gare souterraine de Rotterdam-Blaak en direction de Bréda[271],[272] ;
- le Maastunnel est le premier tunnel de ce type construit dans le pays, en 1937 ; il est à plusieurs niveaux, permettant le passage des piétons, des vélos par une piste cyclable, et des voitures ; sa partie routière est en rénovation jusqu'en 2019[CR 47] ;
- le tunnel du Benelux est un ensemble de plusieurs tunnels passant sous la Meuse pour relier les communes de Schiedam et Flardingue au quartier sud de Rotterdam, Hoogvliet ; il permet le passage de l'autoroute A4, du métro et des cycles. Un premier tunnel a été construit et achevé en 1967. Il a été agrandi par un second tunnel (tweede Beneluxtunnel) ouvert en 2002[273] ;
- le tunnel Botlek routier où passe l'autoroute A15, ouvert en 1980[274] ;
- le tunnel ferroviaire Botlek ouvert en 2006, a été construit pour permettre une meilleure liaison ferroviaire pour le transport des matériaux et marchandises entre Rotterdam et la région allemande industrielle de la Ruhr (ligne de la Betuwe)[275] ;
- le tunnel Burgemeester Thomassentunnel, parfois surnommé le tunnel Ferrari en raison de sa couleur rouge, et ouvert en 2004[274], permet le passage autoroutier (A15) sous le canal Caland, reliant le Botlek (est) à la zone de l'Europoort (ouest)[276].

De nombreux ponts ont également été construits dans les parties portuaires datant de l'après-guerre. Les ponts construits dans la seconde moitié du XXe siècle, alors que le port s'agrandissait avec les zones portuaires de l'Europort, du Botlek, des Maasvlaakte, ont nécessité des constructions de grande envergure, notamment le pont ferroviaire Dintelhaven (le Dintelhavenspoorbrug) dont la longueur est de 270 m.

## Héraldique

### Historique
Les premières armoiries de la ville trouvent leurs origines au début du XIVe siècle. À la reddition de Rotterdam, Guillaume Ier, comte de Hollande et du Hainaut, en remerciement du soutien apporté par les seigneurs de Wena, dans sa lutte contre la Flandre en 1304, offre à la ville ses propres armoiries. À cette époque, les premières armes de Rotterdam se composent de quatre lions, dont deux rouges et deux noirs, symbolisant les emblèmes du Hainaut,.
De nouvelles armoiries de la ville sont créées en 1740.
Dans les années 1810, alors que les Pays-Bas sont sous domination napoléonienne, la commune doit adapter ses armoiries à sa position de « bonne ville du premier empire », en ajoutant un aigle en or qui couronne son blason. Lors de la constitution du Royaume des Pays-Bas en 1815, l'aigle laisse place à une couronne royale. Ce changement est ratifié par un arrêté royal daté du 16 janvier 1816.

### Devise
En janvier 1948, la reine Whilelmine, voulant rappeler la capacité des Rotterdamois à surmonter les souffrances endurées durant la guerre, leur accorde officiellement la devise « Sterker door strijd », en français « Plus fort par l'effort » qui figure depuis lors sur les armoiries de la ville,. À cette occasion, la reine indique qu'il s'agit de « rappeler aux générations futures le courage et la force avec lesquels le peuple de Rotterdam a subi toutes les épreuves de la guerre, et la contribution essentielle qu'il a apportée à la libération de la patrie ». Une statue commémorative portant cette devise est érigée dans le centre de Rotterdam en 1953.

### Blason
| Blason de la ville de Rotterdam. | Les armoiries de Rotterdam blasonnent ainsi : « Écartelé : De sinople au pal d'argent, au chef d'or quatre lions de gueules et sables. 1 et 4 en or un lion passant de sabre jeté à la gorge, 2 et 3 en or un lion passant de sabre azuré jeté à la gorge déployée,. » |

### Description des armoiries
Le blason se présente sous la forme d'un écu composé de deux bandes vertes symbolisant l'arme originale de Wena et bissectées d'une bande blanche symbolisant la Rotte ; et de quatre lions, deux noirs et deux rouges représentés sur un champ de couleur or. L'écu est maintenu par deux lions aux couleurs dorées et naturelles. Les deux lions se présentent debout, surmontant une terrasse se présentant sous la forme d'un mur constitué de briques contre lequel les flots viennent se heurter. Ces armoiries sont complétées par la devise de Rotterdam disposée sur un rouleau : « Sterker door strijd » (« Plus fort par l'effort »).

### Utilisation du blason et des armoiries
Les armoiries de la ville de Rotterdam sont enregistrées au Hoge Raad van Adel (le Collège des armes).

Évolution des armoiries de Rotterdam
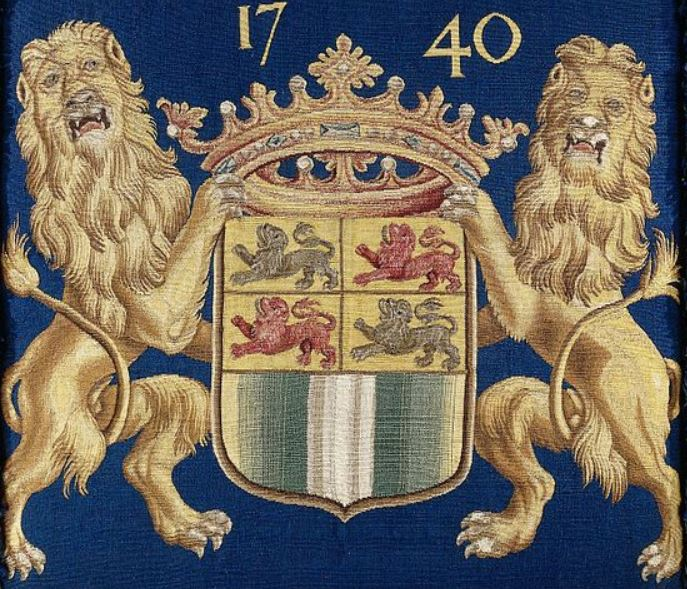
Armoiries en 1740.
Armoiries en 1813.
Armoiries en 1816.
Armoiries actuelles (depuis 1948).

## Rotterdam dans la culture et les arts

### Domaine de la peinture
Rotterdam et son port ont été une source d'inspiration de plusieurs peintres, tels que les Néerlandais Hendrick Martensz Sorgh, Pieter Schipperus et Lieve Verschuier, l'Allemand Hans Herrmann, les Français Eugène Boudin et Maximilien Luce, le Russe Vassily Kandinsky, les impressionnistes George Hendrik Breitner et Paul Signac,, ou encore le Britannique William Turner,.

Peintures représentant Rotterdam et son port
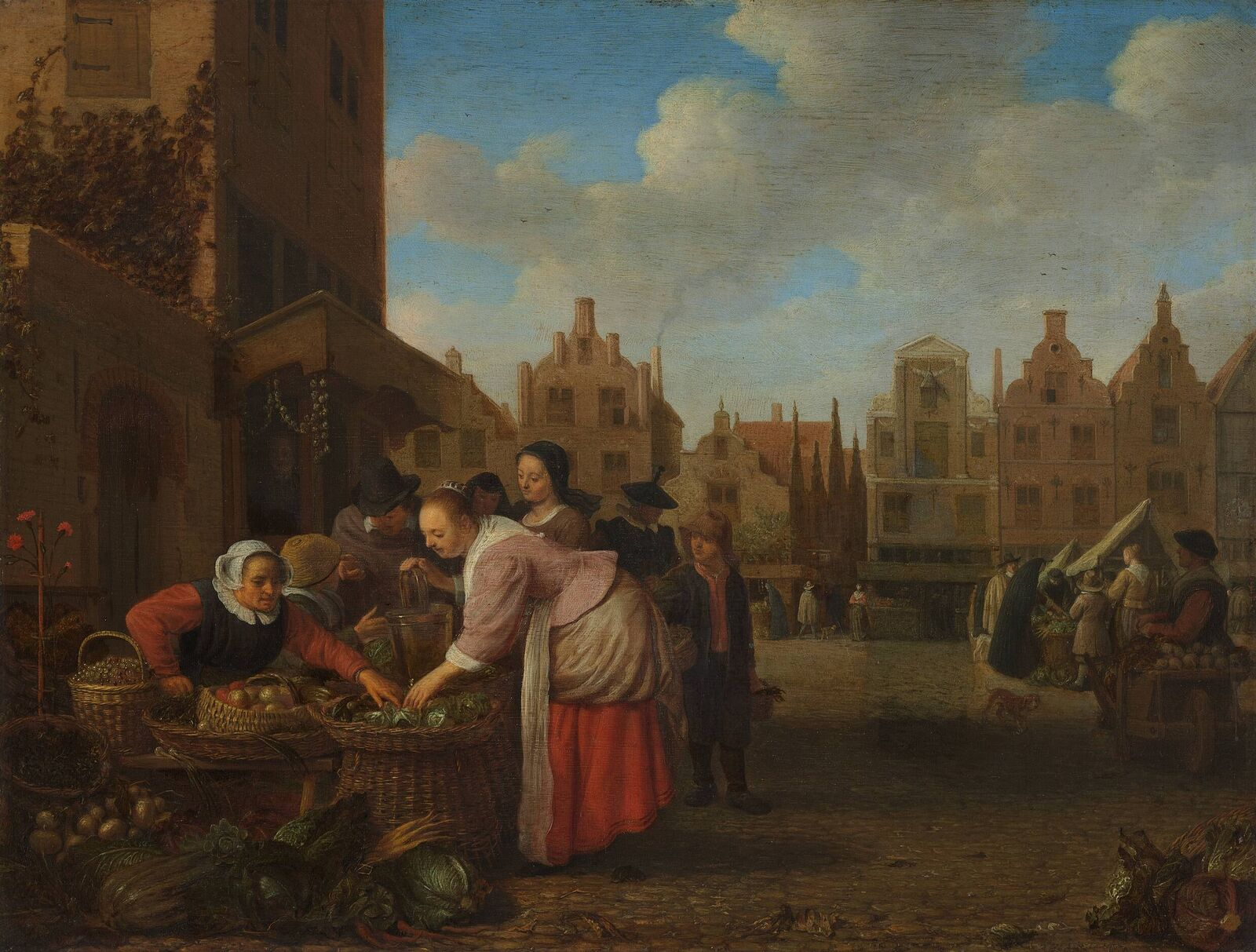
De grote markt van Rotterdam, 1654 Hendrick Martensz Sorgh[297].
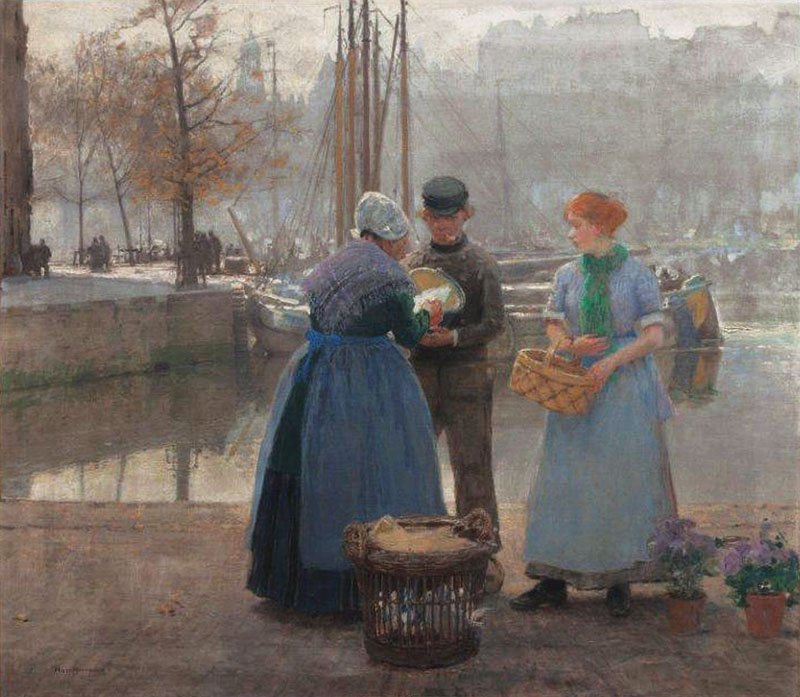
Herbstmorgen in Rotterdam, d'Hans Herrmann (1879)[298].
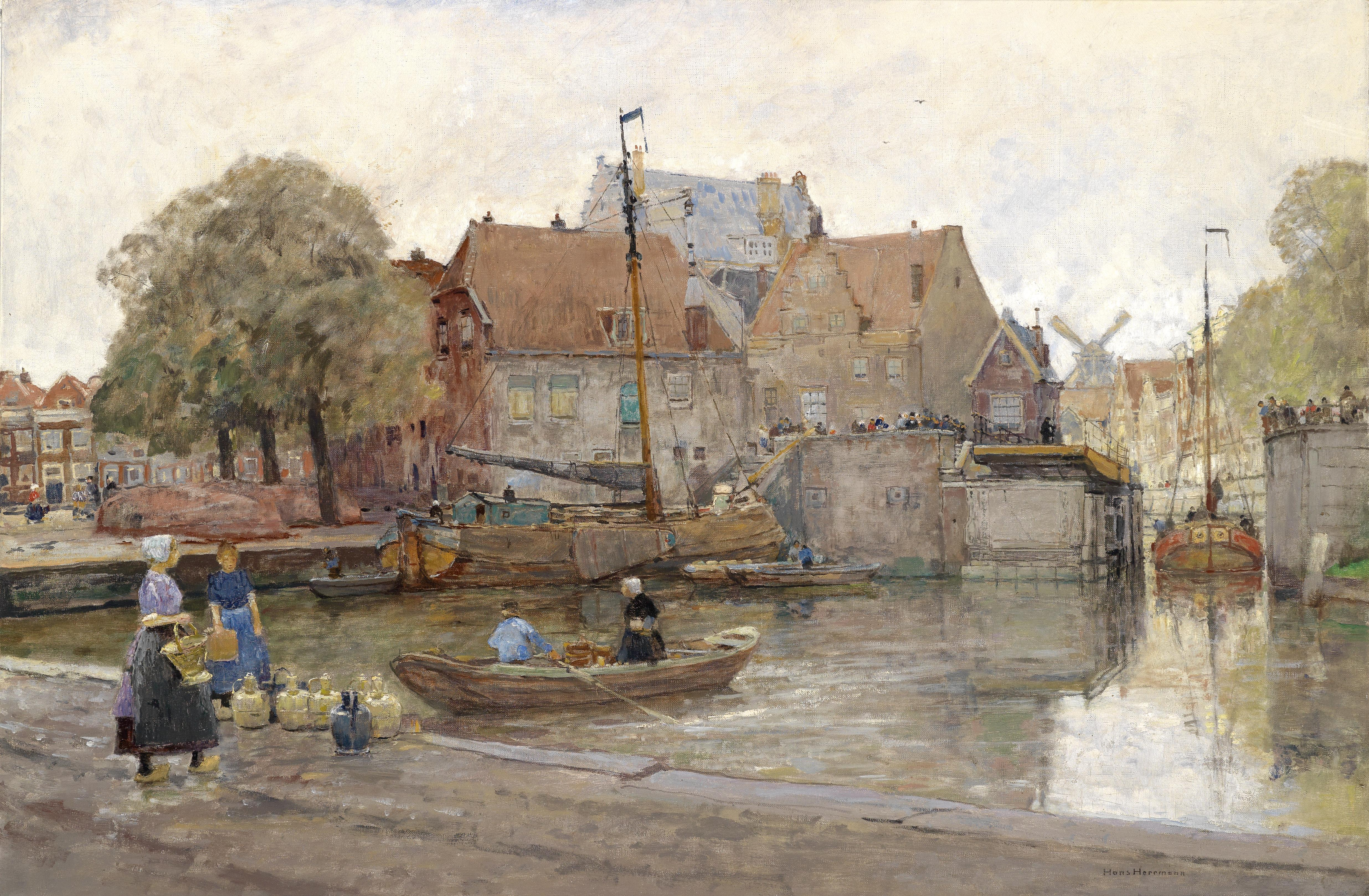
Alte Schleuse in Delfshaven d'Hans Hermann[299].
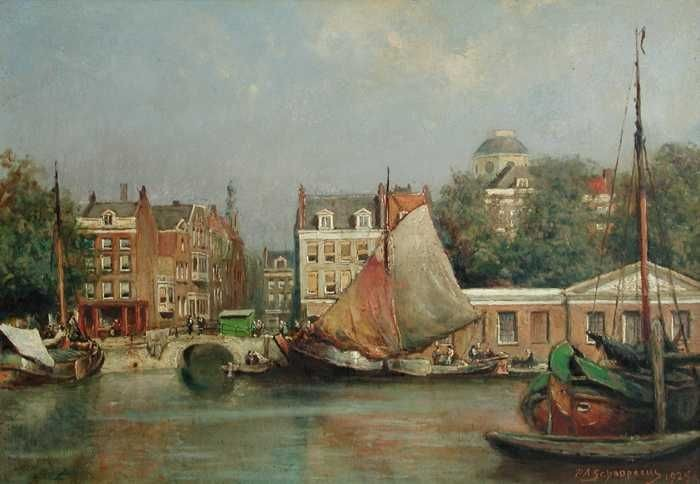
De oude vismarkt aan de Leuvehaven de Pieter Schipperus, 1925[300].
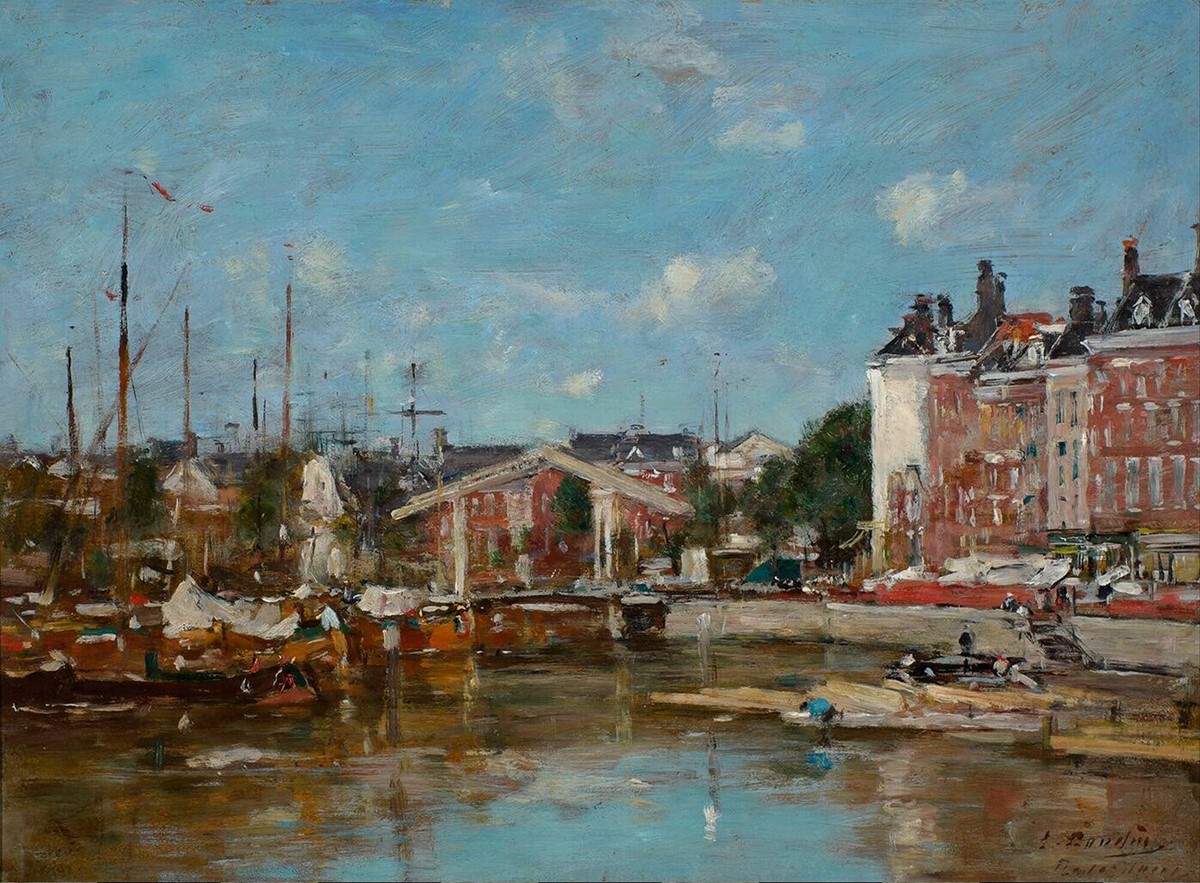
La Meuse à Rotterdam d'Eugène Boudin (1881)[301].
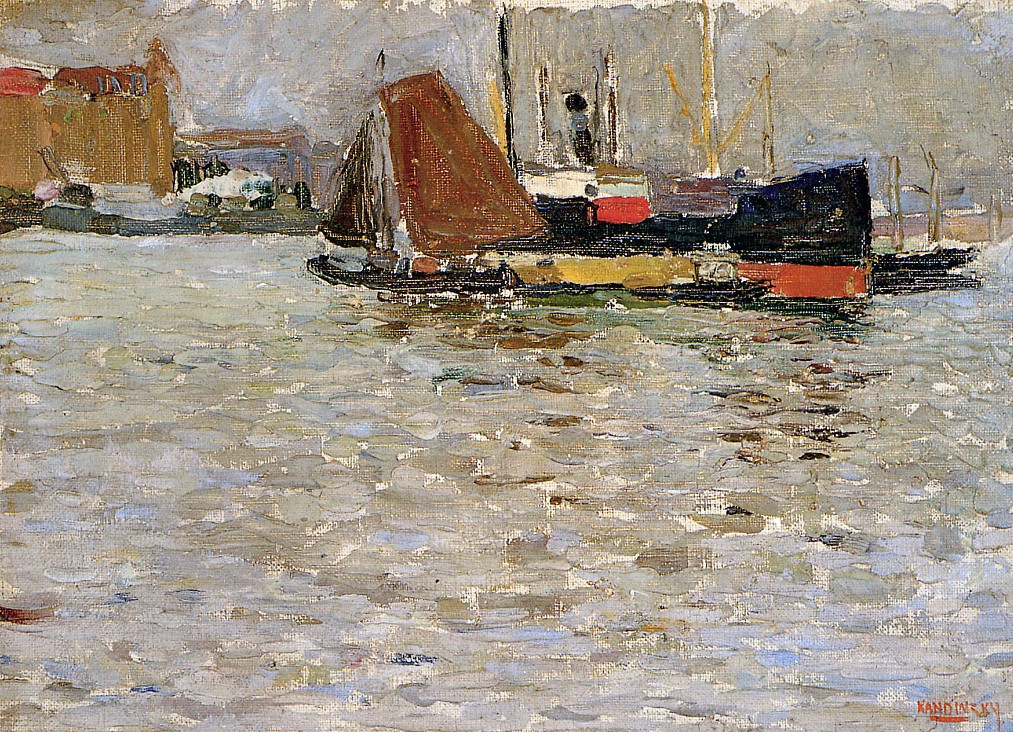
Rotterdam, de Vassily Kandinsky (1904)[302].
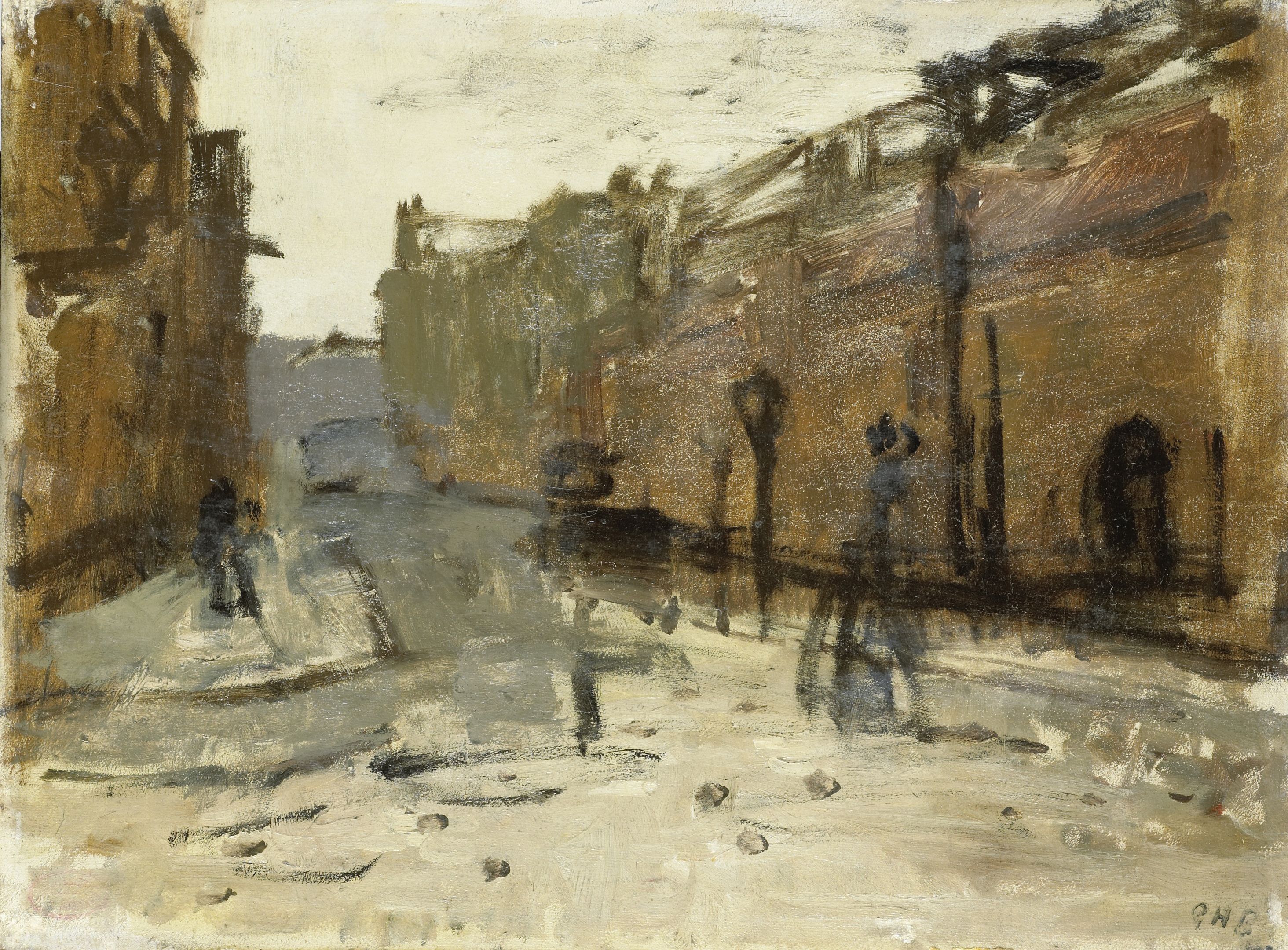
De Baan in Rotterdam de George Hendrik Breitner (1906-1907)[303].
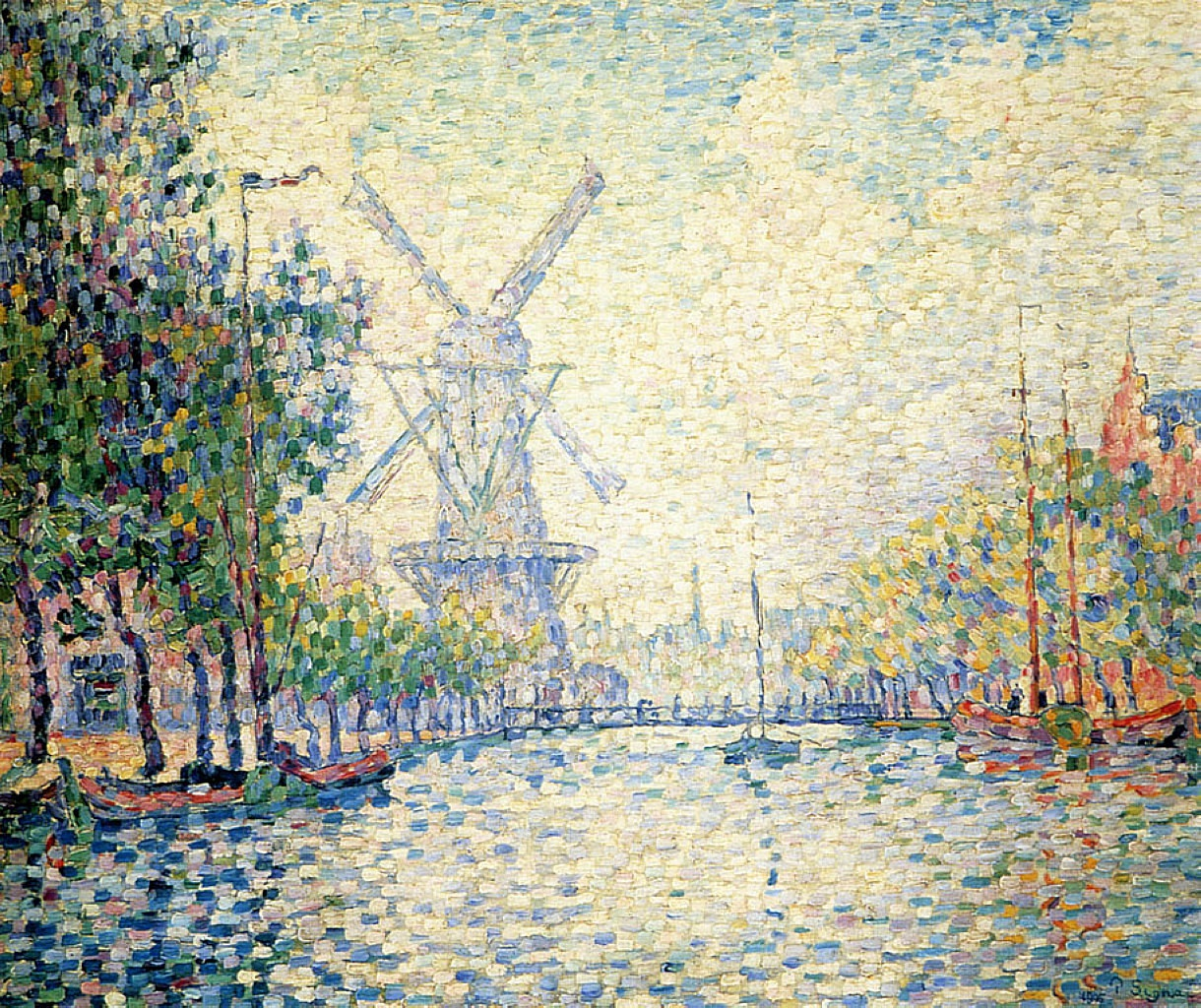
Rotterdam, moulin sur le canal de Paul Signac.
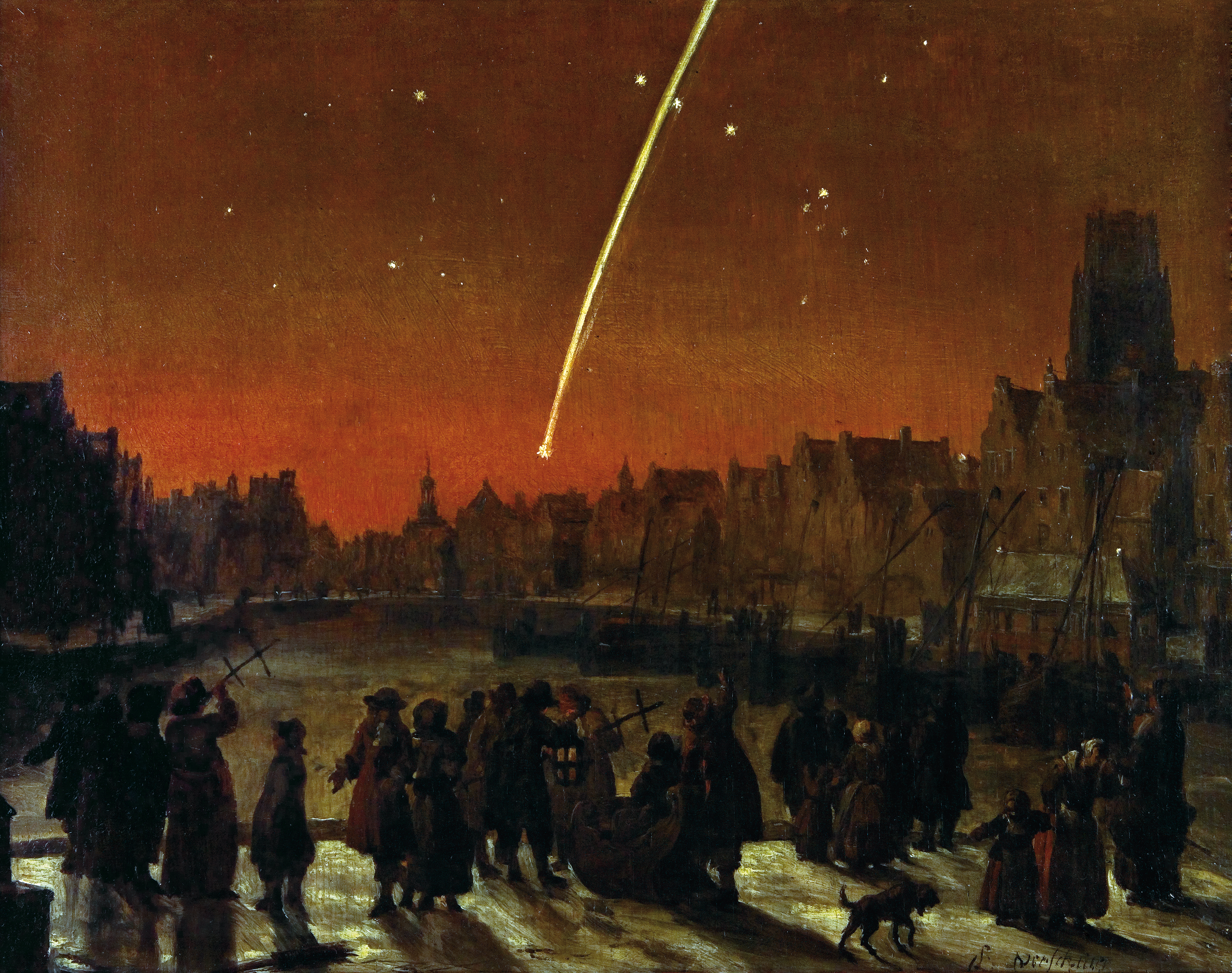
La Grande Comète de 1680 au-dessus de Rotterdam de Lieve Verschuier, 1681[304],[305],[306].
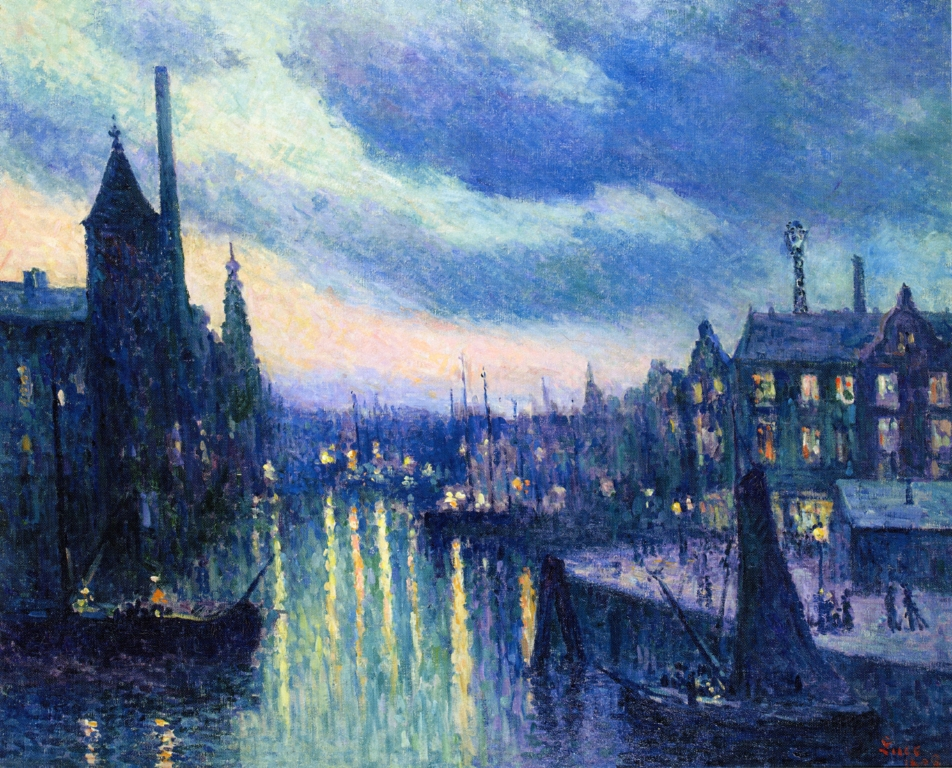
Le port de Rotterdam, le soir de Maximilien Luce.

### Domaine de la musique
Jaap Valkhoff a écrit plusieurs chansons sur Rotterdam dont la plus connue, Langs de Maas, est aujourd'hui immortalisée par une statue érigée en son honneur en 1998 au Leuvehaven.
Rotterdam a inspiré une chanson éponyme, au poète et chanteur Léo Ferré.
Le groupe The Beautiful South a consacré une chanson à la ville, intitulée Rotterdam (or Anywhere) et parue en 1996.
Des groupes musicaux de hardcore house se réfèrent explicitement à Rotterdam dans leur nom : Rotterdam Terror Corps et Rotterdam Termination Source.

### Domaine du cinéma
Au cinéma, Rotterdam a été mis en images dans le film néerlandais Het Bombardement dont l'action se déroule durant le bombardement de Rotterdam en 1940.
Karakter est un film dramatique de 1997 tourné par le réalisateur néerlandais Mike van Diem et dont l'action se déroule durant les années 1920 au sein de Rotterdam. Ce film, qui est l'adaptation du roman Karakter et de la nouvelle intitulée Dreverhaven en Katadreuffe de F. Broderick, met en scène un jeune homme vivant avec sa mère dans les quartiers pauvres et qui souhaite devenir avocat.
Le film De Marathon (2012) est une comédie néerlandaise qui raconte l'histoire d'un groupe de garagistes de Rotterdam décidant de courir le marathon de Rotterdam pour sauver leur garage de la faillite. Le film ayant connu un franc succès, une comédie musicale portant le même titre a été jouée au théâtre Luxor en 2017.

### Domaine du jeu vidéo
Deux niveaux du jeu Hitman : Tueur à gages, puis deux autres niveaux du jeu Hitman: Contracts se déroulent à Rotterdam[réf. nécessaire]. Rotterdam est aussi le cadre d'un niveau du jeu Battlefield V[réf. nécessaire], le niveau se déroule lors de la Seconde Guerre mondiale.